# أوروبا
أُورُوبَّا أو أُورُبَّا هي إحدى قارات العالم السبع، وجغرافيًّا تُعد شبه جزيرة كبيرة تكون الجزء الغربي الممتد من أوراسيا بين جبال الأورال وجبال القوقاز وبحر قزوين من الشرق والمحيط الأطلسي من الغرب والبحر الأبيض المتوسط والبحر الأسود ومنطقة القوقاز من الجنوب والمحيط المتجمد الشمالي من الشمال، وتعتبر قارة صغيرة نسبيًا مقارنة ببقية القارات لكن قارة أستراليا أصغر منها، إلى جانب حدود أوروبا الجغرافية يعود مفهوم حُدود القارة إلى العصور القديمة الكلاسيكيَّة حيث أصبح مصطلح «قارة» جغرافيًّا في المقام الأول، ولكنه يشمل أيضًا العناصر الثقافيَّة والسّياسيَّة في المقام الثاني.
كلمة أوروبَّا أصلها إغريقي (باليونانيَّة: Ευρώπη) وتعني الوجه العريض، وتصل مساحة القارة لحوالي 10,180 مليون كم2 (2% من سطح الأرض، و6,8% من مساحة الأرض)، وهي ثاني أصغر قارة، والقارة الثالثة من حيث عدد السكان في العالم، إذ يزيد عدد سكانها عن 750 مليون نسمة (حوالي 11% من سكان الأرض). تمتدُّ روسيا وهي أكبر بلد أوروبي عبر كامل شمال آسيا وحوالي 40% من أوروبا، في حين تعتبر دولة الفاتيكان أصغر دول القارة. يتأثر المناخ الأوروبي إلى حد كبير بتيارات المحيط الأطلسي الدافئة والتي تخفف من فصول الشتاء والصيف في معظم أنحاء القارة، حتى عند خطوط العرض التي يكون المناخ في آسيا وأمريكا الشمالية فالاختلافات. أبعد من البحر، الاختلافات الموسمية هي أكثر وضوحًا عند الساحل وبقربه.
منذ حوالي عام 1850، تُعد أوروبا في الغالب مفصولة عن آسيا عن طريق تقسيم المياه السطحية لجبال الأورال والقوقاز، ونهر الأورال، وبحر قزوين والبحر الأسود والممرات المائية في المضيق التركي. على الرغم من أن مصطلح «القارة» يتضمن الجغرافيا الطبيعية، إلّا أن الحدود البرية اعتباطية إلى حد ما وتمت إعادة تعريفها عدة مرات منذ أول تصور لها في العُصُور الكلاسيكيَّة القديمة. إنّ تقسيم أوراسيا إلى قارتين يعكس الاختلافات الثقافيَّة واللغويَّة والعرقيَّة بين الشرق والغرب والَّتي تختلف باختلاف الطيف وليس بخطٍّ فاصل حاد. الحدود الجغرافيَّة بين أوروبا وآسيا لا تتبع أي حدود للدولة: تركيا وروسيا وأذربيجان وجورجيا وكازاخستان هي بلدان عابرة للقارات. كما أنّ إسبانيا أيضًا عابرة للقارات من حيث أن الجزء الرئيس منها يقع في شبه الجزيرة الإيبيرية في أوروبا، بينما توجد جيوب من الأراضي الإسبانيَّة عبر مضيق جبل طارق على أراضي شمال إفريقيا مثل مليلية وسبتة إلى جانب جزر الكناري في المحيط الأطلسي.
تمتعت الثقافة الأوروبيَّة بأولوية أو امتياز، وكانت هناك «مركزيَّة أوروبيَّة» في تشكيل النظام العالمي الحديث، سواء من حيث الحقائق أو الأفكار أو أشكال الهيمنة الأخرى. يتفق المؤرخون أنَّ أوروبَّا، خاصةً في اليونان القديمة وروما القديمة هي مهد الحضارة الغربية المؤثرة على العالم. كان سقوط الإمبراطورية الرومانية الغربية في عام 476 ميلادي وعصر الهجرات اللاحق بمثابة نهاية للتاريخ القديم وبداية العصور الوسطى. أدَّت النهضة الإنسانية وعصر الاستكشاف والفن والعلوم إلى العصر الحديث. منذ أن بدأت الإمبراطورية البرتغالية والإسبانية عصر الاستكشاف، لعبت أوروبا دورًا بارزًا في الشؤون العالمية بدءًا من القرن الخامس عشر، وخاصةً عقب بداية الاستعمار. سيطرت الدول الأوروبية بين القرنين السادس عشر والعشرين، في أوقات مختلفة على الأمريكتين، ومعظم إفريقيا وأوقيانوسيا، وأجزاء كبيرة من آسيا. أدّت الثورة الصناعيَّة، الَّتي بدأت في بريطانيا العُظمى في نهاية القرن الثامن عشر، إلى تغييرات اقتصاديَّة وثقافيَّة واجتماعيَّة راديكالية في أوروبا الغربيَّة أوّلًا، لتشمل بعد ذلك العالم. وقد ازداد النمو السكاني الأوروبّيّ بشكلٍ كبير، إذ بحلول عام 1900، كان نصيب أوروبا حوالي 25% من مجمل سكان العالم.
شكل كل من عصر التنوير والثورة الفرنسيَّة اللَّاحقة والحروب النابليونية القارة ثقافيّاً وسياسيّاً واقتصاديّاً من نهاية القرن السابع عشر وحتى النصف الأول من القرن التاسع عشر. أخذت الحربان العالميتان مسرحها وأحداثها بشكلٍ كبير في أوروبَّا، وأخذت مساهمتها في الشؤون السياسيَّة في الانخفاض مع انخفاض هيمنة أوروبا الغربية في الشؤون العالمية في منتصف القرن العشرين وازدياد نفوذ كل من الولايات المتحدة والاتحاد السوفيتي. خلال الحرب الباردة، قُسّمت أوروبَّا على طول السّتار الحديدي بين منظمة حلف شمال الأطلسي في الغرب وحلف وارسو في أوروبا الشرقيَّة. أدى التكامل الأوروبّيّ إلى تشكيل مجلس أوروبَّا والاتحاد الأوروبّيّ في أوروبا الغربية، ومع سقوط الاتحاد السوفياتي في عام 1991 انضمت دول أوروبيَّة شرقيَّة إلى الاتحاد الأوروبّيّ، وتُعد عملة اليورو، وهي العملة المُوحدة للاتحاد الأوروبي، وهي العملة الأكثر تداولًا في القارة، وتستخدمها 20 دولة.

## أصل التسمية والتعريف

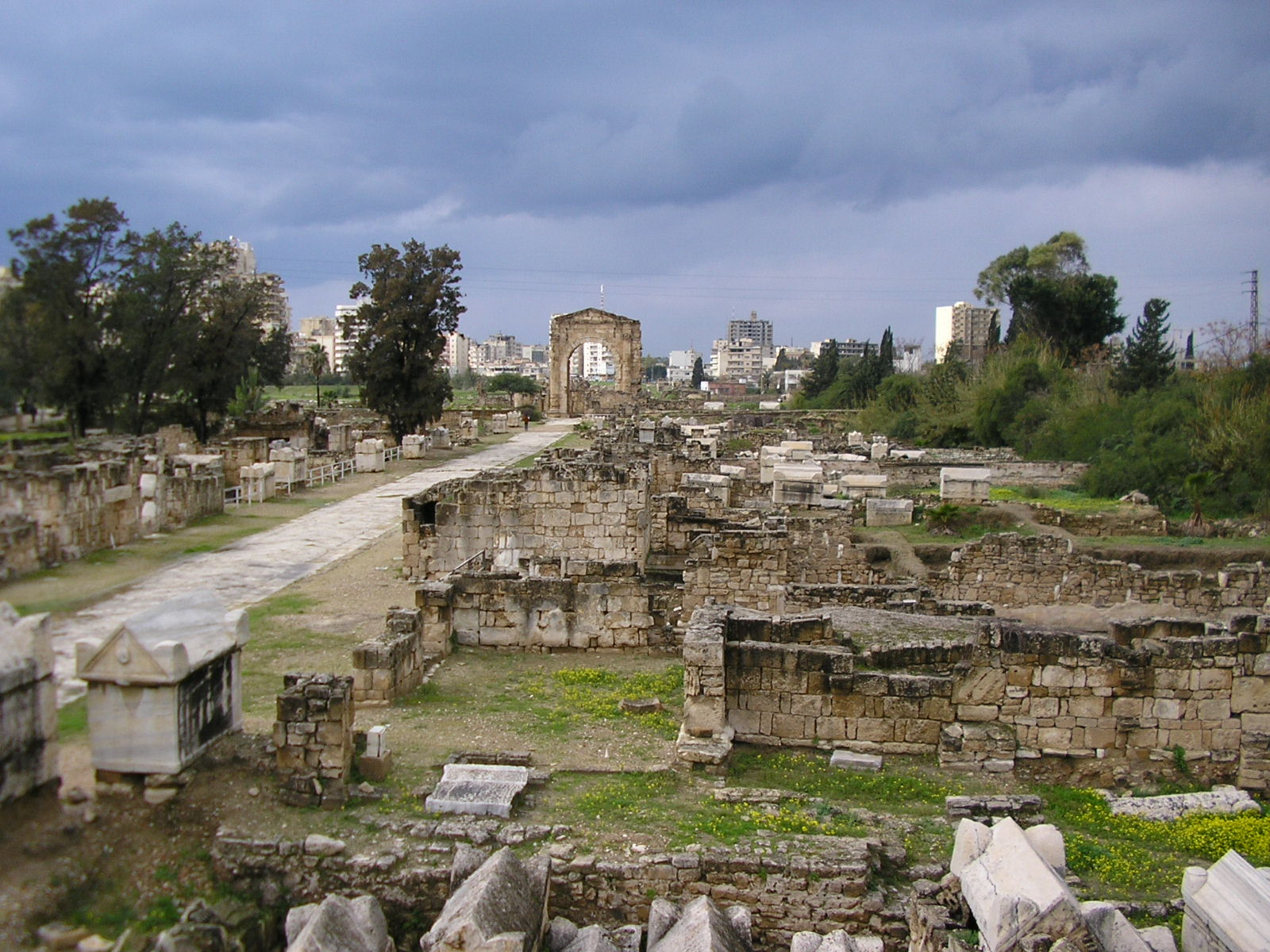
مدينة صور اللبنانيّة؛ حيث ولدت الأميرة الفينيقية أوروبا حسب الميثولوجيا اليونانية.

في الميثولوجيا اليونانية، أوروبَّا هي ابنة آغنور ملك صور الفينيقي (ما يُسمى في يومنا هذا لبنان)، وقيل أن القارة الأوروبية سُميت على اسمها.
أول استخدام مسجل لمصطلح أوروبا كمصطلح جغرافي هو في ترانيم هومري إلى ديليان أبولو، في إشارة إلى الشاطئ الغربي لبحر إيجه. أمّا كاسم لجزء من العالم المعروف، فقد استخدم لأول مرة في القرن السادس قبل الميلاد من قبل هكتيوس الملطي وأناكسيماندر. وضع الفيلسوف أناكسيماندر الحدود بين كل من آسيا وأوروبا على طول نهر نهر رايوني في القوقاز، وهي المبدأ الذي إتبعه هيرودوت في القرن الخامس قبل الميلاد. وذكر هيرودوت أن العالم قد قُسم من قبل أشخاص مجهولين إلى ثلاثة أجزاء وهي أوروبا وآسيا وليبيا (إفريقيا)، مع تكوين كل من نهر النيل ونهر رايوني بتكوين حدودهم، على الرغم من أنه ذكر أيضاً أن البعض يعتبر نهر الدون، وليس نهر رايوني، الحد الفاصل بين أوروبا وآسيا. عُرّفت الحدود الشرقية لأوروبا في القرن الأول من قبل الجغرافي سترابو في نهر الدون. وصف كتاب اليوبيلات القارات بأنها الأراضي التي أعطاها نوح لأبنائه الثلاثة. عرفت أوروبَّا بأنها تمتد من أعمدة هرقل عند مضيق جبل طارق، وتفصلها عن شمال غرب أفريقيا، إلى نهر الدون، وتفصلها عن آسيا.
يعود مفهوم أوروبا ككيان ثقافيّ وجغرافيّ وسياسيّ موحّد إلى الإمبراطورية الرومانية بدايةً والمسيحيَّة بشكلٍ خاص، حيث كانت المسيحيَّة من أُسُس وأركان القاعدة الثقافية الأوروبية وفي مناسبات محددة كانت الركن الوحيد للهوية الأوروبية، خاصًة عندما سعت الكنيسة الرومانية الكاثوليكية لبسط نفوذها الثقافي ومن ثمّ السياسيّ على الغرب الأوروبّيّ، فالأممية المسيحيَّة أو مفهوم العالم المسيحيّ ظلت قوَّةً سياسيَّة ودافعًا فكريًّا وعقائديًّا وسياسيًّا أثّر مباشرةً على المسيرة السياسيَّة الأوروبّيَّة، بل إنه أصبح لب فكرة «المفهوم الغربي»، وقام باستبدال المفهوم الجغرافي الأوروبيّ الضيّق أو الروماني المحدود وأصبح يُمثّل شرعية جديدة بدأت تترسخ داخل الشعوب الأوروبّيَّة والوجدان السياسيّ فيها، وأصبح هذا المفهوم يمثل الشرعيَّة السياسيَّة والدينيَّة على حدٍ سواء.
أُستخدِمَ مُصطلح «أوروبا» أوَّل مرةٍ في المجال الثقافيّ في عصر النهضة الكارولنجية في القرن التاسع. ومن ذلك الوقت، حدد المصطلح مجال تأثير الكنيسة الغربيَّة، على عكس كلٍّ من الكنائس الأرثوذكسية الشرقيَّة والعالم الإسلامي. وضع التعريف الثقافي لأوروبا باعتبارها الأراضي اللَّاتينية المسيحيَّة في القرن الثامن، ممَّا يدُل على مجمع سكني ثقافيّ جديد أُنشئ من خلال التقاء التقاليد الجرمانيَّة والثقافة المسيحيَّة اللَّاتينية، والَّتي عُرّفت جُزئيّاً على النقيض من بيزنطة والإسلام، واقتصرت على شمال إيبيريا، والجُزُر البريطانية، وفرنسا، وغرب ألمانيا المسيحيّ، ومناطق جبال الألب وشمال ووسط إيطاليا.
تبرز مسألة تعريف الحدود الشرقية الدقيقة لأوروبا في الفترة الحديثة المبكرة، حيث بدأ الامتداد الشرقي لدوقية موسكو الكبرى ليشمل شمال آسيا. بحلول منتصف القرن التاسع عشر، كانت هناك ثلاث اتفاقيات رئيسية حول حدود أوروبا، واحدة تتبع نهر الدون وقناة فولغا-دون، ونهر الفولغا، والأخرى بعد هبوط كوما مانيش إلى بحر قزوين ومن ثم نهر الأورال، والثالثة تتخلى عن الدون تماماً. وكان السؤال لا يزال يعامل على أنه «جدل» في الأدب الجغرافي في ستينيات القرن التاسع عشر، حيث دافع دوغلاس فريشفيلد عن حدود قمة القوقاز على أنها «أفضل ما يمكن»، مستشهداً بتأييد مختلف «الجغرافيين المعاصرين».

## التاريخ

### فترة ما قبل التاريخ

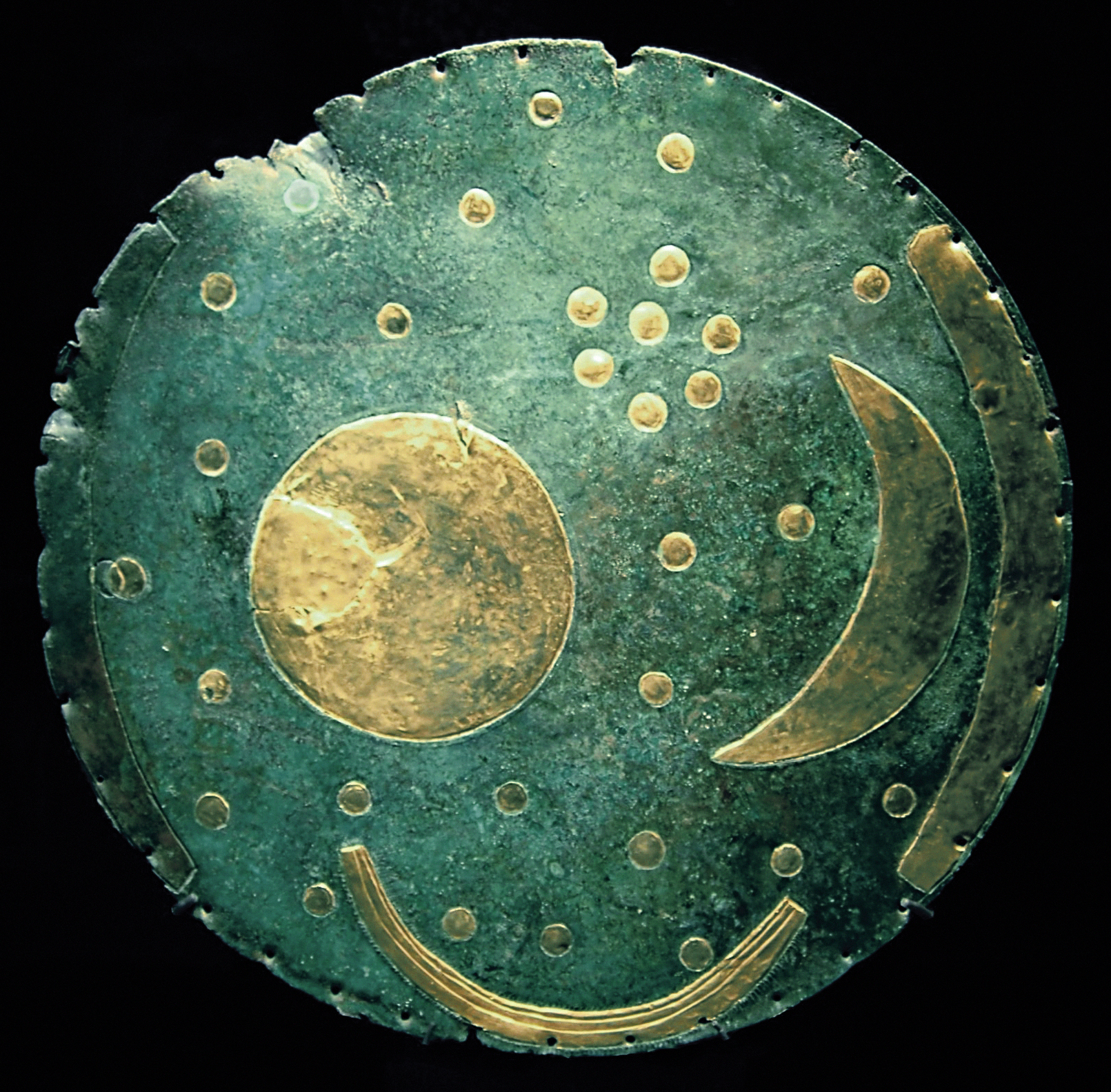
قرص برونزي عُثر عليه في بلدة نبرا الألمانية، يعود لحوالي سنة 1600 ق م. يعتبر أقدم خريطة فلكية معروفة. لاحظ عنقود الثريا في أعلى اليمين.

تدل الأحافير التي اكتشفها العلماء على أن الإنسان الأول عاش في أوروبا منذ أكثر من مليون عام. وأهم الأشكال المعروفة عن إنسان ما قبل التاريخ إنسان نياندرتال والإنسان الكرومانيوني. عاش الإنسان النياندرتالي في حوالي الفترة التي تقع قبل 100,000 إلى 35,000 سنة مضت، وعاش الكرومانيوني في الفترة التي تقع قبل 40,000 إلى 10,000 سنة خلت. وكانوا يعيشون على الصيد، وكثيري التنقل من مكان إلى آخر بحثًا عن الطعام. ويعيشون في جماعات تتراوح بين 25 و30 فردًا.
تعلم الإنسان في جنوب شرقي أوروبا نحو سنة 6000 ق م كيفية الحصول على قوته بفلاحة الأرض. مهد هذا التطور المبكر لوضع اللمسات النهائية لظهور الحضارات التي أدت بدورها لاستقرار الإنسان الذي كان دائم التنقل بحثا عن الطعام. وقد كان عندما يستقر في مكان معين يقيم القرى. وقد تطورت بعض تلك القرى فيما بعد وأصبحت نواة لقيام المدن الأوروبية الأولى. بعد نحو عام 6000 ق م بدأت تتجه أعداد أكثر فأكثر من الأوروبيين القدماء نحو الزراعة، إذ أصبحت الزراعة مصدر الغذاء الرئيسي وحتى نهاية فترة ما قبل التاريخ، أي نحو سنة 3000 ق م، فعمت كل أرجاء أوروبا باستثناء مناطق الغابات الكثيفة في الشمال.
قامت الحضارات الأوروبية الأولى في جزر بحر إيجة شرقي اليونان. ازدهرت الحضارة الإيجية في الفترة بين 3000 ق م و1200 ق م. فكان سكان بعض الجزر الإيجية، خاصةً في جزيرة كريت، يستخدمون نظامًا للكتابة، كما كان بينهم البحارة المغامرون والتجار. ظهرت حضارة مماثلة للحضارة الإيجية في جزيرة مالطا جنوبي إيطاليا. وبعد عام 2500 ق.م. تقريبًا أبحر بحارة من جزر بحر إيجة وجزيرة مالطا على طول السواحل الجنوبية والغربية لأوروبا. فكانوا يقدمون للشعوب التي وجدوها في طريقهم، طريقتهم وأسلوبهم في الحياة.

### الحضارة الإغريقية القديمة

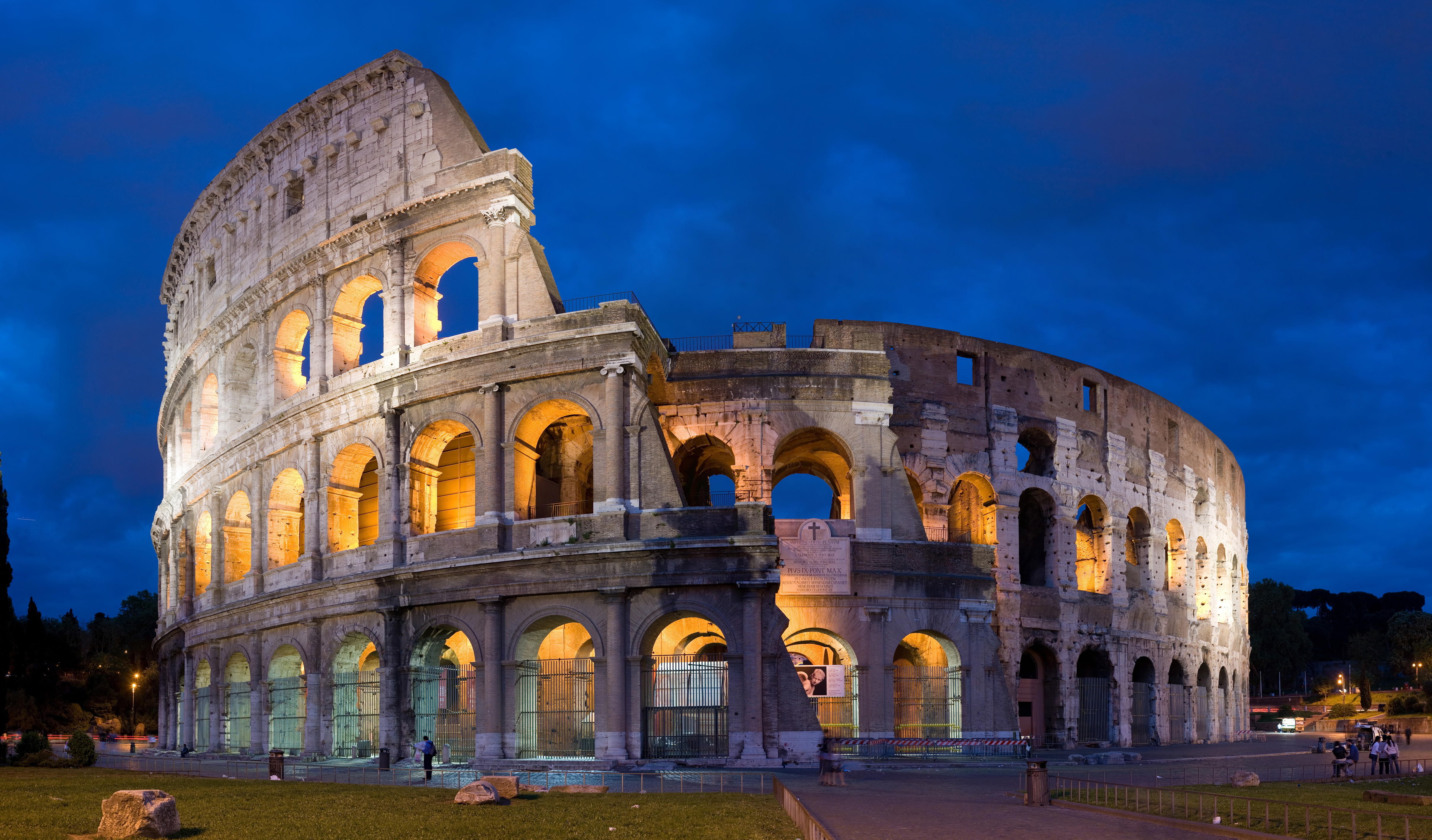
الكولوسيوم من أبرز المآثر المعمارية للحضارة الرومانية.

كان للإغريق القدماء فضل كبير في قيام وازدهار الحضارة. فلقد نزحت قبائل من الشمال إلى شبه جزيرة اليونان حوالي عام 2000 ق. م. وعندما استقرت هذه القبائل في اليونان بدأت في تأسيس حضارة لها على نمط الحضارة الكريتية. أصبح الإغريق قوة ضاربة في منطقة بحر إيجة، حتى استولوا على المنطقة من الكريتيين في القرن الخامس عشر ق.م. وخلال القرون العديدة التالية توحدت مجموعات من تلك القبائل فكونت نوعًا جديدًا من الوحدات السياسية المستقلة. وكانت كل وحدة من هذه الوحدات تسمى بولس أو الدولة ـ المدينة. بلغت الحضارة الإغريقية أوج عظمتها خلال القرنين الخامس والرابع ق.م مع ظهور مدينتي أسبرطة وأثينا ومدن أخرى لا تقل نفوذًا وقوة. انتشرت فكرة الديمقراطية خلال هذه الفترة كما ازدهر الفن والعلم. إلا أن اليونان دخلت في الوقت نفسه تقريبًا في حروب طويلة. أولاً: هزم الإغريق قوات الغزاة القادمة من الإمبراطورية الفارسية في الشرق. ثانيا: نشبت الحروب الداخلية بين الدول ـ المدن الإغريقية نفسها. وباستمرار هذه الحروب بدأت قوة الإغريق السياسية في الانهيار. إلا أن أثينا ظلت مركزًا ثقافيًا للعالم القديم.

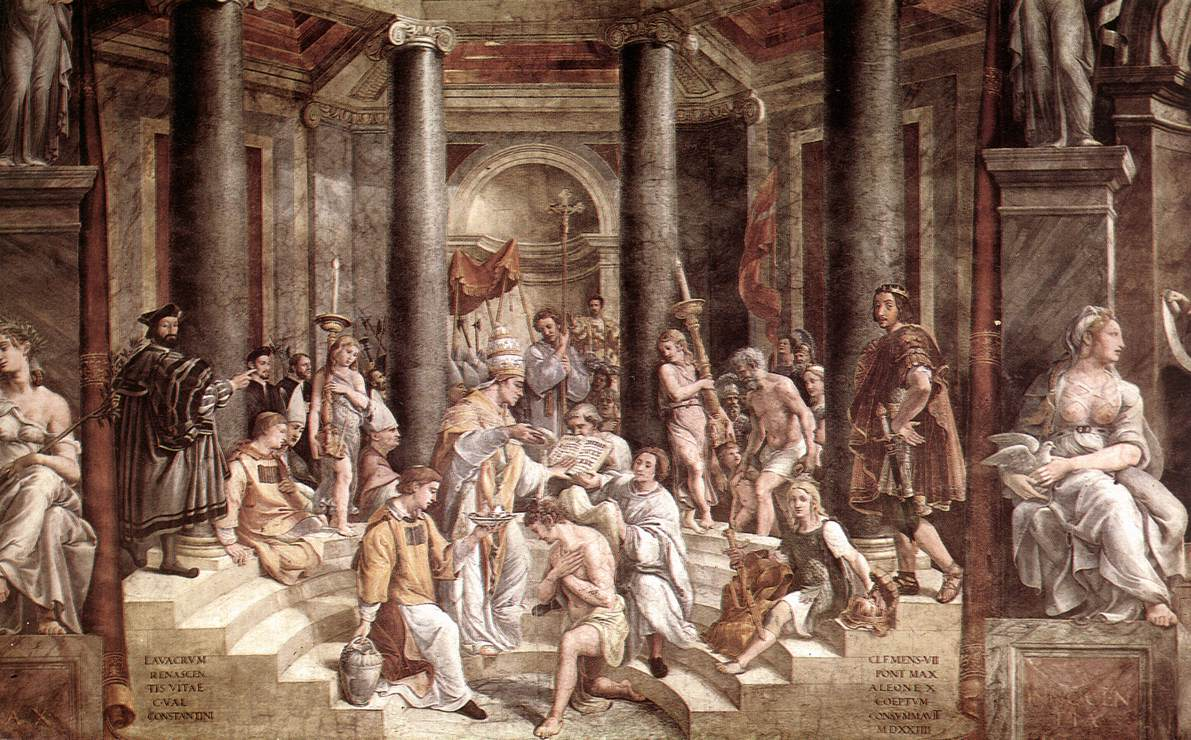
تعميد قسطنطين بريشة تلاميذ رفائيل (1520–1524 الفاتيكان في القصر الرسولي). ذكر يوسابيوس القيصري أن عادة الملوك معتنقي المسيحية حينها كانت أن يؤخروا تعميدهم حتى وقت قصير من وفاتهم.

بلغت الإمبراطورية الرومانية أوج عظمتها خلال فترة ما يُعرف بالسلام الروماني التي استمرت من سنة 27 ق.م حتى سنة 180 م. لم تكن هناك دولة في تلك الفترة لها القوة الكافية لتمثل خطرًا على الإمبراطورية الرومانية. لذا أصبحت تلك الفترة فترة سلام. بلغ الفن والعلم الرومانيان الذروة، كما ازدهرت التجارة في جميع أرجاء الإمبراطورية. اقتبس الرومانيون أفكارًا عديدة من الإغريق مما ساعدهم على نشر الثقافة الإغريقية في أنحاء إمبراطوريتهم. وغالبًا ما يطلق على الثقافة الرومانية اسم الثقافة الهيلينية-رومانية. لكن كان للرومان أيضًا إسهاماتهم في الحياة الأوروبية بالتخطيط الدقيق للمدن وتشييد وإقامة شبكات الطرق. كما أصبحت اللغة اللاتينية أساسًا قامت عليه اللغات الرومانسية المتداولة في أوروبا اليوم. كما أصبح كثير من الأسس القانونية التي وضعها الرومان جزءًا من الأنظمة القانونية في أوروبا ولاحقًا جزءًا من الأنظمة القانونية في أمريكا الشمالية وأمريكا الجنوبية.
بدأت المسيحيَّة في فلسطين التي تقع في جنوب غربي آسيا وقد كانت جزءًا من الإمبراطورية الرومانية. وسرعان ما انتشرت في الجزء الأوروبي من الإمبراطورية. ظل الرومان يضطهدون المسيحيون الأوائل حتى مطلع القرن الرابع الميلادي، حيث منح الإمبراطور قسطنطين الكبير المسيحيين حرية العقيدة، وفي أواخر القرن الرابع الميلادي، أصبحت المسيحية الدين الرسمي للإمبراطورية.
وفي أواخر القرن الثاني الميلادي بدأت بعض القبائل القوية في الشمال والشرق تهديد الإمبراطورية الرومانية التي لم تعد تستطيع الدفاع عن جميع حدودها. فقد كانت الخلافات الداخلية تمثل تهديدًا آخر للإمبراطورية، بدأت الإمبراطورية تتفكك على أثره حتى أعاد الإمبراطور قسطنطين توحيدها عام 324م. في عام 395م انقسمت الإمبراطورية الرومانية بصورة نهائية إلى إمبراطوريتين. فأصبح النصف الشرقي الإمبراطورية الرومانية الشرقية أو البيزنطية وكانت عاصمتها القسطنطينية والتي أصبحت مركز المسيحيَّة الشرقيَّة ومركز حضاري عالمي، فأضحت أعظم مدن العالم في ذلك العصر. أمَّا باقي الإمبراطوريَّة فأصبح الإمبراطوريَّة الرومانيَّة الغربيَّة وكانت عاصمتها روما.

### العصور الوسطى

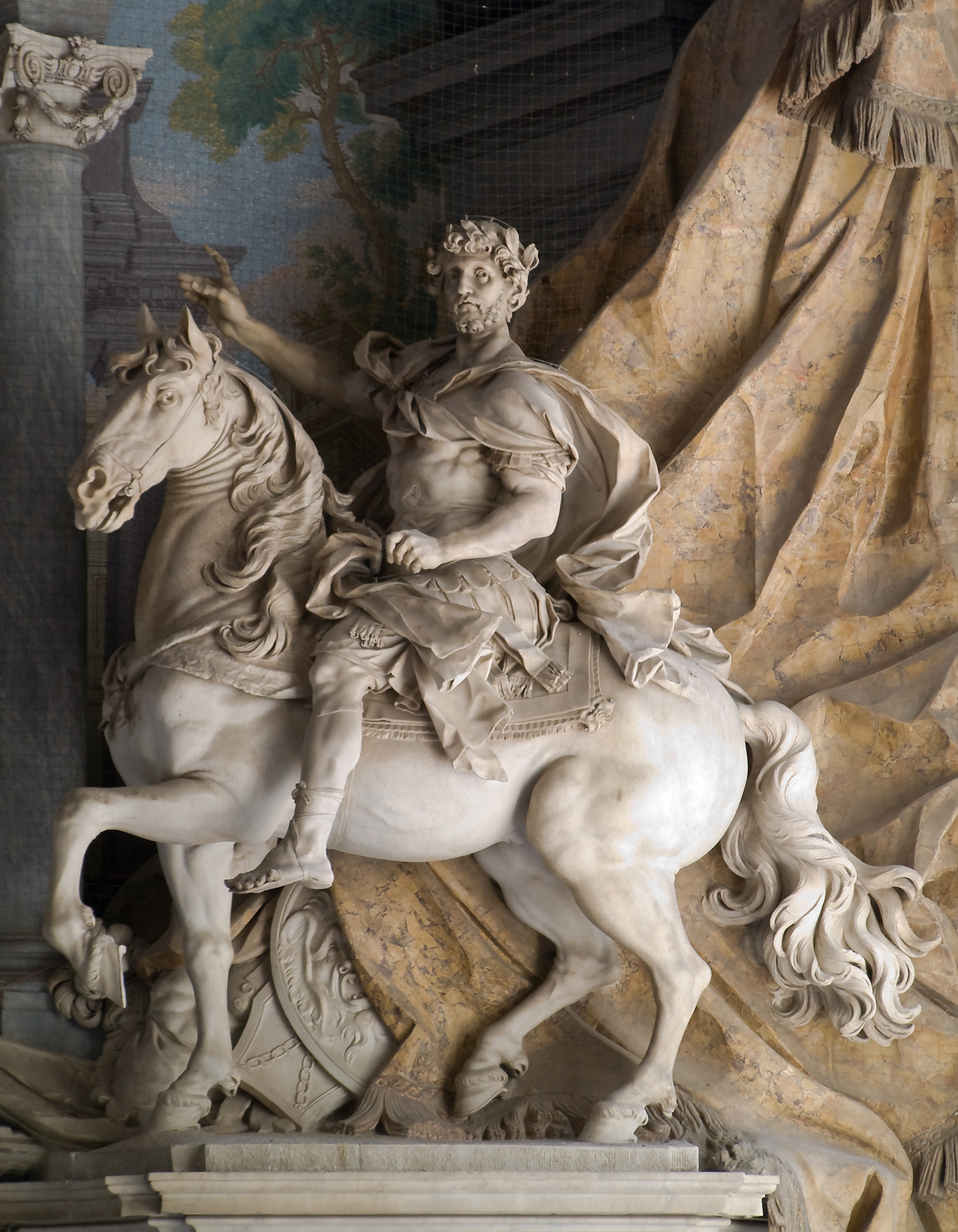
تمثال الإمبراطور شارلمان، وقد أطلق عليه أب أوروبا (باللاتينيّة: Pater Europae).

فقدت الإمبراطورية الرومانية قوّتها بعد انقسامها للإمبراطورية الشرقية والغربية. وتعرضت كل من أقوام القوط، الوندال، اللومبارديون، الفرنجة، والسكسون، والجوتيون الذين يقطنون هسبانيا وجالايا وإيطاليا خارج حدود الإمبراطورية الرومانية الغربية، إلى هجوم اقوام البربرية الالمان. واستولى القوط الغربيون في حروبهم ضد الهون على مدينة روما متقدمين إلى جنوب نهر الدانوب بقيادة ألاريك في عام 410. وسقطت الإمبراطورية الرومانية الغربية في 476. وبسقوط الإمبراطورية الرومانية بدأت العصور الوسطى.
قام القوط الغربيين، الفرع الغربي من القوطيين اللذين تنقلوا من إيطاليا ثم إلى إسبانيا، بتأسيس مملكة كبيرة لهم هناك. واستولى الوندال، وهم جزء اخر من الشعب الألماني على روما في عام455، بقيادة اركان حرب جنسيرك. وتقدم الفرنج -التابعين لقبائل البربر-إلى الغرب مباشرة، ووصلوا إلى داخل جالايا. وقام في الوقت نفسه كل من القوط والسكسون بتنظيم الهجوم والغزوات على بريطانيا الرومانية إحدى الولايات في روما. أمّا القوط الشرقيين -الفرع الشرقي من القوط- فاستولوا على أراضي روما أيضًا، وأسسوا مملكة كبيرة لهم في إيطاليا. لكن على الرغم من ذلك، لم تستمر هذه الإمبراطورية كثيرًا، وانهارت بعد 60 عامًا من تأسسيها. واثناء هجوم البربر لم ينشأ نظام حكم قوى ومتين في إيطاليا. قام الإمبراطور البيزنطي جستينيان الأول بضم إيطاليا إلى أراضي الإمبراطورية الرومانية بعد فترة مستفيدا من الأوضاع السياسية المتوترة بها ولكن بعد وفاة جستينيان الأول في 565، قام اللومبارديون بالاستيلاء على إيطاليا مرة أخرى.

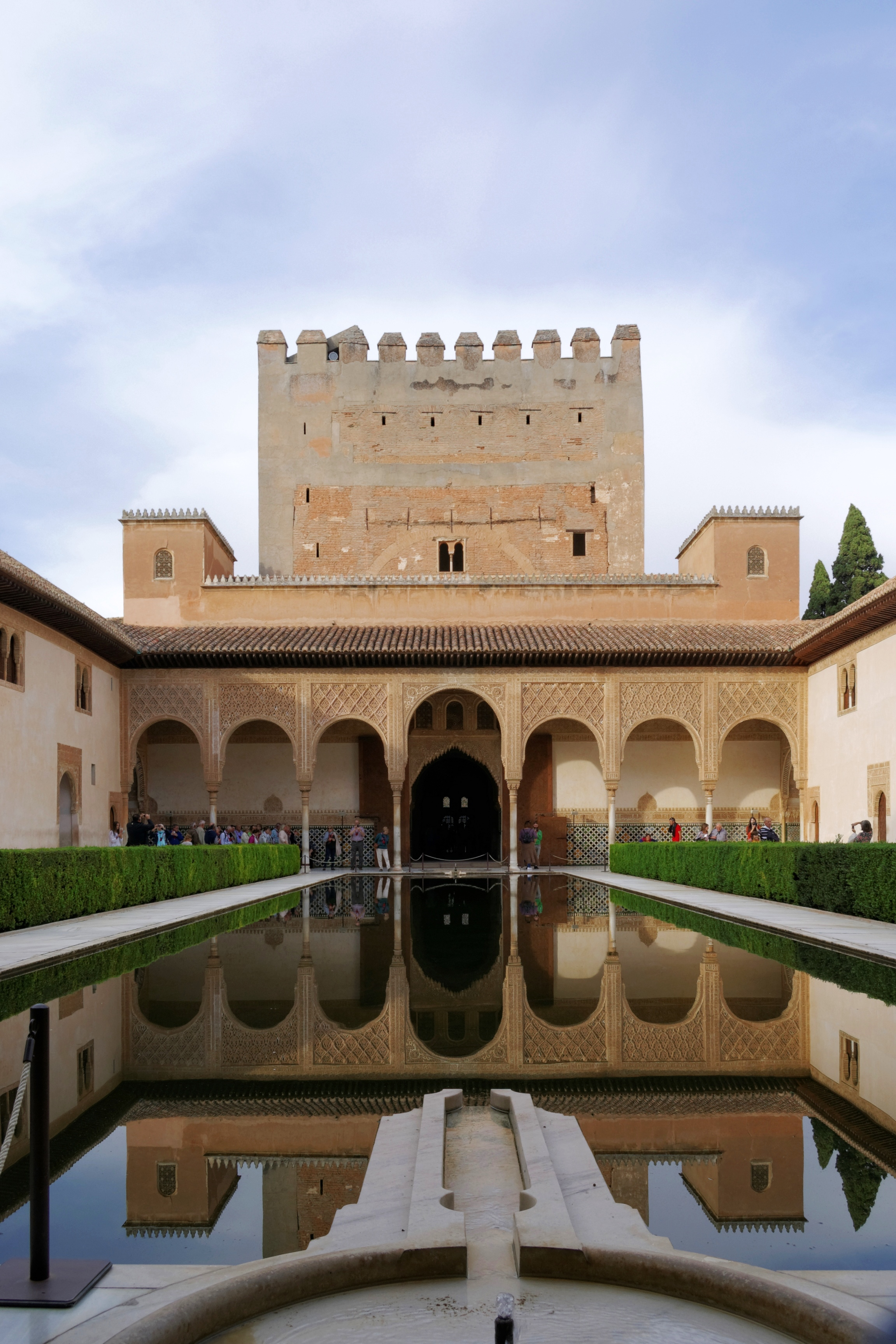
قصر الحمراء في غرناطة؛ من أبرز الآثارات المعمارّة الأندلسيّة الإسلاميّة.

سقط أغلب شبه الجزيرة الإيبيرية في القرن الثامن (711-718) بيد جيوش المسلمين القادمة من شمال إفريقيا. كانت هذه الفتوحات جزءاً من توسع الخلافة الإسلاميَّة الأمويَّة. تمكنت فقط منطقة صغيرة جبلية في الشمال الغربي من شبه جزيرة من مقاومة الغزو الأولي. بموجب الشريعة الإسلاميَّة، جرت معاملة المسيحيّين واليهود معاملة أهل الذمة. حيث يسمح هذا الوضع للمسيحيين واليهود بممارسة دياناتهم كأهل الكتاب وكان عليهم دفع الجزية. تطور اعتناق الإسلام بوتيرة متزايدة باستمرار. يعتقد بأن المولدون (المسلمون من أصول عرقية أيبيرية) قد شكلوا غالبية سكان الأندلس في نهاية القرن العاشر.
اعتنق الفرنجة الديانة المسيحية في القرن السادس الميلادي. وأسست قبائل الفرنجية الإمبراطورية الكارولنجية والتي سيطرت على ألمانيا، وفرنسا، وبلجيكا، وهولندا، وسويسرا، وإيطاليا الحالية. وقد إعتمدت بشكل أساسي على إرث الإمبراطورية التي أسسها الإفرنج بفرنسا. وفي عام 768 وصلت حدود الإمبراطورية لاقصى اتساع لها، وذلك بعد تولي شارلمان حكم الفرنجة. وفي 25 ديسمبر 800م أعلن البابا ليون الثالث في كاتدرائية القديس بطرس في الفاتيكان، ليو شارلمان إمبراطورًا للإمبراطورية الرومانية. وحتى ذلك الوقت اضطر البيزنطيون، الحاملين للقب الإمبراطور الروماني، إلى الاعتراف بلقب إمبراطورية شارلمان. وانهارت الإمبراطورية الكارولنجية بعد وفاة شارلمان في 814م. وفي منتصف القرن العاشر الميلادي، قام أوتو الأول من حكام الالمان بالسيطرة على الأراضي الخاضعة لحكم شارلمان، وأسس الإمبراطورية الرومانية المقدسة، وفي عام 962م منح البابا لونوس الثانى عشر لقب الامبراطور الروماني إلى أوتو الأول. وانضمت الإمبراطورية الرومانية المقدسة إلى الكونفدرالية الألمانية في وسط أوروبا. لكن بسبب عدم قدرتها على المنافسة فقدت سيطرتها وقوتها في عام 1806، وحلت محلها الامبراطورية النمساوية.

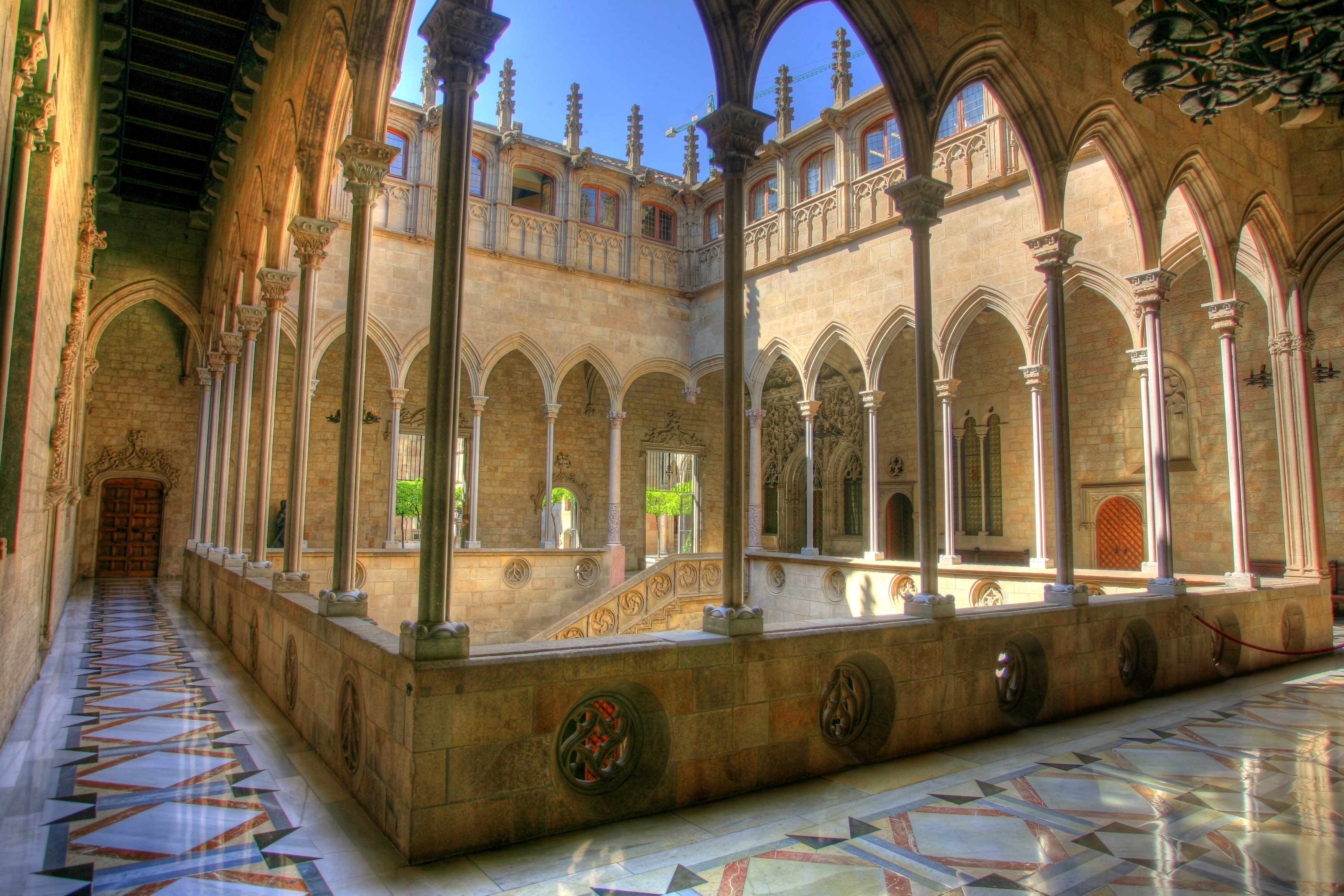
تعد القلاع من أبرز مآثر العصور الوسطى المعماريّة.

حتى عام 774 ظلت زمام الأمور بأيدى اللولمبارديون القاطن بشمال إيطاليا. وفي عام 751 خاض اللولمبارديون حروبًا في الجنوب وسيطروا على رافينيا وأرادوا دعمًا من البابا بالفرنجة. ولكن هزمت الإفرنج اللومبارديون، وعادت إيطاليا إلى البابا مرة أخرى. وبالتالي تأسست دولة بابوية مستقلة عن مدينة روما. وردًا على ذلك، قام البابا الثالث ليو باسترداد كرامة ومكانة الإفرنج، وذلك بإعلان الإمبراطور شارلمان ملك عليها أمّا في القرن الحادي عشر، قويت الدولة بضم العديد من الدول مثل: جمهورية البندقية، جمهورية جنوة، اتحاد لومبارد، مملكة نابولي، وجمهورية فلورنسا. وفي ذلك الوقت كانت البابوية والإمبراطورية الرومانية المقدسة من أهم مراكز القوة في العالم. واندلعت العديد من المشادات والخلافات بين انصار كل قوى منهما في دول المدن بإيطاليا. وعرفت هاتين المجموعتين باسم الغويلفيون والغيبلينيون

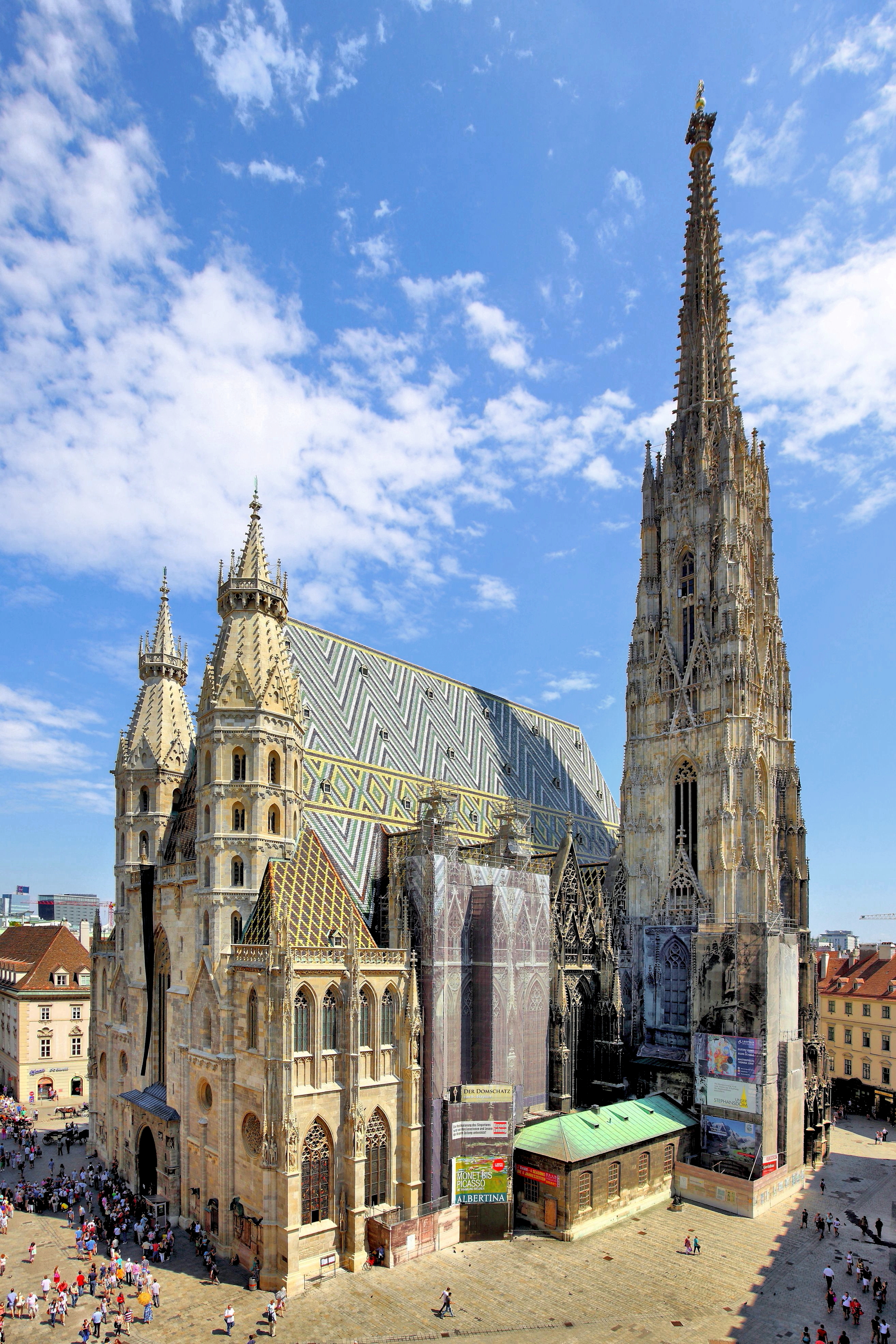
كاتدرائية القديس اسطفان في فيينا، كانت الكاتدرائيات المركز الثقافي والدينيّ والاجتماعي للمدينة الأوروبية القرطوسية.

خلال القرون الوسطى، تم بناء مدارس قرب الكنائس والكتدرائيات، ودعيت بمدارس الكاتدرائية. وكانت هذه المدارس مراكز للتعليم المتقدم، وبعض من هذه المدارس أصبحت في نهاية المطاف الجامعات الأولى في الغرب. واعتبرت مدرسة كاتدرائية شارتر أكثر المدارس شهرةً وتأثيرًا، حيث كان لها دور هام في حفظ الفكر القديم ونشر العلوم في العالم الغربي. مع ظهور مدارس الكاتدرائية في أوائل القرون الوسطى تحولت هذه المؤسسات إلى مراكز تعليم متقدمة، ومتطورة في كثير من الأحيان وشكلت نقطة انطلاق لكثير من الإنجازات في أوروبا الغربية، وفي وقت لاحق شجعت على حرية البحث وخرّجت مجموعة كبيرة ومتنوعة من العلماء والفلاسفة. كان للمدارس وجامعات الكنيسة آثار إيجابية على تطوير العلوم، المؤرخين يذهب أبعد من ذلك إذ بحسبهم هذه المدارس تمثل بدايات العلم الحديث.
لم تكن سلطة كنيسة القرون الوسطى دينية فقط بل دنيوية أيضًا، تمثلت بالدولة البابوية التي ثبتت أركانها في القرن الحادي عشر؛ وتمثلت أيضًا بالدور القيادي في السياسة الذي لعبه البابا كوسيط بين مختلف ملوك أوروبا، إن قوة الكنسية السياسية، فضلاً عن وضع المسيحيين المتردي في الشرق، ورغبة أمراء أوروبا توسيع أملاكهم وثوراتهم والكف عن الاقتتال الداخلي، جعل المناخ ملائمًا لنشوء الحملات الصليبية التي دعا إليها البابا أوربانوس الثاني سنة 1094 خلال مجمع كليرمونت جنوب فرنسا، وانطلقت في إثره الحملة الصليبية الأولى التي استطاعت احتلال الساحل السوري إضافة إلى لبنان وفلسطين ومناطق من تركيا والأردن ومصر.
عاشت الإمبراطورية البيزنطية عصرها الذهبي خاصًة تحت حكم الأسرة المقدونية حيث دعي عصرهم بعصر النهضة المقدونية ففي عهدهم مرت الإمبراطورية البيزنطية نهضة ثقافية وعلمية وكانت القسطنطينية في عهدهم المدينة الرائدة في العالم المسيحي من حيث الحجم والثراء والثقافة. فقد كان هناك نمو كبير في مجال التعليم والتعلم ممثلة بجامعة القسطنطينية ومكتبة القسطنطينية وجرى الحفاظ على النصوص القديمة وإعادة نسخها. كما ازدهر الفن البيزنطي وانتشرت الفسيفساء الرائعة في تزيين العديد من الكنائس الجديدة، وفي عصر الكومنينيون تجدد الاهتمام بالفلسفة الإغريقية الكلاسيكية، بالإضافة إلى تزايد الناتج الأدبي باليونانية العامية. احتل الأدب والفن البيزنطيان مكانة بارزة في أوروبا، حيث كان التأثير الثقافي للفن البيزنطي على الغرب خلال هذه الفترة هائلًا وذو أهمية طويلة الأمد. شمل العهد المقدوني أحداثًا ذات أهمية دينية. كان تنصير الشعوب السلافية مثل البلغار والصرب والروس إلى المسيحية الأرثوذكسية بصفة دائمة قد غير الخريطة الدينية لأوروبا ولا يزال صداه حتى يومنا هذا.
خلال معظم وجودها كانت الإمبراطورية البيزنطية أكبر قوة اقتصادية وثقافية وعسكرية في أوروبا وأسست ثقافة وحضارة مزدهرة، وكانت القسطنطينية -حاضرة الإمبراطورية وعاصمتها- دُرَّة المدن المسيحية وعلى جانبٍ كبيرٍ من التنظيم والتنسيق والتطوُّر بمقاييس زمانها، كما كانت أكبر مدن العالم، ومخزنًا للتماثيل ومخطوطات العصر الكلاسيكي، ومركزًا رئيسيًا للمسيحية الشرقيَّة، وحاضرةً للعلوم والفنون البيزنطية. لعبت العلوم البيزنطية دورًا هامًا في نقل المعارف الكلاسيكية للعالم الإسلامي، وأيضًا في نقل العلوم اليونانية الكلاسيكية والعربيَّة إلى عصر النهضة في إيطاليا.

### العصور الحديثة الأولى

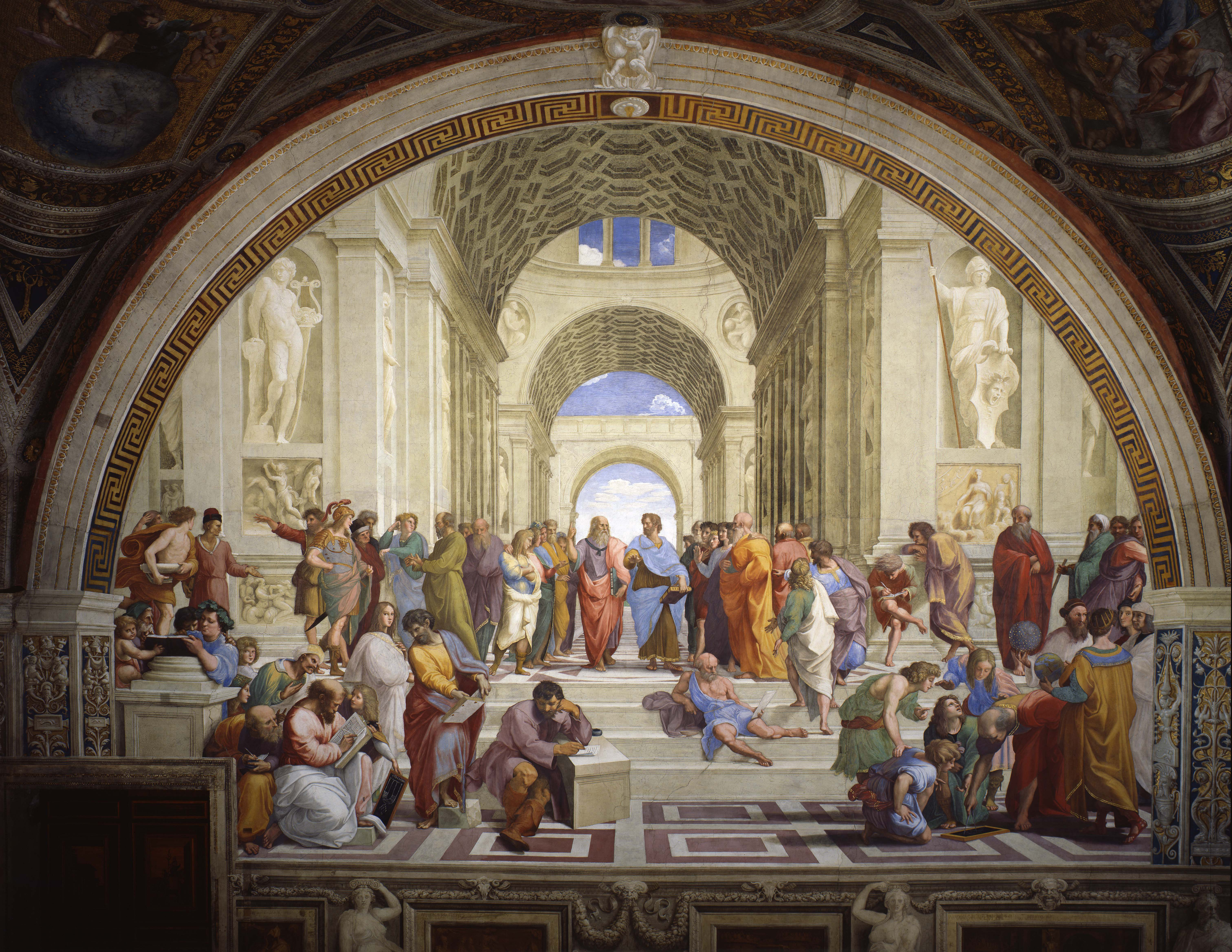
مدرسة أثينا بريشة رفائيل وهي من أبرز الأعمال الفنية التي تعود إلى عصر النهضة.

استطاعت الدولة العثمانية فتح القسطنطينية سنة 1453 وسقطت الإمبراطورية البيزنطية، على يد محمد الفاتح، وعقب سقوط القسطنطينية تحول ثقل الكنيسة الأرثوذكسية الشرقية إلى روسيا؛ أخذت هجرة العُلماء الروم إلى إيطاليا وفرنسا، التي كانت قد بدأت سنة 799هـ المُوافقة لسنة 1397م، تزداد وتُثمر في إيطاليا، ونتج عنها الدعوة إلى إنقاذ اليونان القديمة، وكان ذلك من بواعث النهضة الحديثة في أوروبَّا. وكان المهاجرون البيزنطيين من النحاة والإنسانيين والشعراء والكتّاب والمهندسين المعماريين والأكاديميين والفنانين والفلاسفة والعلماء وعلماء الدين؛ قد جلبوا إلى أوروبَّا الآداب والمعارف والدراسات النحويَّة والعلميَّة اليونانية القديمة.
جلبت النهضة في القرن الخامس عشر تجديد الاهتمام في المعارف القديمة والكلاسيكية. وتحولت بالتالي روما، فلورنسا وجنوا والبندقية إلى عواصم النهضة الأولى، التي سرعان ما عمّت أوروبا، وأخذت بشكل خاص طابع الجامعات والمدارس والمستشفيات والنوادي الثقافية؛ وتطورت تحت قيادة الكنيسة وآل مديتشي مختلف أنواع العلوم خصوصًا، الفلك، والرياضيات، والتأثيل، والفلسفة، والبلاغة، والطب، والتشريح، والفيزياء خصوصًا الأرسطوية (أي المنسوبة إلى أرسطو)، والفيزياء الميكانيكية خصوصًا أدوات الحرب، والكيمياء، والجغرافيا، والفلسفة، وعلوم النبات والحيوان، إلى جانب فن العمارة الذي بلغ شأوًا في عصر النهضة وتبدو كاتدرائيات تلك الحقبة وعلى رأسها كاتدرائية القديس بطرس وسائر مباني الفاتيكان خير مثال على ذلك، وقد بدء ببناء الفاتيكان سنة 1513، أيضًا نشط فن الرسم والنحت واحتكر الفاتيكان أغلب الفنانين: ليوناردو دافنشي، ميكيلانجيلو، رافائيل وغيرهم.

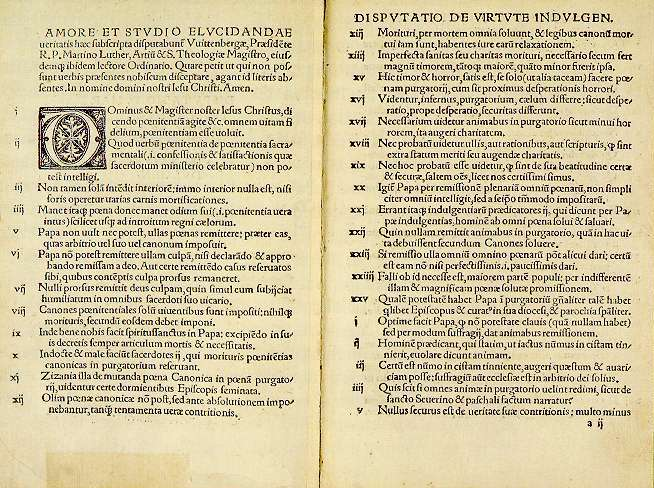
نسخة من القضايا الخمس والتسعين الخاصة بمارتن لوثر.

شهد هذا العصر أحد الانشقاقات الكبرى في العالم المسيحي الغربي، وهو الإصلاح البروتستانتي الذي قسّم أوروبا إلى قسم كاثوليكيّ وبروتستانتيّ. في عام 1517 قام مارتن لوثر بوضع قائمة بالاعتراضات على ممارسات الكنيسة الكاثوليكية إذ انتقد مارتن لوثر الفساد في الكنيسة الكاثوليكية وانتقد بشكل خاص قضية صكوك الغفران، وشراء بعض المناصب العليا في الكنيسة والمحسوبية إضافة إلى ظهور ما يشبه «عوائل مالكة» تحتفظ بالكرسي الرسولي مثل آل بورجيا وعائلة ميديشي، وقد شرحها في 95 بند، فكانت تلك نقطة انطلاق الإصلاح بروتستانتي في أوروبا رافقه ظهور مصلحين آخرين مثل هولدريخ زوينكلي وجان كالفن ممن انتقدوا طريقة العبادة في الكنيسة الرومانية الكاثوليكية. هذه الإصلاحات تسمت في الحركة البروتستانتية، التي تنكرت لسيادة البابا، ودور التقاليد، والأسرار السبعة المقدسة، واعتبرت أنّ الإيمان بأنّ الكتاب المقدس فقط مصدر المسيحيَّة. بدأ الإصلاح في إنجلترا في عام 1534، مع هنري الثامن ملك إنجلترا عندما قام في فسخ زواجه من كاثرين أراغون وذلك بعدما رفض البابا ترخيص طلاقه، ما أدى إلى تأسيس الكنيسة الإنجليكية التي تعتمد النظام الأسقفي. أصبح الإصلاح الإنجليزي قضية سياسية أكثر منه نزاع لاهوتي، فقد سمح واقع الخلافات السياسية بين روما وإنجلترا، لبروز الخلافات اللاهوتية على السطح.

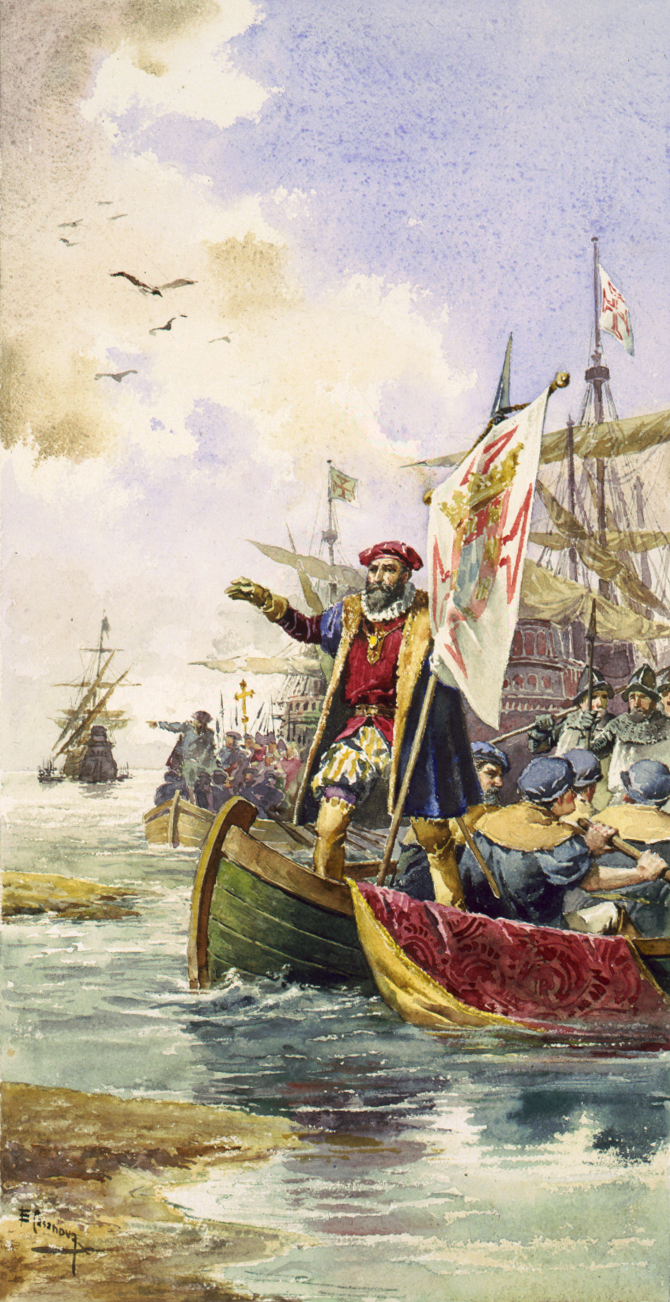
المسكتشف البرتغالي فاسكو دا غاما يطأ قدمه في سواحل الهند.

فترة الاسترداد أو سقوط الأندلس هي حقبة دامت عدة قرون من توسع الممالك المسيحية في أيبيريا. تعتبر معركة كوفادونجا بداية هذا العهد في عام 722 وتزامنت مع فترة الحكم الإسلامي لشبه الجزيرة الإيبيرية. وقد توحد تاجا مملكتي قشتالة وأراغون في عام 1469 بزواج إيزابيلا الأولى ملكة قشتالة بملك أراغون فرديناند الثاني. شهد عام 1478 السيطرة التامة على جزر الكناري وفي عام 1492 قامت القوات المشتركة من قشتالة وأراغون بالاستيلاء على إمارة غرناطة، وإنهاء 781 عاماً من الحكم الإسلامي في أيبيريا. ضمنت معاهدة غرناطة التسامح الديني تجاه المسلمين. شهد عام 1492 أيضاً وصول كريستوفر كولومبوس إلى العالم الجديد في الرحلة التي مولتها إيزابيلا. كانت تلك السنة نفسها التي أمر فيها اليهود في إسبانيا بالتحول إلى الكاثوليكية أو مواجهة الطرد من الأراضي الإسبانية خلال فترة محاكم التفتيش. بعد سنوات قليلة وفي أعقاب الاضطرابات الاجتماعية واجه المسلمون الطرد أيضاً في ظل الظروف ذاتها.
قام فرديناند وإيزابيلا بمركزة السلطة الحاكمة على حساب النبلاء المحليين، وأصبحت كلمة إسبانيا تستخدم للدلالة على كامل المملكتين. بعد التعديلات الواسعة التي قاما بها من النواحي السياسية والقانونية والدينية والعسكرية، برزت إسبانيا باعتبارها القوة العالمية الأولى.
توسعت الإمبراطورية الإسبانية والإمبراطورية البرتغالية لتشمل أجزاء كبيرة من الأمريكتين وجزراً في منطقة آسيا والمحيط الهادئ ومناطق في إيطاليا ومدناً في شمال أفريقيا. كانت تلك الفترة عصر الاستكشاف، حيث كانت الاستكشافات جريئة بحراً وبراً وجرى الانفتاح على طرق جديدة للتجارة عبر المحيطات، مما أطلق الفتوحات وبدايات الاستعمار الأوروبي. مع وصول المعادن الثمينة والتوابل والكماليات والمحاصيل الزراعية الجديدة، جلب المستكشفون الإسبان والبرتغاليين العائدون المعرفة من العالم الجديد، ولعبوا دوراً رئيسياً في تحويل الفهم الأوروبي للعالم.
وفي القرن السابع عشر أخذت روسيا تتوسع باحتلال أوكرانيا، وسيبريا الشرقية حتى المحيط الهادئ، كما أجرت الكنيسة الروسية الأرثوذكسية بعض التغييرات في محتويات الكتاب المقدس والشعائر الدينية مما أثار معارضة بعض الروس الذين ظلوا على العهد القديم حتى الآن. قام بطرس الأكبر قيصر بوضع الإمبراطورية الروسية على الخارطة السياسية الأوروبية. تأثر بطرس كثيرًا بما كانت تحمله أفكار التجارة العالمية والحكومات، وكانت أفكارًا محببة إلى النفوس في أوروبا الغربية. ولكونه حاكمًا قويًا، فقد حسَّن من قوة روسيا الحربية، كما قام بعدة أعمال عسكرية ناجحة استولى بها على بعض الأراضي. وقد وسعت روسيا رقعة أراضيها خلال فترة حكم بطرس الكبير نحو بحر البلطيق في الحرب الكبرى الشمالية ضد السويد. وفي عام 1703م أسس مدينة بطرس «سانت بطرسبرغ» على بحر البلطيق، ونقل العاصمة إلى هناك في عام 1712م.

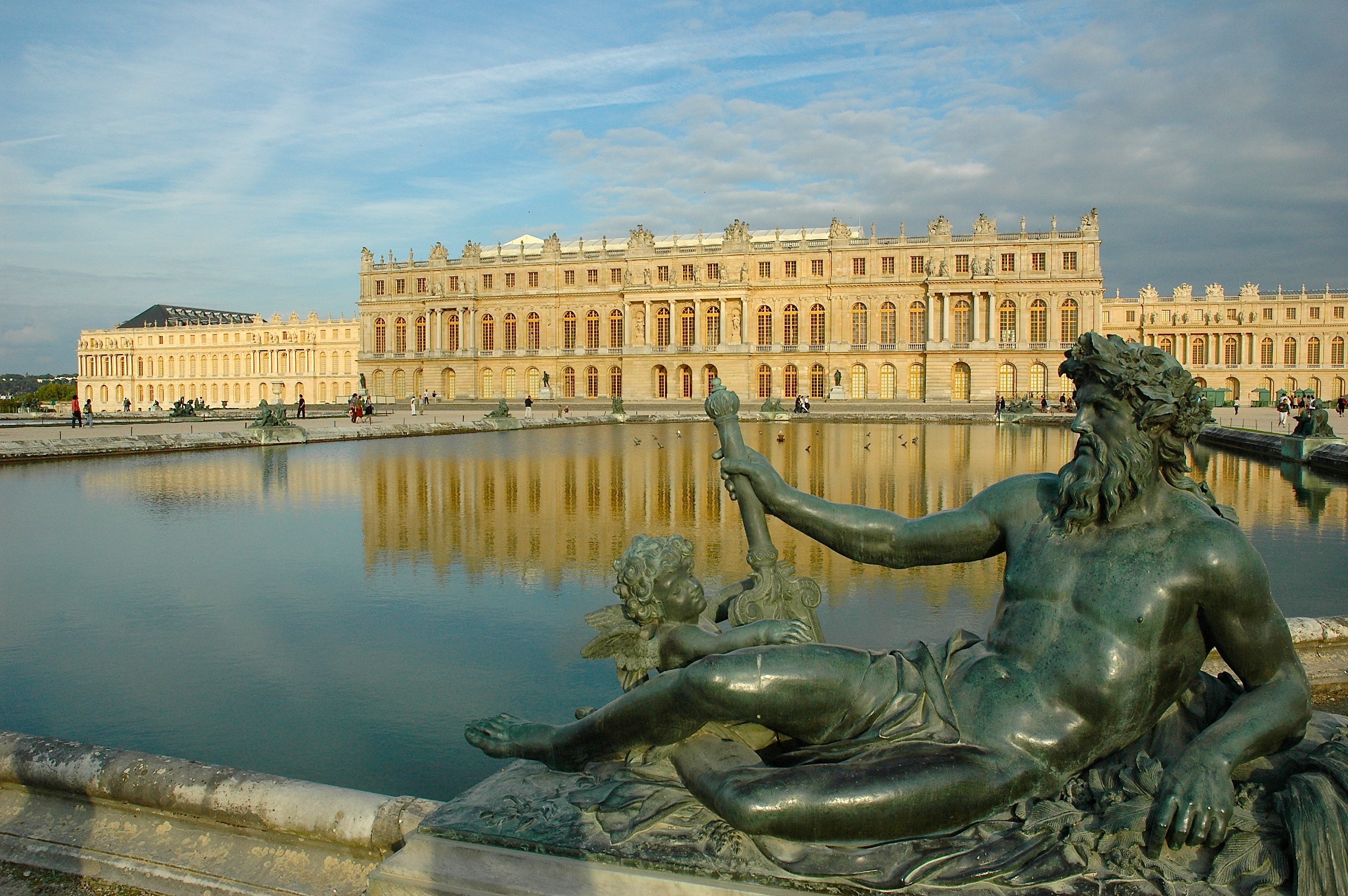
قصر فيرساي بناه الملك الفرنسي لويس الرابع عشر.

استولت الإمبراطورية الإسبانية على قارات أمريكا الوسطى والجنوبية وقارة أفريقيا وجنوب شرق آسيا لأجل تأسيس أسطول كبير فهي تعد أول إمبراطورية استعمارية في تاريخ العالم. وقد اقتدت إمبراطورية هولندا الاستعمارية بإمبراطوريات البرتغال وإسبانيا الاستعمارية. وقد أسس الهولنديون مستعمرات في أمريكا الشمالية وأمريكا الجنوبية وأفريقيا وجنوب شرق آسيا. وكانت إنجلترا حتى عام 1588 أضعف بكثير من تلك الدول. وضعت إليزابيث الأولى ملكة المملكة المتحدة أسس الإمبراطورية البريطانية من خلال إلحاق الهزيمة بالأرمادا الإسبانية الذي تعد أقوى أسطول بأوروبا في عام 1588. وهكذا فقد انتهت الهيمنة الإسبانية على المستعمرات الأمريكية، وبعد هذا التاريخ استولت القوات الهولندية والإنجليزية واحداً تلو الأخر على المستعمرات التي توجد في أميركا. أما فرنسا فقد تركت كل مستعمراتها في أمريكا الشمالية لإنجلترا بمعاهدة باريس والتي ابرمت في نهاية حرب الأعوام السبع بتاريخ 1763. وهكذا فقد استولت إنجلترا على كل المستعمرات التي توجد في أمريكا الشمالية. وقد تأسست مملكة بريطانيا العظمى من خلال توحيد إنجلترا واسكتلندا في عام 1707. وقد أسست المملكة المتحدة البريطانية والإيرلندية العظمى من خلال ضم إيرلندا لهذا الاتحاد في عام 1800. أصبحت المملكة المتحدة في العصر الفيكتوري ما بين عامي 1837-1901م إمبراطورية لا تغرب الشمس عنها.
بدأت الثورة العلمية في القرن السادس عشر وكان أبرز رموزها نيكولاس كوبرنيكوس ورينيه ديكارت وجاليليو جاليلي ويوهانس كيبلر وإسحاق نيوتن وروبرت بويل. كما نتج عنه عصر التنوير في القرن السابع عشر وانتهى في أواخر القرن الثامن عشر. وفي هذه الفترة كان معظم المفكرين الأوروبيين البارزين يؤكدون أهمية دور العقل ويلحون على أنه الوسيلة الوحيدة للوصول إلى الحقيقة. والديموقراطية والقومية كقوتين سياسيتين مؤثرتين في أوروبا خلال القرنين السابع عشر والثامن عشر الميلاديين. ولقد نمت الحركة الديمقراطية لدرجة كبيرة، بسبب عصر التنوير، وتحديات ذلك العصر للسلطة التقليدية. أما القومية فلقد انبثقت تباعًا من المشاعر القومية، التي وحدّت أفراد كل شعب من شعوب أوروبا في نضالهم من أجل الحكم الديمقراطي. وتعد الثورة الفرنسية التي استمرت من عام 1789 إلى عام 1799 أكثر الثورات الديمقراطية أهمية في أوروبا في تلك الفترة. أدخل تصنيع المنتجات الاستهلاكية من خلال استخدام قوة الآليات قد نهض فورا بمستوى الرفاهية للشعوب الأوروبية والتي كانت فاتحة للثورة الصناعيّة.

انسحاب نابليون بونابرت من روسيا، بريشة «أدولف نورثن».

بدأت فترة من الاضطرابات أو ثورات 1848 بالثورة الفرنسية عام 1848، سرعان ما امتدت إلى بقية أوروبا. وساهمت الصحافة المتميزة بشعبيتها في نشر الوعي وبرزت قيم جديدة وأفكار مثل الليبرالية الشعبية والقومية والاشتراكية.
إن التحالف الفرنسي العثماني الذي تحقق ما بين عامي 1683-1699 قد بدأ في فقد هيمنته العسكرية بسبب هزيمة الإمبراطورية العثمانية في الحروب. حيث استطاعت الإمبراطورية الروسية عن طريق تحالفاتها مع سائر الدول الأوروبية استعادة اليونان ومنحها الاستقلال عام 1838؛ ثم أخذت سائر الدول المسيحية في أوروبا الشرقية بنيل استقلالها عن الدولة العثمانية الواحدة تلو الأخرى بين عامي 1812 و1881؛ يذكر أنّ الإمبراطورية الروسية التي أسسها بطرس الأول في عام 1721 بدلاً من روسيا القيصرية قد لعبت دوراً هاماً في التاريخ الأوروبي حتى ثورة أكتوبر في عام 1917.

خريطة عثمانية لأوروبا في أواخر القرن التاسع عشر.

خاضت الإمبراطورية الفرنسية من خلال قيادة نابليون بونابرت نزاعات عدّة خلال العقد الأول من القرن التاسع عشر، عُرفت باسم الحروب النابليونية، ودخلت فيها جميع القوى العظمى في أوروبا. أحرزت فرنسا انتصارات باهرة في ذلك العهد، على جميع الدول التي قاتلتها، وجعلت لنفسها مركزًا رئيسيًا في أوروبا القارية، ومدّت أصابعها في شؤون جميع الدول الأوروبية تقريبًا، حيث قام بونابرت بتوسيع نطاق التدخل الفرنسي في المسائل السياسية الأوروبية عن طريق خلق تحالفات مع بعض الدول، وتنصيب بعض أقاربه وأصدقائه على عروش الدول الأخرى. شكّل الغزو الفرنسي لروسيا سنة 1812م نقطة تحول في حظوظ بونابرت، حيث أصيب الجيش الفرنسي خلال الحملة بأضرار وخسائر بشرية ومادية جسيمة، لم تُمكن نابليون من النهوض به مرة أخرى بعد ذلك. كانت القرارات الصادرة في مؤتمر فينيا الذي عقد بعد حروب نابليون في عام 1815 تهدف لاقامة توازن فيما بين القوى العظمى بأوروبا.

### بعد القرن العشرين

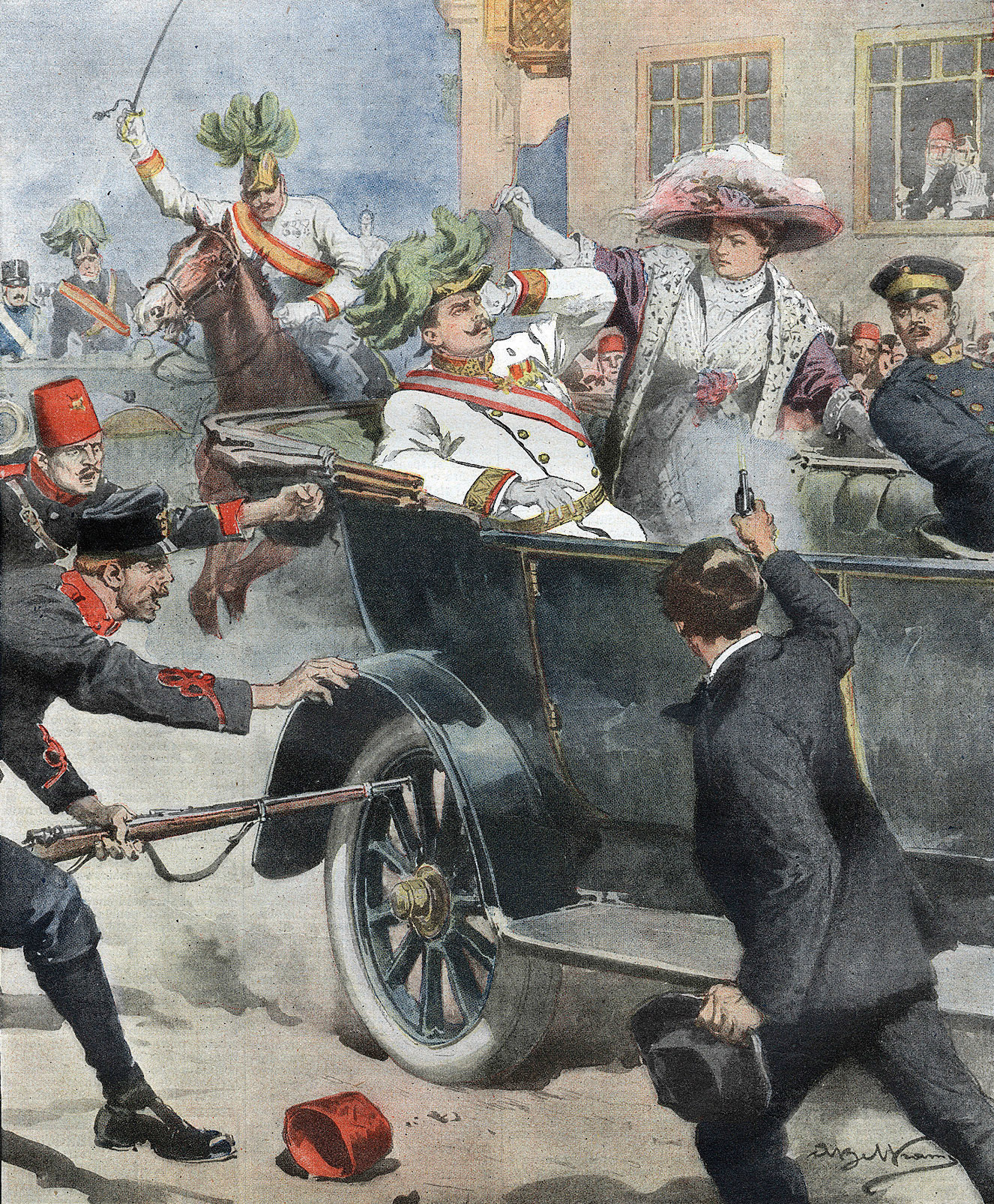
اغتيال وريث العرش النمساوي الأرشيدوق فرانز فرديناند وزوجته في سراييفو والتي كانت أحد أسباب نشوب الحرب العالمية الأولى.

تفككت الإمبراطوريات الاستعمارية الكبرى التي كانت معروفة في القرن التاسع عشر حتى اختفت تمامًا، بعد أن تحررت المستعمرات وأصبحت دولًا مستقلة. وأعلن الروس الثورة البلشفية وأطاحوا بالقيصر نيقولا الثاني إمبراطور روسيا وعائلته لينتهي حكم عائلة رومانوف، وأعلنت عن حكومة شيوعية في موسكو. في أعقاب الثورة البلشفية أصبحت روسيا أحد أكبر مؤسسي الاتحاد السوفيتي، وباتت أوَّل دولة دستورية اشتراكية وقوة عظمى معترف بها في العالم.
في النصف الأول من القرن العشرين، نشبت الحرب العالمية الأولى (1914-1918) ثم الحرب العالمية الثانية (1939-1945). وكان السبب الرئيسي لنشوب الحرب العالمية الأولى هو التنافس بين الدول الأوروبية من أجل الحصول على المزيد من المستعمرات والتطلّع إلى السيطرة الاقتصادية، فنشبت هذه الحرب بين دول الحلفاء وهي فرنسا، والإمبراطورية الروسية، ومملكة إيطاليا، والمملكة المتحدة والولايات المتحدة التي انضمت إليهم أخيرًا. وبين دول المركز وهي الإمبراطورية الألمانية والإمبراطورية النمساوية المجرية والدولة العثمانية ومملكة بلغاريا. وقد انتصرت قوات الحلفاء في هذه الحرب، وتم نزع السلاح من ألمانيا وأخذت منها بعض الأقاليم والأراضي التي كانت تحكمها، والتزمت أيضًا بدفع التعويضات. التطهير العرقي الذي قامت به الحكومة العثمانية ضد الأرمن بما في ذلك الترحيل الجماعي والإعدام خلال السنوات الأخيرة من الدولة العثمانية يعتبر أولى الإبادات الجماعية في القرن العشرين، ويقدّر الباحثون أعداد الضحايا الأرمن بين مليون و 1.5 مليون شخص.
في عام 1932 أستولى أدولف هتلر على الحكم بعد أن وعد بإعادة إحياء ألمانيا وإنهاضها من كبوتها. وبعد أن استولت ألمانيا النازية على كل من تشيكوسلوفاكيا والنمسا قامت بغزو بولندا في عام 1939، فأعلنت الحرب العالمية الثانية والتي اشتركت فيها دول المحور وهي ألمانيا النازية والإمبراطورية اليابانية ومملكة إيطاليا ضد دول الحلفاء وهي فرنسا، والاتحاد السوفييتي، وكندا، والصين، والمملكة المتحدة والولايات المتحدة الأمريكية التي انضمت إليهم فيما بعد. وانتهت الحرب باستسلام ألمانيا في مايو 1945، واستسلام اليابان في سبتمبر من نفس العالم، بعد أن ألقت الولايات المتحدة الأمريكية قنبلتين ذريتين على مدينتين هيروشيما وناغازاكي. وكانت خسائر الحرب العالمية الثانية أكثر فداحة من خسائر الحرب العالمية الأولى وقد تم إبادة ستة مليون يهودي في أوروبا وتعرضت معظم بلدان أوروبا إلى الخراب والتدمير. وكان من نتائج الحرب أن أصبحت كل من الولايات المتحدة والاتحاد السوفييتي القوتين العظمتين في العالم. وأنشئت هيئة الأمم المتحدة لتسوية المنازعات والخلافات السياسية بين الدول. في أعقاب الحرب العالمية الثانية انتشرت الشيوعية في العديد من دول أوروبا الشرقية، حيث أصبحت حكوماتها تحت السيطرة الشيوعية السوفييتية.

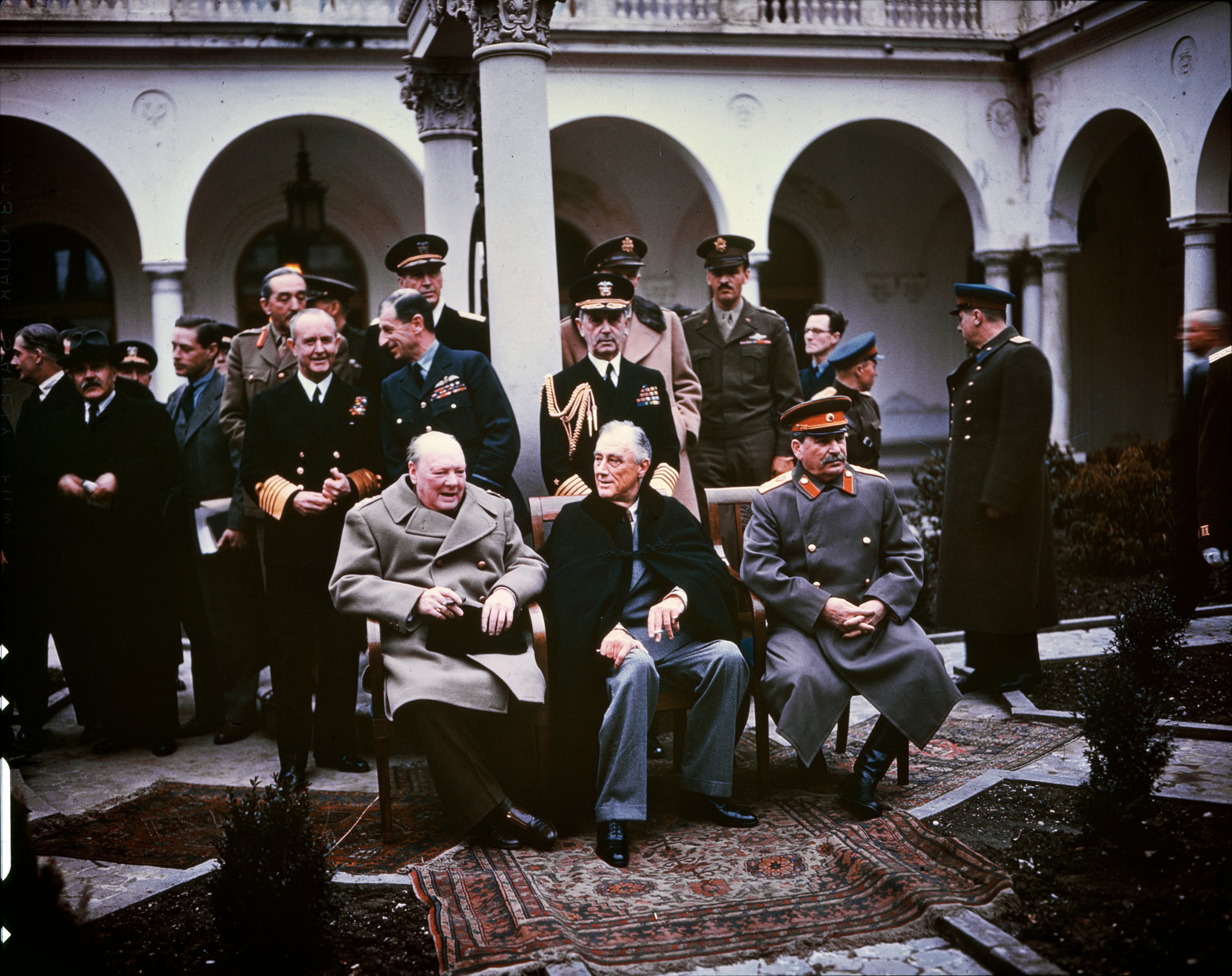
زعماء مؤتمر يالطا سنة 1945 ويظهر منهم ونستون تشرشل وجوزيف ستالين وفرانكلين روزفلت.

في الفترة ما بين عامي 1950-1980 حصلت معظم المستعمرات الأفريقية على استقلالها وحريتها. كما وانتشر عدم الاستقرار السياسي بين الدول الأفريقية نتيجة للصراع والحروب التي اشتعلت بين الدول الجديدة. بعد الحرب العالمية الثانية انقسمت الدول الأوروبية لقطبين من الناحية السياسية والاقتصادية. وشكلت كلاً من ألمانيا الشرقية الواقعة في أوروبا الشرقية وبولندا ورومانيا وبلغاريا وتشيكوسلوفاكيا حلف وارسو تحت قيادة الاتحاد السوفيتي. وشكلت أيضًا كل من من بريطانيا العظمى وفرنسا وإيطاليا وإسبانيا واليونان وتركيا حلف شمال الأطلنطي بقيادة الولايات المتحدة. وتعرف دول حلف وارسو بالكتلة الشرقية ودول حلف الأطلسي بالكتلة الغربية. وعلى الرغم من وجود الجمهورية الاتحادية الاشتراكية اليوغوسلافية والدول الاشتراكية الألبانية الا انها لم تنضم لحلف وارسو ورجحت بأن تكون على الحياد. وبالإضافة إلى ذلك كانت يوغوسلافيا من مؤسسي حركة عدم الانحياز وظلت على الحياد خلال الحرب الباردة. وأيضا الدول الأوروبية الكبرى الأخرى مثل سويسرا والنمسا وجمهورية أيرلندا والسويد وفنلندا.
ابتداءً من عام 1950، بدأ يتبلور جو من التوتر المتصاعد بين الكتلتين وتسمى فترة التوتر المشار اليها بالحرب الباردة. ومن الأحداث التي برزت في حلف شمال الأطلنطي هو استبعاد فرنسا من الجناح العسكري لحلف شمال الأطلنطي في مارس 1966. أمّا في حلف وارسو كان قمع جيوش الاتحاد السوفيتي الثورة المجرية 1956 وربيع براغ في عام 1956 بوحشية. والأحداث الهامة الأخرى الجديرة بالذكر في تلك الفترة هي انهاء الحرب الأهلية اليونانية وثورة القرنفل البرتغالية والانتقال الدمقراطي الإسباني. في أواخر الثمانينات ضعف الصراع بين الدول الشيوعية والدول غير الشيوعية، وسقط النظام الشيوعي في العديد من دول أوروبا الشرقية. وتفكك الاتحاد السوفييتي عام 1991 بعد سقوط جدار برلين.

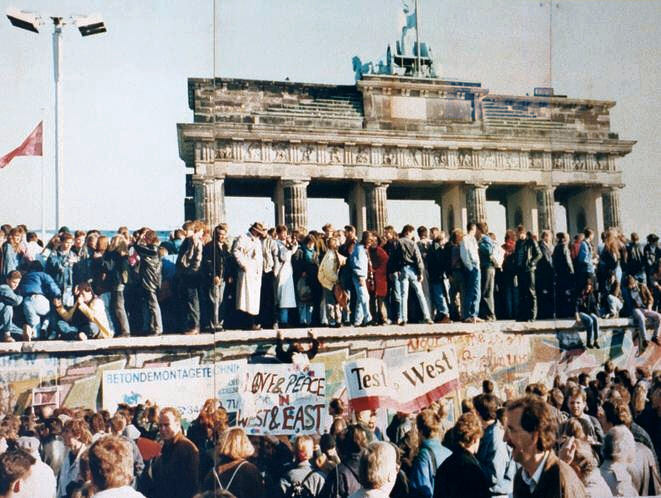
جدار برلين أمام بوابة براندنبورغ قبل فترة وجيزة من سقوط في عام 1989.

وقد أدت نهاية الحرب الباردة إلى ظهور بعض الحركات القومية مرة أخرى حيث أنها ظلت تحت وطأة أوروبا الشرقية. وانقسمت تشيكوسلوفاكيا سلميا في 1 يناير 1993 وانقسمت لدولتين تحت اسم جمهورية التشيك وسلوفاكيا. أما تفكك يوغوسلافيا فكان دمويَا. ولقى فيما يقرب من 50 ألف شخصا حتفهم في حرب البوسنة فيما بين أعوام 1992-1995 واضطر مئات الالاف من الناس للهجرة. الا أن الحرب قد انتهت نتيجة عملية القوة المتعمدة لحلف شمال الأطلسي. وظهرت مشكلة عرقية أخرى في يوغوسلافيا وكانت في منطقة كوسوفو الوثيقة الصلة بصربيا، فعندما قضت صربيا على استقلال كوسوفو في عام 1990 أراد الألبان الذين شكلوّا أغلبية السكان الاستقلال، وقد نفذ الجيش اليوغوسلافي عملية ضد الألبان وقد أدت إلى حرب كوسوفو فيما بين عامي 1998-1999. وأعلنت كوسوفو استقلالها في 17 فبراير عام 2008. أما تفكك جمهوريات الاتحاد السوفيتي فقد كانت أكثر دموية، وفي عام 1988 أشعلت الحرب في كارباخ بين الأرمن الذين رفضوا ارتباط أرمينيا الاشتراكية السوفياتية بأوبلاست ناغورني كاراباخ المستقلة والوثيقة الصلة بجمهورية جمهورية أذربيجان السوفيتية الاشتراكية وبين الأذربيجان الذين لم يتقبلوا ذلك. ودعمت الحكومة الأرمينية الجماعات العرقيَّة الأرمنية في مرتفعات قرة باغ لمواجهة الحكومة الأذربيجانيَّة.
أبرمت معاهدة روما في 25 مارس عام 1957 والتي شكلت الجماعة الأوروبية للطاقة الذرية والتي تسمى أيضًا بيوراتو. وفي ذلك الوقت تأسست أيضا المجموعة الاقتصادية الأوروبية بمقتضى هذه الاتفاقية. ودخلت إنجلترا والدنمارك وجمهورية أيرلندا المجموعة كعضو كامل العضوية. وفي عام 1981 انضمت اليونان لتلك المجموعة وفي عام 1985 انضمت أيضًا البرتغال وإسبانيا. وأبرمت اتفاقية شنغن حيث أنها تهدف لإلغاء الرقابة على الحدود فيما بين الخمس دول الأعضاء في 14 يونيو عام 1985. كما تبع ذلك أهدافا مثل خلق سياسات مشتركة في العديد من المجالات الأخرى مثل الزراعة والنقل والمنافسة والتقارب في السياسات الاقتصادية وانشاء الاتحاد الاقتصادي والنقدي وخلق سياسة خارجية مشتركة وسياسة أمنية. وأبرمت معاهدة ماسترديخت في عام 1992 حيث أنها أنشئت الاتحاد الأوروبي الحالي. اكتسبت عملية اسهاب الاتحاد الأوروبي في القرن الواحد وعشرين زخمًا مرة أخرى. وانضمت دول بالكتلة الشرقية للاتحاد في عام 2004 حيث حصل أغلبهم على استقلالهم بعد نهاية الحرب الباردة.

## الجغرافيا

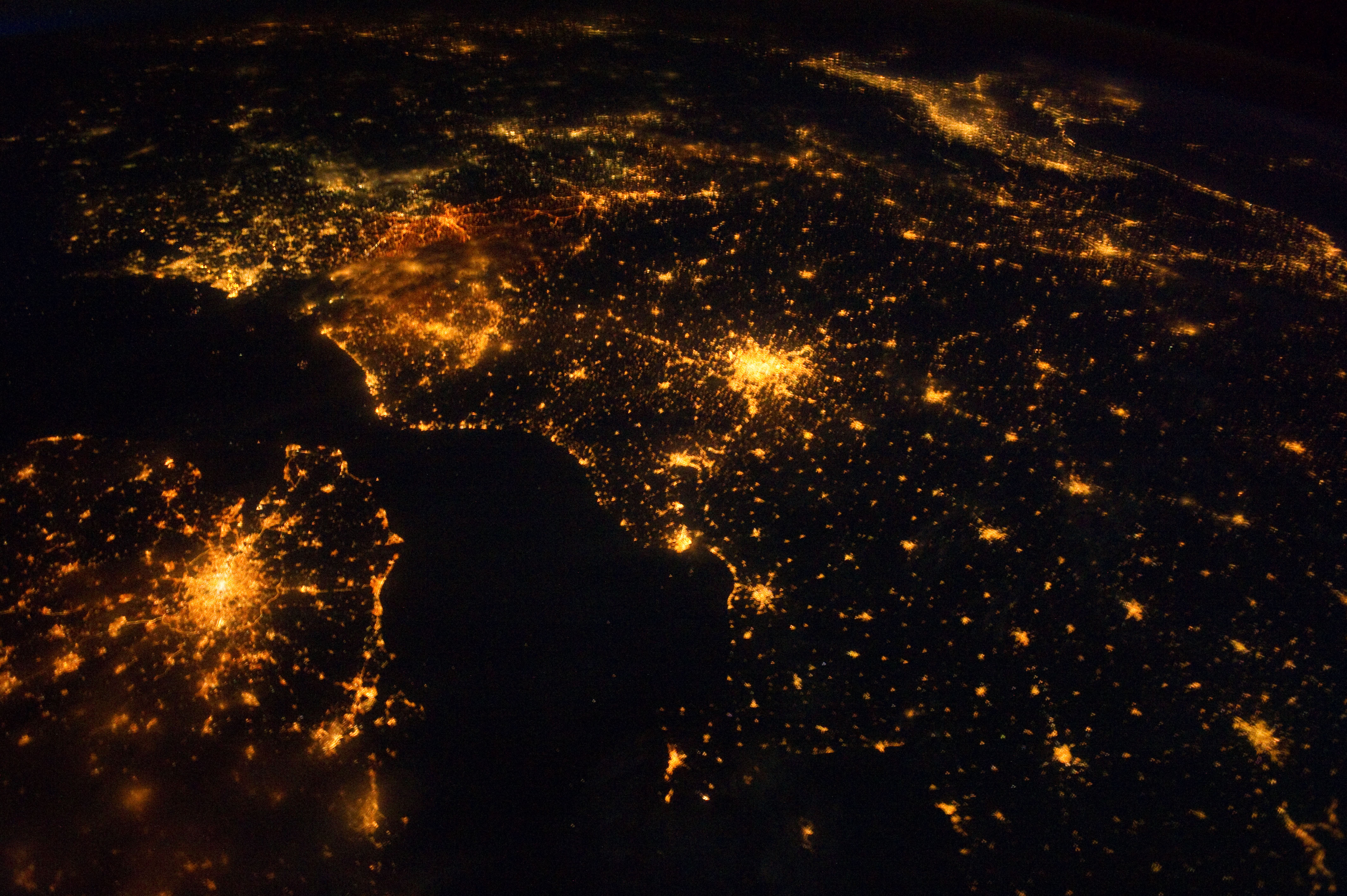
صورة من الفضاء الخارجي تٌظهر عدد من المدن الأوروبيّة الشمالية بعد منتصف اللّيل.

تعد أوروبا جغرافياً جزءاً من قطعة اليابسة التي تعرف باسم أوراسيا. الحدود الشرقية للقارة مع قارة آسيا تكون على امتداد جبال الأورال، بينما الحدود مع آسيا من جهة الجنوب الشرقي مختلف عليها فمن قائل أنها على امتداد نهر الأورال إلى قائل أن نهر إمبا هو الحد الفاصل بين القارتين. من الجنوب يفصل البحر المتوسط أوروبا عن القارة الأفريقية. يحد القارة من الغرب المحيط الأطلسي. نظرا للاختلافات على تحديد مدى لعرض أو طول (الحدود بمعنى آخر) القارة الأوروبية فإن نتائج تحديد المركز الجغرافي لأوروبا تكون ذات اختلافات كبيرة كما وتوجد أنواع من الصفائح الأرضية حسب القشرة الأرضية.

### الخواص الطبيعية
بشكل أوروبا هي مجموعة من أشباه الجزر الصغيرة المتصلة المتراصة. يمكن تقسيم القارة إلى اثنين من أشباه الجزر شبه الجزيرة الإسكندنافية في الشمال وبقية أجزاء القارة كشبه جزيرة أخرى يفصل بينهما بحر البلطيق. ثلاث من أشباه الجزر تتفرع من الجزء الجنوبي مخترقة أجزاء من البحر المتوسط من القارة وهي شبه جزيرة أيبيريا والبلقان وإيطاليا. كلما اتجهنا شرقَا في القارة الأوروبية يزداد اتساعها حتى يصل ذاك الاتساع ذروته عند حدود أوروبا مع آسيا أي عند جبال الأورال.

### السطح

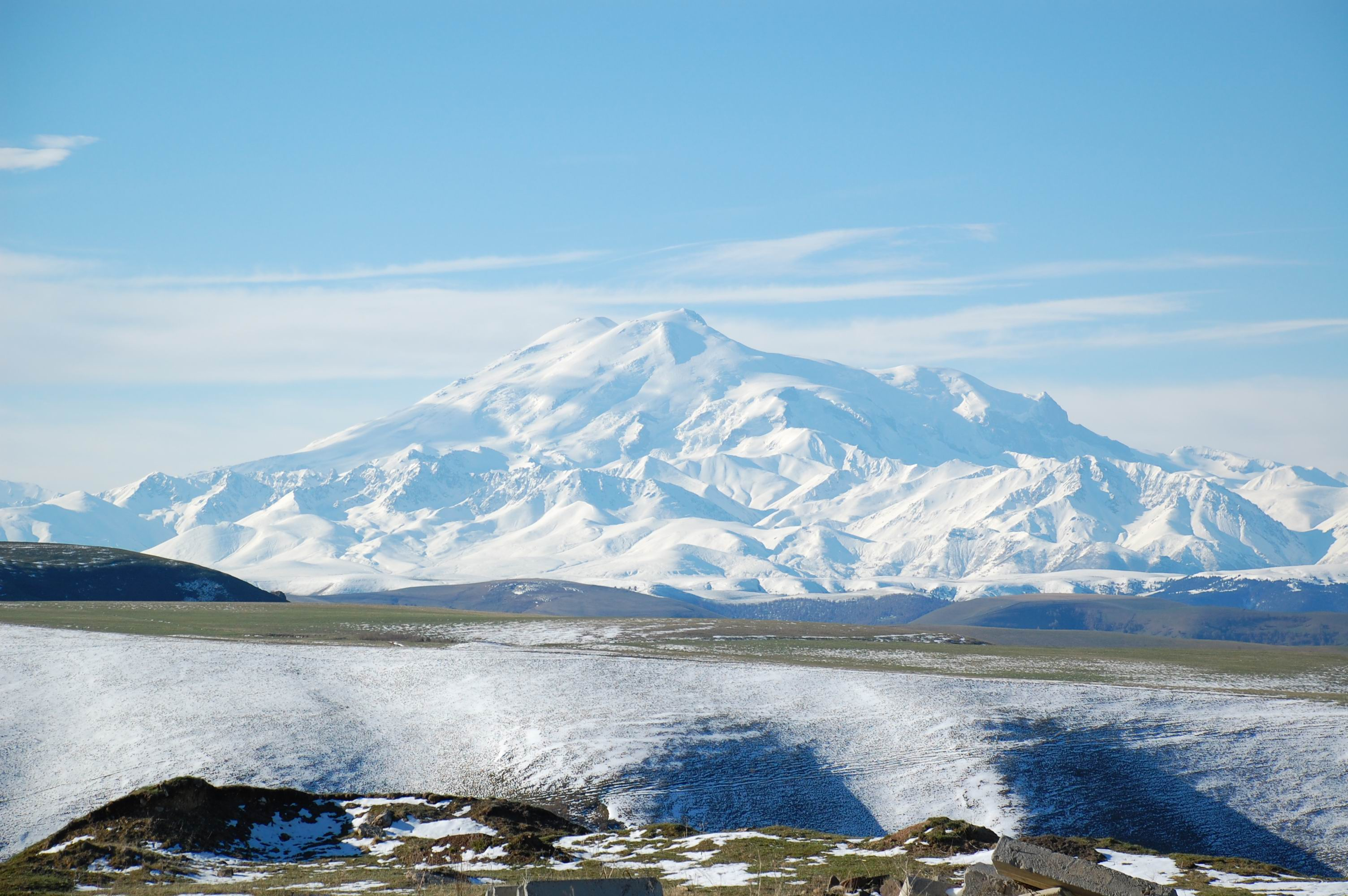
جبل إلبروس، أعلى قمة في أوروبا.

تبلغ مساحة أوروبا 10,180,000 كم² أو ما يعادل تقريبًا من مساحة اليابسة في العالم. وهي ثاني أصغر قارة في العالم بعد أوقيانوسيا، ويحدها المحيط الأطلسي غربًا وجبال الأورال ونهر الأورال وبحر قزوين شرقًا، وتمتد أوروبا من المحيط المتجمد الشمالي إلى البحر الأبيض المتوسط والبحر الأسود وجبال القوقاز في الجنوب، ويعد الجغرافيون الجزر البريطانية وجزيرة مالطة وآلافًا من الجزر الواقعة قبالة سواحل الجزء الرئيسي من الأراضي الأوروبية جزءًا من القارة.
وأوروبا شبه جزيرة ضخمة تمتد في اتجاه الغرب من شمال غربي آسيا، وليس هنالك حاجز مائي يفصل بين هاتين القارتين تمامًا، لذلك يعدهما بعض الجغرافيين قارة واحدة، فيطلقون عليها اسم أوراسيا. بينما يذهب جغرافيون آخرون إلى القول بأن إفريقيا وآسيا وأوروبا قارة واحدة، إذ لم يكن هنالك ما يفصل بين إفريقيا وآسيا قبل شق قناة السويس فيطلقون على هذه القارة اسم أفرو-أوراسيا.

### السواحل والجزر

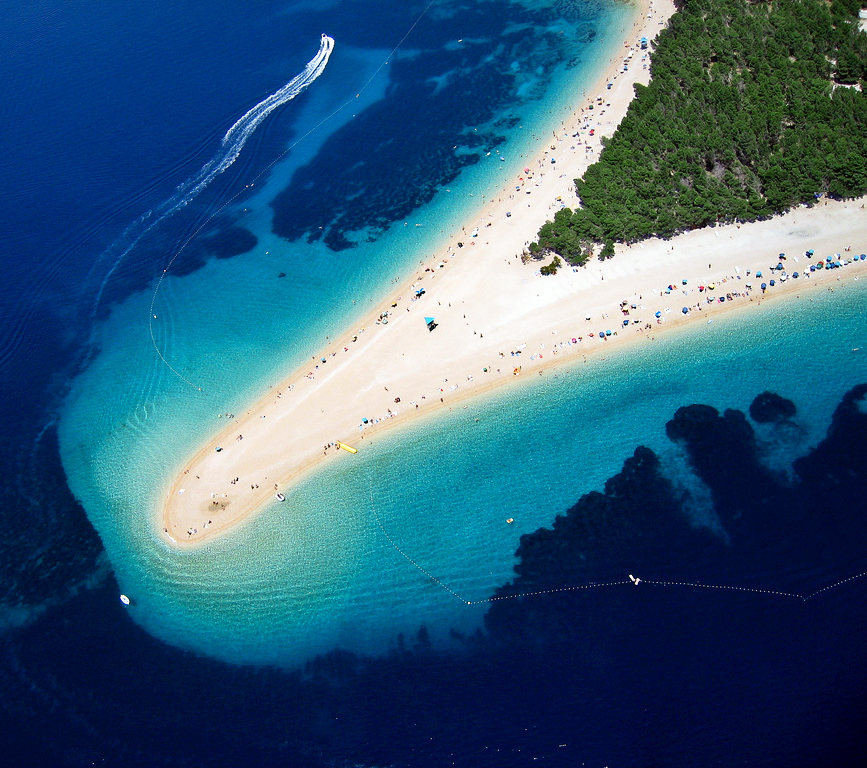
خليج زلاتاني في كرواتيا، المطل على البحر الأدرياتيكي.

تتميز أوروبا بساحل بحري غير منتظم، كثير التعاريج، حيث نجد سلسلة من أشباه الجزر الكبيرة والصغيرة. وأشباه الجزر الأوروبية الرئيسية هي: شبه جزيرة إسكندينافيا وشبه جزيرة يوتلاند وشبه الجزيرة الإيبيرية، وشبه جزيرة الأبناين، وشبه جزيرة البلقان وكلها تتخللها المداخل والخلجان والبحار.
يتميز الساحل الأوروبي بطولة إذ يبلغ نحو 60,957 كم وذلك لكثرة تعاريجه. ساعد هذا الساحل المتعرج في وجود المرافئ الطبيعية.
وهناك آلاف الجزر التي تقع قبالة السواحل الأوروبية على مسافات متفاوتة، ومن أكبر وأهم هذه الجزر بريطانيا التي تشكل إحدى الجزر البريطانية. وتشمل الجزر البريطانية ـ التي تقع شمالي وغربي البر الرئيسي لأوروبا ـ أيرلندا وجزر أوركني وجزر شتلاند. ومن الجزر الرئيسية الأخرى في هذه المنطقة، أيسلندا وجزر فارو. أما الجزر الرئيسية التي تقع جنوبي البر الرئيسي للقارة، فتشمل، من الغرب إلى الشرق جزر البليار وكورسيكا، وسردينيا، وصقلية، وكريت.

### الأنهار
تُستخدم الأنهار الأوروبية العديدة وسيلة نقل للمنتجات الصناعية، كما يستفاد من مياه هذه الأنهار في ري الأراضي وتوليد الطاقة الكهربائية.
من أطول أنهار أوروبا نهر الفولغا الذي يمرّ داخل روسيا لمسافة 3,531كم حتى يصب في بحر قزوين. وتربط شبكة من القنوات نهر الفولغا مع المحيط المتجمد الشمالي، وبحر البلطيق، ونهر الدون. يتعرج نهر الدون داخل روسيا حتى يصل إلى البحر الأسود. ونهر الراين يجري لمسافة 1,100كم من جبال الألب داخل ألمانيا وهولندا حتى بحر الشمال. ويمثل نهر الراين العمود الفقري للممرات المائية الداخلية التي تتركز حولها أهم النشاطات في أوروبا الغربية. ويبلغ طول نهر الدانوب ـ ثاني أطول نهر في أوروبا ـ 2,860كم. ونهر الدانوب الذي يشق طريقه من جنوب ألمانيا مخترقًا النمسا وسلوفاكيا والمجر وصربيا وبلغاريا ورومانيا حتى البحر الأسود يعد الممر المائي الرئيسي في الجزء الجنوبي الغربي لأوروبا الشرقية.
تشمل أنهار أوروبا الأخرى ذات الأهمية نهر الدنيبر في روسيا وروسيا البيضاء وأوكرانيا، ونهر دفينا الشمالي في روسيا ونهر دفينا الغربي في روسيا ولاتفيا، والأودر وفستولا في بولندا، وألبه في التشيك وألمانيا، والفيزر في غربي ألمانيا، والبو في إيطاليا واللوار والرون ونهر السين في فرنسا ونهر تاجو في إسبانيا والبرتغال، ونهر التايمز في إنجلترا. وقد ربطت أنهار أوروبا الرئيسية بشبكة من القنوات.

### البحيرات
تقع أكبر بحيرة في العالم وهي بحر قزوين المالح، جزئيًا في الركن الجنوبي الشرقي لأوروبا وجزئيًا في آسيا. وبالرغم من أن بحر قزوين يسمى بحرًا إلا أنه بحيرة في الحقيقة. إذ أن اليابسة تحيط به من كل الجوانب، وتبلغ مساحته 372,000كم² وينخفض ساحله الشمالي 28م دون مستوى سطح البحر فهو أكثر المواقع انخفاضًا في أوروبا.
تبلغ مساحة البحيرات العذبة في أوروبا حوالي 137,000كم². وأكبر بحيرات أوروبا العذبة هي بحيرة لادوجا في الجزء الشمالي الغربي لروسيا وتبلغ مساحتها 17,703كم². وتوجد في فنلندا نحو 60,000 بحيرة مما جعلها تُعرف باسم أرض آلاف البحيرات.

### المناخ

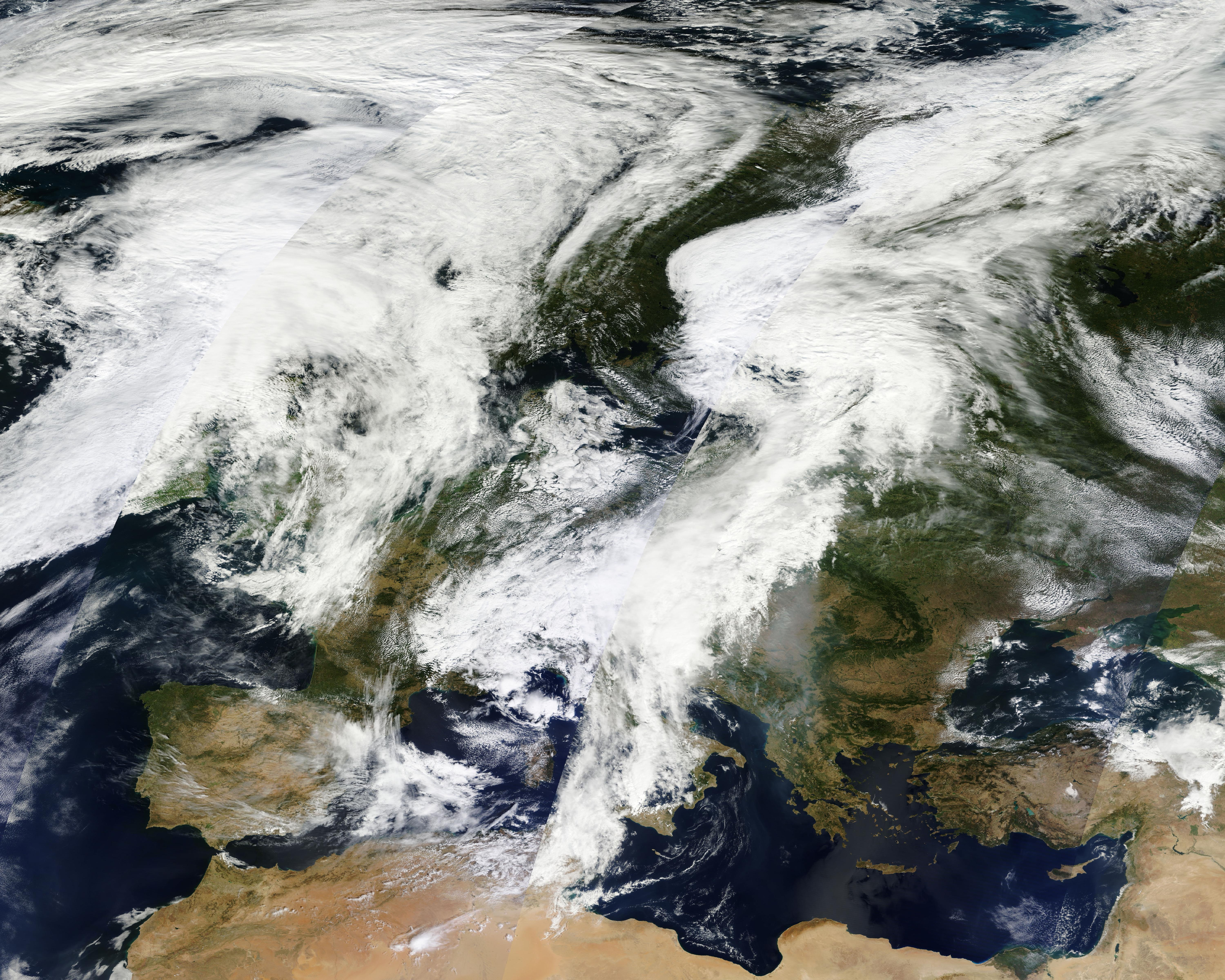
صورة لأوروبا من الأقمار الصناعية.

يتنوع المناخ في أوروبا فيختلف من إقليم لآخر. إلا أن معظم أجزاء القارة يتمتع بمناخ معتدل، وتتمتع أوروبا بمناخ أكثر اعتدالاً من بعض أجزاء آسيا وأمريكا الشمالية اللتين تقعان في خطوط العرض نفسها. فمثلاً برلين بألمانيا، وكلجاري بكندا وإركتسك في الجزء الآسيوي لروسيا تقع تقريبًا على خط عرض واحد. لكنا نجد أن معدل درجة الحرارة في برلين يزيد بثماني درجات مئوية على معدل درجة الحرارة في كلجاري وقد يزيد باثنتين وعشرين درجة مئوية على معدل درجة الحرارة في إركتسك.
تتسبب الرياح التي تهب عبر القارة من المحيط الأطلسي في تلطيف المناخ في أوروبا. إذ تتأثر هذه الرياح بتيار الخليج الدافئ، وهو تيار محيطي قوي، يجرف الماء الدافئ من خليج المكسيك إلى ساحل أوروبا الغربي وامتداده الشمالي، ويسمى بتيار المحيط الأطلسي الشمالي. يتأثر معظم القارة بهذه الرياح الغربية لعدم وجود حاجز جبلي بالحجم الذي يمكن أن يعترضها، ونسبة لأن معظم أوروبا يقع في حدود 480كم من المحيط الأطلسي.
يتأثر ساحل النرويج أكثر من غيره بمفعول تيار الخليج الأطلسي الشمالي والرياح الغربية القوية التي تهب على أوروبا عبر هذه التيارات. يقع جزء كبير من الساحل النرويجي في منطقة القطب الشمالي، التي تغطي الثلوج والجليد معظمها في فصل الشتاء. إلا أن معظم ساحل النرويج بما في ذلك الجزء الذي يقع في القطب الشمالي وميناء النرويج، همرفست الذي يقع في أقصى الشمال يبقى خاليًا من الجليد والثلوج طيلة فصل الشتاء.

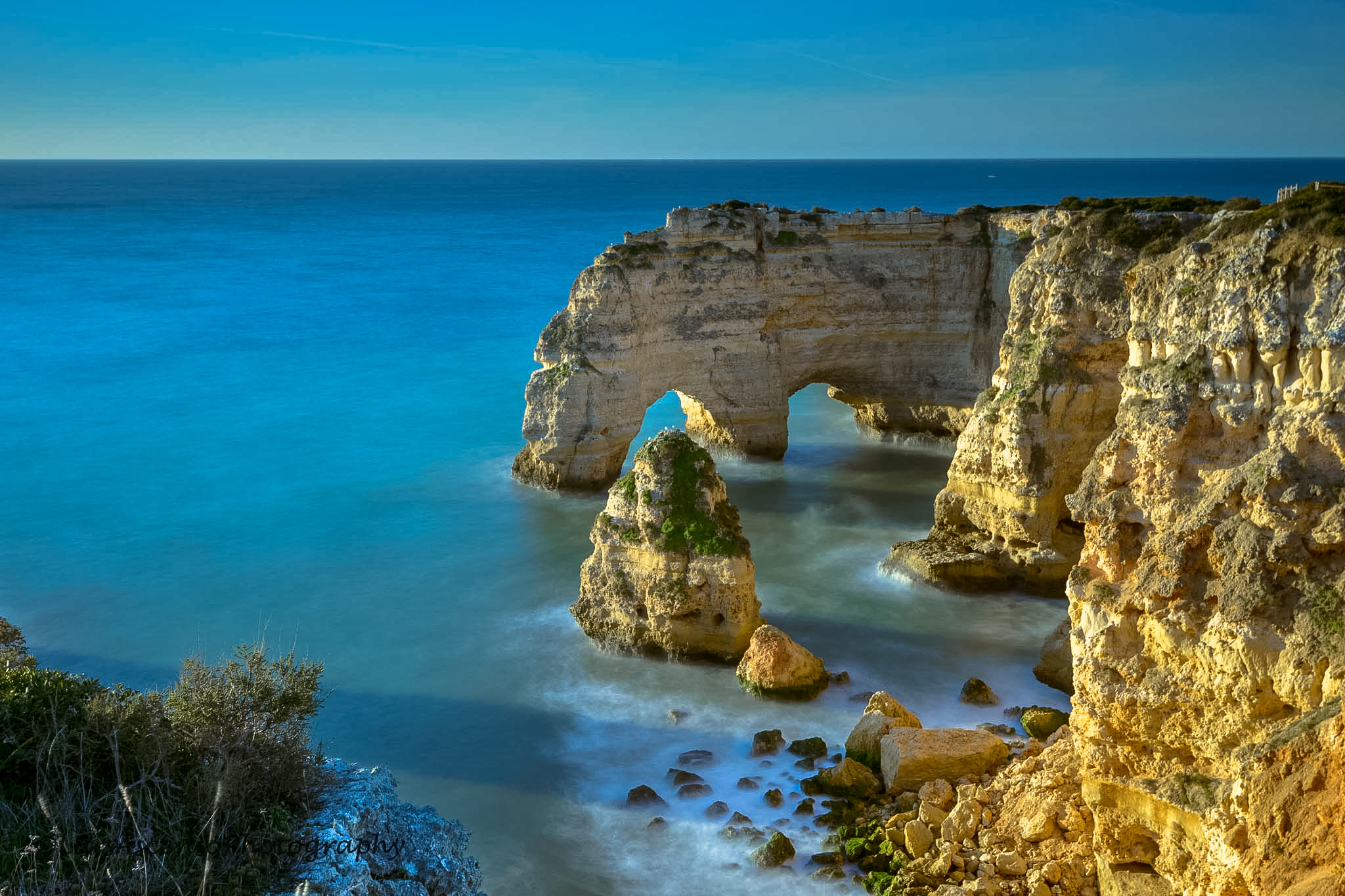
ساحل شاطئ مارهينا في منطقة الغرب البرتغاليّة.

بصفة عامة نجد أن الشتاء في شمالي أوروبا أطول وأكثر برودة منه في جنوبيها، وأن الصيف فيه أقصر وأبرد من جنوبيها أيضًا. كما نجد أيضًا أن الشتاء في الشرق أطول وأكثر برودة، وأن الصيف أقصر وأكثر حرارة عما في الغرب. فمثلا ًمعدل درجة الحرارة في مدينة غلاسكو باسكتلندا في يناير 3°م، بينما في موسكو التي تقع على خط العرض نفسه ينخفض معدل درجة الحرارة في يناير إلى 10°م تحت الصفر.
يتراوح معدل التساقط في معظم دول أوروبا بين 50 و150سم في السنة. ويحدث أكثر التساقط السنوي عادة فوق 200سم ـ في المناطق التي تقع غربي الجبال مباشرة أي المنحدرات الغربية المواجهة للرياح الغربية. وتشمل هذه المناطق أجزاءً من غربي بريطانيا وغربي النرويج. أما أقل أجزاء أوروبا مطرًا ـ عادة أقل من 50سم ـ فنجدها في ثلاث مناطق عامة: 1- المناطق الواقعة إلى الشرق من الجبال العالية (أي في ظل المطر). 2- المناطق الداخلية التي تبعد من المحيط الأطلسي. 3- المناطق التي تقع على طول ساحل المحيط القطبي الشمالي. تشمل هذه المناطق وسط وجنوب شرقي إسبانيا والأجزاء الشمالية من إسكندينافيا والأجزاء الشمالية والجنوبية الشرقية من روسيا الأوروبية وكازاخستان.

### الحياة النباتية والحيوانية
تشمل الحياة البرية في أوروبا أنواعًا كثيرة من النباتات والحيوانات التي توجد أيضًا في قارات أخرى. لكن توجد فيها بعض الأنواع التي لا توجد في القارات الأخرى، وهي تشمل نوعًا من الطيور، يطلق عليه اسم العندليب، وحيوانًا من الثدييات يسمى اللّاموس النرويجي. وبأوروبا أيضًا بعض أنواع النباتات والحيوانات البرية التي تختلف عن النباتات والحيوانات البرية التي تحمل الأسماء نفسها في قارات أخرى فمثلاً أبو الحناء الأوروبي يعادل حجمه نصف حجم أبي الحناء الموجود في أمريكا الشمالية.
لم تسلم الحيوانات البرية والنباتات الطبيعية من يد الإنسان. فلقد أزيلت الغابات التي كانت تغطي مساحات كبيرة من أوروبا للاستفادة من أخشابها ولإفساح المجال للزراعة ونمو المدن. كما انقرضت بعض الحيوانات البرية نتيجة ممارسات عديدة مثل الصيد الجائر من نصب الشراك والإفراط في صيد الأسماك وأخيرًا الزيادة السكانية المطردة التي أخذت تجور على مواطن هذه الكائنات.

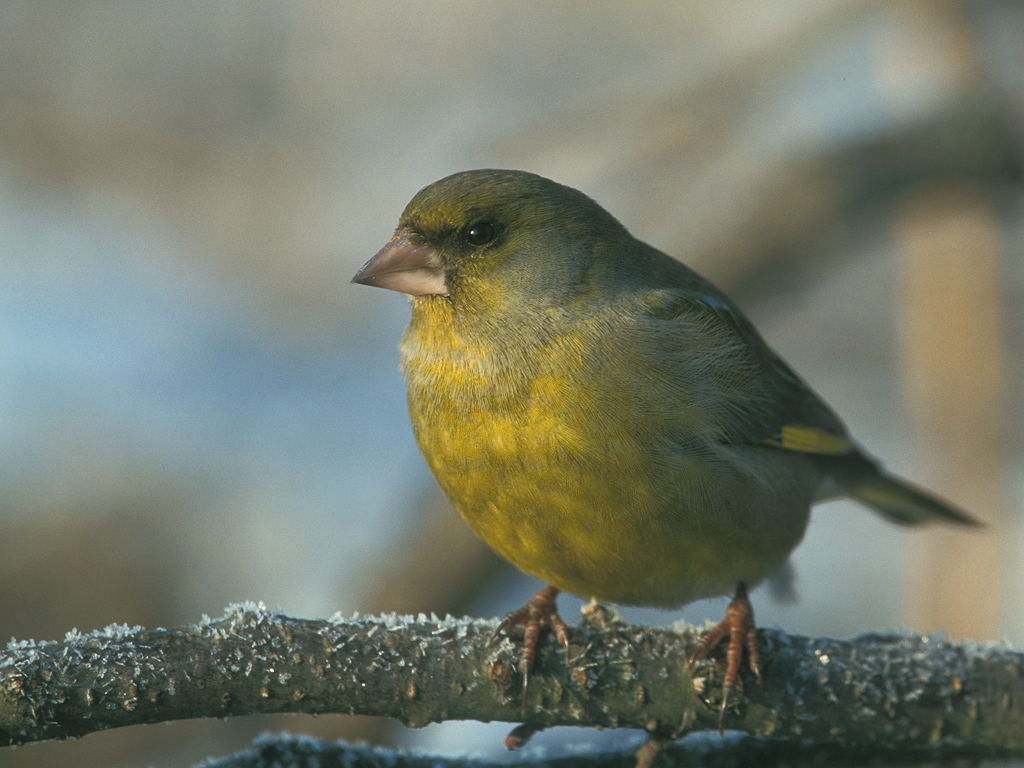
حسون أخضر أوروبي
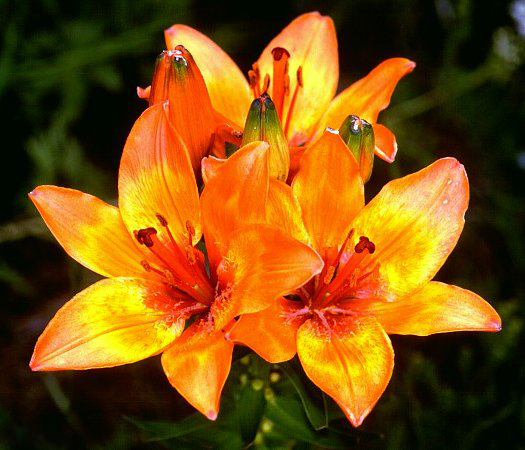
زنبق برتقالي
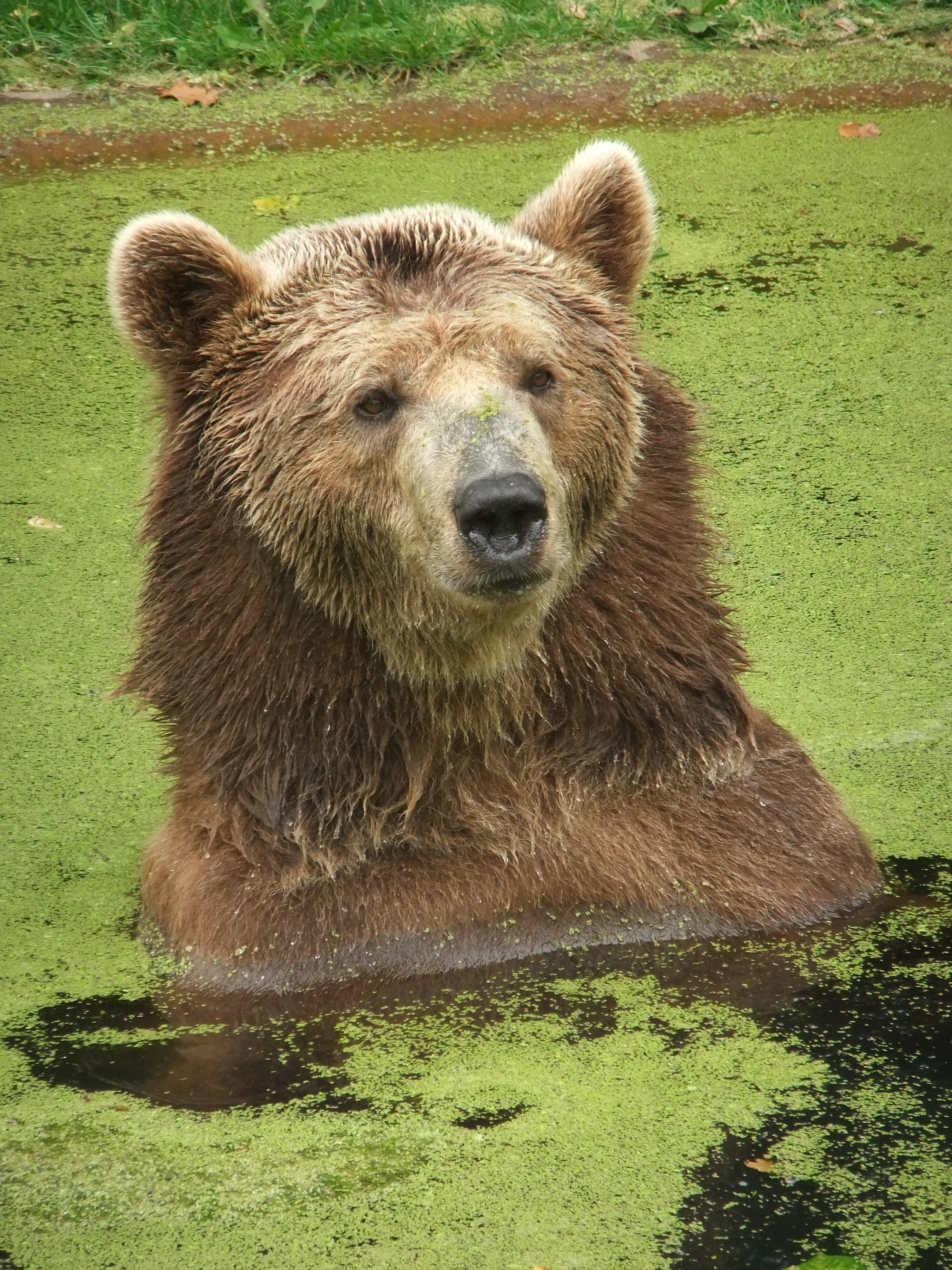
دب بني أوراسي
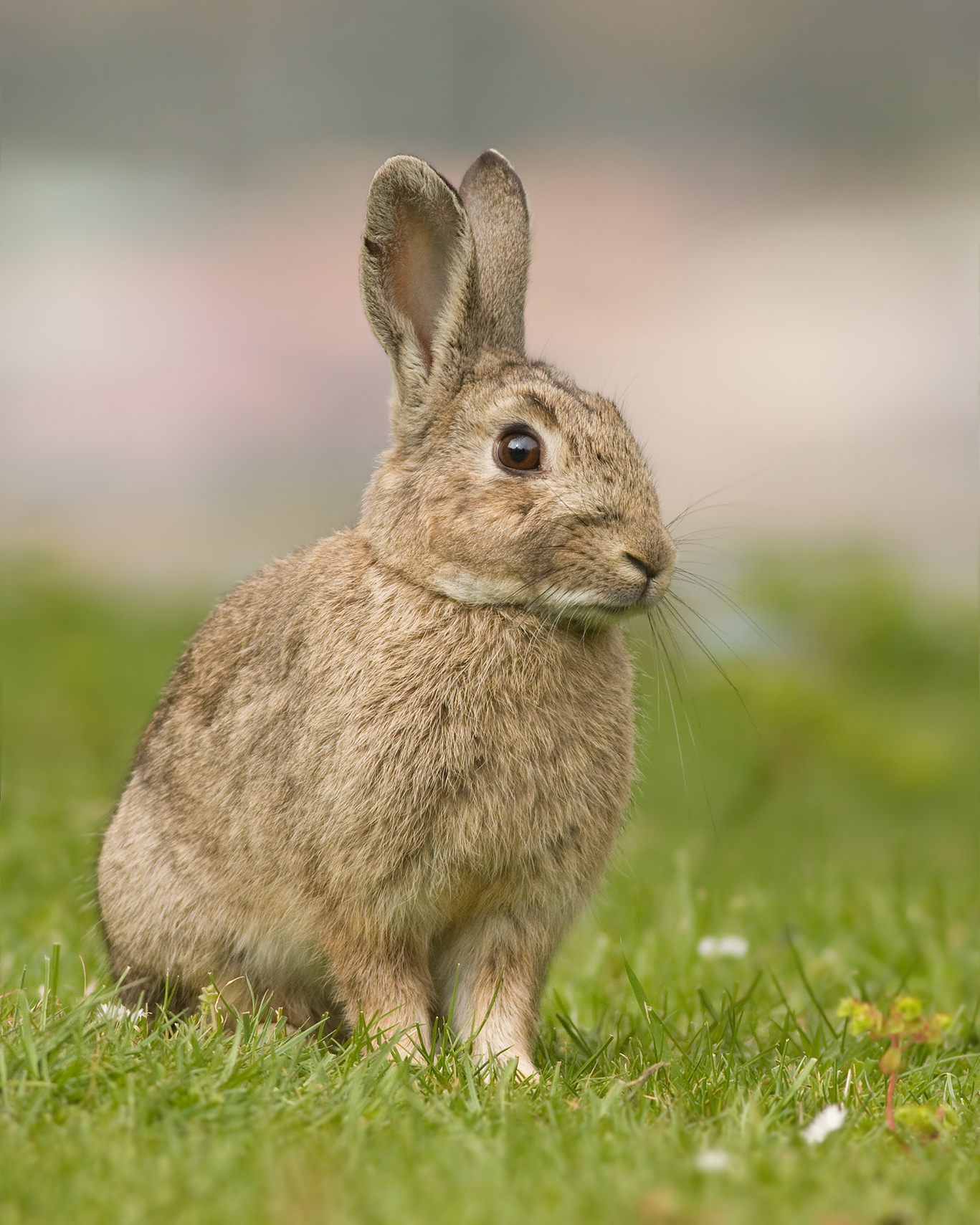
أرنب أوروبية

## الأقاليم والمناطق

خارطة مناطق ودُول أوروبَّا وفقًا لِمُؤسسة Ständiger Ausschuss für geographische Namen (StAGN).

في أوروبا أكثر من خمسين دولة ومع أنّ التباين بينها كبير الاّ أنه بالإمكان تقسيم القارة إلى عدّة مناطق رئيسية بناء على معالمها ومزاياها المشتركة. في الغالب تقسم دول القارة إلى خمس مجموعات جغرافية رئيسية. حيث تشترك دول كل مجموعة بصفات طبيعية متشابهة وبمزايا اقتصادية وحضارية متشابهة، وفي كثير من الأحيان تشترك في الخلفية التاريخية. المناطق الخمس الرئيسية في أوروبا هي: جنوب أوروبا، وشمال أوروبا، وغرب أوروبا، ووسط أوروبا وشرق أوروبا.

### جنوب أوروبا
تقع في حدود هذه المنطقة الدول التالية: اليونان، ألبانيا، صربيا، الجبل الأسود، جمهورية مقدونيا، البوسنة والهرسك، كرواتيا، سلوفينيا، إيطاليا، مالطا، إسبانيا والبرتغال. في أوائل التسعينات انقسمت يوغسلافيا إلى صربيا، الجبل الأسود، جمهورية مقدونيا، البوسنة والهرسك، كرواتيا وسلوفينيا علمًا أن كل من كرواتيا وسلوفينيا تٌحسب أيضًا على دول وسط أوروبا. لدول جنوب أوروبا عدة مزايا مشتركة: فهي تقع على أشباه جزر في البحر الأبيض المتوسط، ولها جميعًا سواحل طويلة، وللبحر فيها تأثير كبير على اقتصاد هذه الدول وعلى المواصلات وأسلوب الحياة فيها. ويسود هذه المنطقة مناخ البحر المتوسط. كما أن تضاريسها جبليّة تقل فيها السهول المستوية. أمّا الزراعة فهي زراعة البحر المتوسط، وتعتبر فيها السياحة من أهم الفروع الاقتصادية فيها.
منحت كل من إيطاليا واليونان العالم التراث الحضاري الكلاسيكي. ولا تزال الآثار القديمة قائمة متمثلة في القصور والمعابد والأسوار وقنوات الريّ. كما وتغلب الديانة المسيحية الكاثوليكية على وسط هذه المنطقة وغربها (إيطاليا وإسبانيا والبرتغال)، بينما تغلب المسيحية الأرثوذكسية الشرقية على شرقها.

### شمال أوروبا

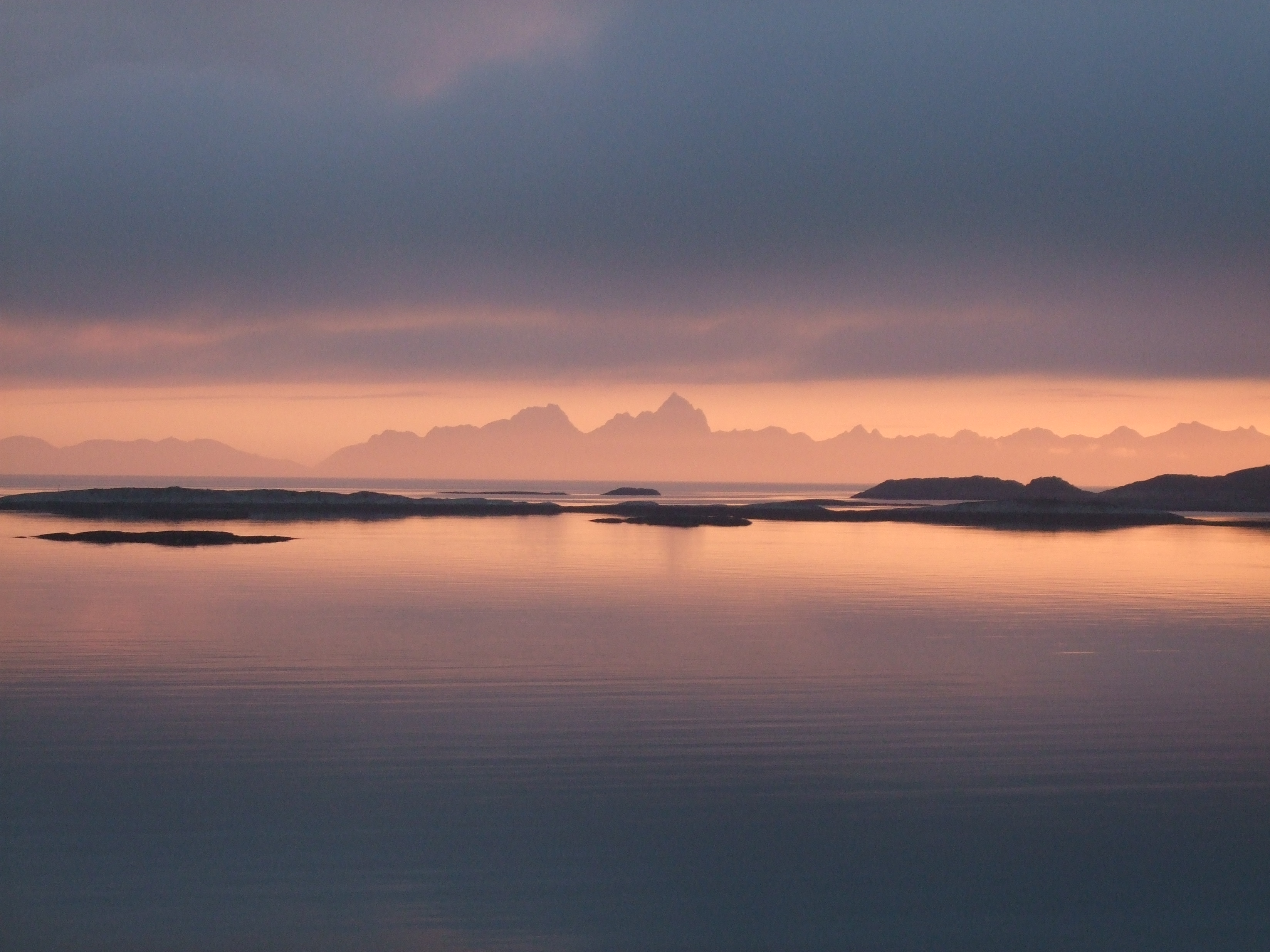
بحر النرويج.

تقع في هذه المنطقة الدول الآتية: النرويج، السويد، فنلندا، الدنمارك وآيسلندا ويطلق على هذه الدول الدول الإسكندنافية؛ فضلُا عن لاتفيا وليتوانيا وإستونيا ويطلق على هذه الدول دول البلطيق. تقع هذه الدول على شواطئ بحر الشمال وبحر البلطيق. أمّا الدول الإسكندنافية فتقع على أشباه جزر.
شُكّل سطح الأرض في هذه المنطقة من خلال الكتل الجليدية، لذا فهي تمتاز بالهضاب وتكثر فيها البحيرات والفيوردات. في حين أن تضاريس النرويج جبلية ومنقطعة. ويعد المناخ في المنطقة بحري معتدل: بارد ورطب في شمال هذه المنطقة وقاري بارد في شرقها. أمّا الشتاء بارد جدًا وتكسو الثلوج معظم أراضي هذه المنطقة. تقل الكثافة السكانيّة شمالًا.
في هذه المنطقة تبرز بشكل الدول الإسكندنافية بمستوى تطورها الاقتصادي وبمستوى خدمات الرفاه الاجتماعي التي تقدمها لمواطنيها إذا ما قورنت مع دول البلطيق التي تمر في مرحلة إعادة البناء والنمو الاقتصادي والتحرر من عبء الاقتصاد الشيوعي. غالبية سكان الدول الإسكندنافية ودول البلطيق من المسيحيين البروتستانت.

### غرب أوروبا

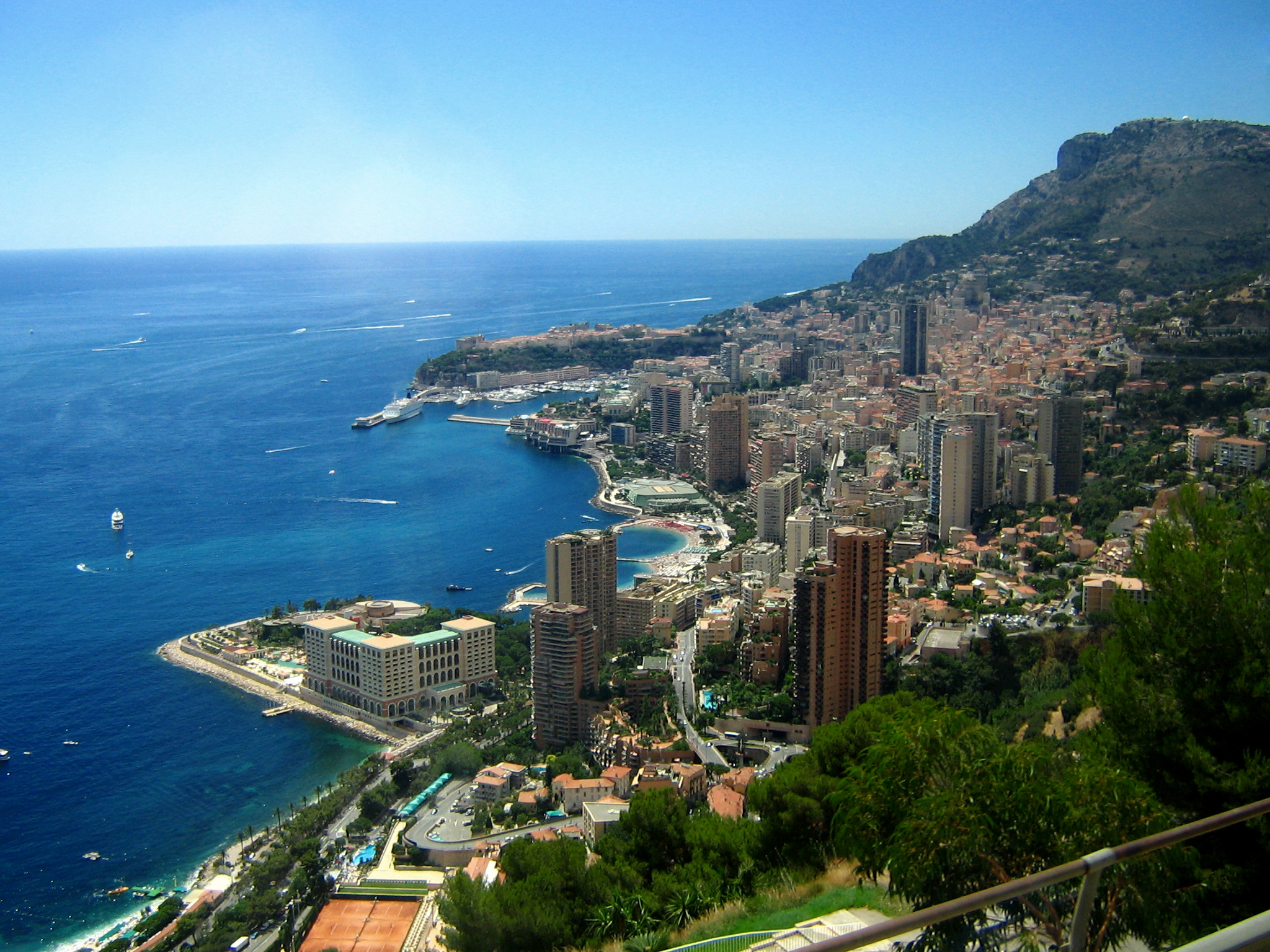
موناكو.

في هذه المنطقة تجد الدول التالية: فرنسا، ألمانيا، بلجيكا، هولندا، لوكسمبورغ، المملكة المتحدة وجمهورية أيرلندا. تقع هذه الدول على سواحل المحيط الأطلسي وبحر البلطيق. في هذا الجزء من القارة يعد سطح الأرض متنوع، ففي الشمال والغرب تمتد سهول منخفضة واسعة تعتبر جزءًا من السهول الأوروبية الشاسعة. ويعد المناخ في المنطقة معتدل إلاّ أنه كل كان الاتجاه نحو وسط القارة قلّ تأثير البحر وتحول المناخ إلى مناخ قاريّ-بارد.
بدأت في دول غرب أوروبا الثورة الصناعية قبل زهاء 200 عام، وقد انطلقت من بريطانيا العظمى. دول هذه المنطقة -باستثناء المملكة المتحدة وأيرلندا- هي التي أسست السوق الأوروبية المشتركة، وتعتبر هذه السوق حجر الأساس للاتحاد الأوروبّيّ. تعتبر المدن الكبرى في هذه المنطقة مركز جميع مجالات الاقتصاد: التجارة والخدمات والصناعة وغيرها. في غرب أوروبا ثمة أكبر تجمع سكانيّ في القارة، وهو أكثر مناطق أوروبا كثافة سكانيّة، ففي هذه المنطقة تقع أكبر مدن أوروبا وأكثرها أهمية: لندن، وباريس، وبرلين، وفرانكفورت، وبروكسل وأمستردام.
من الناحية الدينيّة تنقسم دول غرب أوروبا بين الطائفتين المسيحيتين الرئيسيتين: في فرنسا وبلجيكا ولوكسمبورغ وأيرلندا تسود الكاثوليكية، وتسود البروتستانتية الإنجليكيَّة في بريطانيا، في حين أن هولندا وألمانيا تنقسم بين المسيحيين البروتستانت والكاثوليك. وفقاً لتقرير قام به مركز بيو للأبحاث قال 71% من الأشخاص في 15 دولة في غرب أوروبا، أنهم يعتبرون أنفسهم مسيحيين في عام 2017.

### وسط أوروبا

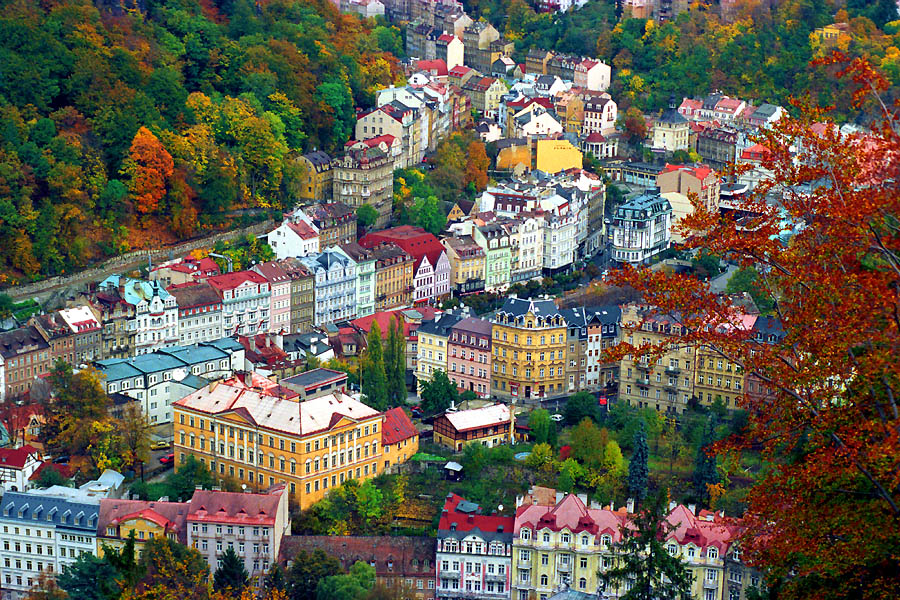
كارلوفة في بوهيميا.

في هذه المنطقة تقع الدول التالية: سويسرا، النمسا، جمهورية التشيك، سلوفاكيا، المجر وسلوفينيا. الصفة المشتركة لهذه الدول الخمس هو أنها جميعًا تقع في وسط القارة ولا تقع على شاطئ البحر. هذه المنطقة هي صميم قلب أوروبا الجغرافي، وفيها تمتد أعلى سلاسل الجبال في القارة؛ سلسلة جبال الألب. أمّا من حيث مبنى سطح الأرض فإن المجر تختلف عن باقي دول المنطقة، إذ يقع فيها سهل منخفض شاسع. ويعتبر المناخ معتدل-بارد.
كانت دول هذه المنطقة باستثناء سويسرا جزءًا من الإمبراطورية النمساوية المجرية والتي تركت إرثًا توافقًا من حيث اللغة والخلفية الحضارية. أمّا من الناحية الاقتصادية فتقسم المنطقة إلى مجموعتين: سويسرا والنمسا وهما دولتان متطورتان ونظامها الاقتصادي شبيه بنظام غرب أوروبا، بينما المجر وجمهورية التشيك وسلوفاكيا والتي انتمت في الماضي إلى الكتلة الشيوعية، فإن نظامها يشبه النظام المتبع في دول أوروبا الشرقية، والتي في مرحلة التحرر من أعباء الاقتصاد الشيوعي.
من أهم مدن المنطقة هي: زوريخ، فيينا، براغ وبودابست. تعتبر هذه المدن مراكز النشاطات الاقتصادية لدولها. من الناحية الدينية فإن غالبيّة سكان المنطقة من الكاثوليك، في حين يتوزّع سكان سويسرا بين الكاثوليكية والبروتستانتية.

### شرق أوروبا

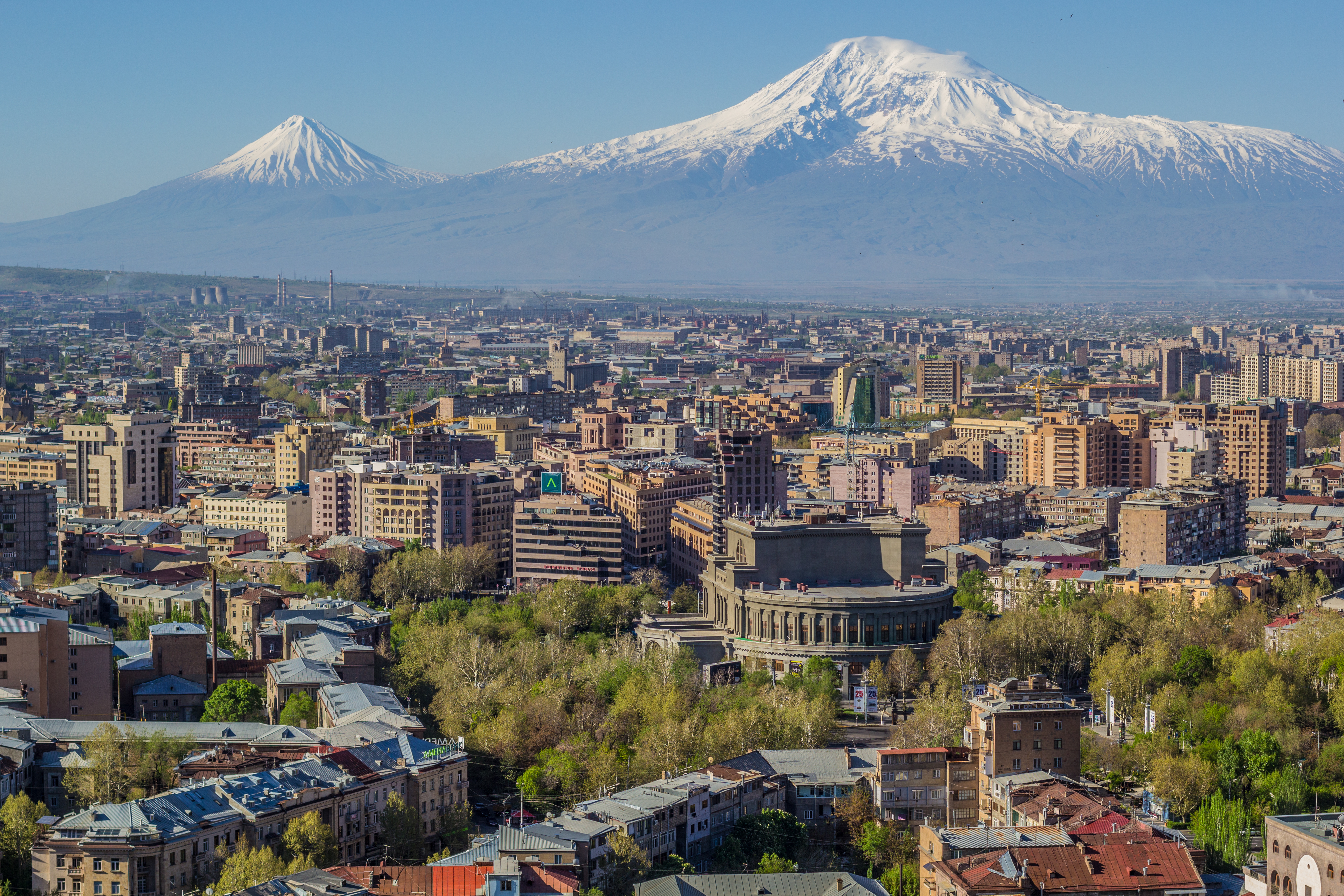
يريفان عاصمة أرمينيا.

في هذه المنطقة تقع دول الإتحاد السوفييتي سابقًا وهي: روسيا، روسيا البيضاء، أوكرانيا ومولدوفا. وكذلك الدول الثلاث: بولندا ورومانيا وبلغاريا، فضلًا عن دول القوقاز الثلاث وهي أرمينيا، أذربيجان وجورجيا. تمتد روسيا وهي أكبر هذه الدول إلى ما وراء جبال الأورال في قارة آسيا. يتكون سطح الأرض في شرق أوروبا من السهول المنخفضة الواسعة التي تقطعها أنهار طويلة وعريضة وسلاسل جبال عالية. ويعد مناخ هذه المنطقة معتدل-بارد، وكلما كان التوجه شمالًا أو شرقًا أصبحت الظروف المناخيّة أكثر حدة.
هناك خلفية تاريخية مشتركة بين دول هذه المنطقة هي تسود فيها المسيحية الشرقية باستثناء أذربيجان حيث يسود الإسلام، وهي أنها كانت في السابق ذات نظام شيوعي، فقد كانت كل من روسيا وأوكرانيا ومولدوفا منذ سنوات العشرين جزءًا من الاتحاد السوفييتي، أمّا بولندا ورومانيا وبلغاريا ورغم كونها حتى الحرب العالمية الثانية دولًا مستقلة فقد انضمت إلى المعسكر الشرقي-الشيوعي والتي خضعت لاحقًا إلى تأثير الاتحاد السوفييتي. ومع انهيار الاتحاد السوفيتي ترك النظام الشيوعي أثره على النظام الاقتصادي والاجتماعي لهذه الدول.

## الجغرافيا السياسيّة
يعيش بأوروبا نحو 708 مليون نسمة، ما يعادل ثُمن سكان العالم منهم 108 مليون يعيشون في الجزء الروسي الواقع في أوروبا. وليس هنالك دولة أوروبية أخرى بها ما يماثل هذا العدد من السكان. وتأتي ألمانيا في المرتبة الثانية بعد روسيا، حيث يبلغ عدد سكانها نحو 81 مليون نسمة. أما دولة الفاتيكان فهي أصغر دول أوروبا من حيث عدد السكان، حيث يوجد بها أقل عدد من السكان بالمقارنة مع أي دولة في العالم، إذ يعيش بها نحو ألف نسمة فقط.
يبلغ معدل الكثافة السكانية في أوروبا 67 نسمة تقريبًا لكل كم² واحد. وأوروبا وآسيا هما أكبر قارتين في العالم من حيث الكثافة السكانية. وتوزيع السكان في أوروبا ليس متساويًا كما في بقية القارات. فمعظم أجزاء القارة تقل فيها كثافة السكان عن المعدل، بينما تزيد الكثافة عن المعدل في أجزاء أخرى. فالمناطق الشمالية الواسعة مثلاً، تكاد تكون خالية تمامًا من السكان، بينما تبلغ الكثافة في كل من موناكو وهولندا 385 نسمة لكل كم²، مما يجعلها من أعلى دول العالم كثافة في السكان.

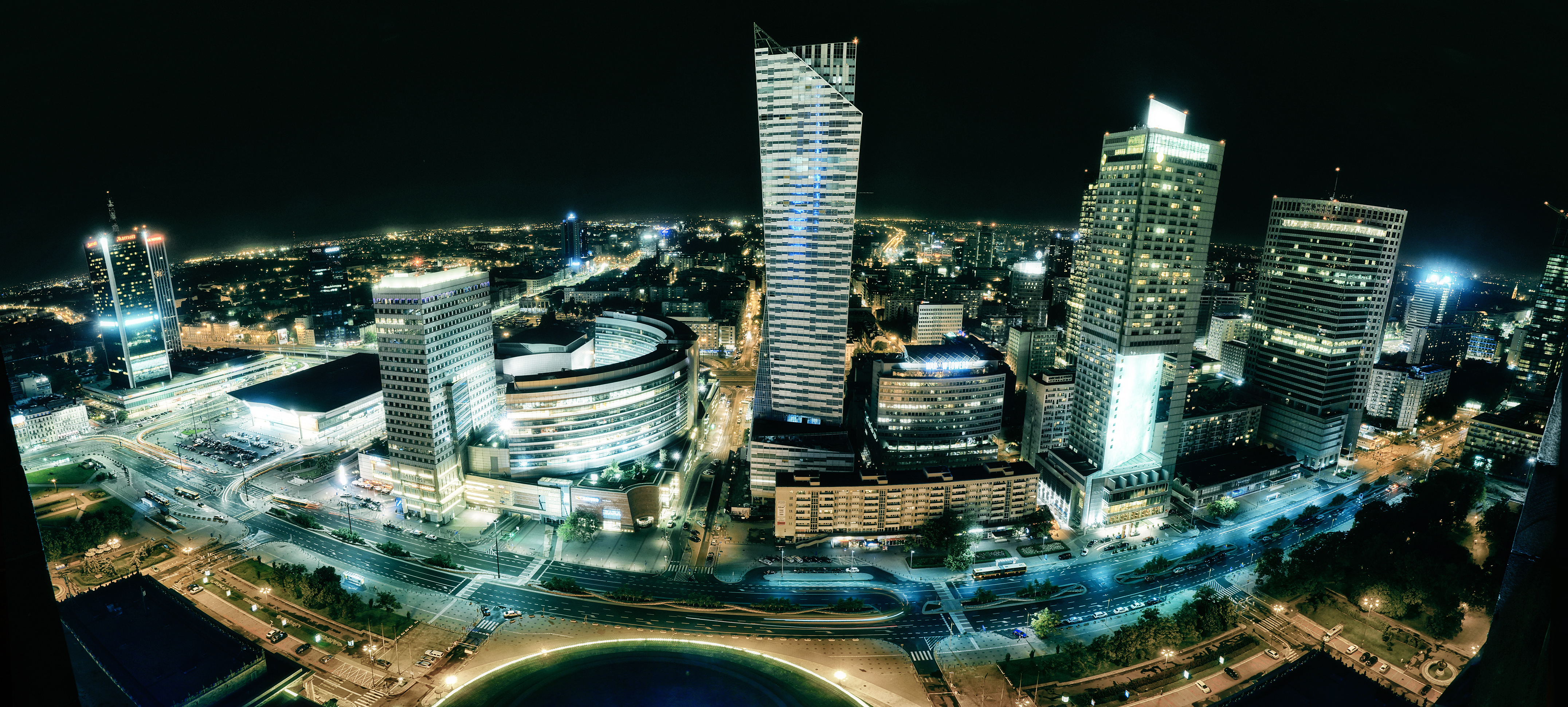
مدينة وارسو، عاصمة بولندا.

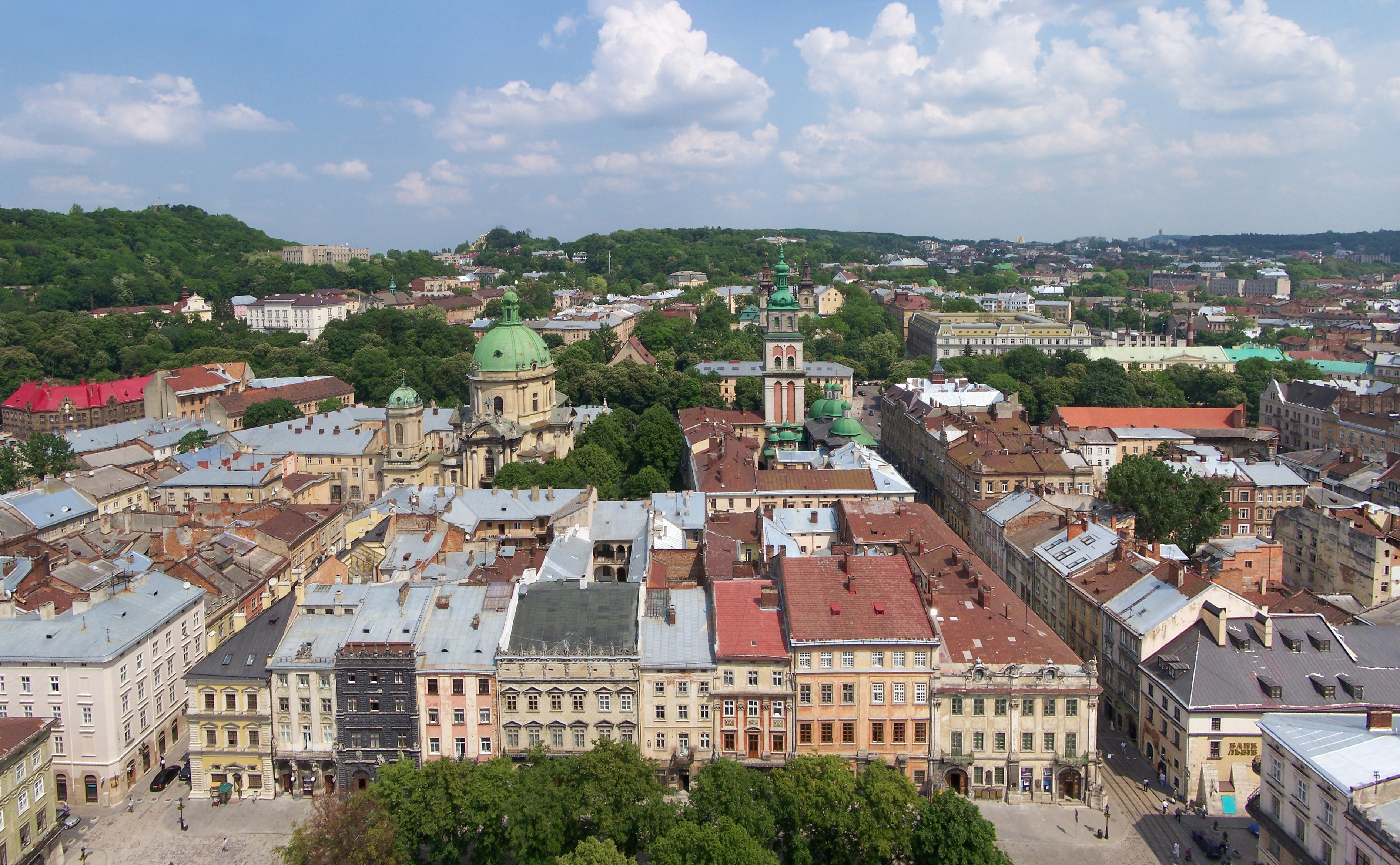
مدينة لفيف، في أوكرانيا.

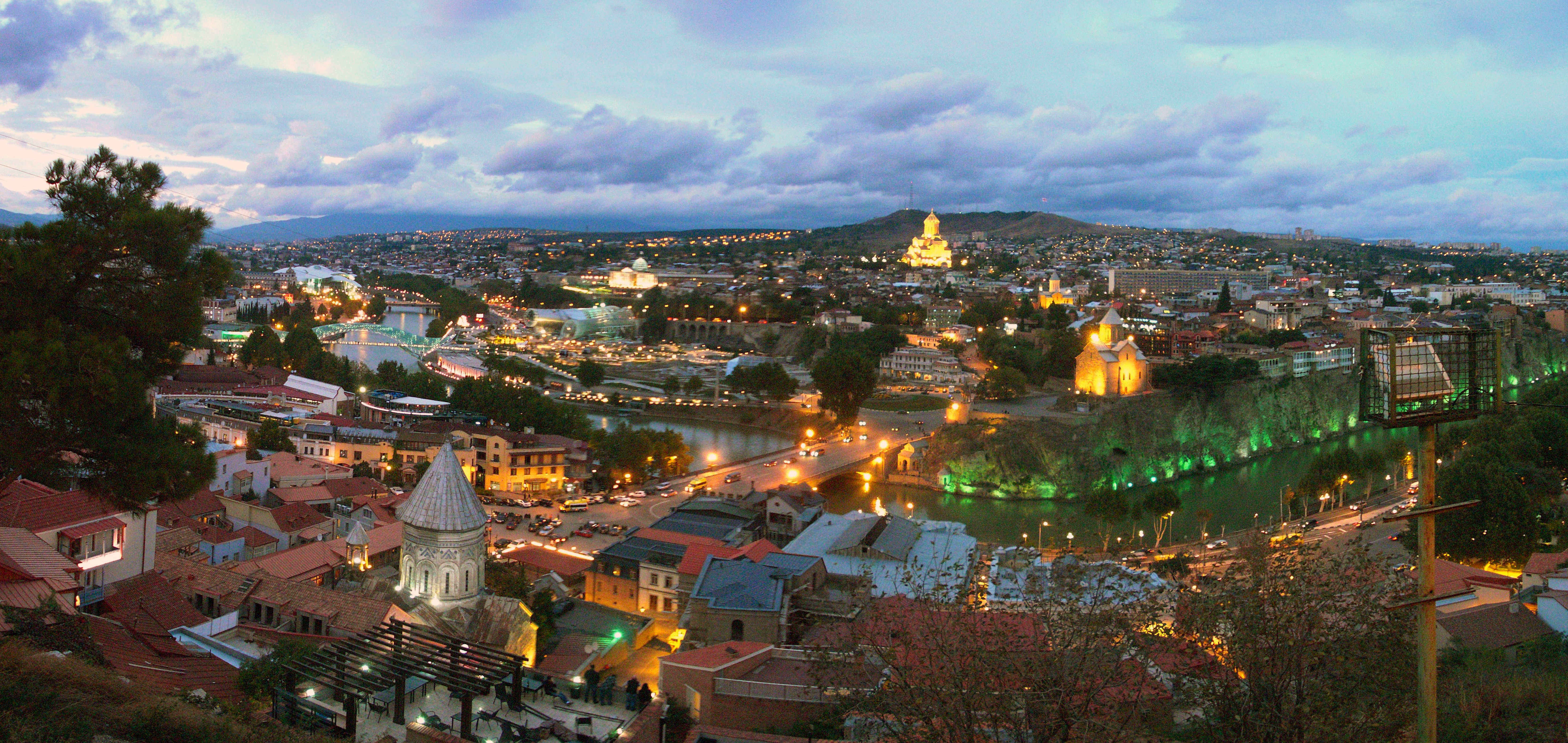
مدينة تبليسي، عاصمة جورجيا.

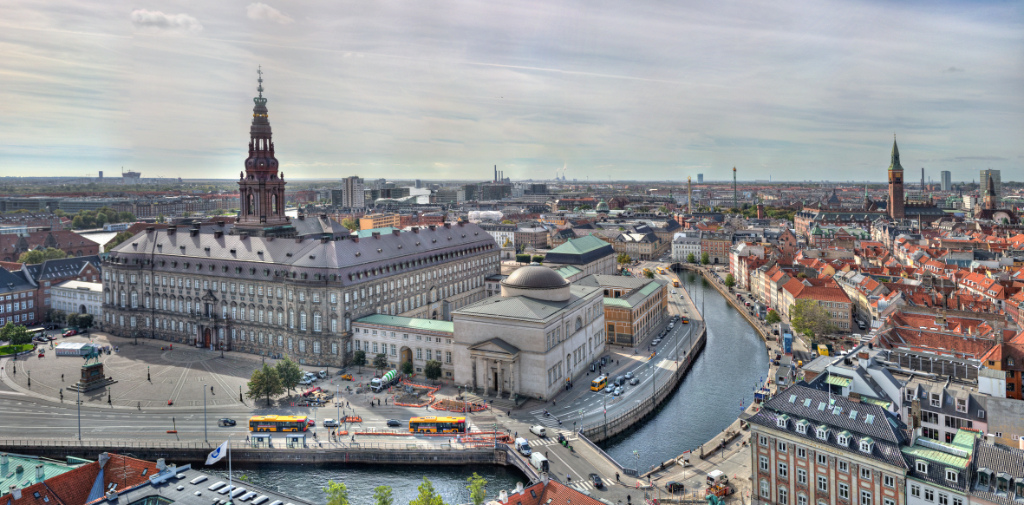
كوبنهاغن، عاصمة مملكة الدنمارك.

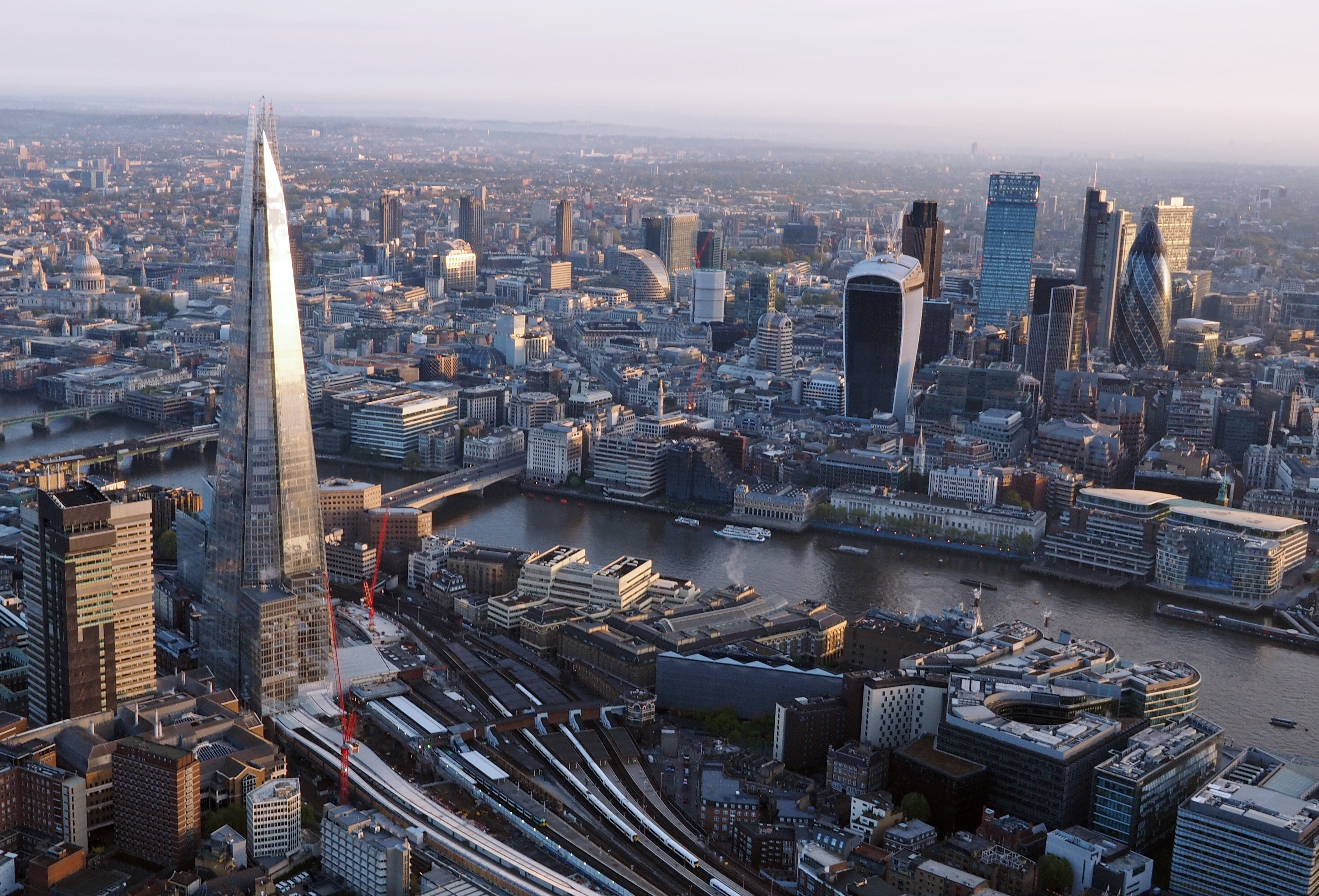
صورة جويّة لمدينة لندن، عاصمة المملكة المتحدة.

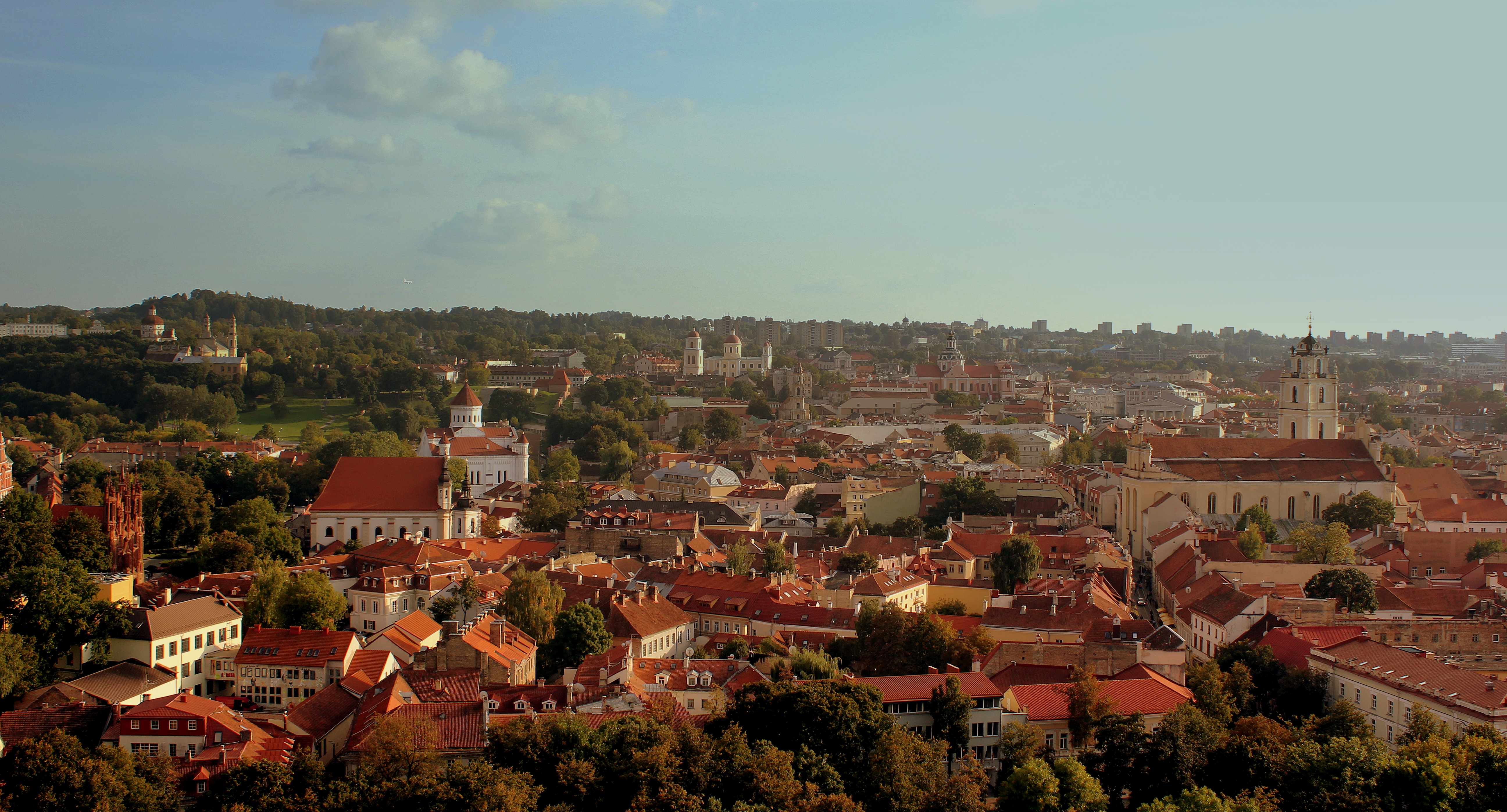
المركز التاريخي لمدينة فيلنيوس، عاصمة ليتوانيا.

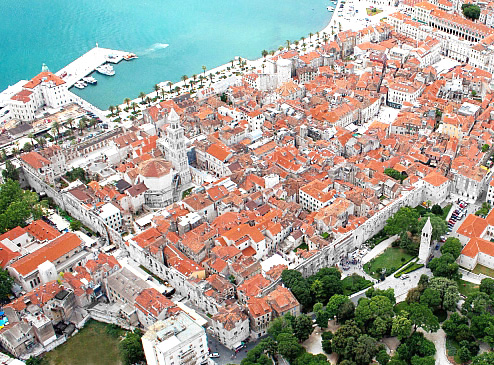
صورة جويّة لمدينة سبليت، في كرواتيا.

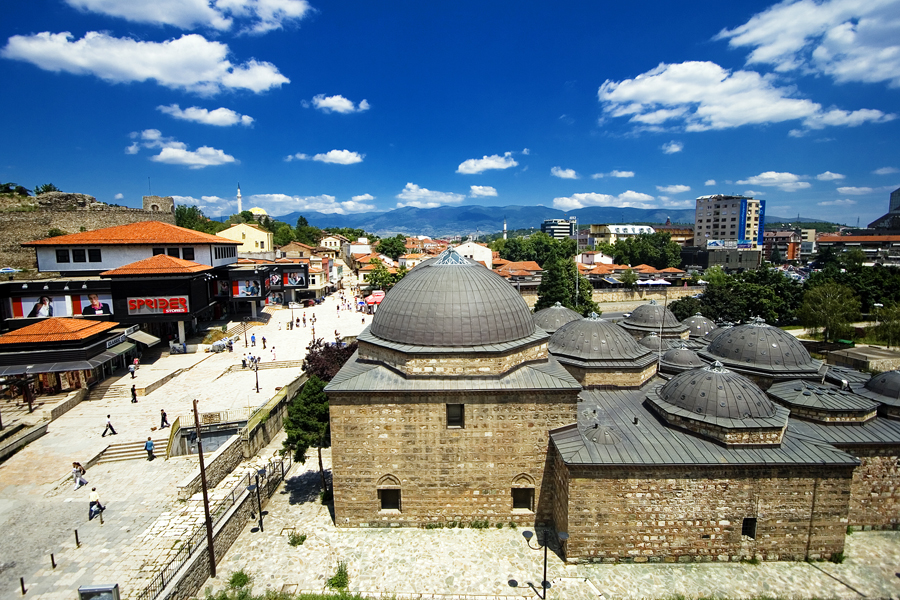
صورة للمركز التاريخي سكوبيه، في جمهورية مقدونيا.

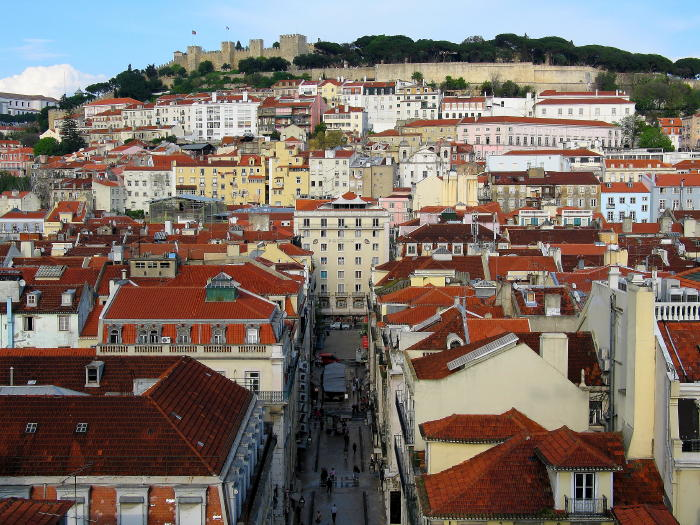
صورة للمركز التاريخي لشبونة، عاصمة البرتغال.

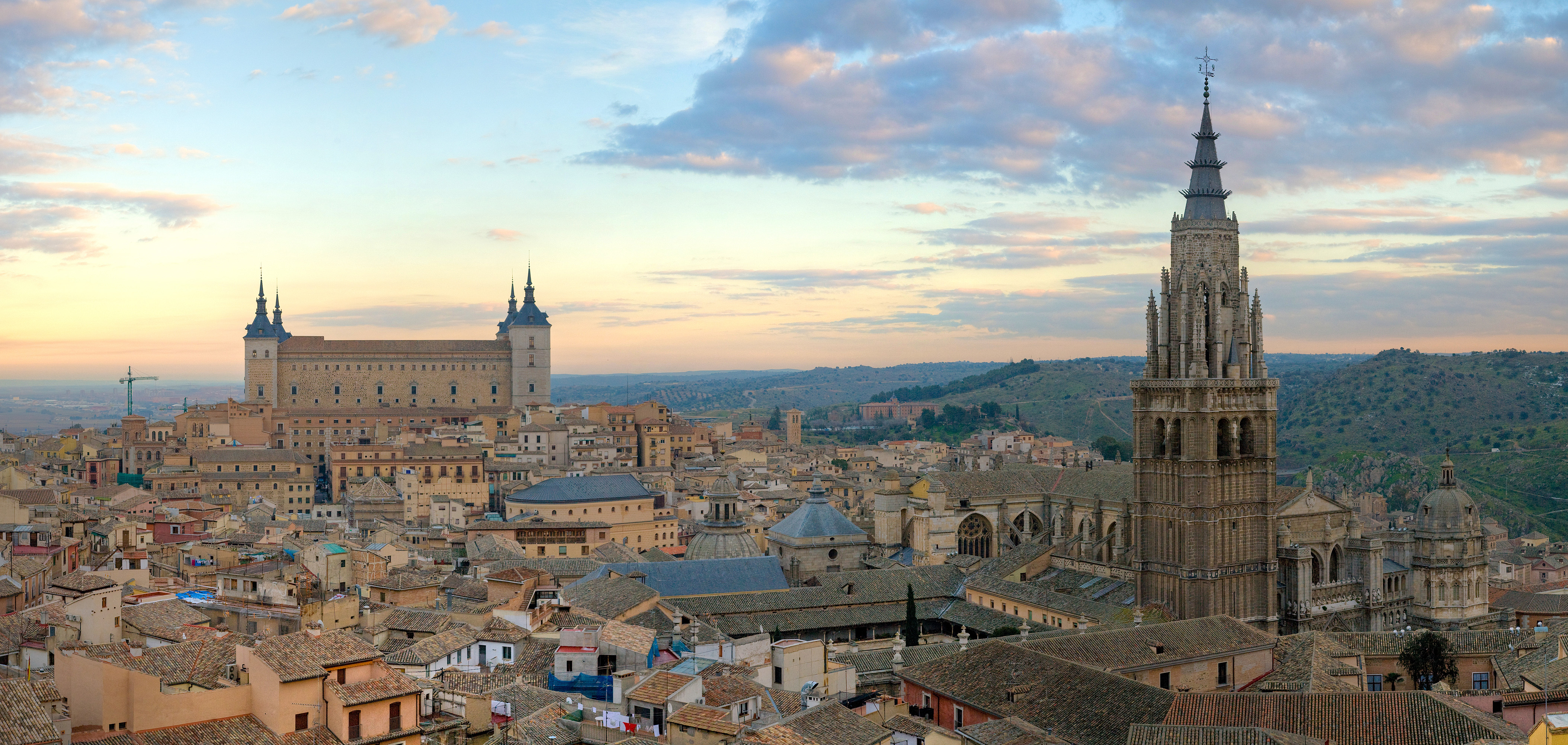
صورة لمدينة طليطلة، في مملكة إسبانيا.

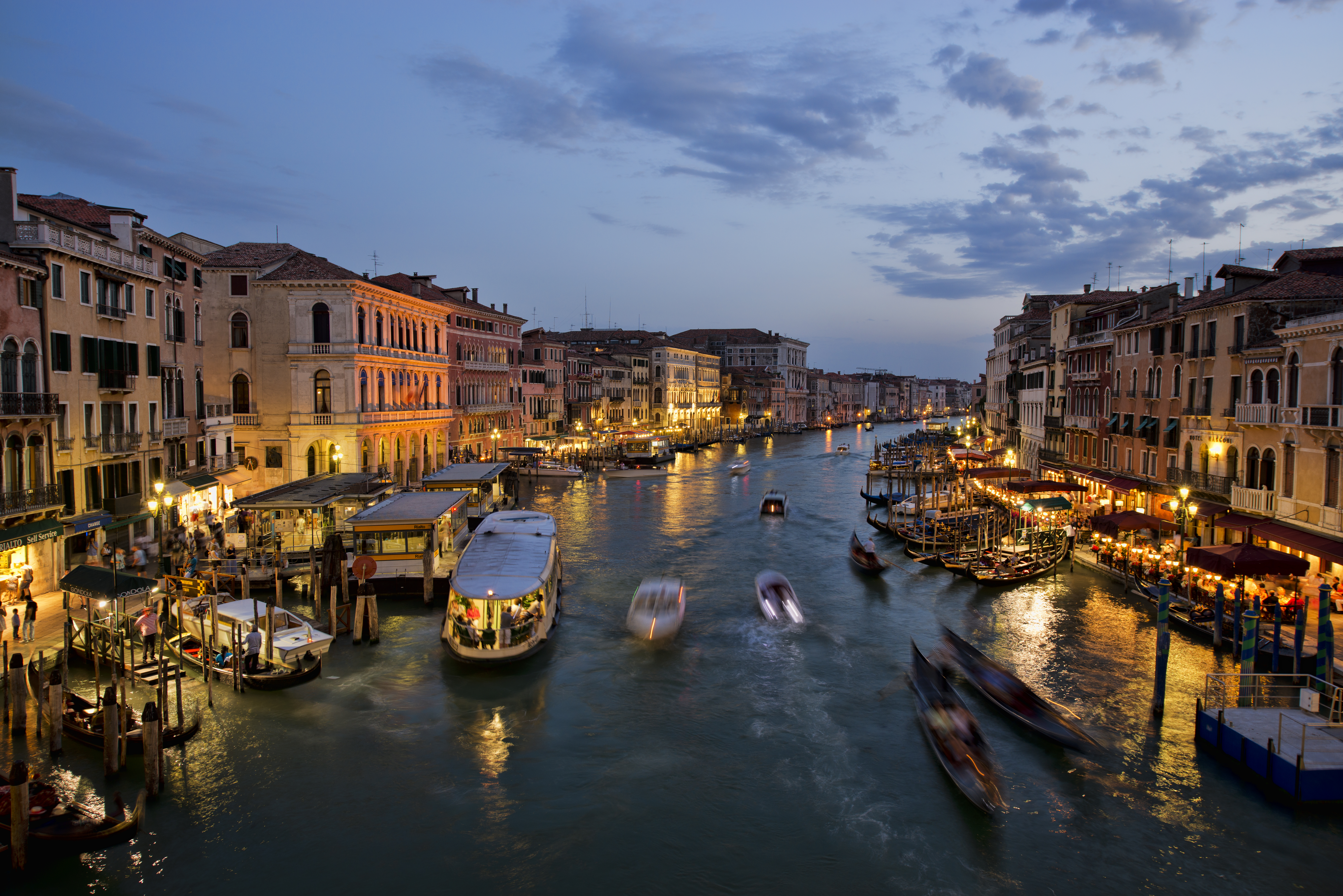
صورة لمدينة البندقية، في جمهورية إيطاليا.

| أسماء الدول والمناطق مع الأعلام  | المساحة (كم²)  | عدد السكان (1 يوليو 2002) | الكثافة السكانية (لكل كم²) | العاصمة        |
| -------------------------------- | -------------- | ------------------------- | -------------------------- | -------------- |
| أوروبا الشرقية:                  |                |                           |                            |                |
| بيلاروس                          | 207,600        | 10,335,382                | 49.8                       | مينسك          |
| بلغاريا                          | 110,910        | 7,621,337                 | 68.7                       | صوفيا          |
| التشيك                           | 78,866         | 10,256,760                | 130.1                      | براغ           |
| المجر                            | 93,030         | 10,075,034                | 108.3                      | بودابست        |
| مولدوفا(1)                       | 33,843         | 4,434,547                 | 131.0                      | كيشيناو        |
| بولندا                           | 312,685        | 38,625,478                | 123.5                      | وارسو          |
| رومانيا                          | 238,391        | 21,698,181                | 91.0                       | بوخارست        |
| روسيا(2)                         | 3,960,000      | 106,037,143               | 26.8                       | موسكو          |
| سلوفاكيا                         | 48,845         | 5,422,366                 | 111.0                      | براتيسلافا     |
| أوكرانيا                         | 603,700        | 48,396,470                | 80.2                       | كييف           |
| أوروبا الشمالية:                 |                |                           |                            |                |
| أولان (فنلندا)                   | 1,552          | 26,008                    | 16.8                       | ماريهامن       |
| الدنمارك                         | 43,094         | 5,368,854                 | 124.6                      | كوبنهاغن       |
| إستونيا                          | 45,226         | 1,415,681                 | 31.3                       | تالين          |
| جزر فارو (الدنمارك)              | 1,399          | 46,011                    | 32.9                       | توشهافن        |
| فنلندا                           | 336,593        | 5,157,537                 | 15.3                       | هلسنكي         |
| جيرنزي(3)                        | 78             | 64,587                    | 828.0                      | سانت بيتر بورت |
| آيسلندا                          | 103,000        | 307,261                   | 2.7                        | ريكيافيك       |
| جمهورية أيرلندا                  | 70,280         | 4,234,925                 | 60.3                       | دبلن           |
| جزيرة مان(4)                     | 572            | 73,873                    | 129.1                      | دوغلاس         |
| جيرزي(5)                         | 116            | 89,775                    | 773.9                      | سانت هيليار    |
| لاتفيا                           | 64,589         | 2,366,515                 | 36.6                       | ريغا           |
| ليتوانيا                         | 65,200         | 3,601,138                 | 55.2                       | فيلنيوس        |
| النرويج                          | 324,220        | 4,525,116                 | 14.0                       | أوسلو          |
| جزر سفالبارد وجان ماين (النرويج) | 62,049         | 2,868                     | 0.046                      | لونجييربين     |
| السويد                           | 449,964        | 9,090,113                 | 19.7                       | ستوكهولم       |
| المملكة المتحدة                  | 244,820        | 61,100,835                | 244.2                      | لندن           |
| أوروبا الجنوبية:                 |                |                           |                            |                |
| ألبانيا                          | 28,748         | 3,544,841                 | 123.3                      | تيرانا         |
| أندورا                           | 468            | 68,403                    | 146.2                      | أندورا لا فيلا |
| البوسنة والهرسك                  | 51,129         | 4,448,500                 | 77.5                       | سراييفو        |
| كرواتيا                          | 56,542         | 4,390,751                 | 77.7                       | زغرب           |
| جبل طارق (المملكة المتحدة)       | 5.9            | 27,714                    | 4,697.3                    | جبل طارق       |
| اليونان                          | 131,940        | 10,645,343                | 80.7                       | أثينا          |
| إيطاليا                          | 301,230        | 58,751,711                | 191.6                      | روما           |
| جمهورية مقدونيا                  | 25,333         | 2,054,800                 | 81.1                       | سكوبي          |
| مالطا                            | 316            | 397,499                   | 1,257.9                    | فاليتا         |
| الجبل الأسود(6)                  | 13,812         | 616,258                   | 44.6                       | بودجوريتشا     |
| البرتغال                         | 91,568         | 10,084,245                | 110.1                      | لشبونة         |
| سان مارينو                       | 61             | 27,730                    | 454.6                      | سان مارينو     |
| صربيا(7)                         | 88,361         | 9,663,742                 | 109.4                      | بلجراد         |
| سلوفينيا                         | 20,273         | 1,932,917                 | 95.3                       | لوبلانا        |
| إسبانيا(8)                       | 498,506        | 40,077,100                | 80.4                       | مدريد          |
| الفاتيكان                        | 0.44           | 900                       | 2,045.5                    | الفاتيكان      |
| أوروبا الغربية:                  |                |                           |                            |                |
| النمسا                           | 83,858         | 8,169,929                 | 97.4                       | فيينا          |
| بلجيكا                           | 30,510         | 10,274,595                | 336.8                      | بروكسل         |
| فرنسا                            | 547,030        | 59,765,983                | 109.3                      | باريس          |
| ألمانيا                          | 357,021        | 83,251,851                | 233.2                      | برلين          |
| ليختنشتاين                       | 160            | 32,842                    | 205.3                      | فادوز          |
| لوكسمبورج                        | 2,586          | 448,569                   | 173.5                      | لوكسمبورج      |
| موناكو                           | 1.95           | 31,987                    | 16,403.6                   | موناكو         |
| هولندا                           | 41,526         | 16,318,199                | 393.0                      | أمستردام       |
| سويسرا                           | 41,290         | 7,507,000                 | 176.8                      | بيرن           |
| وسط آسيا:                        |                |                           |                            |                |
| كازاخستان(9)                     | 150,000        | 600,000                   | 4.0                        | أستانا         |
| غرب آسيا:(10)                    |                |                           |                            |                |
| أرمينيا(11)                      | 29,80          | 3,229,900                 | 101                        | يريفان         |
| أذربيجان(12)                     | 7,110          | 9,165,000                 | 24.6                       | باكو           |
| جورجيا(13)                       | 2,000          | 4,661,473                 | 18.8                       | تبليسي         |
| قبرص(14)                         | 9,251          | 788,457                   | 85                         | نيقوسيا        |
| تركيا(15)                        | 854,578        | 70,044,932                | 453.1                      | أنقرة          |
| الإجمالي                         | 10,176,246(16) | 709,608,850(17)           | 69.7                       |                |

## السياسة والتكامل الأوروبي

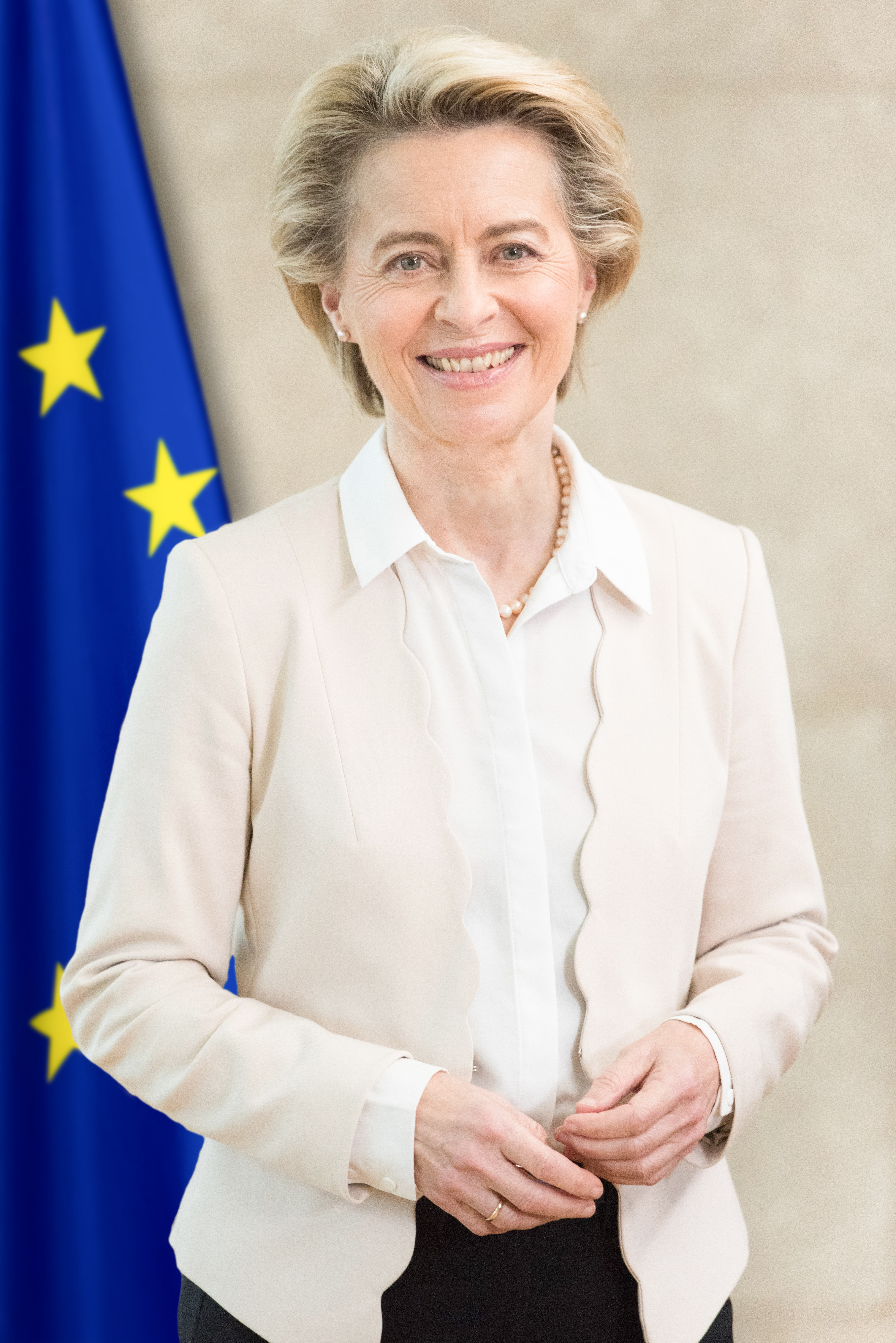
أورسولا فون دير لاين رئيسة المفوضية الأوروبية منذ نوفمبر 2019.

تنص الأسس الفكرية للاتحاد الأوروبي على دمج الدول الأوروبية سياسيًا واقتصاديًا وقد تجاهلت معاهدة باريس التي أبرمت في عام 1951. وكانت بلجيكا وألمانيا وفرنسا وهولندا ولوكسمبورغ وإيطاليا أعضاء مؤسسين للجماعة الأوروبية للفحم والصلب التي أسست بموجب هذه المعاهدة وبعد 6 أعوام، قد أبرموا معاهدة روما في 25 مارس عام 1957 وشكلوا الجماعة الأوروبية للطاقة الذرية والتي تسمى أيضا بيوراتوم. وفي ذلك الوقت تأسست أيضا المجموعة الاقتصادية الأوروبية بمقتضى هذه الاتفاقية ودخلت معاهدة روما حيز التنفيذ في عام 1958 وكانت تفكر في التداول والبيع بحرية من خلال الاتحاد الجمركي سابقا بين الدول الأعضاء أي بدون دفع الرسوم الجمركية للسلع.
ودخلت المملكة المتحدة والدنمارك وجمهورية أيرلندا المجموعة كعضو كامل العضوية. وفي عام 1981 انضمت اليونان لتلك المجموعة وفي عام 1985 انضمت أيضًا البرتغال وإسبانيا. وأبرموا اتفاقية شنغن حيث أنها تهدف لإلغاء الرقابة على الحدود فيما بين الخمس دول الأعضاء في 14 يونيو عام 1985. كما تبع ذلك أهدافا مثل خلق سياسات مشتركة في العديد من المجالات الأخرى مثل الزراعة والنقل والمنافسة والتقارب في السياسات الاقتصادية وانشاء الاتحاد الاقتصادي والنقدي وخلق سياسة خارجية مشتركة وسياسة أمنية. وأبرمت معاهدة ماسترديخت في عام 1992 حيث أنها أنشئت الاتحاد الأوروبي الحالي.

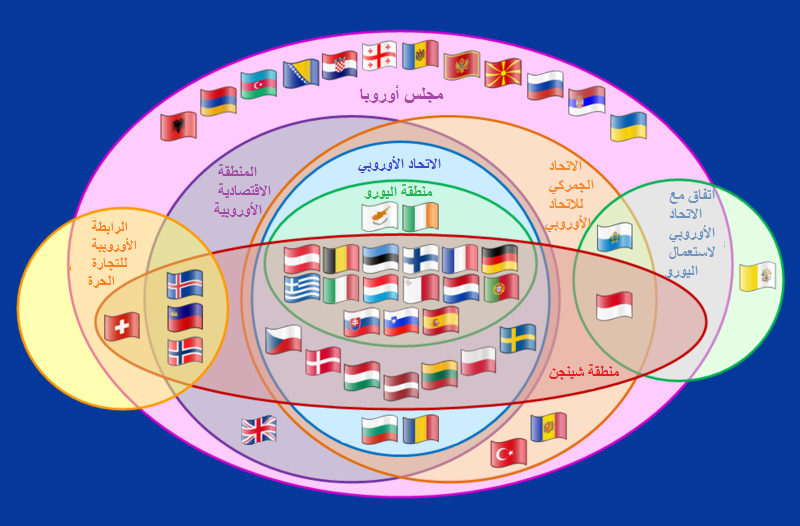
مخطط للمنظمات و الهيئات الأوروبية تحتوي على انتمأت دول أوروبا.

وعندما حل القرن الواحد والعشرين اكتسبت عملية اسهاب الاتحاد الأوروبي زخما مرة أخرى. وانضمت دول بالكتلة الشرقية للاتحاد في عام 2004 حيث حصل أغلبهم على استقلالهم بعد نهاية الحرب الباردة. وبعد ثلاثة أعوام انضمت بلغاريا ورومانيا للاتحاد.
وان الاتحاد الأوروبي في وقتنا الحاضر هو منظمة كبرى للتعاون الاقتصادي والسياسي حيث أنه يضم 28 دولة أوروبية. وفي تلك المرحلة فإن الدول المرشحة للانضمام هي جمهورية مقدونيا وتركيا. وان ألبانيا، والبوسنة والهرسك، والجبل الأسود، وصربيا، وكوسوفو وآيسلندا ما هم الا مرشحين رسميين. وان مفاوضات انضمام هذين الدولتين معلقة حاليا. ويرجع ذلك إلى رفض عضوية سويسرا في عام 1992 وعضوية النرويج فيما بين عامي 1972 -1994 في الاستفتاءات. وان لدى أندورا، وليختنشتاين، وموناكو، وسان مارينو والفاتيكان روابط صارمة للغاية مع الاتحاد الأوروبي في حين أنهم من الممكن أن يصبحوا أعضاء في الاتحاد الا أن قضايا العضوية ليست على جدول الأعمال. وان تطوير علاقات أذربيجان وروسيا البيضاء وأرمينيا وجورجيا ومولدوفيا وروسيا وأوكرانيا يكون من خلال مؤتمرا. ولكن لم تكن مفاوضات العضوية على جدول الأعمال بعد. يذكر أن الاتحاد الأوروبي حصل على جائزة نوبل للسلام سنة 2012.

### البرلمان الأوروبي

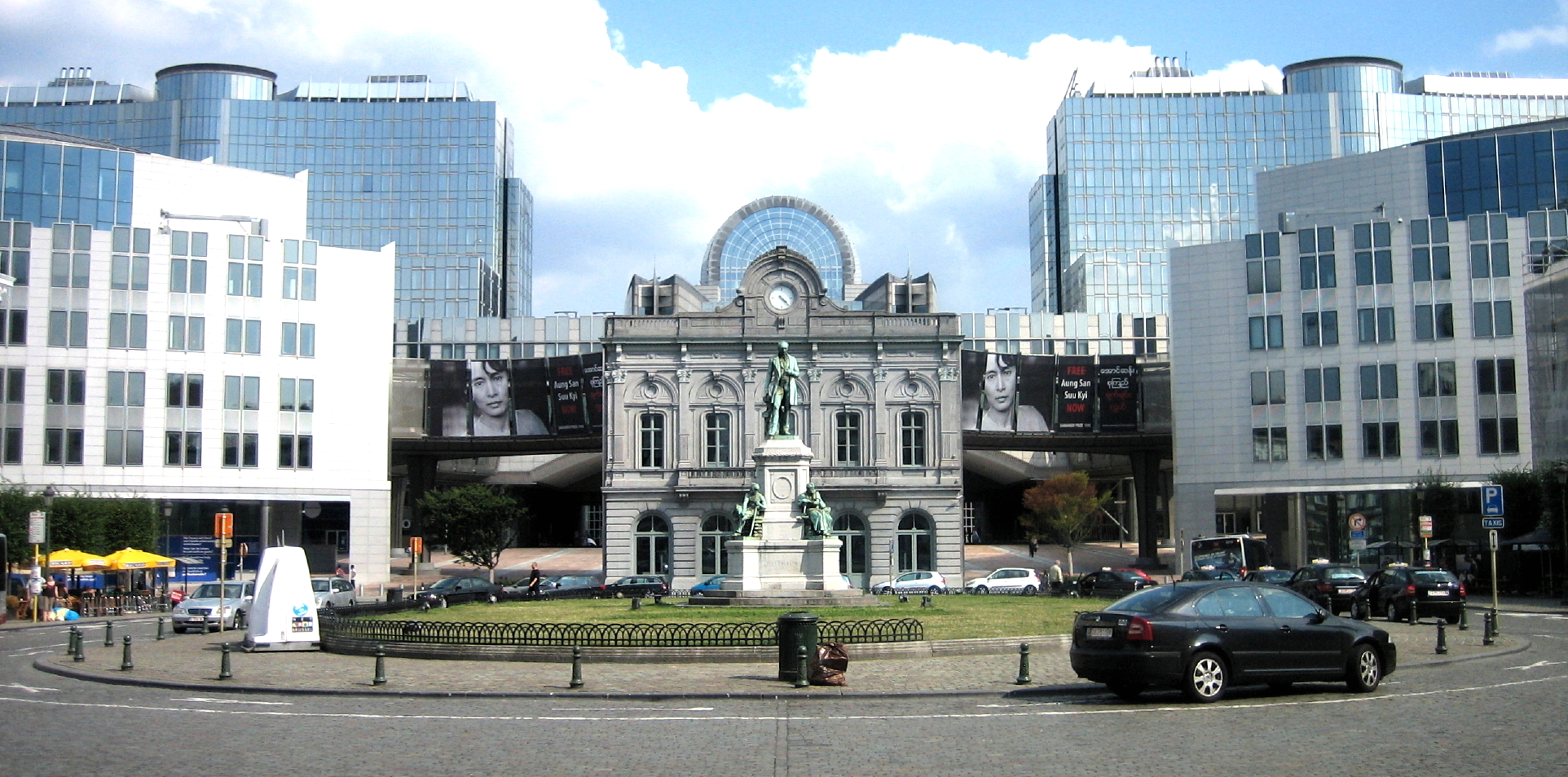
المقرات الحكوميّة لمنظمة الاتحاد الأوروبي في مدينة بروكسيل.

يشكل البرلمان الأوروبّيّ مع مجلس الاتحاد الأوروبي السلطة التشريعية للاتحاد الأوروبي وتوصف بأنها واحدة من أقوى الهيئات التشريعية في العالم البرلمان والمجلس يشكلان أعلى هيئة تشريعية في هيكلية الاتحاد الأوروبي. يملك البرلمان الأوروبي بعض الصلاحيات التشريعية ويعتبر الجهاز الرقابي والاستشاري في الاتحاد الأوروبي. يراقب عمل المفوضية الأوروبية ويوافق على أعضائها، يشارك بوضع القوانين، يصادق على الاتفاقات الدولية وعلى انضمام أعضاء جدد. كما يملك صلاحيات واسعة في ما يتعلق بالميزانية المشتركة للاتحاد الأوروبي. يقع مقر البرلمان الأوروبي في ستراسبورغ لكنه يعمل أيضا في بروكسل ولوكسمبورغ.
يتكون البرلمان بموجب معاهدة نيس من 785 مقعدًا موزعة على الدول الأعضاء بشكل يتناسب مع عدد سكانها. يقوم مواطنو كل دولة من الدول الأعضاء باختيار ممثليهم في البرلمان ابتداء من العام 1979 عن طريق انتخابات مباشرة تتم كل 5 سنوات. يفرض عدد المقاعد المحدد لكل دولة على النواب من الدول المختلفة التجمع ضمن تيارات حسب انتماءاتهم السياسية الحزبية. ويتم التصويت وفق مبدأ الأغلبية.

### مجلس أوروبا

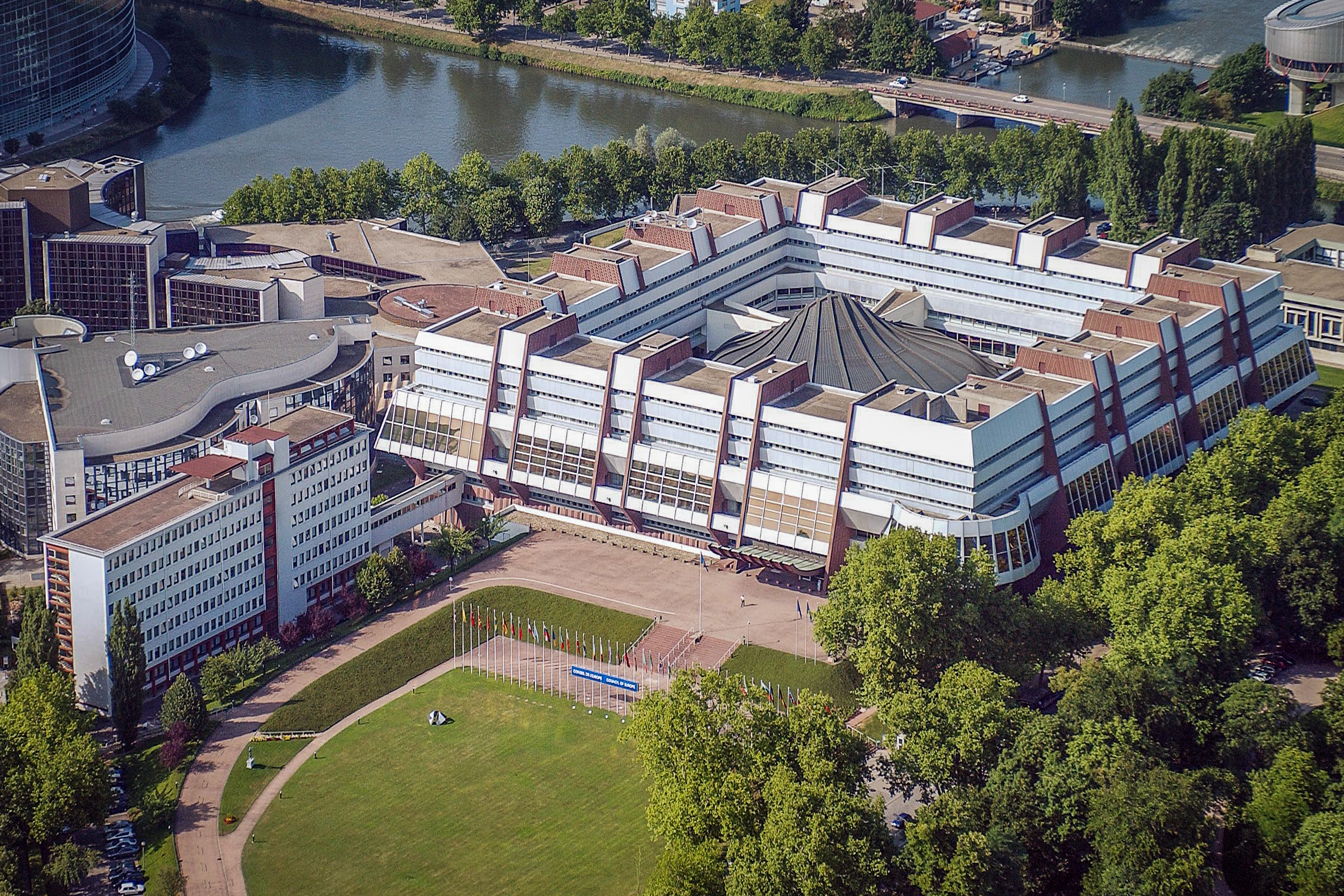
قصر أوروبا في مدينة ستراسبورغ وهو مقر مجلس أوروبا.

مجلس أوروبا هي منظمة دولية مكونة من 47 دولة أوروبية تأسست في عام 1949. يقع المجلس في مدينة ستراسبورغ على الحدود الفرنسية الألمانية. أول اجتماع تم في جامعة ستراسبورغ. لاحقاً، أصبح قصر أوروبا (Palais de l'Europe) المقر الرئيسي للمجلس، ويبعد عن وسط المدينة بحوالي كيلومترين. العضوية في المجلس مفتوحة لجميع دول أوروبا الديمقراطية التي تقبل قانون القضاء والتي تضمن حقوق الإنسان والحريات لجميع المواطنين. من أبرز إنجازات المجلس: الميثاق الأوروبي لحقوق الإنسان في عام 1950 والذي يمثل أساس المحكمة الأوروبية لحقوق الإنسان. مجلس أوروبا هو منظمة منفصلة وليس جزء من الاتحاد الأوروبي، مع ملاحظة أنه مختلف عن مجلس الاتحاد الأوروبي والمجلس الأوروبي.

### اتحاد الدول المستقلة
اتحاد الدول المستقلة أو رابطة الدول المستقلة (بالروسية: Содружество Независимых Государств (СНГ) - Sodruzhestvo Nezavisimyh Gosudarstv) هو منظمة دولية أوراسيَّة مكونة من 12 جمهورية سوفياتية سابقة ومقرها في مينسك روسيا البيضاء. تكونها كل من روسيا وبيلاروسيا وأوكرانيا ومولدوفا وجورجيا وأرمينيا وأذربيجان وتركمانستان وأوزبكستان وكازخستان وطاجكستان وقيرغيزيا. والرابطة ليست مجرد تنظيم رمزي بحت، وانما منظمة تتحد بتعاون متميز وتشمل مجالات التجارة والتمويل والقوانين، والأمن. كما أنها تعزز التعاون في مجال الديمقراطية ومكافحة التهريب والإرهاب. وتشارك منظمة رابطة الدول المستقلة، في قوات حفظ السلام التابعة للأمم المتحدة.

## الديموغرافيا

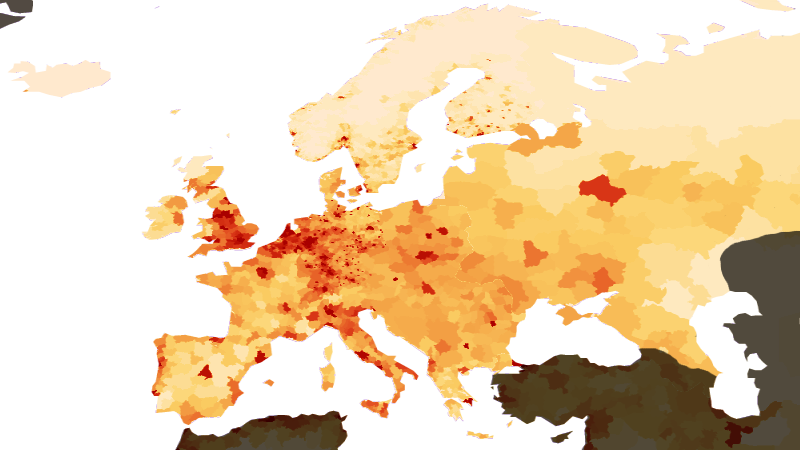
خارطة تُظهر الكثافة السكانيّة في دول أوروبا.

منذ عصر النهضة أضحّى للقارة الأوروبية تأثير كبير في الثقافة والاقتصاد والحركات الاجتماعية في العالم. وتعود أصول أغلب الاختراعات في العالم الغربي، في المقام الأول إلى أوروبا والولايات المتحدة. اعتبارا من القرن الخامس عشر فصاعدًا، بدأ ازدياد مطرّد في عدد سكان القارة، حيث بلغ ذروته في القرن التاسع عشر في أعقاب الثورة الصناعيّة. في هذا القرن تضاعف عدد سكان القارة من 187 مليون نسمة إلى 401 مليون نسمة. كانت هذه الزيادة إحدى نتائج الثورة الصناعية التي أحدثت تغييرات تقنية واقتصادية واجتماعية أدّت إلى تحسين ملموس في جميع مجالات الحياة في القارة. خلال سنوات الحرب العالمية الأولى والثانية (1914-1945) توفي ما يقرب من 70 مليون أوروبي نتيجة الحرب والعنف والمجاعة. ومع ارتفاع وتسحن مستوى المعيشة في القارة بعد سنوات الحرب أدّت إلى انخفاض معدل المواليد وارتفاع شيخوخة السكان، وبناءً على ذلك سميت بالقارة العجوز في الوقت الحاضر.

### السكان

خارطة تُظهر النُمو السكانيّ في دول أوروبا.

في عام 2005 قدّرت إحصائيات الأمم المتحدة عدد سكان أوروبا في حوالي 731,000,000 مليون نسمة، أي أكثر من 9% من عدد سكان العالم. منذ قرن من الزمان، كانت أوروبا تحوي على ما يقرب من ربع سكان العالم. حيث أن النمو السكاني في أوروبا كان أبطأ من مناطق أخرى من العالم (وخاصًة في أفريقيا وآسيا) والتي ازداد فيها عدد السكان بشكل أكثر سرعة. وتأتي أوروبا من بين القارات التي لديها كثافة سكانية عالية نسبيًا، وهي في المرتبة الثانية بعد آسيا. البلد الأكثر كثافة سكانية في أوروبا (والعالم) هو موناكو. قدّرت دراسة أن هناك 87 مجموعة عرقية متميزّة من شعوب أوروبا، منها 33 تشكل غالبية السكان في دولة واحدة ذات سيادة على الأقل، في حين أن 54 تشكل أقليات عرقية.
أكبر مجموعة عرقية في أوروبا هي الشعب الروسي حيث يقطن 92 مليون روسي في روسيا الأوروبية، يليهم الشعب الألماني (72 مليون نسمة)، من ثم الشعب الفرنسي (65 مليون نسمة)، والبريطانيون (60 مليون نسمة)، والطليان (55 مليون نسمة)، والإسبان (41-43 مليون نسمة)، والأوكرانيون (38-55 مليون نسمة) والبولنديون (38 مليون نسمة). يذكر أنه هناك خلاف حول الهوية الوطنية العرقية في الحالة البريطانية والإسبانية. تشكل هذه المجموعات العرقية مجتمعة حوالي 465 مليون نسمة أو 65% من سكان القارة الأوروبية. وحوالي 20 مليون أو 4% من سكان القارة الأوروبية هم مواطنين من أصول غير أوروبية.
وفقًا لمشروع السكان للأمم المتحدة، ستصل نسبة السكان في أوروبا إلى حوالي 7% من سكان العالم بحلول عام 2050 أو 653,000,000 مليون نسمة. وفي هذا السياق، وجدت تفاوتات كبيرة بين المناطق المختلفة في ما يتعلق بمعدلات الخصوبة. متوسط عدد الأطفال لكل امرأة في سن الإنجاب هو 1.52. ووفقا لبعض المصادر، هذه النسبة أعلى بين المسلمين في أوروبا. وتتوقع الأمم المتحدة انخفاض عدد السكان بشكل مطرد في وسط وشرق أوروبا نتيجة الهجرة العكسيّة ومعدلات المواليد المنخفضة.

### الهجرة

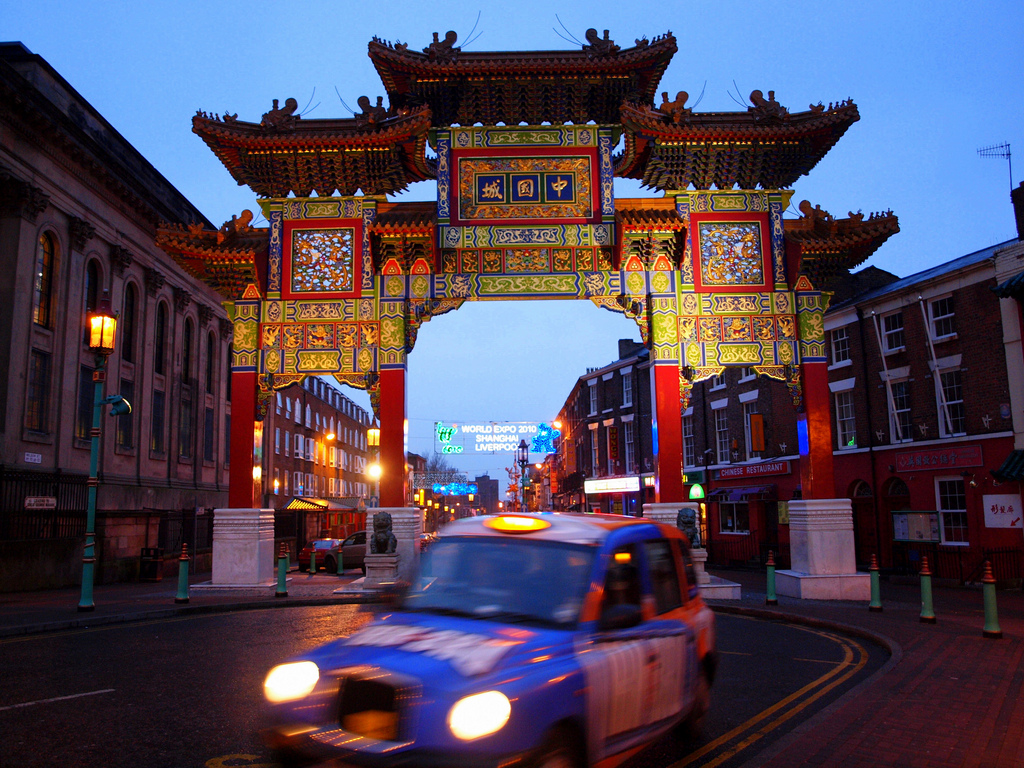
الحي الصيني في ليفربول؛ أقدم حي صيني في أوروبا.

بحسب تقرير المنظمة الدولية للهجرة تُعد أوروبا موطنًا لأكبر عدد من المهاجرين من جميع مناطق العالم مع حوالي 70.6 مليون نسمة من المهاجرين. قامت حركات هجرة كثيرة في أرجاء مختلفة من العالم خلال قرون طويلة. وقد ازدادت حركات الهجرة في أعقاب الحرب العالمية الثانية بغية إيجاد أماكن للعمل. كانت دول غرب أوروبا أحد الأهداف المفضلة عند المهاجرين خاصًة فرنسا (من المغرب العربي) وألمانيا (من تركيا). حيث جرت في تلك الفترة في هاتين الدولتين أعمال الترميم وإعادة بناء اقتصاد الحرب الذي تضرر عقب الحرب. وبالتالي شجعت دول غرب أوروبا قدوم العمّال الأجانب إليها. داخل القارة الأوروبية فإن اتجاه هجرة العمل هو من أوروبا الشرقية إلى دول غرب أوروبا، والتي بدأت منذ الثمانينات.
ومنذ السبعينات تحولّت إيطاليا وإسبانيا من دول يهاجرون منها إلى دول يهاجرون إليها. ويعود ذلك إلى التطور الاقتصادي للدولتين. يسهم مئات الآف العمال الأجانب في اقتصاديات دول أوروبا المتطورة والتي بحاجة إلى الأيدي العاملة. بسبب مكانة عدد من المهاجرين القادمين من أفريقيا والشرق الأوسط الاجتماعية المتدنية، فضلًا عن الهوية المتميزة عن هوية السكان الأصليين خلق عزلة اجتماعية وفقرًا حيث تزداد الاحتكاكات بين المهاجرين والسكان الأصليين خصوصًا خلال وأعقاب الأزمات الاقتصادية. من بين الجاليات المهاجرة يعيش في أوروبا حوالي تسعة ملايين مهاجر تركي، فضلًا عن خمسة ملايين مهاجر عربي، وخمسة مليون مهاجر أفريقي، ومليونين أرمني ومليونين أمازيغي ومليون باكستاني.

### الأقليات العرقية ولغات الأقليات المعترف بها

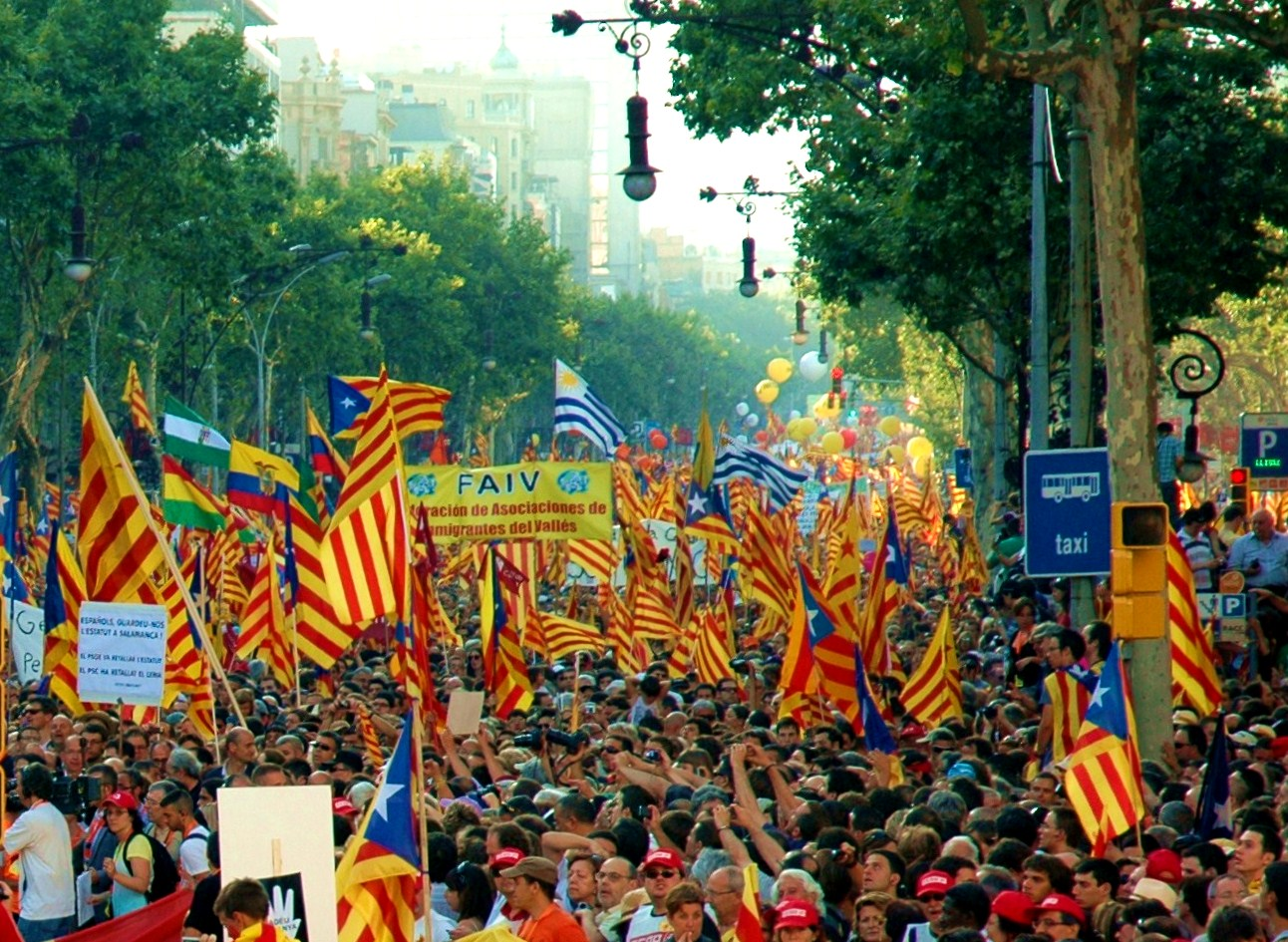
مظاهر لمجموعات من الأقلية العرقيّة الكتالنيّة في إسبانيا تطالب بالإستقلال عن مدريد.

توجد أقليات متعددة معترف بها رسمياً في أوروبا، كما توجد لغات أقليات في أجزاء مختلفة من القارة. ويقدر العدد الإجمالي للأقليات العرقية في أوروبا حوالي 105 مليون شخص، أو 14% من مجمل الأوروبيين. تختلف هذه المجموعات عن بعضها البعض من حيث الحجم والطرق التي تنتهجها لزيادة استقلالها وتحسين مكانتها الاجتماعيّة-الاقتصاديّة. بعض من هذه المجموعات من ضيقت عليها السلطة وإضطهدتها، وهي اليوم في أدنى السلم الاجتماعي-الاقتصادي. تعاني بعض هذه المجموعات من الإحساس بالظلم، لذلك ترفع في نضالها القومي شعارات مثل منح الفرص المتساوية وتطوير الاقتصادي مثل حالة البريتانيين في غرب فرنسا، وإزاء ذلك هناك في أوروبا مجموعات كبيرة قويّة ذات مركز اقتصادي ثابت، وقد حصلوا عبر السنين على نوع معيّن من الحكم الذاتي مثل كتالان في إسبانيا. من أهم الصفات المشتركة التي تميّز هذه الأقليات هي المحافظة على لغتها وثقافتها الخاصة، وعلى هذه الخلفيّة تناضل هذه الأقليات للحصول على الحكم الذاتي.
في كثير من الحالات قد ترافق هذا النضال على أعمال عنفيّة قام بها أعضاء من منظمات سريّة متطرفّة مثل حالة الباسكيون والإيرلنديون الكاثوليك في أيرلندا الشمالية. حيث أدى الصراع بين الطائفي الكاثوليك والبروتستانت في أيرلندا الشمالية إلى كثير من أعمال العنف في المنطقة منذ الستينيات من القرن العشرين. وقد شهدت منطقة إقليم الباسك منظمات من طالبت بالانفصال عن إسبانيا وفرنسا، وواحدة من أهم الحركات الانفصالية، الموصوفة بالإرهابية من طرف الجهات الرسمية، منظمة إيتا الانفصالية.
هناك أقليّات عديدة في العديد من الدول الأوروبيّة مثل الإسكتلنديين في المملكة المتحدة، والألمان في النمسا، والمجريين في رومانيا، والنمساويين في إيطاليا. ومن الأقليات المميزة في أوروبا هم «رُحّل أوروبا» منهم اللابيون في شمال السويد والنرويج وفنلندا وشبه جزيرة كولا الروسية. فضلًا عن الغجر وهم شعب تعود أصولهم إلى الهند وانتشروا منذ القرنين الحادي عشر والثاني عشر في أوروبا. في كثير من دول أوروبا وصم الغجر بصفات سلبيّة وأفكار مسبقة في الغالب وقد لوحق الغجر عبر قرون طويلة، ويعيش الغجر في ظروف بائسة في العديد من دول أوروبا خصوصًا الشرقية منها.

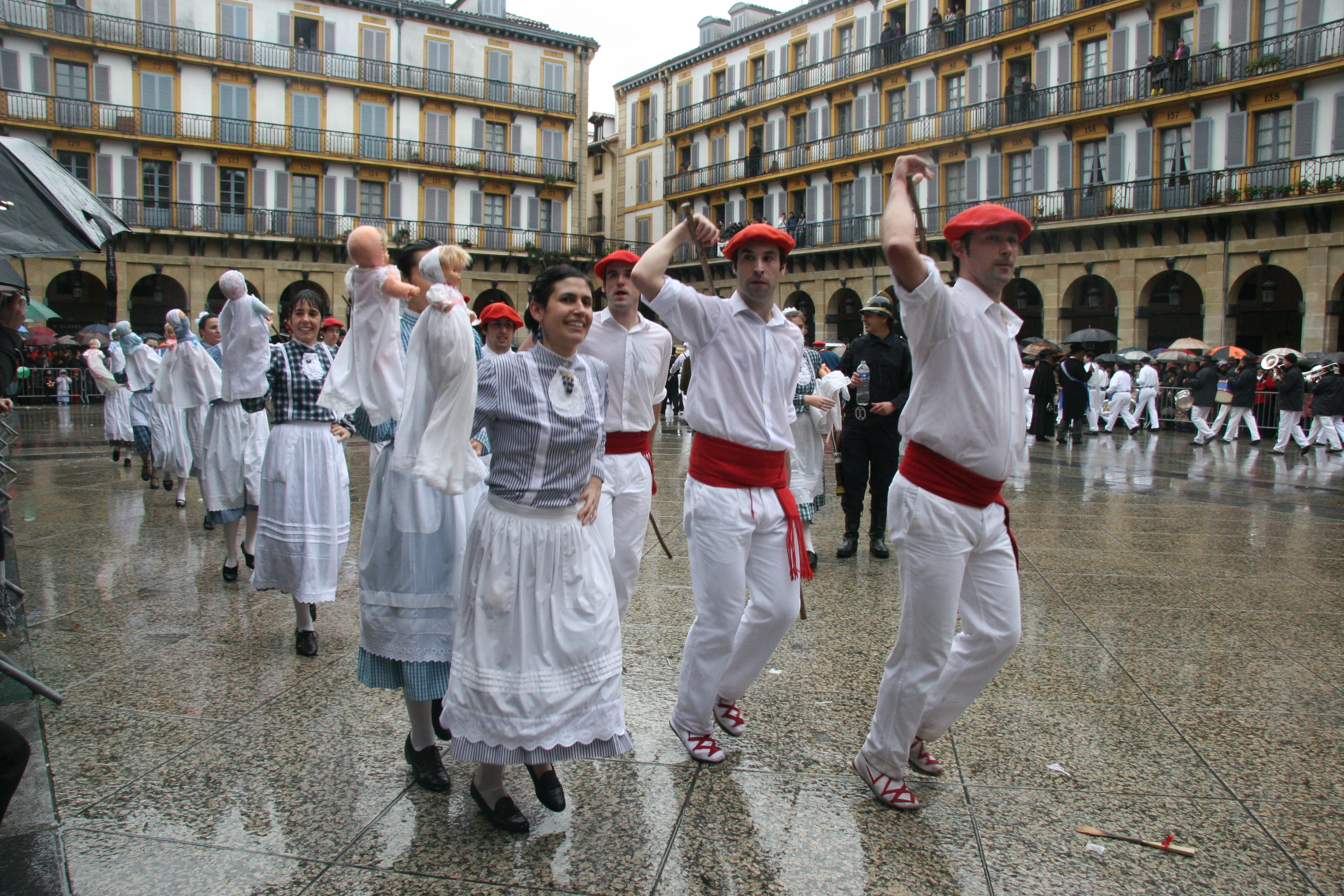
باسكيون في لباسهم التقليدي.
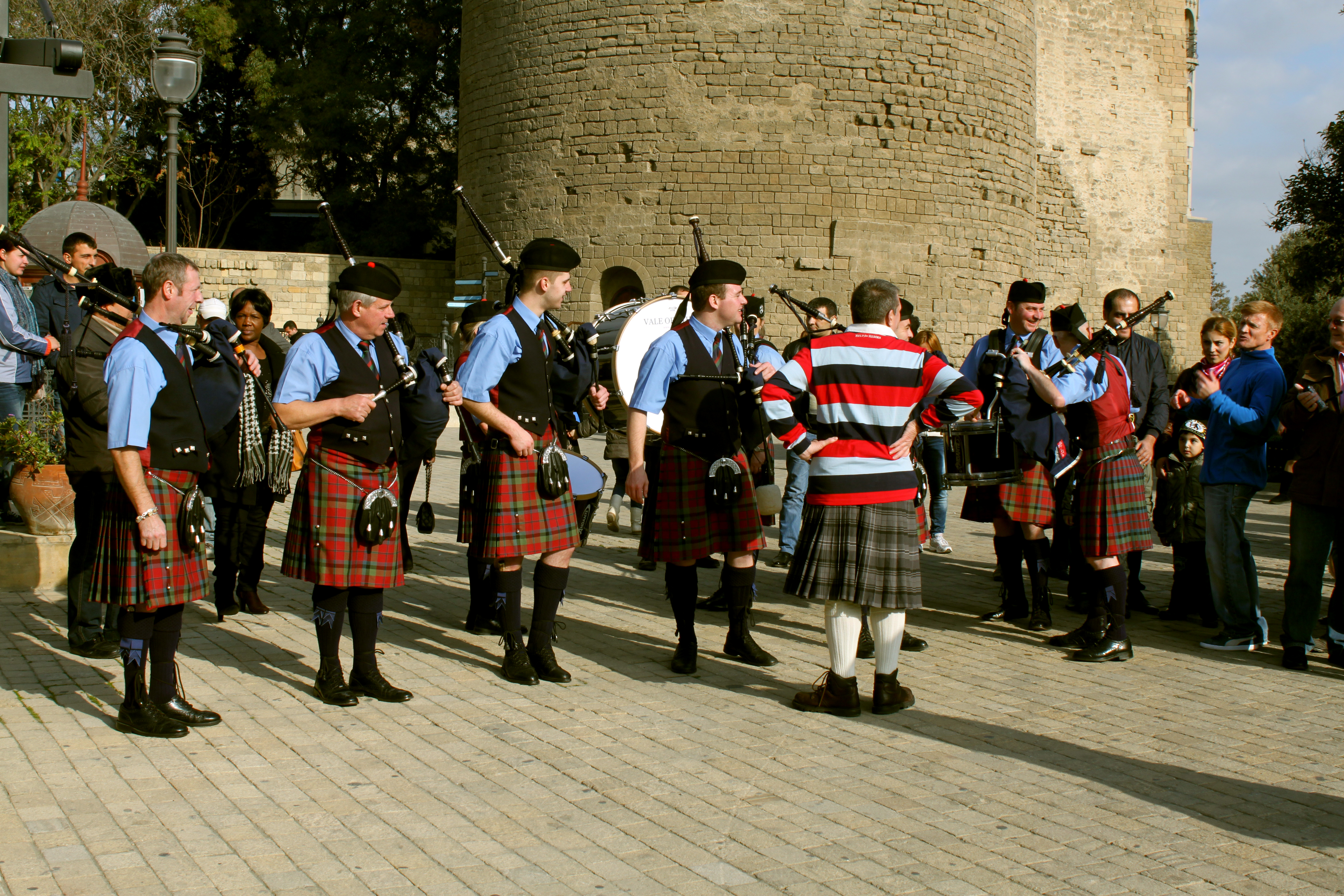
اسكتلنديون في لباسهم التقليدي.
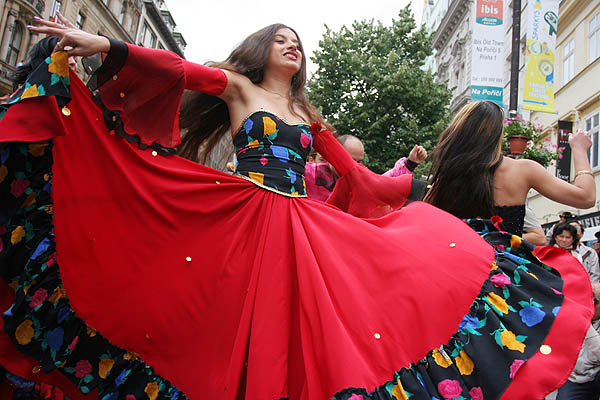
فتيات غجريات من جمهورية التشيك.
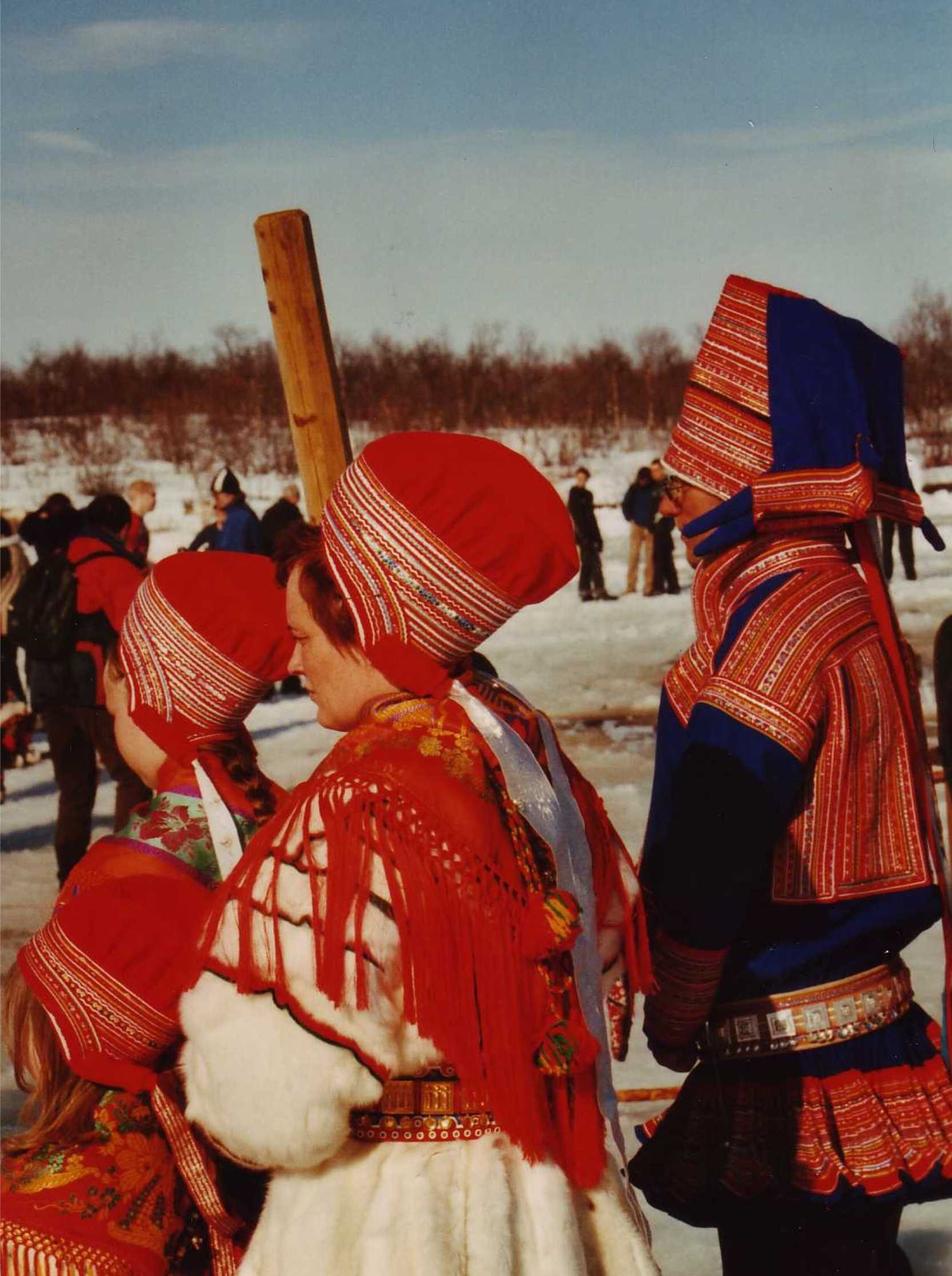
أسرة من اللابيون في لابسهم التقليدي.
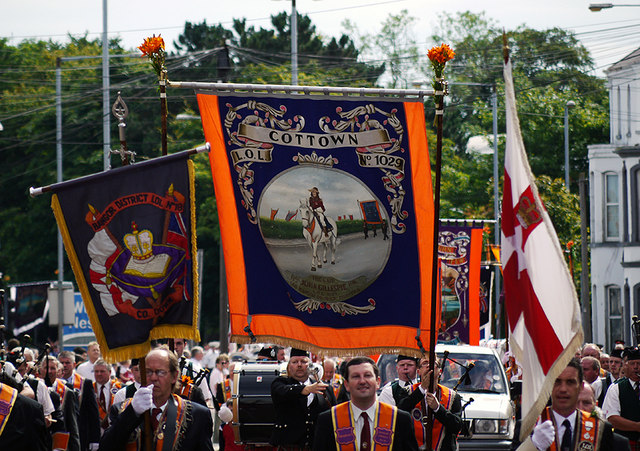
مسيرة لبروتستانت أولستر.

### الشتات الأوروبي

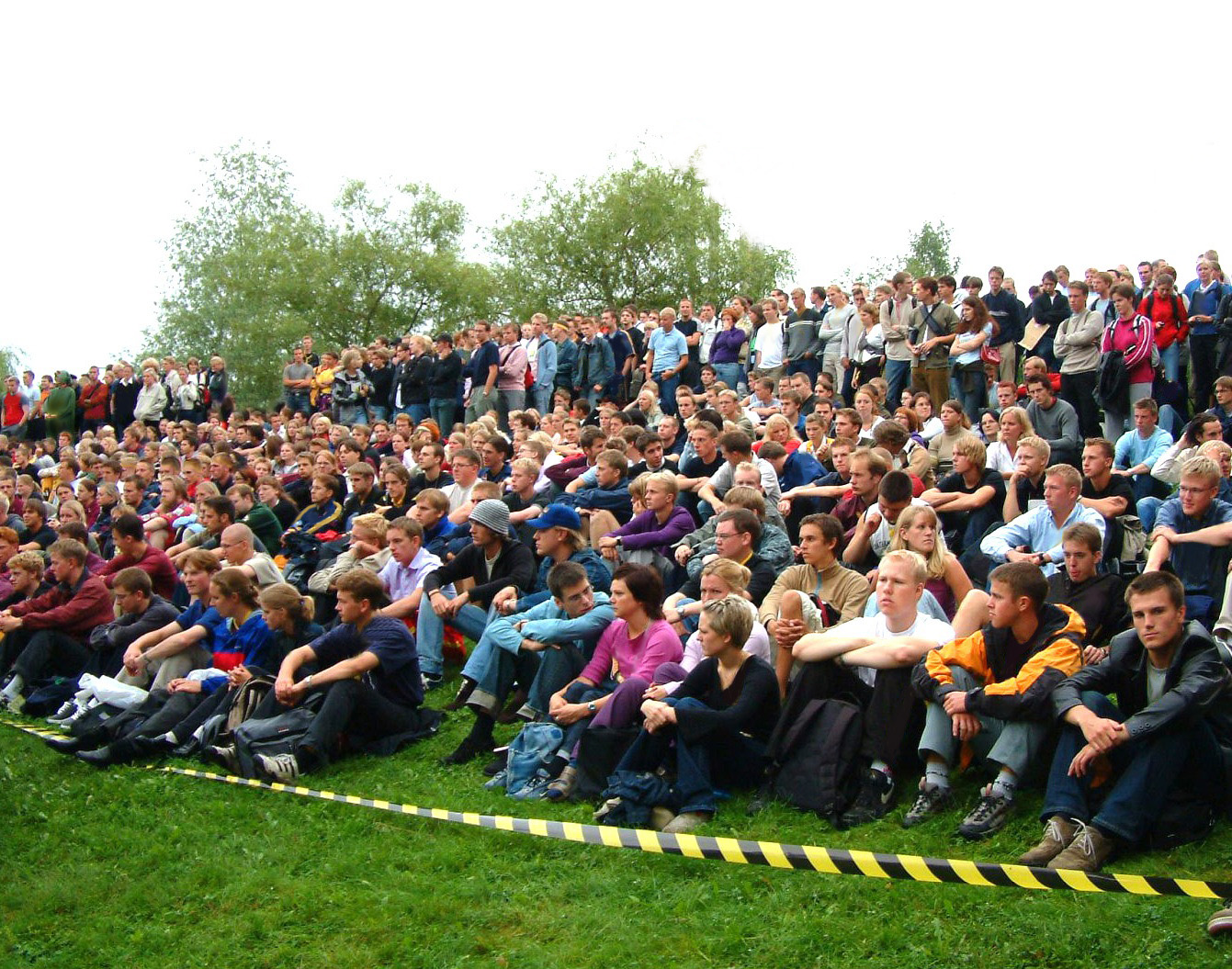
تجمع لشبيبة أرجنتينيّة من أصول أوروبية ألمانية، تتراوح نسبة السكان من أصول أوروبيَّة بين 82.9%-97% من سكان الأرجنتين.

بدأت الهجرة من أوروبا على نطاق واسع خلال عصر الإمبراطوريات الإستعمارية الأوروبية من القرن السابع عشر إلى القرون التاسع عشر ويستمر وإن كان بأعداد أقل حتى يومنا هذا. وقد نتج من هذه الحقبة التوسع الحضاري والثقافي للدول الأوروبية من الإمبراطورية الإسبانية في السادس عشر والسابع عشر (العالم الهسباني)، والإمبراطورية البريطانية في القرن الثامن عشر والتاسع عشر (الدول الناطقة بالإنجليزية)، الإمبراطورية البرتغالية والإمبراطورية الروسية.
من العام 1815 حتى عام 1932، غادر 60 مليون شخص أوروبا في المقام الأول إلى «مناطق الإستيطان الأوروبي،» في أمريكا الشمالية والجنوبية (وخاصًة إلى الولايات المتحدة وكندا والأرجنتين والبرازيل)، فضلًا عن أستراليا، ونيوزيلندا وسيبيريا. بالإضافة إلى المستوطنين الأوروبيين في دول المغرب العربي وجنوب أفريقيا وزامبيا. تضاعفت أعداد الجاليات الأوروبية هؤلاء بسرعة في بيئتها الجديدة. وذلك أكثر من ذلك بكثير من سكان أفريقيا وآسيا. ونتيجة لذلك، عشية الحرب العالمية الأولى، كان 38% من إجمالي سكان العالم من أصول أوروبية.
كانت البلدان في الأمريكتين الوجهة الأكثر شعبية للهجرة الأوروبية الكبرى في السنوات 1871-1960 حيث إستقلبت: الولايات المتحدة (27 مليون)، الأرجنتين (6.5 مليون)، البرازيل (4.5 مليون)، كندا (4 مليون)، فنزويلا (أكثر من مليون)، كوبا (610,000)، أوروغواي (600,000)؛ تلقت البلدان الأخرى هجرة متواضعة وبسيطة (شكلّت أقل من 10% من إجمالي تدفق المهاجرين الأوروبيين لأمريكا اللاتينية)، وهي: تشيلي (183,000)، بيرو (150,000) والمكسيك (25,000).

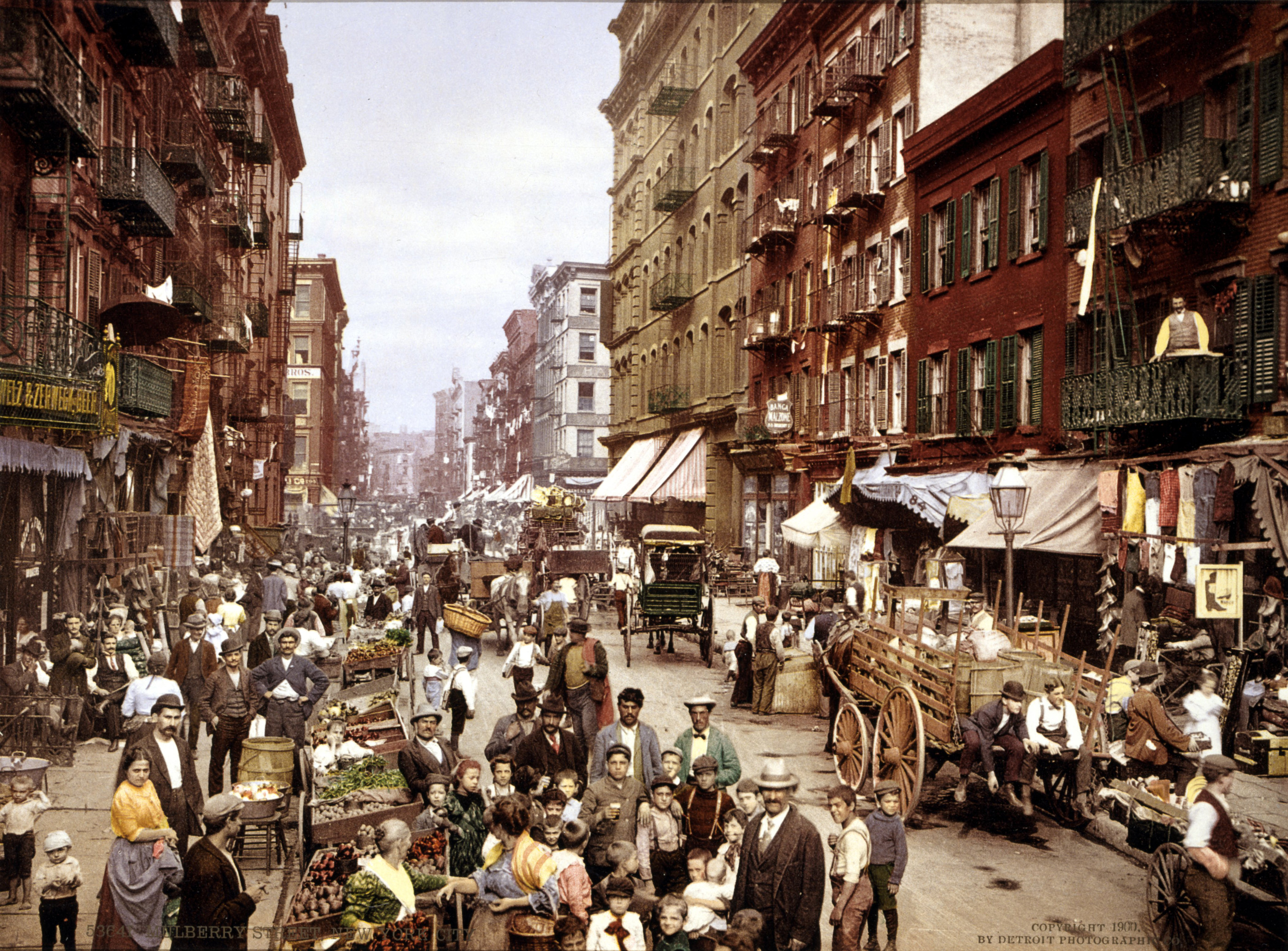
"إيطاليا الصغرى" في مانهاتن، نيويورك، سنة 1900. هاجر العديد من الأوربيين إلى المدينة.

مع تدفق تأثير الهجرة الأوروبية إلى مناطق الإستيطان الأوروبية أضحت الثقافة الأوروبية الثقافة المهيمنة في أمريكا الشمالية وأمريكا الجنوبية وأستراليا ونيوزيلاندا. ويشكل اليوم السكان ذووي الأصول الأوروبية أغلبية سكانية في العديد من الدول منها الولايات المتحدة وكندا والأرجنتين والأوروغواي والتشيلي وبورتوريكو، فضلًا عن أستراليا، ونيوزيلندا. وتحوي أغلب دول أمريكا اللاتينية على أعداد كبيرة من ذويي الأصول الأوروبيّة.
تحوي أفريقيا على العديد من المجتمعات ذات الأصول الأوروبيّة منها الرأس الأخضر وساو تومي وبرينسيب، كما تتواجد في دول المغرب العربي تجمعات صغيرة من ذوي الأصول الأوروبية ممن سكنوا ابان الاستعمار ويتجمعون في العواصم أو المدن الكبرى، وتصل أعداد البيض جنوب أفريقيين حوالي 4.5 مليون نسمة. في آسيا تتواجد مجتمعات من ذويي الأصول الأوروبيّة (غالبًا من الشعب الروسي) في آسيا الوسطى والشمالية فضلاً عن تجمع كاثوليكي أوروبي تاريخي في الأناضول ويشكّل ذويي الأصول الأوروبية نصف سكان دولة إسرائيل. تعتبر في العديد من الأحيان الدول الآسيويّة العابرة للقارات مثل جورجيا، وأرمينيا، وأذربيجان، وتركيا وقبرص جزءًا من الشعوب الأوروبيّة بسبب تداخل ثقافتهم وتاريخيهم السياسي والاجتماعي مع أوروبا.
تشير التقديرات إلى حوالي 480 مليون شخص من أصول أوروبية في الشتات منهم 446,394,000 في الأمريكتان و23,185,000 في أوقيانوسيا. يمكن العثور على أعداد كبيرة من الناس ذويي الأصول الأوروبية الكاملة أو الجزئية في كل من الولايات المتحدة (223 مليون)، والبرازيل (91 مليون)، والأرجنتين (36 مليون)، وكندا (25 مليون) وأستراليا (20 مليون).

## اللغات

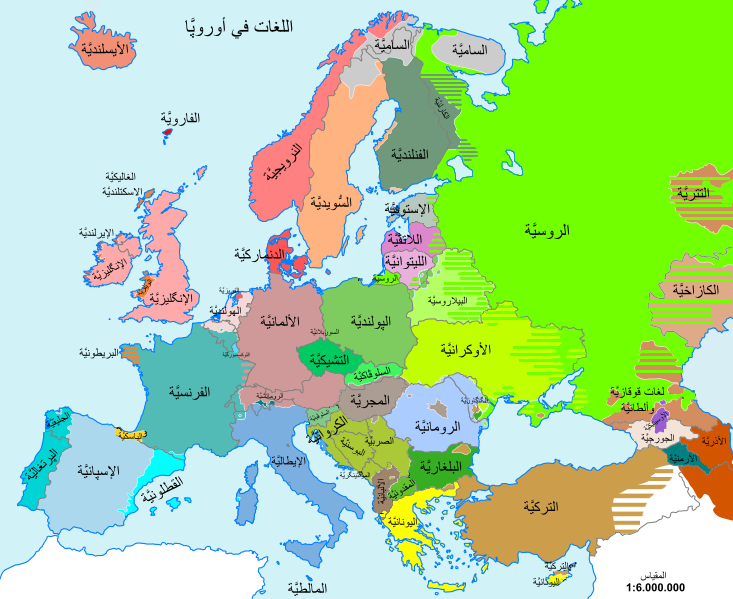
خارطة تظهر توزع لغات أوروبا.

على الرغم من صغر مساحة القارة الأوروبيّة إلاّ أنها غنية بتنوع لغاتها. توجد في أوروبا حوالي خمسين لغة وأكثر من مائة لهجة. كانت اللغات دائمًا من أسباب التفرقة والوحدة في كل أنحاء القارة. فالناطقون بلغة واحدة، غالبًا ما يشعرون بالترابط فيما بينهم، وبالفرقة عن الناطقين بلغة مختلفة. هناك دول أوروبيّة يتحدث غالبيّة سكانها لغة واحدة مثل حالة اليونان (اللغة اليونانية)، والبرتغال (اللغة البرتغالية) والمجر (اللغة المجرية). هناك دول أوروبية فيها اللغة الرئيسية وبشكل عام هي اللغة الرسميّة مشتركة بين السكان، الاّ أن بعض الشعوب داخل هذه الدول تحرص المحافظة على لغتها الخاصة التي تختلف عن اللغة السائدة في الدولة مثل إسبانيا حيث أن غالبية السكان تتحدث اللغة الإسبانية الا أنه في شمال البلاد هناك قوميتين تحرص على الإستمرار بالتحدث بلغتها وهما الباسكيون (اللغة الباسكية) والكتالان (اللغة الكتالانيّة). وهناك دول حيث توجد فيها لغتان أو ثلاثة الواحدة إلى جانب الأخرى مثل سويسرا حيث يتكلم السكان ثلاث لغات رئيسية وهي اللغة الألمانية والفرنسية والإيطالية. في بلجيكا قسمّت الدولة حدودها إلى ثلاث مناطق وهي منطقة ناطقة باللغة الفلامانيكية ومنطقة ناطقة باللغة الفرنسيّة ومنطقة ناطقة باللغتين. في سنة 1993 أقيم على أساس هذا التقسيم الاتحاد الفدرالي البلجيكي والمكون من ثلاث مقاطعات فلاندرز، والونيا وإقليم بروكسل العاصمة. هناك عدة دول تتحدث لغة واحدة فاللغة الألمانية مثلاً هي اللغة الرسميّة في ألمانيا والنمسا وسويسرا.

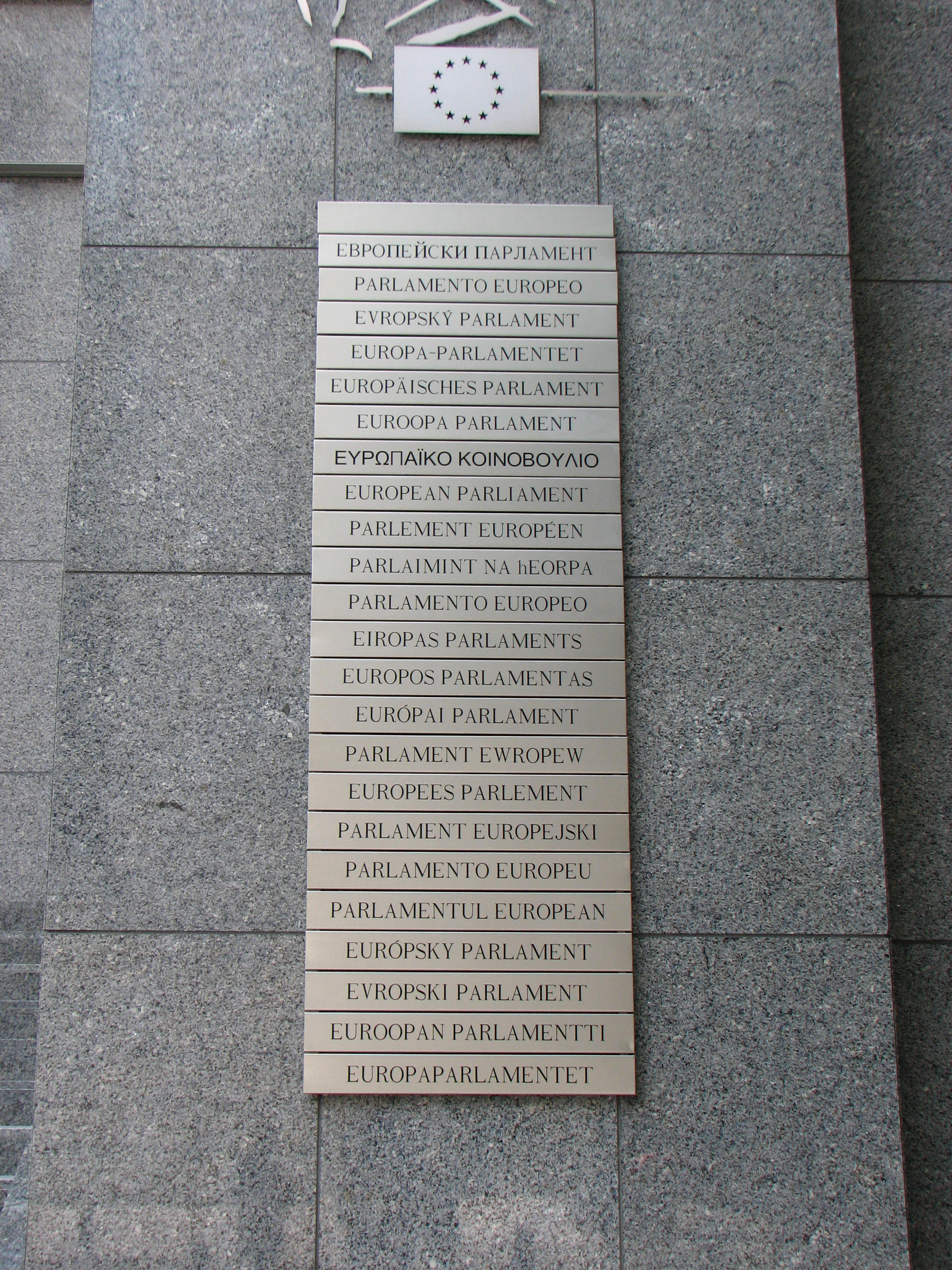
لافتة في مدخل مبنى البرلمان الأوروبي في بروكسل مكتوبة بجميع اللغات الرسمية المستخدمة في الاتحاد الأوروبي.

من المتبع تقسيم اللغات إلى عائلات بحسب القرابة بينها، هذه القرابة الناجمة عن حقيقة كونها تفرعت من لغة أمّ واحدة. تنتمي غالبية اللغات في أوروبا إلى كبرى العائلات اللغويّة وهي اللغات الهندو الأوروبية ولايدري أحد أين نشأت اللغات الهندو-أوروبية الأولى، إلا أنها على الأرجح بدأت في الإقليم الشمالي للبحر الأسود. ولأسرة اللغات الهندو ـ أوروبية ثلاثة فروع رئيسية في أوروبا: البلطية ـ السلافية، واللغات الجرمانية، واللغات الرومانسية. ويتحدث معظم الناس في أوروبا الشرقية باللغات البلطية ـ السلافية التي تشمل البلغارية والروسية ولغة أوكرانية والبولندية والسلوفاكية والسلوفينية والكرواتية والصربية. أما اللغات الجرمانية كالدنماركية والإنجليزية والألمانية والهولندية والسويدية والنرويجية والأيسلندية فهي بصفة رئيسية، لغات دول أوروبا الغربية الشمالية، واللغات الرومانسية تشمل اللغة الفرنسية والإيطالية والإسبانية والبرتغالية والرومانية.
من بين اللغات الهندوأوربية تعتبر اللغة الأرمنية واحدة من بين اللغات القليلة التي تمكنت من المحافظة على شكلها البدائي، وهي قريبة من اللغتين اليونانية والفارسية. وتعد اللغة اليونانية وهي من اللغات الهندواوروبية اللغة المعاصرة المستعملة في كل من اليونان وقبرص. على الرغم أن اللغة الألبانية هي إحدى اللغات اللغات الهندية الأوروبية الا أنها وهي لغة منعزلة عن بقية اللغات، ولا تشبها. لكنها تأثرت بعدة لغات أخرى، منها العربية والتركية والفارسية أثناء حقبة الحكم العثماني. وتنتمي اللغة اللاتفية والليتوانية إلى مجموعة اللغات البلطيقية المتفرعة من عائلة اللغات الهندوأوروبية.
اللغات التركية موجودة في أوروبا وتشمل اللغة التركية والأذرية. وتنضوي اللغة الجورجية في عائلة اللغات الكارتفيلية. ويتحدث اللغات الكلتية الشعوب الكلتية وباقي منها عدة لغات في الدول الكلتية الواقعة في جزيرة بريطانيا وأيرلندا وفي الشمال الغربي من فرنسا. وبالرغم من أن اللغة الباسكيّة محاطة باللغات الهندوأوروبية، إلا أنها لغة معزولة عنهم. وتضم عائلة اللغات الأورالية اللغات الفنلندية والإستونية والمجرية.
في مؤسسات الاتحاد الأوروبي تستعمل أربعة وعشرين لغة رسمية وهي البلغارية، والكرواتية، والتشيكية، والدنماركية، والهولندية، والإنجليزية، والإستونية، والفنلندية، والفرنسية، والألمانية، واليونانية، والهنغارية، والإيطالية، والإيرلندية، واللاتفية، والليتوانية، والمالطية، والبولندية، والبرتغالية، والرومانية، والسلوفاكية، والسلوفينية، والإسبانية والسويدية.

## الدين

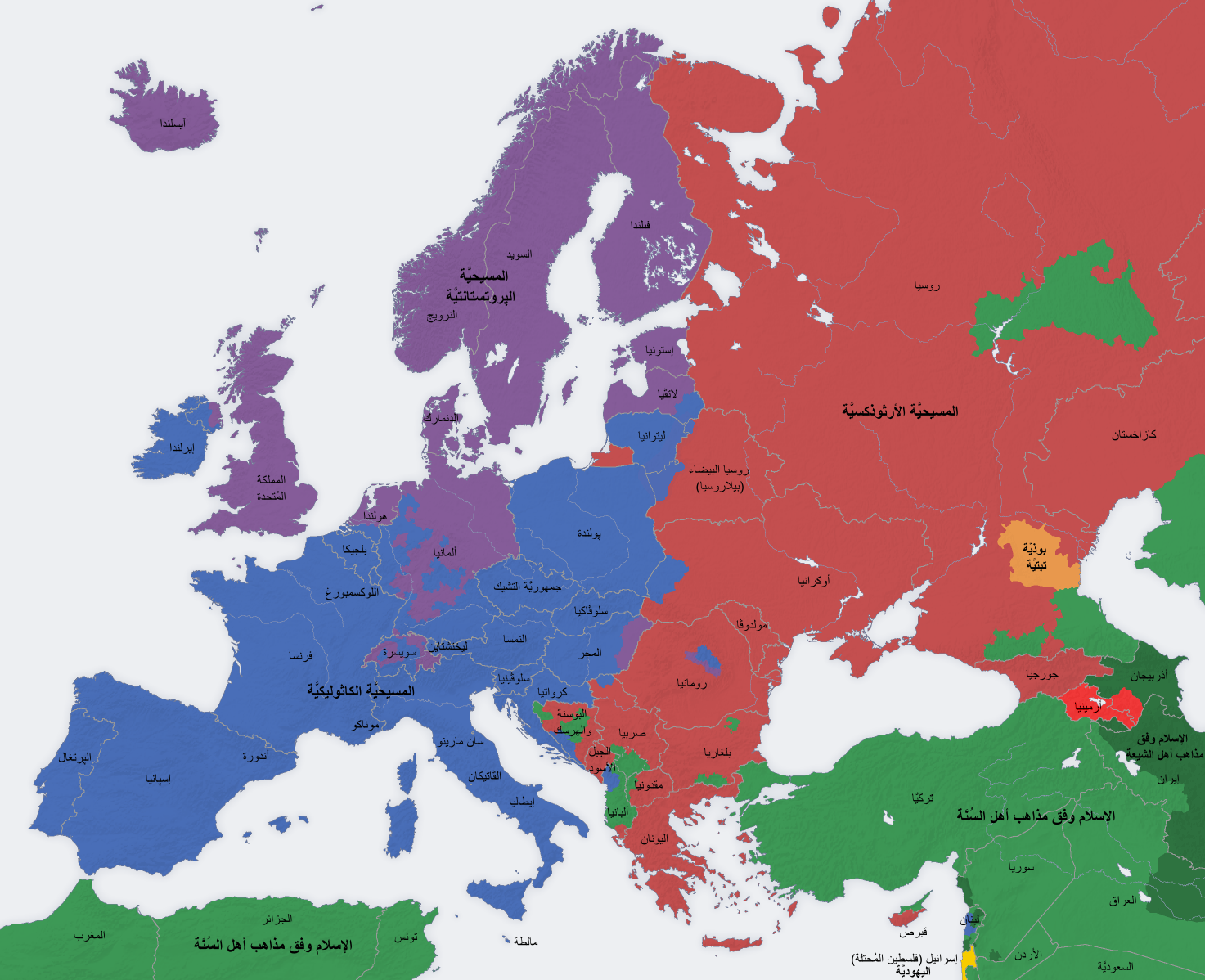
خارطة تُظهر توزّع الديانات في أوروبَّا والأقاليم المُجاورة في آسيا الغربيَّة وشمال أفريقيا.
مسيحية كاثوليكية
أرثوذكسية شرقية
بروتستانتية وأنجليكانية
أرثوذكسية مشرقية
إسلام سني
إسلام شيعي
بوذية تبتية
يهودية

كان للديانة في أوروبا تأثير كبير على الفن والفلسفة، والثقافة والقانون. تُعد الديانة المسيحية إلى حد كبير الدين الرئيسي في أوروبا. بدأت المسيحية في جنوب غربي آسيا لكنها نمت في أوروبا فأصبحت أكبر الديانات من حيث عدد معتنقيها وأكثرها أثرًا ونفوذًا. المسيحية هي أكبر ديانة في أوروبا، فاستنادًا إلى احصائية مركز الأبحاث الاميركي بيو لعام 2011 يُشكّل المسيحيين حوالي 76.2% من سكان أوروبا وفي أوروبا يتواجد أكبر تجمع مسيحي في العالم.، الكاثوليك هم أكبر جماعة مسيحية في أوروبا ويشكلون نسبة 46.3% من مجمل مسيحيين أوروبا، بينما الأرثوذكس 35.4%، أما البروتستانت فبالرغم من كون أوروبا منشأ البروتستانتية فنسبة البروتستانت من مسيحيي أوروبا هي 17.8%.
لدى دولتين في جنوب شرق أوروبا أغلبية مسلمة هما ألبانيا وكوسوفو، أما البلد الثالث فهو تركيا والذي تقع أغلبيّة أراضيها في قارة آسيا وجزء صغير في أوروبا، وتبلغ نسبة المسلمين من مجمل سكان أوروبا حوالي 5.2%. هناك ديانات أصغر وتشمل اليهودية والتي انتشرت ومورست على نطاق واسع في القارة ويبلغ حاليًا عدد يهود أوروبا حوالي مليوني نسمة، وهناك أيضًا البوذية، والسيخية، واليانية، والزرادشتية والهندوسية والتي توجد بشكل خاص في بريطانيا وفرنسا. على مدى العقود العديدة الماضية، بدأت الممارسة الدينية في التراجع بسبب العلمانية مع تزايد نسب وأعداد الملحدين واللادينيين، حيث تصل نسبتهم اليوم 18.2% من السكان.
وفقًا لإستطلاع يوروباروميتر 2005 وجدت أنّ في المتوسط، 52% من مواطني الدول الأعضاء في الاتحاد الأوروبي أنهم «يؤمنون بالله»، و27% يعتقدون أن هناك نوعًا من قوة روح أو حياة أو اله، بينما 18% لا يعتقدون هناك هو أي نوع من روح الله أو قوة الحياة.

### المسيحية

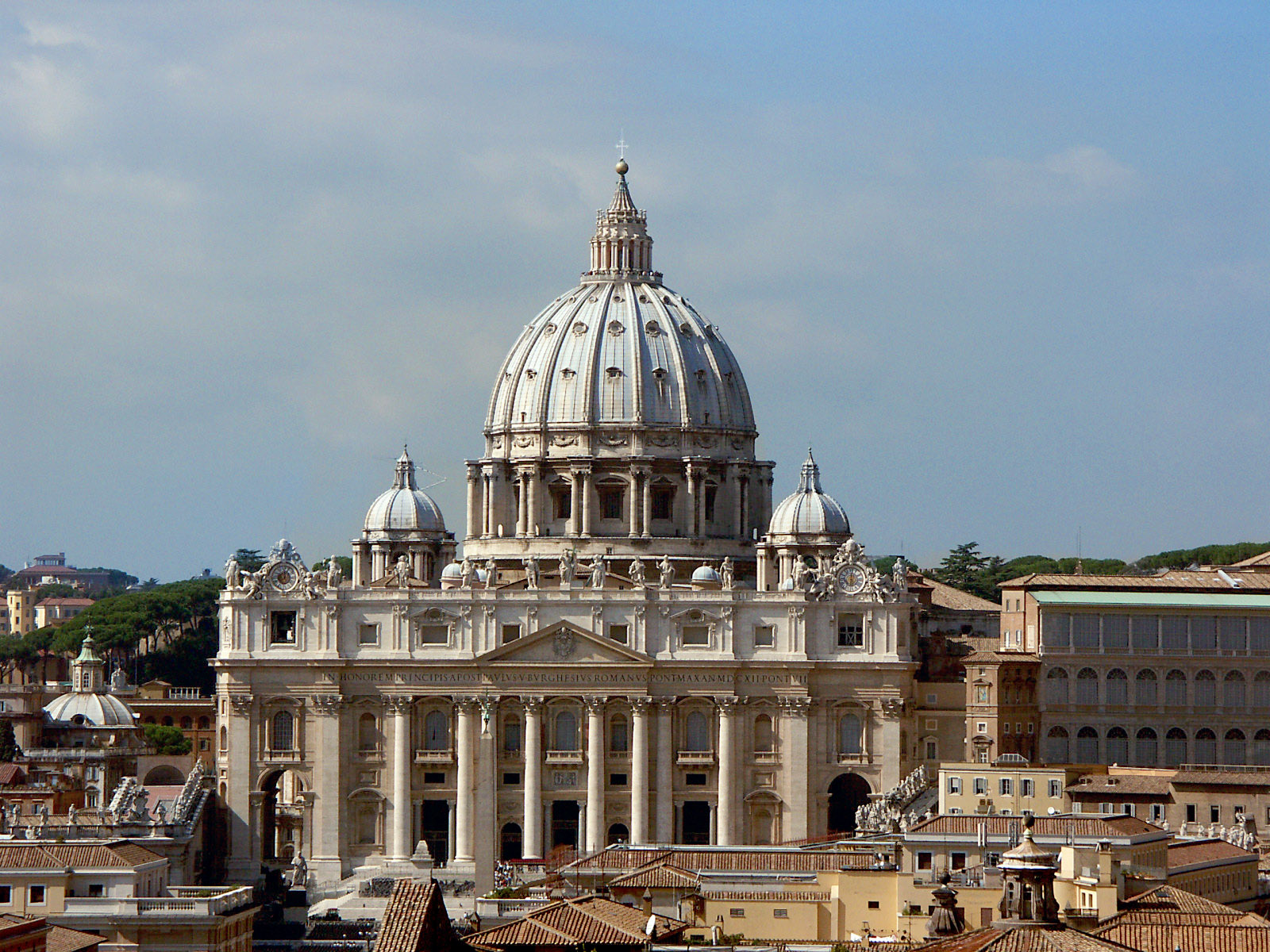
كاتدرائية القديس بطرس في الفاتيكان، وهي القُبلة الروحيّة للعالم المسيحي الكاثوليكي.

تعد المسيحية في أوروبا الديانة المهيمنة والرئيسية واستناداً إلى احصائية مركز الأبحاث الأميركي لعام 2011 يُشكّل المسيحيُّون 76.2% من سكان أوروبا ويتواجد فيها أكبر تجمع مسيحي في العالم. كما تُعد المسيحية أكبر ديانة في الإتحاد الأوروبي، فاستنادًا إلى احصائية يوروباروميتر لعام 2015 يُشكّل المسيحيين حوالي 71.6% من سكان الاتحاد الأوروبي، وضم الاتحاد الأوروبي في عام 2015 على أكبر تجمع مسيحي في العالم.
وفقًا لدراسة نشرها مركز بيو للأبحاث عام 2011 يعتنق أغلب الأوربيين المسيحية دينًا، إذ يُعرِّف 76.2% من الأوروبيين أنفسهم كمسيحيين وتصل أعدادهم إلى 565.5 مليون نسمة، تأتي الكاثوليكية في مقدمة الطوائف المسيحية وهي السائدة في غرب وجنوب غرب القارة ويُشّكل أتباعها 46.3% من مجمل مسيحيّي أوروبا، فيما تشكّل الكنيسة الأرثوذكسية الشرقية 35.4% وتهيمن على شرق وجنوب شرق القارة، أمّا البروتستانت فعلى الرغم من كون أوروبا منشأ البروتستانتية فنسبة البروتستانت من مسيحيي أوروبا هي 17.8% وهم الغالبيّة في شمال القارة. وتؤوي روسيا أكبر التجمعات المسيحية في أوروبا من حيث عدد السكان، تليها في ذلك إيطاليا، وألمانيا، والمملكة المتحدة، وفرنسا، وأوكرانيا، وإسبانيا، وبولندا، ورومانيا واليونان. وتعتبر هذه مجتمعة موطنًا لحوالي 20% من مسيحيين العالم. المسيحية هي الديانة السائدة في 50 بلدًا وإقليمًا أوروبيّاً، باستثناء الشعب الألباني والبوشناق والأتراك حيث أنّ المسيحيون بينهم أقليّة؛ بالمقابل فإنّ غالبيّة شعوب وعرقيّات أوروبا تعتنق المسيحيّة دينًا.
تمتلك أوروبا ثقافة مسيحية غنية بوجود العديد من القديسين والشهداء فضلاً عن كون الغالبيّة العظمى من الباباوات من الأوربيين. ازدهر الفن المعماري المسيحي في أوروبا في العصور الوسطى وعصر النهضة والباروك مع فنانين مثل ميكيلانجيلو وليوناردو دا فينشي ورافاييل وغيرهم. تعتبر الهندسة المعمارية المسيحية في أوروبا غنية أيضاً ومثيرة للإعجاب، فهناك كنائس وكاتدرائيات مثل كاتدرائية القديس بطرس وساغرادا فاميليا ونوتردام دي باريس وكنيسة وستمنستر وكاتدرائية كولونيا وكاتدرائية القديس باسيل وكاتدرائية إشبيلية وآيا صوفيا. ويُشير المؤرخون إلى أنَّ آيا صوفيا اعتُبرت رمزًا ثقافيًا ومعماريًا وأيقونة للحضارة البيزنطية والحضارة المسيحيَّة الأرثوذكسيَّة. ضمت أوروبا العديد من المواقع المسيحية المقدسة والتراثيّة ومراكز المسيحية على أصنافها، ففي روما مركز الكرسي البابوي وقيادة الكنيسة الرومانية الكاثوليكية العالميّ وفي أثينا وإسطنبول مراكز الكنيسة الأرثوذكسية بالإضافة لفيتنبرغ منبع الإصلاح البروتستانتي والإنجيلي. ووفقًا للتقاليد المسيحية يعتبر كل من القديس بندكت النيرسي، وكيرلس وميثوديوس، وبريجيت من السويد، وكاترين السينائية، وإديث شتاين رعاة القارة الأوروبيَّة.

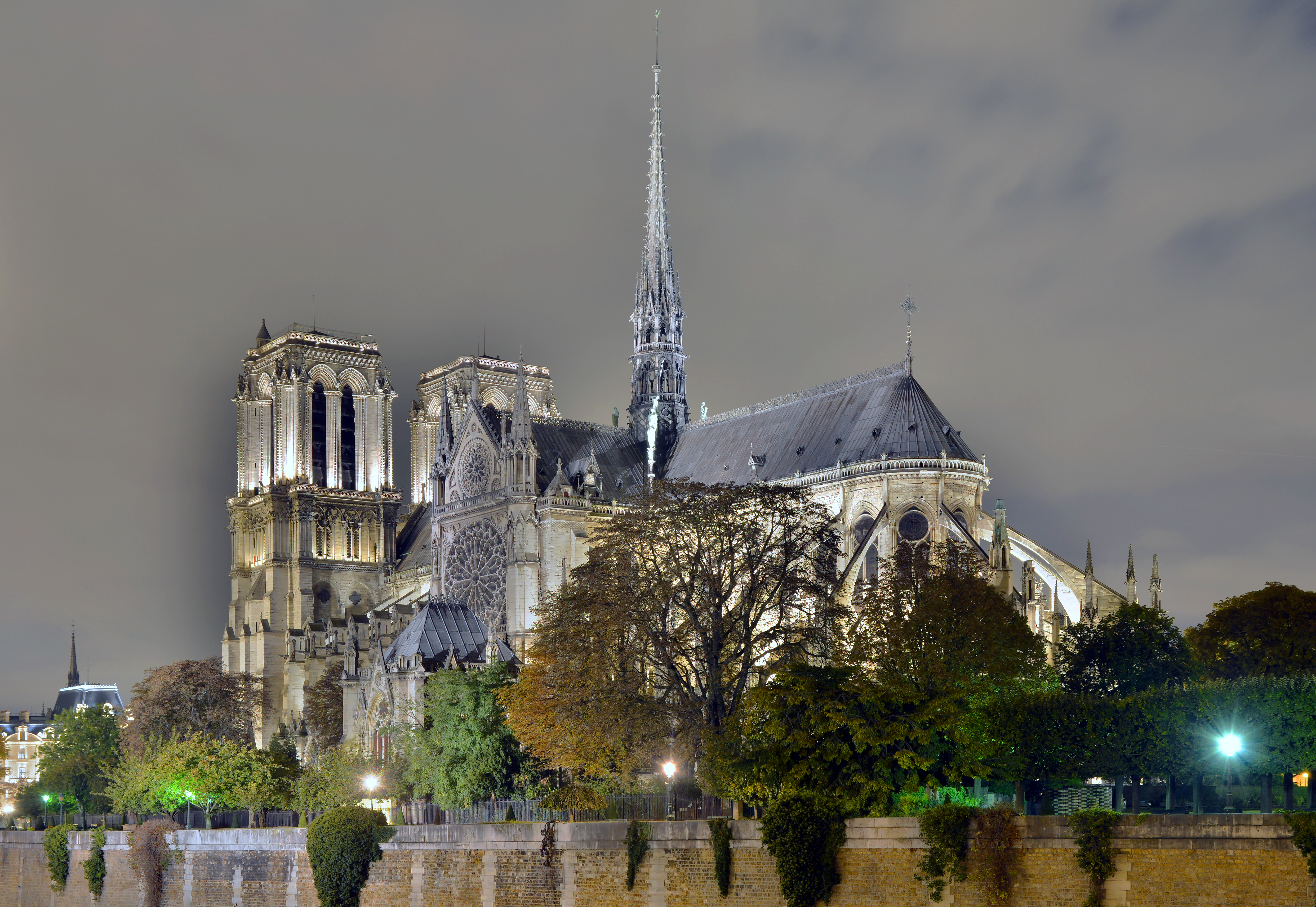
كاتدرائية نوتردام دو باري.

منذ انتشار المسيحية من بلاد الشام إلى أوروبا وشمال إفريقيا خلال فترة الإمبراطورية الرومانية المبكرة، قُسّمَ العالم المسيحي إلى الشرق الإغريقي والغرب اللاتيني الموجود مسبقاً. وبالتالي، نشأت نسخ مختلفة من الديانة المسيحية مع معتقدات وممارسات ثقافيَّة خاصة بها، والتي تركزت حول روما (المسيحية الغربية، والتي كان يُطلق على مجتمعها اسم العالم المسيحي الغربي أو اللاتيني) والقسطنطينية (المسيحية الشرقية، التي كان مجتمعها يسمى باسم العالم المسيحي الشرقي). من القرن الحادي عشر إلى القرن الثالث عشر، ارتقت المسيحية اللاتينية إلى الدور المركزي للعالم الغربي.
ترتبط فكرة «أوروبا» و«العالم الغربي» ارتباطاً وثيقاً بمفهوم «المسيحية والعالم المسيحي». حتى أن العديد من الباحثين ينسبون إلى المسيحية كونها الرابط الذي أوجد هوية أوروبية موحدة. ولعبت المسيحية، بما في ذلك الكنيسة الرومانية الكاثوليكية، دوراً بارزاً في تشكيل الحضارة الغربية منذ القرن الرابع على الأقل، ولمدة ألف عام على الأقل ونصف، كانت أوروبا تقريبًا معادلة للثقافة المسيحية، على الرغم من أن أصول ومهد المسيحية تعود إلى الشرق الأوسط. كانت الثقافة المسيحية هي القوة الغالبة في الحضارة الغربية، وتوجيه مسار الفلسفة والفن والعمارة والأدب والموسيقى والعلوم والمسيحية والطب والتعليم. تاريخياً، كانت أوروبا مركز و«مهد الحضارة المسيحية»، ولعبت حواضرها في روما والقسطنطينية وشلمنقة وأثينا وسالونيك وبودابست وأوخريد وباريس ولندن وجنيف وفيتنبرغ دوراً هاماً في تطوير العمارة والفنون والآداب واللاهوت والفلسفات المسيحيَّة.

يقول الشاعر والمسرحي والناقد الأدبي والحائزٌ على جائزة نوبل في الأدب توماس ستيرنز إليوت في علاقة المسيحية مع الثقافة الأوروبية: 
| أوروبا | المسيحية هي التي جعلت أوروبا على ما هي عليه، وهي التي جلبت لأوروبا العناصر الثقافية المشتركة. وفي المسيحية نمت الفنون، وتأصلت قوانين أوروبا. وليس لتفكيرنا عن أوروبا معنى أو دلالة خارج الإطار المسيحي. ويتمم إليوت كلامه في هذا الشأن بقوله: قد لا يؤمن فرد أوروبي بأن الإيمان المسيحي حق، ولكن ما يقوله ويصنعه ويأتيه كله من تراثه في الثقافة المسيحية، ويعتمد في معناه على تلك الثقافة. ما كان يمكن أن تخرِّج فولتير أو نيتشه إلا ثقافة مسيحية، وما يظن أن ثقافة أوروبا تبقى حية إذا اختفى الإيمان المسيحي اختفاءً تاماً، وإذا ذهبت المسيحية فستذهب كل الثقافة الأوروبية، ولو بددنا أو طرحنا تراث أجدادنا من الثقافة المشتركة فلن يغنينا، ولن يقرب بيننا كل ما عند أبرع العقول من تنظيم وتخطيط. | أوروبا |

### الإسلام

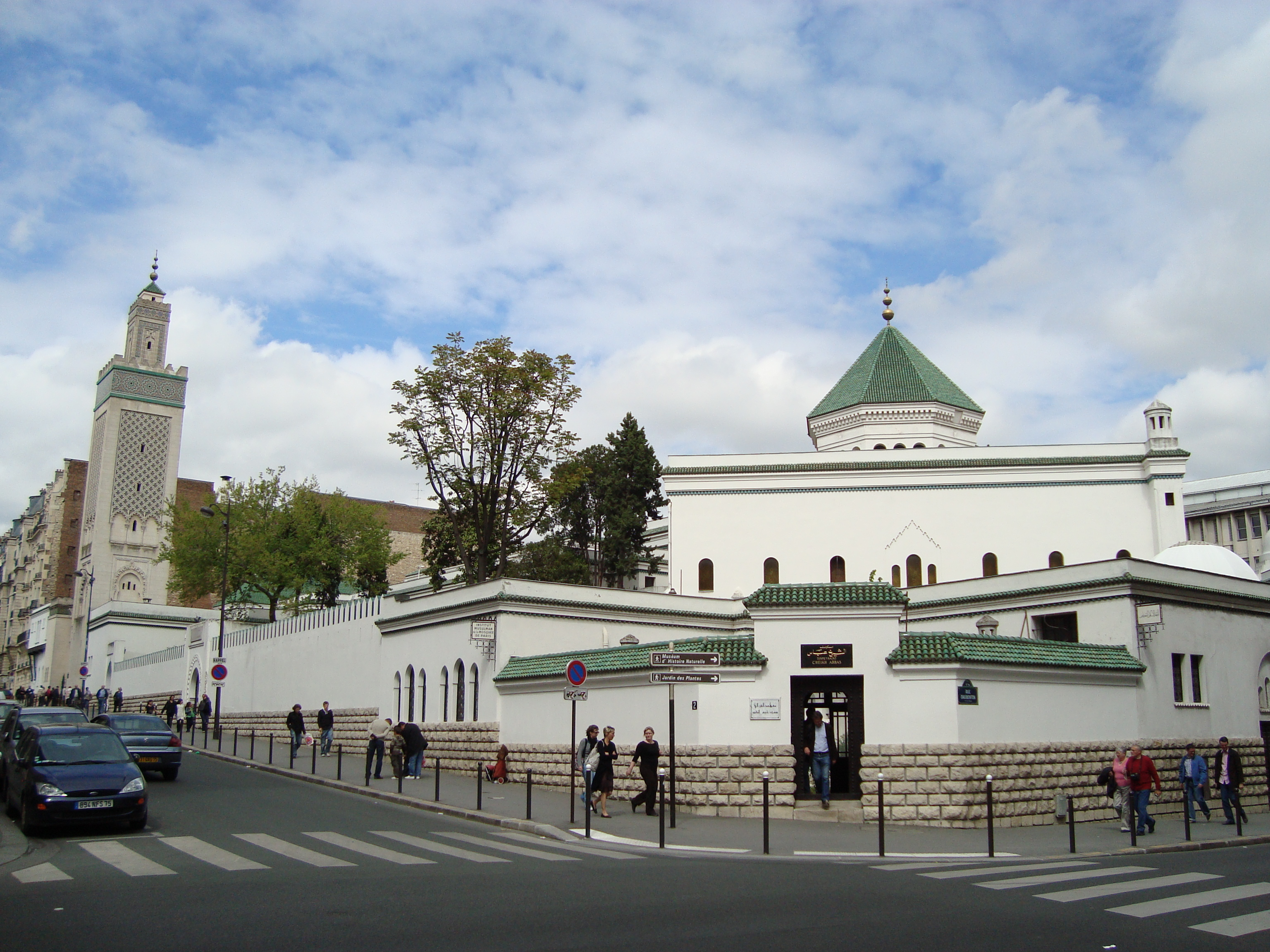
مسجد باريس الكبير.

وفقًا لمركزي الأرشيف الألماني للإسلام معهد (دي)، يبلغ عدد المسلمين في أوروبا عام 2007 حوالي 53 مليون 5.2%، يشمل الرقم كل من روسيا والقسم الأوروبي لتركيا. ويبلغ عدد المسلمين في دول الاتحاد الأوروبي حوالي 16 مليون 3.2%. وفقًا لآخر إحصائية من عام 2010، قام بها معهد بيو وصل عدد المسلمين في كل أوروبا، عدا تركيا، إلى 44 مليون نسمة، أي ما يُشكل حوالي 6% من إجمالي سكان أوروبا.
جاء الإسلام إلى أجزاء من الجزر والسواحل الأوروبية الواقعة على البحر الأبيض المتوسط خلال القرن 7 عن طريق الفتوحات الإسلامية. تأسست في شبه الجزيرة الايبيرية دول إسلامية في الأندلس وهي تسمية عادةً ما يُقصد بها فقط الإشارة إلى الأراضي الإيبيريَّة التي فتحها المُسلمون وبقيت تحت ظل الخِلافة الإسلاميَّة والدُويلات والإمارات الكثيرة التي قامت في رُبوعها وانفصلت عن السُلطة المركزيَّة في دمشق ومن ثُمَّ بغداد، مُنذ سنة 711م حتَّى سنة 1492م حينما سقطت الأندلس خلال حروب الاسترداد بيد اللاتين الإفرنج وأُخرج منها المُسلمون، علمًا أنَّه طيلة هذه الفترة كانت حُدودها تتغيَّر، فتتقلَّص ثُمَّ تتوسَّع، ثُمَّ تعود فتتقلَّص، وهكذا، استنادًا إلى نتائج الحرب بين المُسلمين والإفرنج. خلال التوسع العثماني انتشر الإسلام في دول البلقان ودول جنوب شرق أوروبا فأخذ الإسلام في هذه المناطق طابع أوروبي ذات صبغة تركيّة خصوصًا بين المسلمين الألبان والبوشناق والأتراك والغوراني. وتواجدت جاليات تاريخية مسلمة من التتار ومن الشيشان في كل من روسيا وشبه جزيرة القرم. في السنوات الأخيرة، هاجر مسلمون بشكل خاص من دول المغرب العربي وتركيا ومن أفريقيا الغربية إلى أوروبا الغربية وهم من بالأساس من المهاجرين والسكان والعمال المؤقتين.
من الدول الأوروبية ذات الغالبية الإسلامية هي تركيا (والتي يقع أغلبها في آسيا) 99%، وفي كوسوفو 96%، وألبانيا 60%، والبوسنة والهرسك 50%، وجمهورية مقدونيا حيث يشكلون حوالي 32% من السكان، وبين 10%-15% في روسيا، و12% في بلغاريا، وتتراوح أعداد المسلمين في فرنسا وهم بالغالب من أصول شمال إفريقية بين 6-9% من مجمل السكان. ويشكل المسلمون حوالي 7% من سكان كل من بلجيكا وهولندا (في الغالب من أصول مغاربية وتركيّة)، في حين يُشكل المسلمون حوالي 5% من مجمل السكان في المملكة المتحدة (في الغالب من أصول باكستانية) وألمانيا (في الغالب من أصول تركيّة وكرديّة وعربية).

### الديانات الأخرى

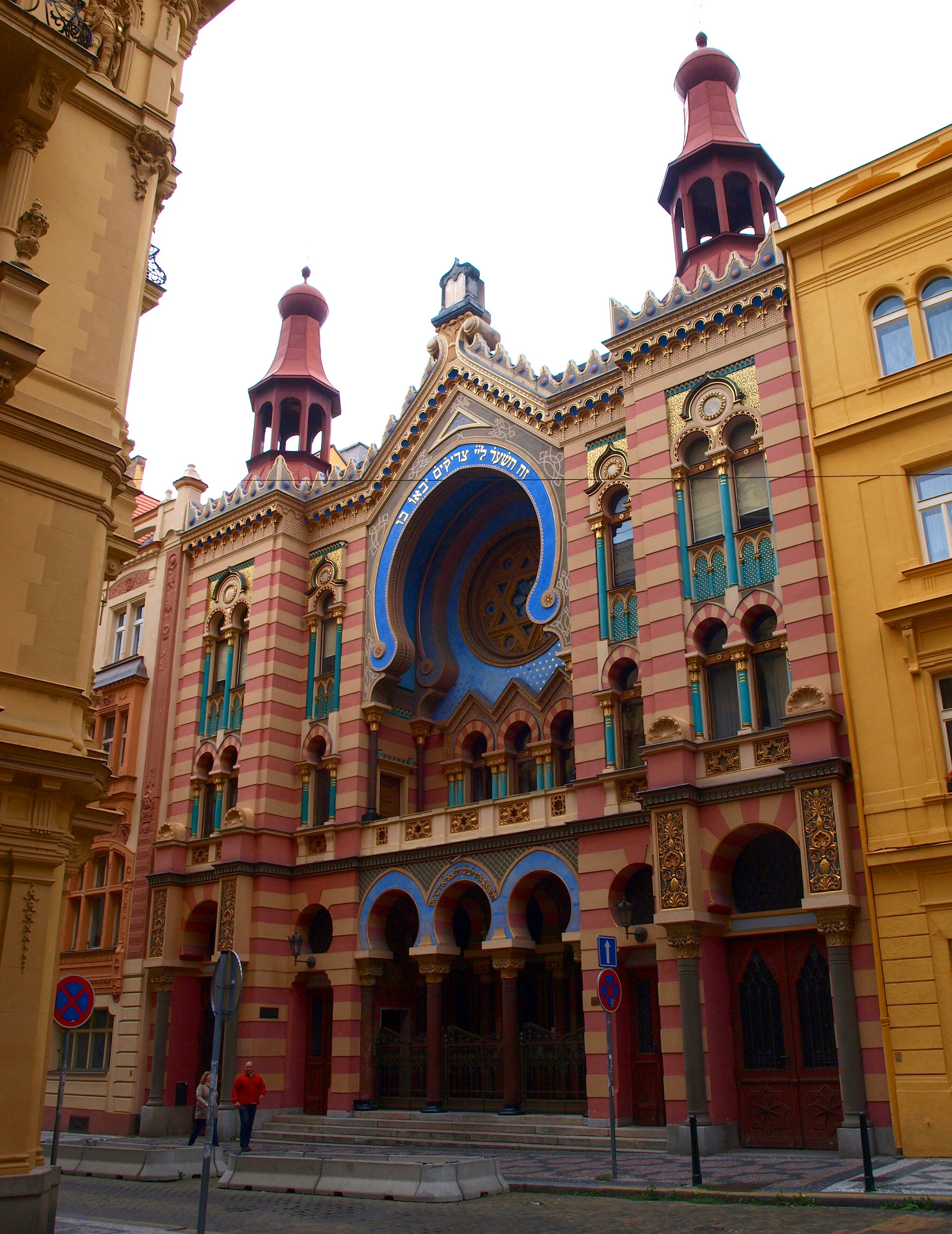
كنيس القدس في براغ.

للديانة اليهودية في أوروبا تاريخ طويل، بدأ مع الغزو من شرق البحر الأبيض المتوسط من قِبل بومبي عام 63 قبل الميلاد، وبالتالي يعود بداية تاريخ وجود اليهود إلى أيام الإمبراطورية الرومانية، على الرغم من المرجح أنّ هجرة يهود الإسكندرية إلى روما تعود إلى بداية فتح بومبي للشرق. تشير التقديرات إلى ما قبل الحرب العالمية الثانية أن عدد السكان اليهود في أوروبا بلغ حوالي من 9 ملايين نسمة. لقي حوالي ستة ملايين يهودي أوروبي حتفهم في المحرقة اليهودية بين السنوات 1940-1945. وقل عدد اليهود بعد قيام دولة إسرائيل بسبب الهجرة إلى الولايات المتحدة وإسرائيل. يقدر اليوم عدد اليهود ب مليوني نسمة أي 0.3% من مجمل سكان أوروبا. تاريخيًا انقسم يهود القارة إلى اليهود الإيطاليين والسفارديم وهم يهود شبه الجزيرة الإيبيرية والذين استقروا في البلقان لاحقًا ويهود الأشكناز يهود أوروبا الوسطى والشرقيّة. يعد أكبر تجمع سكاني لليهود في أوروبا حاليًا في فرنسا، حيث تقدر نسبتهم بحوالي 1%. تحوي دول أخرى على تجمعات يهودية ملحوظة في ألمانيا، المملكة المتحدة، روسيا وإيطاليا. ينتمي أغلب يهود القارة الأوروبية إلى الأشكناز والسفارديم.
خلال أواخر القرن العشرين، كانت هناك اتجاه متزايد في الإلحاد أو اللاأدرية، رافقه انخفاض في نسبة المداومين على الصلاة والطقوس الدينية. تشهد كل من ألمانيا الشرقية، وبلجيكا، وفرنسا، والمملكة المتحدة، وهولندا، والنرويج والسويد توجهًا نحو العلمانية. وفقًا لإحصائية معهد بيو عام 2012 تصل نسبة اللادينيون إلى 18.2% من سكان القارة الأوروبيّة، وبحسب الدراسة نفسها تشكّل اللادينية الأغلبية السكانيّة في دولتين فقط في أوروبا وهما: جمهورية التشيك (75%) وإستونيا (60%). واستنادًا إلى إحصائية يوروباروميتر لعام 2012 يمثّل الملحدين واللادينين نسبة 23% من سكان الاتحاد الأوروبي.
تتواجد العديد من الطوائف الدينية الصغيرة في أوروبا، وهي أديان غير أوروبية والتي تُمارس بشكل خاص بين مجتمعات الشتات والمهاجرين، منها الحركات الدينية الجديدة، من بين أكبر هذه الجاليات هي: البوذية التي انتشرت مؤخرًا في جميع أنحاء أوروبا والتي تنمو بسرعة في السنوات الأخيرة، وقد وصل عدد أتباعها إلى نحو ثلاثة ملايين. والهندوسية حيث قدر عدد أتباعها بحوالي 1.4 مليون من معتنقي الهندوسية في أوروبا. والسيخية والتي يبلغ عدد معتنقيها حوالي مليون نسمة. ويعيش معظم المجتمع السيخي في المملكة المتحدة (750,000) وإيطاليا (70,000).

## الاقتصاد
كقارة يعد اقتصاد أوروبا حاليًّا أكبر اقتصاد على كوكب الأرض والمنطقة الأكثر ثراءً في حالة تقاس حسب الأصول الخاضعة للإدارة مع أكثر من 327$ ترليون دولار أمريكي مقارنًة في أمريكا الشمالية 271$ ترليون دولار أمريكي في عام 2008. وفي عام 2009 ظلّت أوروبا المنطقة الأكثر ثراء مع حوالي 371 {ترليون دولار أمريكي حسب الأصول الخاضعة للإدارة والتي تمثّل حوالي ثلث ثروة العالم. يتألف الاتحاد الأوروبي من 28 دول أوروبية، وتضم واحدة من أكبر المناطق الاقتصادية في العالم. تملك 18 دول من دول الاتحاد الأوروبي على عملة موحدّة وهي اليورو. يعد الناتج المحلي الإجمالي الأوروبي عالي حيث وصل سنة 2010 إلى 19.92 ترليون دولار أمريكي، يعد أيضًا اقتصاد الاتحاد الأوروبي حسب الناتج المحلي الإجمالي المستمدة من حسابات تعادل القدرة الشرائية حسب صندوق النقد الدولي سنة 2009 وصل إلى 14$ مليار دولار أمريكي. يوجد تبادل تجاري واسع النطاق بين الدول الأوروبية. ولقد عملت المنظمات التجارية الدولية العديدة على تنمية التجارة. تشمل المنظمات التجارية في أوروبا الاتحاد الأوروبي واتحاد التجارة الحرة الأوروبية.
تمتلك أغلب دول أوروبا اقتصاداً رأسمالياً ببنية تحتية متطورة وحصة مرتفعة من نصيب الفرد من إجمالي الناتج المحلي. تصنف خمس دول أوروبية في المراكز العشرة الأولى من أكبر الاقتصادات الوطنية في العالم حسب الناتج المحلي الإجمالي (تعادل القوة الشرائية) وهي ألمانيا (5) والمملكة المتحدة (6)، روسيا (7)، وفرنسا (8)، وإيطاليا (10). كما وفقاً لصندوق النقد الدولي تصدرت ألمانيا في عام 2014 رابع أكبر اقتصاديات العالم والأول في أوروبا، تلاها المملكة المتحدة (الخامس في العالم)، وفرنسا (السادس في العالم)، وإيطاليا (الثامن في العالم) وروسيا (العاشر في العالم). من بين دول مجموعة الدول الثماني الصناعية الكبرى منها خمسة دول أوروبية وهي إيطاليا، وروسيا، وألمانيا، وفرنسا والمملكة المتحدة.
تضم أوروبا دولاً ذات مستوى المعيشة مرتفع مثل النرويج، وهولندا، وسويسرا وألمانيا. كما تضم بعض أكثر دول العالم ثراءً حسب الأمم المتحدة سنة 2013 تصدرّت ثمانية دول أوروبية قائمة الدول الأكثر ثراءً في العالم حسب الناتج المحلي وهي موناكو (1)، وليختنشتاين (2)، ولوكسمبورغ (3)، والنرويج (4)، وسويسرا (6)، والسويد (8)، والنرويج (9) وسان مارينو (10). وحسب صندوق النقد الدولي سنة 2014 تصدرّت ستة دول أوروبية قائمة الدول الأكثر ثراءً في العالم حسب الناتج المحلي. كما ذكر عالم الاجتماع الإسباني مانويل كاستلز أنّ متوسط مستوى المعيشة في أوروبا الغربية مرتفع جدا. حيث يذكر: «لا يزال الجزء الأكبر من السكان في أوروبا الغربية يتمتع بأعلى مستويات المعيشة في العالم، وفي تاريخ العالم».
كما هو الحال مع القارات الأخرى، لدى أوروبا تنوع كبير من الثروة بين دولها. الدول الغنية تميل إلى أن تكون في الغرب. بعض الاقتصادات أوروبا الوسطى والشرقية لا تزال ناشئة بعد انهيار الاتحاد السوفيتي ويوغوسلافيا. حيث ظل اقتصاد الدول الأوروبية الشرقية يتخذ لسنين عدة من المبادئ الشيوعية قاعدة له. وتحت ظل النظام الشيوعي سيطرت الدولة سيطرة كاملة على الأرض وعناصر الإنتاج وتوزيع السلع والخدمات. بدأت حكومات شرق أوروبا في أواخر الثمانينيات من القرن العشرين في اتخاذ الخطوات اللازمة نحو زيادة الملكية الخاصة للنشاطات الاقتصادية في بلادها. ومنذ التسعينات شهدت الدول الشيوعية السابقة مثل بولندا وبلغاريا ورومانيا والمجر وليتوانيا ولاتفيا تطورّ كبير في اقتصادها، وقد اجتذبت دول البلقان كميات متزايدة من الاستثمارات الأجنبية، لتصبح إحدى أكبر مقاصة الاستثمارات من أوروبا الشرقية والمتوسطة. كما وتنضوي معظم النشاطات الاقتصادية في غربي أوروبا، تحت نظام الملكية الخاصة بعيدًا عن سيطرة الدولة، إلا أن الحكومة تقوم بإدارة بعض المشروعات، التي تنتج السلع الضرورية، والتي تقدم الخدمات الضرورية. تشمل هذه المشروعات السكك الحديدية، وفي بعض الحالات صناعة السيارات. بدأت بعض الحكومات في الثمانينيات من القرن العشرين في بيع مثل هذه المشروعات للقطاع الخاص.
يشمل إنتاج أوروبا من السلع المصنعة السيارات والآلات والفولاذ. وتتخذ صناعة الخدمات كالصناعة المصرفية والرعاية الصحية أهمية متزايدة. تنتج أراضي أوروبا الزراعية الشاسعة ذات التربة الخصبة كميات كبيرة من القمح والمحصولات الزراعية الأخرى. وتعتبر أوروبا من المناطق الرائدة في قطاع الكيماويات والصناعات الدوائية والتقنيات، ولا سيما الفضائية منها، وصناعة الأسلحة، وعلى الجانب الإنتاجي من صناعة البرمجيات.

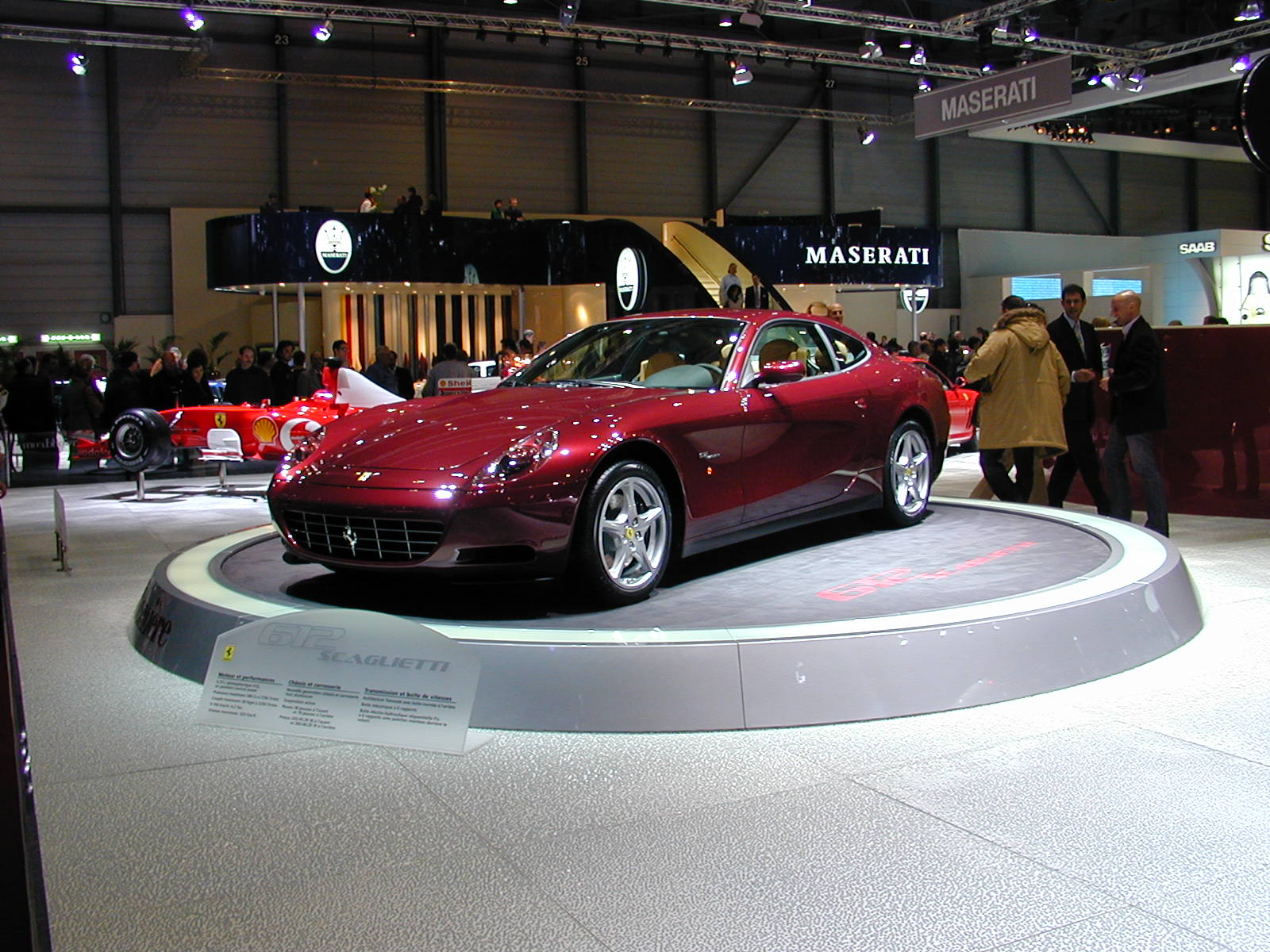
فيراري 612.

يعد رجل الأعمال والملياردير الإسباني أمانسيو أورتيغا حسب قائمة فوربس للمليارديرات سنة 2015 أثرى أثرياء أوروبا مع ثروة تبلغ 63 مليار دولار أمريكي، ووجدت قائمة فوربس سنة 2015 أن 395 ملياردير يعيش في أوروبا؛ وتأتي روسيا في المرتبة الأولى في عدد المليارديرات مع 110 ملياردير، تليها ألمانيا (58 ملياردير)، وتركيا (43 ملياردير)، والمملكة المتحدة (37 ملياردير)، وفرنسا (24 ملياردير)، وإيطاليا (23 ملياردير)، وإسبانيا (20 ملياردير)، والسويد (14 ملياردير)، وسويسرا (13 ملياردير) وأوكرانيا (10 ملياردير).
تُعد مدينة لندن واحدة من أهم مراكز المال وأسواقه في العالم. ويُعد كل من بنك إنجلترا والبنك البريطاني الوطني وسوق لندن للأوراق المالية أهم بورصات العالم، وتصنف شركة لويد كأشهر شركات التأمين العالمية. وتعتبر لندن، موطن بورصة لندن، وهي البورصة الرئيسية في المملكة المتحدة والأكبر في أوروبا، وهي المركز المالي لإنجلترا، كذلك فإن 500 مؤسسة تجارية من أصل 100 مؤسسة أوروبية، تتخذ من لندن مقر لها. وتوجد لبعض أكبر المصارف العالمية مراكز رئيسية في فرنسا وألمانيا وبريطانيا وسويسرا. تستقبل هذه المصارف كمية هائلة من الاستثمارات الأجنبية إذ أنها تقدم الضمانات الكافية، وتضمن عوائد مجزية للاستثمارات بها. توجد أسواق الأوراق المالية الرئيسية الأوروبية في لندن وباريس وفرانكفورت وبروكسل وميلانو وأمستردام، واعتباراً من عام 2009، أصبحت لندن المركز الماليّ الأكبر في العالم.
شهدت الدول الأوروبية الغربية قفزة وتطوّر في صناعة البرمجيات وتقنية المعلومات، وتنتج هذه المصانع العلمية التركيبات الإلكترونية، والأجهزة الطبيّة أو الأجهزة المنزلية. في مجال صناعات الإلكترونيات وصناعة الأجهزة الكهربائية المنزليّة تعمل في أوروبا عدة شركات عريقة وكبيرة اشتهرت بجودة منتجاتها مثل فيليبس الهولندية وسيمنز الألمانيّة، وفي مجالات الحاسوب والاتصالات بعض أشهر شركات الحوسبة الأوروبية آكرون إلكترون البريطانية وشركة نوكيا الفنلندية. بعض من أهم المناطق التي تضم أعمال التقنية العالية أو باركات صناعية علمية غنية بالخبرة أو ما يسمى وادي السيلكون في أوروبا البارك الصناعي المجاور لجامعة كامبردج والبارك الصناعي ميلتون البريطاني والباركات الصناعية الخمسة عشر القريبة من مدينة ميونيخ، ومركز سكولكوفو للابتكار في موسكو، والبارك التكنولوجي باريس-ساكلاي، والبارك العلمي WISTA في مدينة برلين والذي يضم واحد من المجموعات البحثية والتكنولوجية الكبرى في أوروبا مع أكثر من 1,000 شركة و16 مؤسسة علميّة؛ إلى جانب وادي سيلكون ساكسونيا ومقرها درسدن وتضم حوالي 300 شركة في مجال الإلكترونيات الدقيقة والقطاعات ذات الصلة، وتعتبر مدينة دبلن واحدة من العواصم البحثية والتكنولوجية والتقنية العاليّة في العالم حيث تضُم المدينة مقر شركات مثل أمازون، وإيباي، وفيس بوك، وجوجل، وتويتر، ومايكروسوفت، وياهو! وإنتل.
كما تطورت صناعة السيارات في أوروبا بشكل سريع ما بين الخمسينات والثمانينات. صنعت الدول الرئيسية المنتجة للسيارات ألمانيا وبريطانيا وفرنسا وإيطاليا والسويد أغلب السيارات. من بين هذه السيارات بيجو (فرنسية)، وفيات (إيطالية)، وروفر (بريطانية)، وفولكس فاجن (ألمانية)، وفورد (بريطانية)، وسيات (إسبانية) وسيتروين (فرنسية).
| مرتبة | دولة            | الناتج المحلي الإجمالي (إسمي 2015) مليون دولار |
| ----- | --------------- | ---------------------------------------------- |
| 1     | ألمانيا         | 3,815,462                                      |
| 2     | روسيا           | 3,458,402                                      |
| 3     | المملكة المتحدة | 2,641,432                                      |
| 4     | فرنسا           | 2,633,896                                      |
| 5     | إيطاليا         | 2,157,123                                      |
| 6     | إسبانيا         | 1,619,093                                      |
| 7     | تركيا           | 1,569,407                                      |
| 8     | بولندا          | 996,477                                        |
| 9     | هولندا          | 818,249                                        |
| 10    | بلجيكا          | 492,267                                        |

### السياحة
تعد أوروبا مقصدًا للسياح على مر العصور لما تمتلكه البلاد من مقومات سياحية تضعها على الخريطة العالمية للسياحة. كذلك تعد السياحة مصدرًا هامًا للدخل القومي للعديد من الدول الأوروبية. تحتل ستة دول أوروبية في قائمة الدول السياحية الأكثر زيارة. تأتي فرنسا في مقدمة الدول الأوروبية السياحية سنة 2013 مع 84.7 مليون سائح، وتلقت إسبانيا 60.7 مليون سائح، في حين تلقت إيطاليا 47.7 مليون سائح، وتلقت ألمانيا 31.5 مليون سائح، تلاها المملكة المتحدة مع 31.2 مليون في حين تلقّت روسيا حوالي 28 مليون سائح سنة 2013.
تجتذب مقومات السياحة الترفيهية المختلفة عددًا كبيرًا من السائحين من جميع أنحاء العالم، نظرًا لما تتصف به أوروبا من شواطئ متميّزة على الأبيض المتوسط والأدرياتيكي والأسود، والتي تُعرف كذلك بسياحة الشواطئ. ولتطوير سياحة الشواطئ أستثمر القطاع العام والخاص أموالاً لإعداد السياحة وإقامة المنشآت المختلفة لخدمة المستجمّين فضلًا عن سلسلة الفنادق المختلفة. بعض أشهر المنتجعات سياحة الشاطئ الريفييرا الفرنسية ومن أشهر مدنها نيس وكان وموناكو وتولون ومارسيليا، والريفييرا الإيطالية، وجزر اليونان مثل كريت ورودس وسانتوريني، وفي إسبانيا كل من جزر كنارية وجزر البليار وكوستا برافا، وفي البرتغال الغرب، وفي بلغاريا منطقة الرمال الذهبية التي تضم فارنا وبورغاس، وفي قبرص أيانابا.

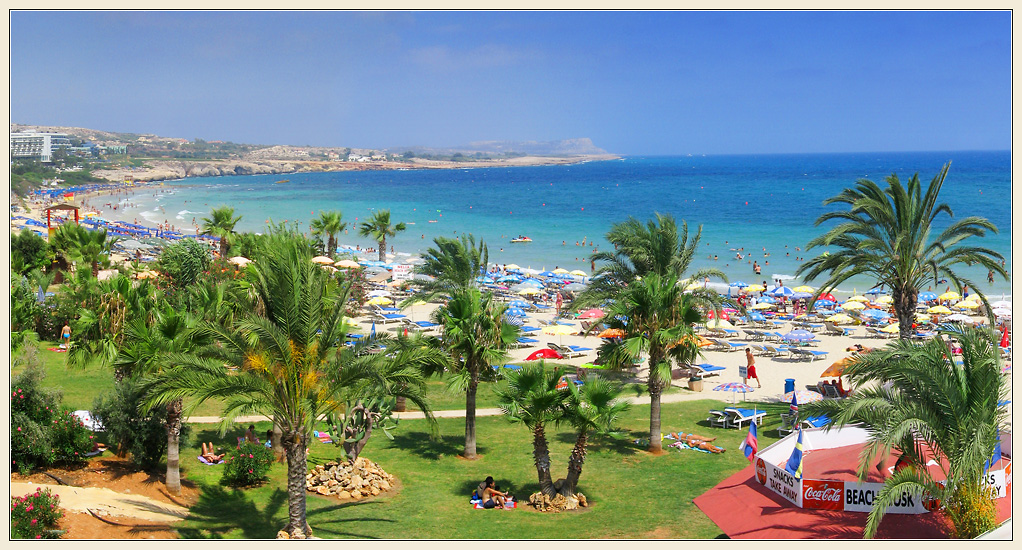
منتج آيا نابا في قبرص.

باريس ديزني لاند.

يُعد قطاع سياحة المدن الترفيهية واحد من أنواع السياحة في أوروبا؛ ومن أبرز مواقع الجذب السياحي للأطفال في أوروبا هي باريس ديزني لاند وهي أكبر مجمع للألعاب الترفيهية في أوروبا. إلى جانب باريس ديزني لاند تجذب مدينة سانتا كلوز ومعمل القديس نقولا في السويد وفنلندا العديد من الأسر والأطفال خصوصًا خلال موسم عيد الميلاد. كما وتعتبر المدينة الترفيهية عالم مومين قرب مدينة توركو وبارك أستريكس في فرنسا واحدة من أبرز مواقع الجذب السياحي للأطفال الأوروبيّة.
تعد السياحة الثقافية والأثرية من أهم وأقدم أنواع السياحة في أوروبا إذ أن بها العديد من الآثار اليونانية والرومانية والمسيحية والإسلامية والقرطوسيّة والباروكيّة والأسواق والمتاحف، وتضم المدن الأوروبية كنوز حضارية متنوعة من شوارع وجسور وقصور وقلاع وكنائس وميادين مبان مختلفة، كذلك تعرض في متاحف أوروبا المختلفة عدد من أهم الأعمال الفنية العالميّة منها متحف اللوفر ومتحف فكتوريا وألبرت ومتحف بيكاسو والمتحف الأثري الوطني بفلورنسا ومتحف التاريخ الطبيعي فيينا ومتاحف الفاتيكان. بعض من أهم المدن الأوروبية التي تجذب السياحة الثقافية روما وأثينا ولندن وباريس وبراغ وفيينا.
وتشكل سياحة الجبال فرع من فروع السياحة الأوروبية حيث تشكل جبال الألب مركزًا لاجتذاب حشود السياح طيلة فصول السنة. تتقاسم المواقع السياحية على جبال الألب أربع دول وهي سويسرا وإيطاليا والنمسا وفرنسا. والتي استثمرت أموالاً طائلة لتطوير فرع سياحة الجبال خصوصًا مواقع رياضة الشتاء. والذي أنتج عنه إقامة شبكة مواصلات ناجعة. من الجدير بالذكر أن السياحة الجبليّة في أوروبا لا ترتكز فقط على جبال الألب. ففي القارة سلاسل جبال أخرى تعتبر هي الأخرى مركزًا لجذب السياح في الفصول المختلفة مثل جبال البرانس على الحدود بين فرنسا وإسبانيا وجبال الكربات والسوديت في شرق أوروبا.

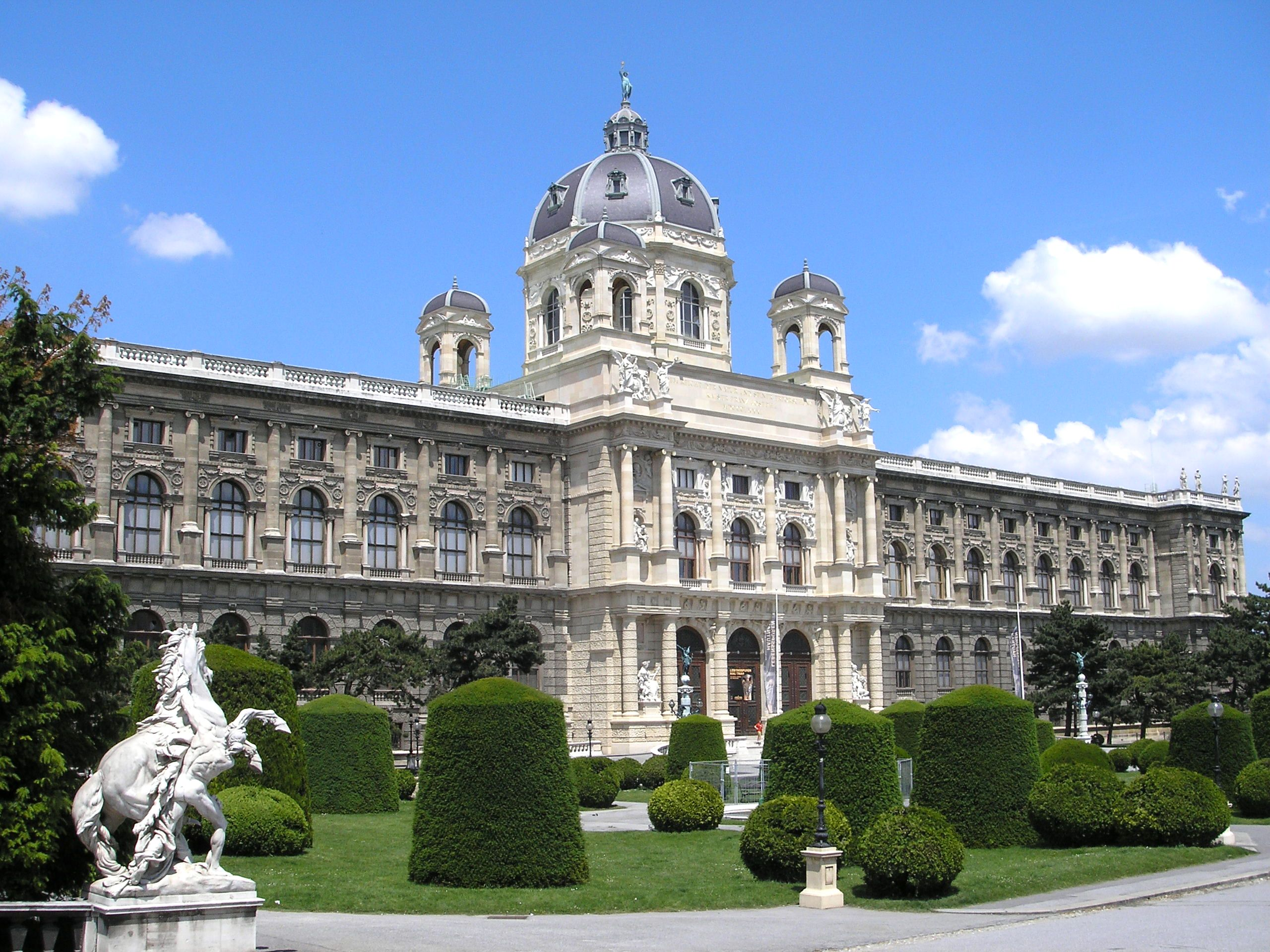
متحف التاريخ الطبيعي فيينا.

وتشتهر جمهورية التشيك والمجر وصربيا وكرواتيا وبلغاريا في فرع السياحة العلاجية حيث يتعدد وجود الينابيع والعيون الحارة والمعدنية والكبريتية في هذه الدول، بجانب مُناخها اوما تحويه من رمال وطمي صالح للاستشفاء من عدة أمراض، كالأمراض الروماتيزمية والجلدية وأمراض العظام والجهاز الهضمي والجهاز التنفسي. وتُشتهر هذه الدول بثقافة المنتجعات الصحية وهي موطن للعديد من المنتجعات الصحية، التي تجذب «سياحة المنتجعات الصحية».
فرع السياحة الدينية هو فرع خاص داخل السياحة الأوروبية، تتواجد أماكن مقدسة في أوروبا أماكن والتي بحسب ما يؤمن بعض المسيحيين بأنه مواقع لظهورات العذراء، لذلك تحولت مع الموقت إلى أماكن مقدسة. ملايين المسيحيين عامًة والكاثوليك خاصًة يحجون إلى هذه الأماكن سنويًا. أبرز هذه المواقع مزار مدينة فاطمة البرتغالية ولورد الفرنسية؛ إلى جانب مزار عذراء بولندا السوداء ويقع المزار في تشيستوخوفا في وسط بولندا ومديوغوريه في البوسنة والهرسك. فضلًا عن مواقع اضرحة قديسين ومبجلين مسيحيين تتواجد في كافة انحاء أوروبا أكثرها شهرة كاتدرائية سانتياغو دي كومبوستيلا الإسبانية، وتعد جبل آثوس في اليونان، ومدينة إسطنبول عاصمة المسيحية الشرقية سابقًا ومركز بطريركية القسطنطينية المسكونية من المواقع التي تجذب الحجاج المسيحيين الأرثوذكس.
تجتذب العديد من المدن الأوروبية الشباب من خلال الحياة الليلية التي تعرف أنها نابضة بالحياة، حيث تستمر عدّة حانات ونوادي ليلية مفتوحة للعموم حتى ساعات الفجر الأولى، ومن أبرز معالم الحياة الليلية. من بين هذه المدن برشلونة، وبرلين، وبودابست، وبلغراد، وموسكو، وتسالونيك، وفلورنسا، ودبلن، وباريس، ولندن، ومرسية، ومدريد، وجزيرة إيبيزا وزاكينثوس. أفادت صحيفة الأزمان (بالإنجليزية: The Times) البريطانية، أن أفضل حياة ليلية في أوروبا هي تلك الخاصة ببرشلونة وبرلين وبلغراد، ووفقًا لدليل لونلي پلانيت السياحي لعام 2009م، والذي تتحدث عن أفضل 1000 تجربة سياحية في ذلك العام، فقد احتلت بلغراد المركز الأول تليها تسالونيك بين 10 مدن أخرى معروفة بحياتها الليلية الصاخبة. يُطلق على عدد من المدن الأوروبية «المدينة التي لا تنام»، وتُعتبر مركز دولي لحياة ليليَّة شديدة النشاط والتُنوع مع وجود كمية كبيرة من الفنادق الحديثة والمحلات والمقاهي والحانات والمطاعم والموسيقى الصاخبة والمراقص والنوادي الليلة على مدار الأسبوع والتي تظل مفتوحة بعد منتصف الليل. ومن بين هذه المدن برشلونة، وبلغراد، وبرلين، ومدريد، وموسكو، وبلنسية.

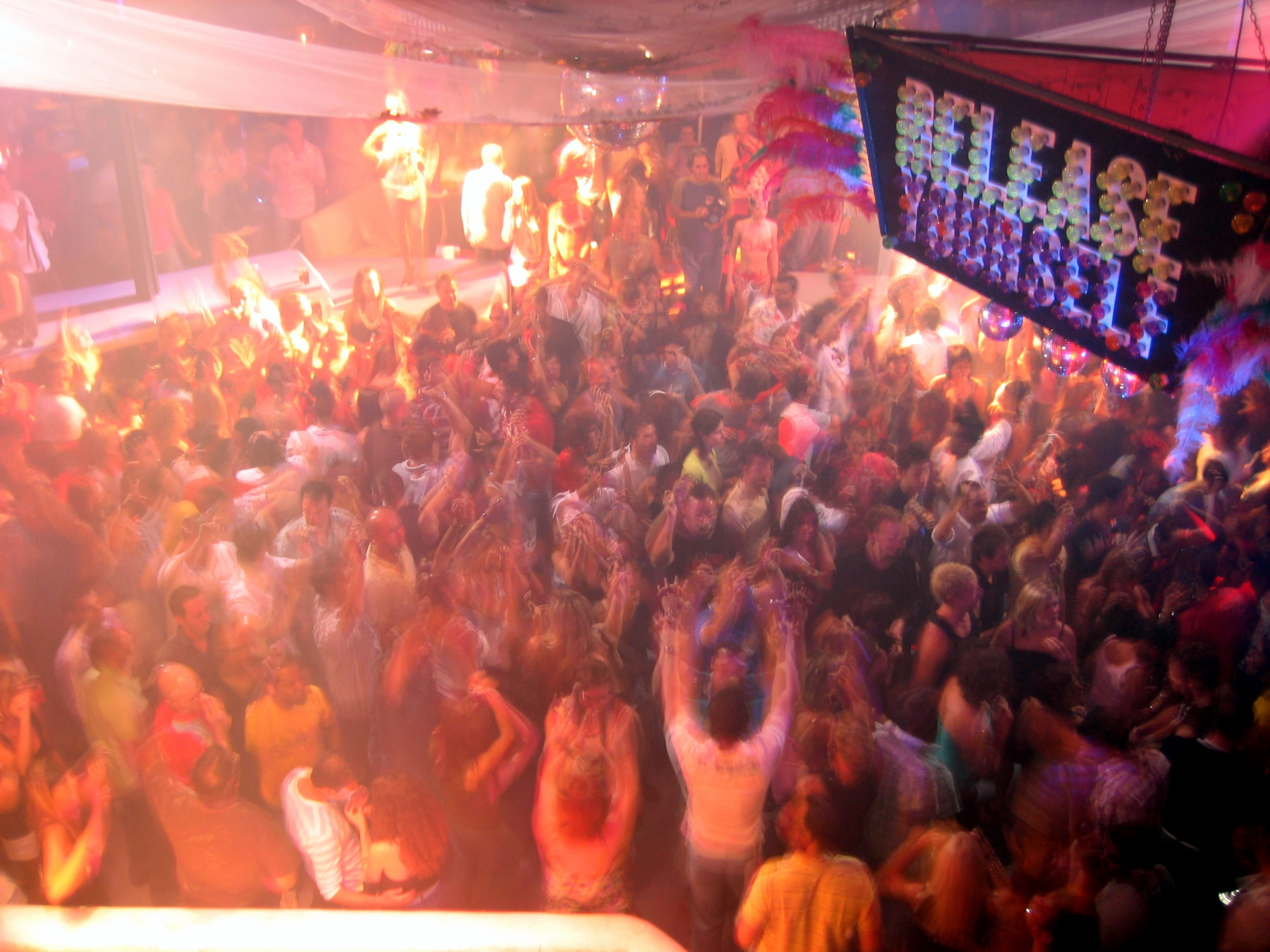
تجذب جزيرة إيبيزا بحياتها الصاخبة العديد من السياح
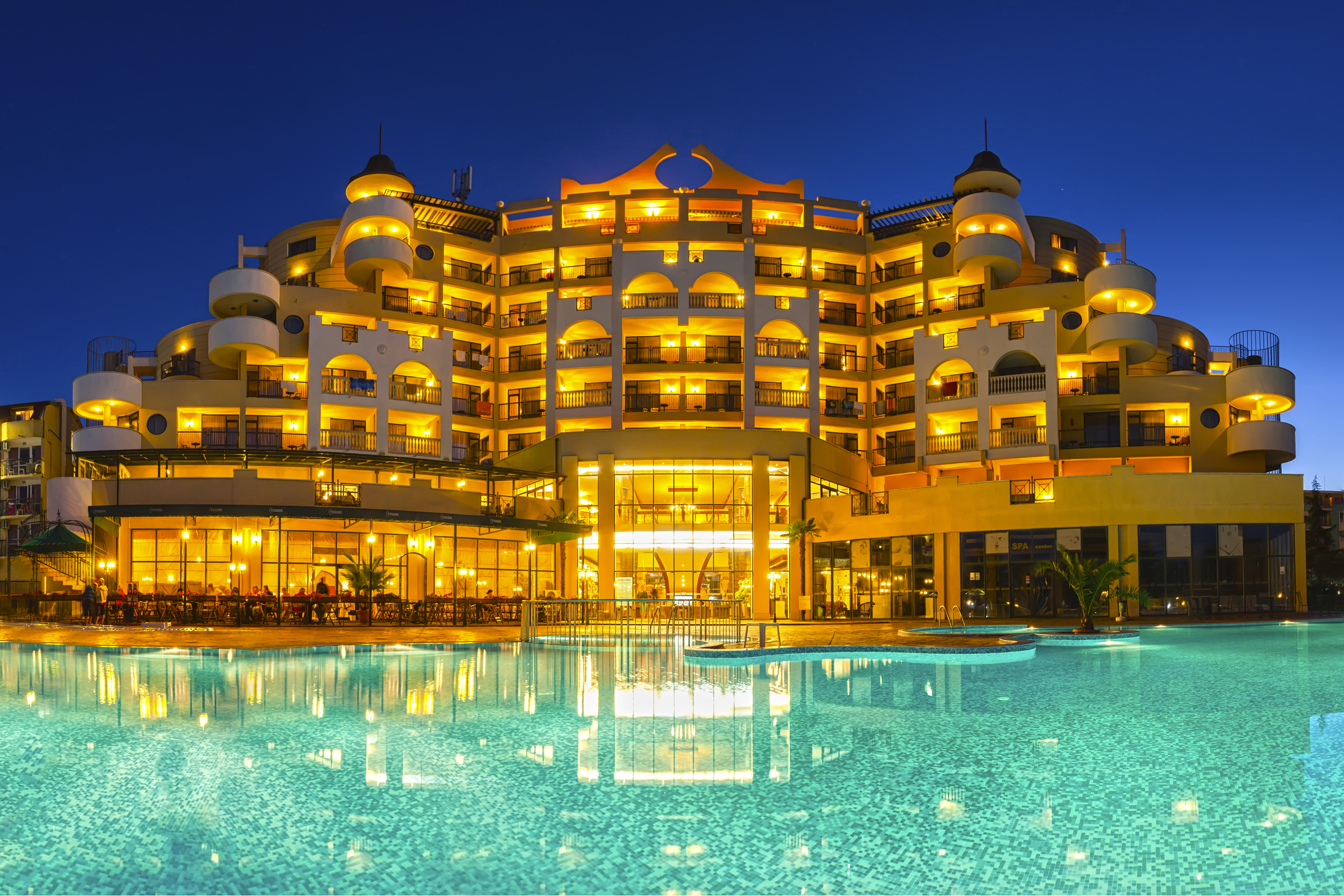
تجذب منتجع منطقة الرمال الذهبية في بلغاريا السواح في الصيف
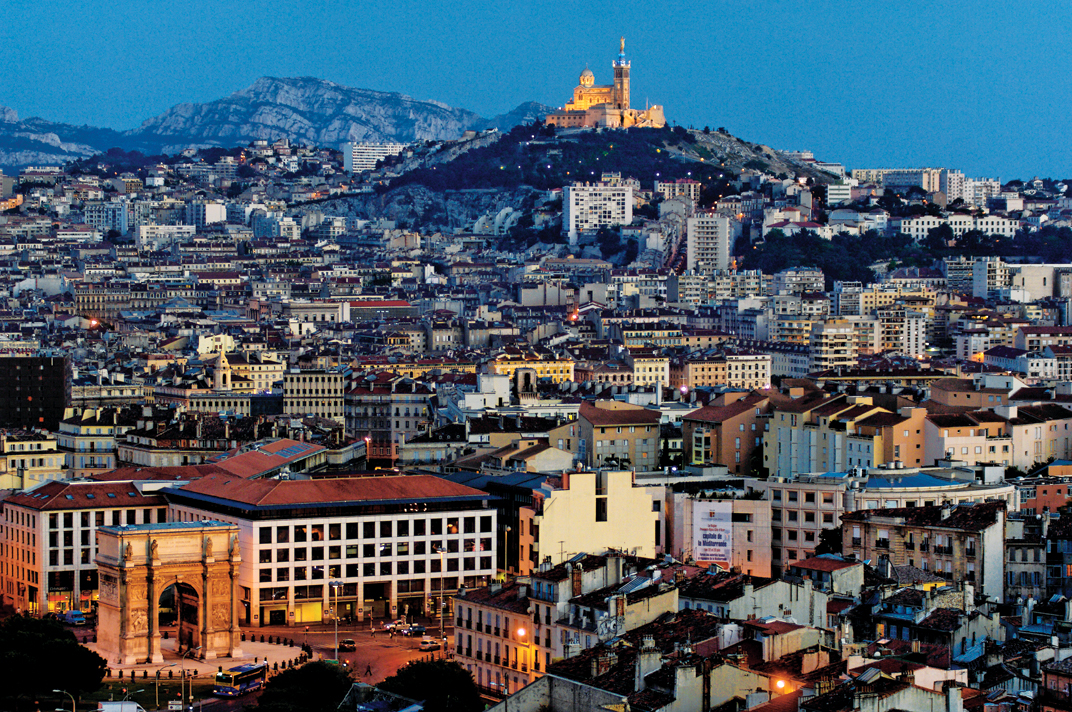
مرسيليا من المدن الجاذبة للسياحة الثقافية
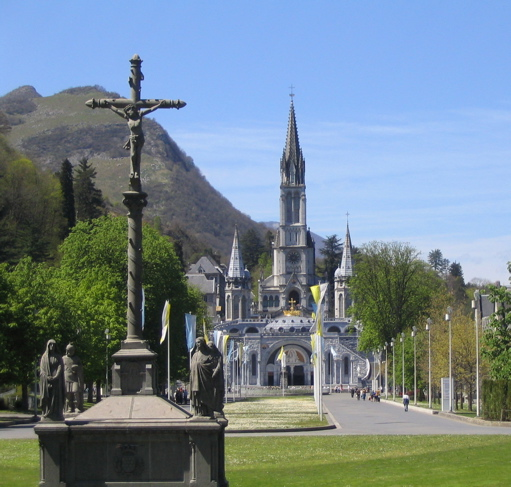
كاتدرائية السبحة المقدسة في لورد الفرنسية وهي من مراكز السياحة الدينية
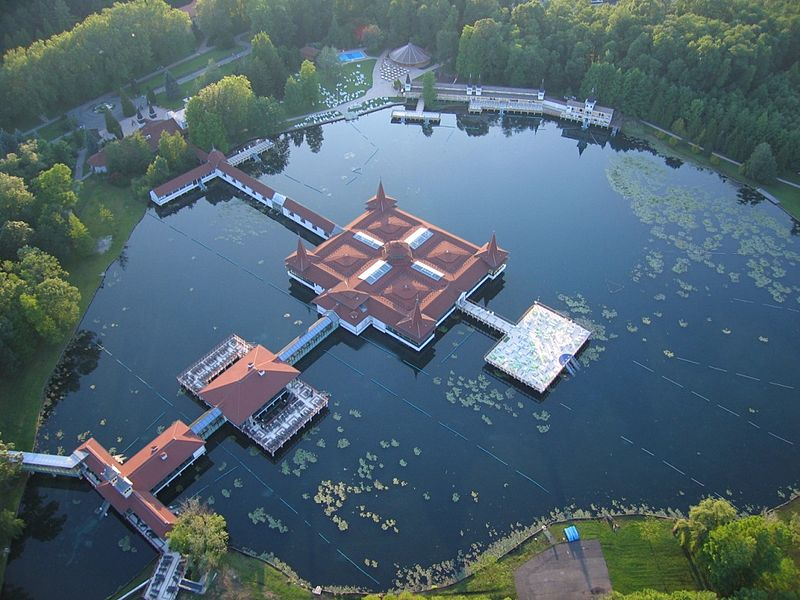
حمّام طبي في المجر، تعد المجر من مراكز السياحة الطبية في القارة

### البنية التحتية

يعتبر مطار لندن هيثرو المطار الأكثر حركة في نقل الركاب الدولية في العالم.

توجد في أوروبا أفضل شبكات مواصلات في العالم. فشبكات الخطوط الجوية والقنوات والشوارع وخطوط السكك الحديدية والأنهار تعم كل أنحاء القارة، وتصل تقريبًا إلى جميع أجزائها. وإذا ما نظرنا إلى القارات الأخرى بالمقارنة مع أوروبا نجد بها مناطق شاسعة تفتقر لوسائل المواصلات الحديثة.
وتوجد بأوروبا شبكة طرق متطورة للغاية وطرق سريعة تربط معظم دول القارة. ولقد ازداد عدد المسافرين على هذه الشبكة من الطرق بصورة ملحوظة منذ سنة 1950 أما نسبة امتلاك السيارات الخاصة عند الأوروبيين فعالية مقارنة بالمعايير العالمية. تنقل الشاحنات كثيرًا من البضائع بين الدول الأوروبية. ولعل من أشهر الطرق الأوروبية السريعة، طرق ألمانيا السريعة ذات المسارات الأربعة وتسمى أوتوبانز.
يبلغ مجموع طول السكك الحديدية بأوروبا ربع طول خطوط السكك الحديدية في العالم، كما تحتل القطارات السريعة في أوروبا المرتبة الأولى بين قطارات العالم كله. فعلى سبيل المثال تربط القطارات السريعة بين مدن رئيسية في تسع من دول أوروبا الغربية. ويسافر على هذه القطارات مفتشو الجمارك والجوازات والهجرة لفحص الجوازات والمنقولات أثناء الرحلة. وتنقل القطارات البضائع الواردة لأوروبا عن طريق البحر.

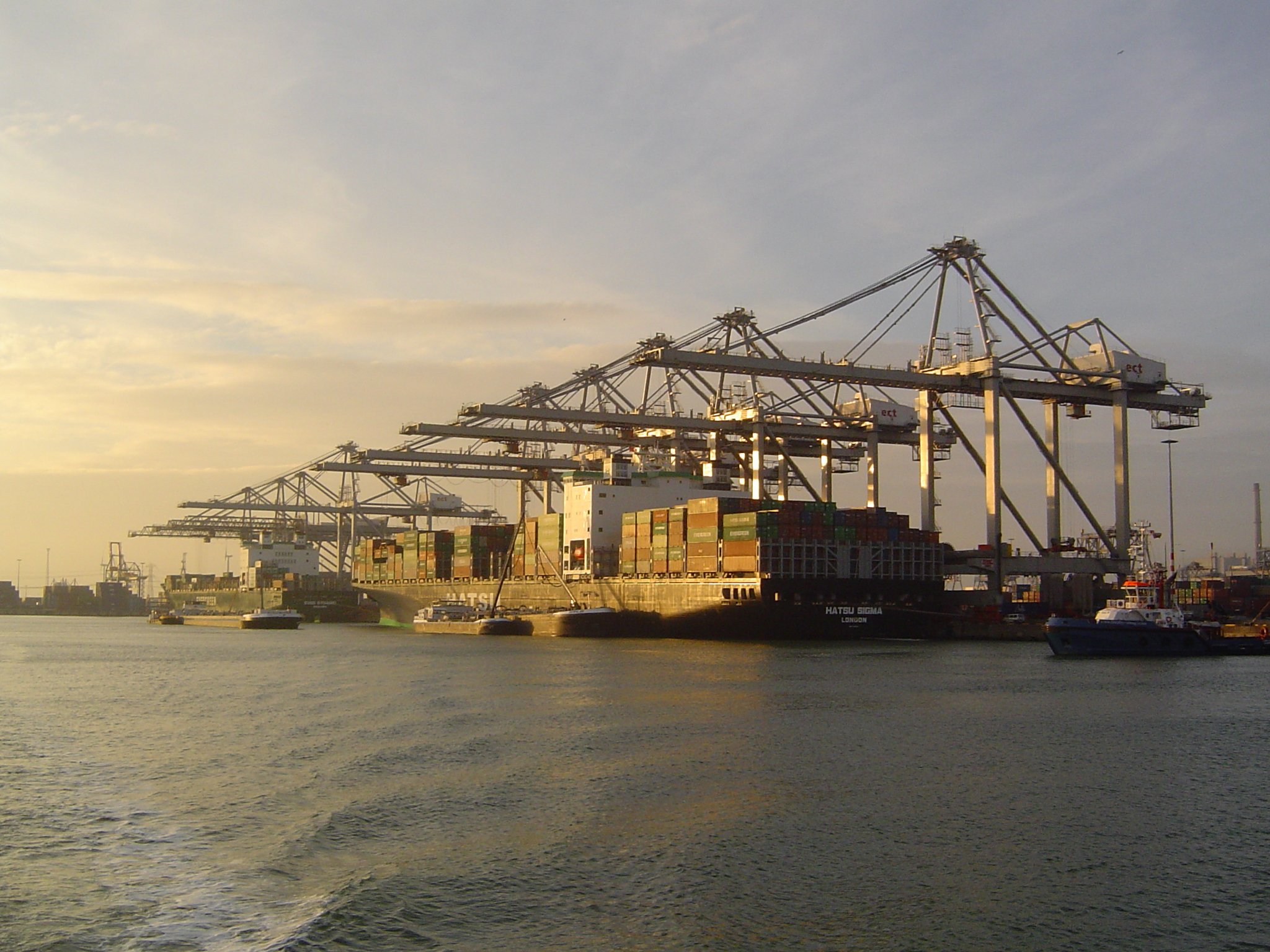
ميناء روتردام هو أكبر ميناء في أوروبا.

شُقت أعداد هائلة من الأنفاق مخترقة جبال أوروبا، لتيسير حركة السيارات والقطارات خلالها. ففي أوروبا أطول أربعة أنفاق في العالم لتيسير حركة السيارات، وخمسة من أطول عشرة أنفاق في العالم تمر عبرها خطوط السكك الحديدية. فنفق شارع سان جوتهارد الذي يخترق جبال الألب في سويسرا يعد أطول نفق لمرور السيارات في العالم إذ يبلغ طوله 16,32كم. ونفق سِمْبلون من أطول الأنفاق في العالم لمرور القطارات إذ يربط سويسرا بإيطاليا عبر جبال الألب، ويبلغ طوله 19,8 كم، وقد أعلنت كل من بريطانيا وفرنسا خطتهما لإنشاء نفق لمرور القطارات تحت مضيق دوفر ـ وهو جزء من القنال الإنجليزي ـ في عام 1986. وقد انتهى العمل في شق القنال عام 1993 ولكن بدأ استخدامه عام 1994.
وتحلق طائرات الخطوط الجوية الأوروبية في كل أجزاء القارة وفي أنحاء العالم. وقد تم دمج الخطوط الجوية الوطنية للدنمارك والنرويج والسويد لتصبح الخطوط الجوية الإسكندنافية. وتُعدّ الخطوط الجوية الملكية الهولندية التي أنشئت في عام 1919 أقدم الخطوط الجوية العاملة في العالم. بينما تعد الخطوط الجوية الروسية إيروفلوت أكبر ناقل جوي في العالم يملكه القطاع العام.
تشكل الأنهار والقنوات في أوروبا شبكة مهمة للمواصلات، فالمراكب والزوارق والسفن تنقل البضائع على هذه المجاري المائية لمسافات طويلة. انظر الأنهار في هذه المقالة. تقوم أوروبا بنصف صناعة الشحن بالسفن في العالم. ففي دول أوروبا توجد أربعة من أكبر الأساطيل التجارية في العالم، وهي أساطيل كل من فرنسا واليونان وإيطاليا والنرويج. يتميز أغلب موانئ أوروبا بكثرة الحركة والنشاط المتواصل، فميناء روتردام في هولندا من أكثر الموانئ ازدحامًا في العالم. ومن موانئ أوروبا الأولى أيضًا ميناء أنتويرب ببلجيكا وجنوة في إيطاليا، والهافر ومارسيليا بفرنسا، ولندن ببريطانيا، وهامبورغ بألمانيا.

## الخدمات العامة

### الرعاية الصحية

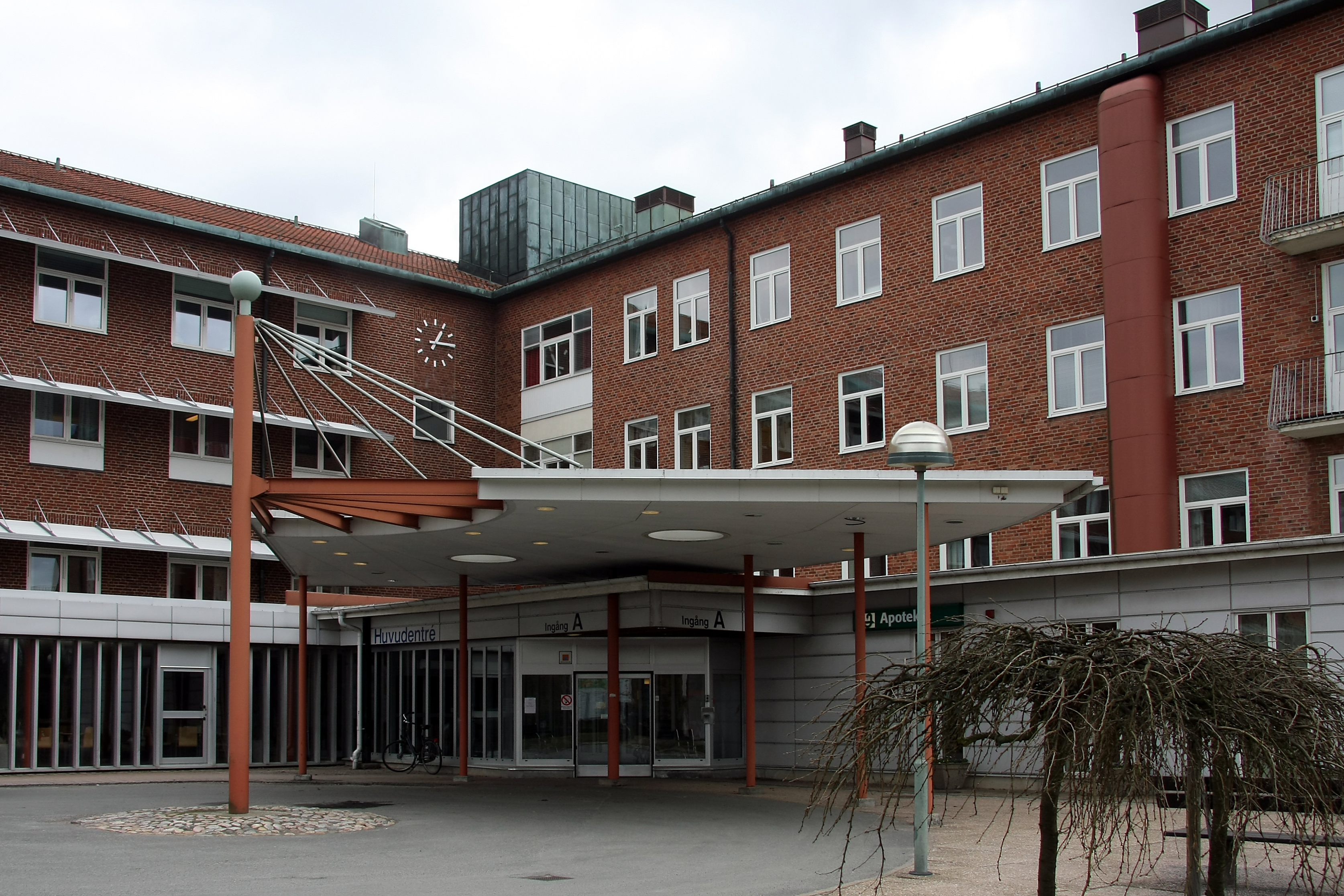
مشفى في السويد.

تُعد العديد من الدول الأوروبية، خاصًة بريطانيا وفرنسا، مراكز للأبحاث في الرعاية الصحية. في المملكة المتحدة فيها مجلس للأبحاث الطبية تابع للحكومة البريطانية، أُنشئ لمساندة ودعم أبحاث الطب الأحيائي، ولهذا المجلس ستون وحدة للأبحاث. ويُعد معهد باستير في باريس، مركزًا عالميًا لدراسة الأمراض ومنع انتشارها ومعالجتها.
تمتلك سبعة دول أوروبية من أصل عشرة عشر أفضل نظام رعاية صحية على مستوى العالم، كما أن متوسط العمر المتوقع في العديد من أوروبا تحتل مراتب في المقدمة عالمياً والمقدمة من حيث جودة أداء الرعاية الصحية. وفقًا لمنظمة الصحة العالمية تحتل فرنسا أولى المراتب في تصنيف أفضل نظام رعايّة صحية في العالم، تليها إيطاليا، وسان مارينو، وأندورا، ومالطة وإسبانيا.[231][231]
الرعاية الصحية في الدول الإسكندنافية مماثلة لغيرها في الدول المتقدمة. حيث تصنف الدول الإسكندنافية مثل السويد بين البلدان الخمسة الأولى فيما يتعلق بأقل معدلات وفيات للرضع. كما أنها تحتل مركزاً متقدماً في متوسط الأعمار ونقاء في مياه الشرب. يجب على الشخص الذي يلتمس الرعاية الصحية أن يتصل أولاً بعيادة للحصول على موعد مع طبيب، ويمكن أن يحال بعد ذلك إلى أخصائي من عيادة الطبيب، الذي قد يوصي بدوره بالعلاج في المشفى أو خارجه أو بالرعاية الانتقائية. تخضع الرعاية الصحية لرعاية مجالس المقاطعات، وتمول بشكل رئيسي من الضرائب، مع رسوم رمزية للمرضى. وتقوم الدول، في معظم بعض البلدان الأوروبية، بالرعاية الصحية كاملة. فطبقًا لنظام الرعاية الصحية المطبق في هذه البلاد، تمتلك الدولة كل التسهيلات الطبية ووسائل العلاج، وتدفع للعاملين في الحقل الطبي أجورهم ورواتبهم من المال العام. كما تقدم الخدمات الطبية مجانًا للجمهور، أو مقابل أجر رمزي زهيد.

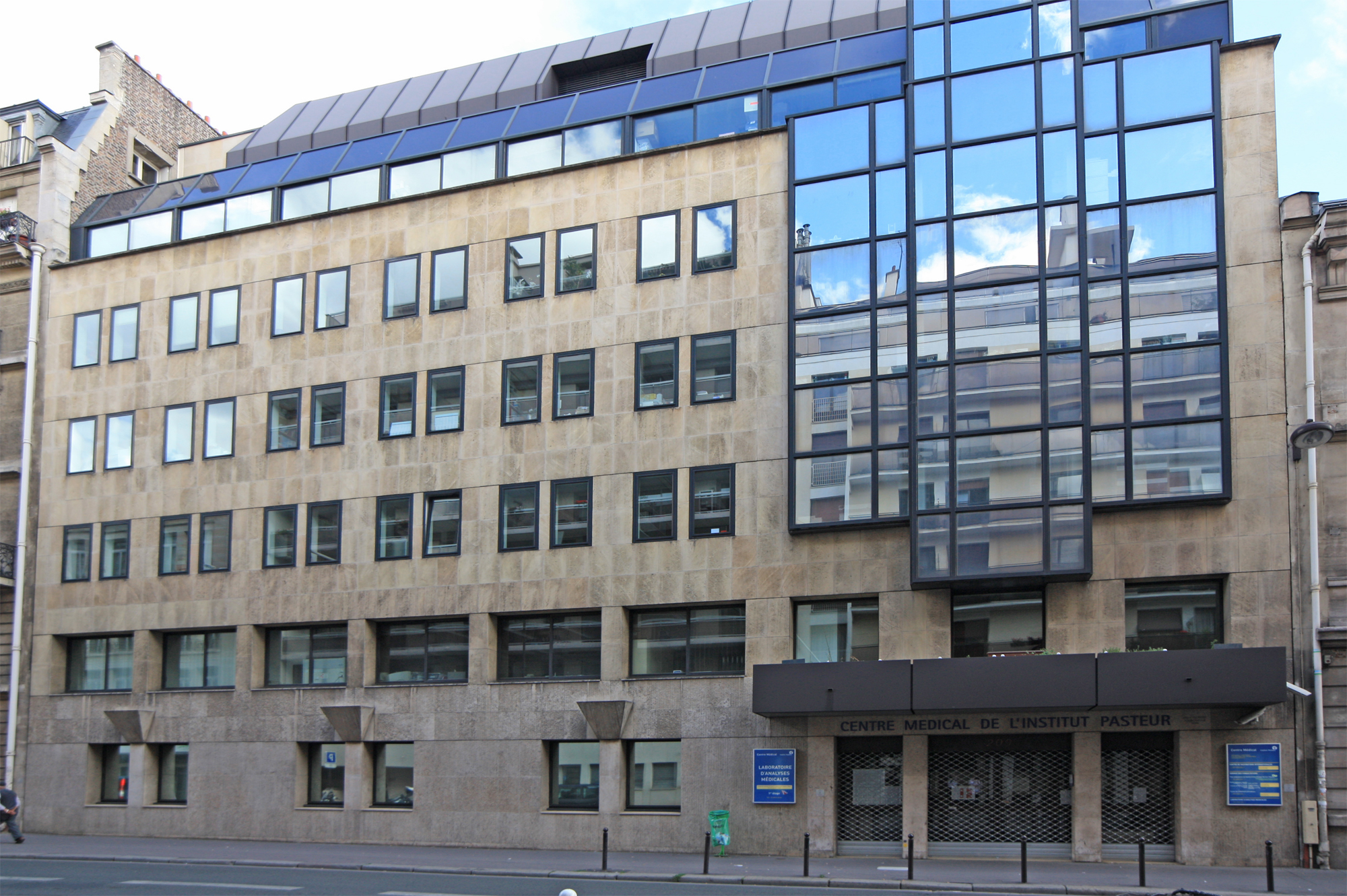
المركز الطبي معهد باستير.

يعد العلاج في بعض الدول الأوروبية الأخرى من شؤون الحكومات، حيث تكون الحكومة مسؤولة مسؤولية تامة عنه. فمثلاً في بريطانيا تمتلك الحكومة المركزية معظم وسائل العلاج، وتدفع للعاملين في الحقل الطبي أجورهم ورواتبهم، كما تقدم الخدمات الطبية والصحية لمواطنيها مقابل أجر زهيد.
تتكفل الدولة بعلاج المواطنين في معظم دول أوروبا الغربية بصورة جزئية فقط. فحكومات هذه الدول لا تمتلك إلّا القليل جدًا من وسائل العلاج، كما أنها لا توظف الأطباء في الخدمة المدنية، ويمارس الأطباء مهنة الطب كعمل خاص، ويتقاضون أجورهم من المواطنين مباشرة. إلا أن لهذه الدول برامج قومية للتأمين الصحي، يتلقى بمقتضاها الفقراء المعدمون العلاج المجاني، أو يستعيدون بمقتضاها ما دفعوه من مال لقاء الرعاية الطبية التي تلقوها. ويُموَّل برنامج التأمين الصحي في جميع هذه الدول تقريبًا عن طريق الضمان الاجتماعي. والتأمين الصحي إلزامي لجميع العاملين الذين يشملهم الضمان الاجتماعي، ويتقاضى الأطباء الذين يعملون في البرنامج القومي رسومًا معلومة. لكن يترك اختيار الطبيب والمستشفى للمريض.

### التعليم

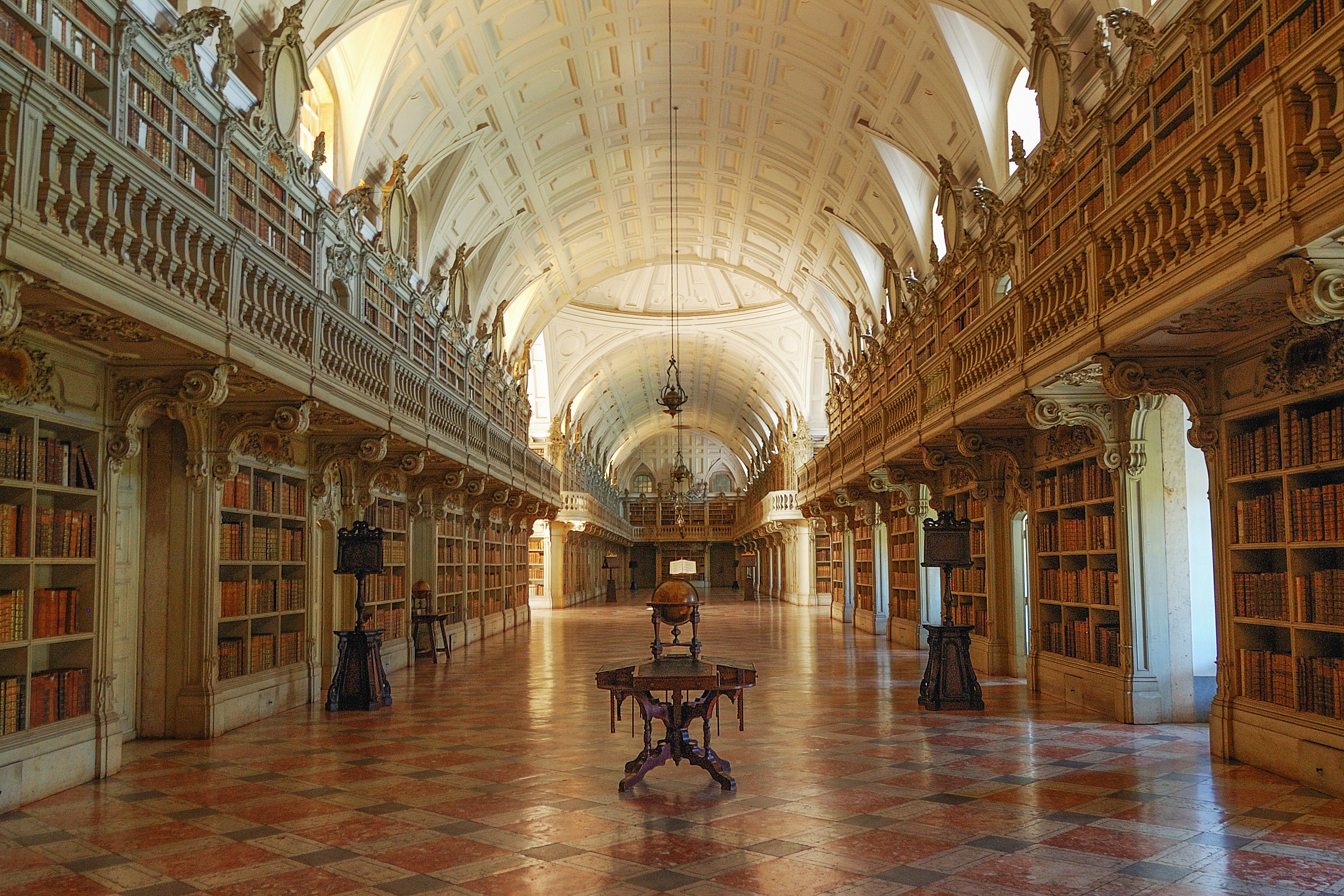
مكتبة دير مافرا في البرتغال.

تعد الشعوب الأوروبيّة واحدة من أكثر الشعوب المتعلمة في العالم. فمعظمهم يعرف القراءة والكتابة، يستطيع 90% من سكان أوروبا القراءة والكتابة باستثناء ثلاث دول تقل فيها نسبة المتعلمين عن 95%، وهذه الدول هي مالطة، وكوسوفو، وتركيا التي يقع جزء منها في أوروبا.
يختلف التعليم من دولة إلى أخرى، ففي البرتغال مثلاً، يتوجب على الأطفال قضاء ست سنوات فقط بالمدارس. بينما يقضي الأطفال البلجيكيون 12 عامًا على الأقل بالمدرسة. ولفرنسا نظام تعليم مركزي لأقصى حد، تقوم بإدارته حكومة البلاد الوطنية. أما في سويسرا، فتقوم حكومات الولايات بالإشراف على التعليم. يتلقى معظم الأطفال في الدول الشمالية لغربي أوروبا مثل المملكة المتحدة والنرويج والسويد التعليم نفسه حتى يبلغوا سن الخامسة عشرة أو السادسة عشرة. وفي تلك السن قد يترك بعض الأطفال المدرسة أو يلتحقون بالمدارس المهنية، وقد يستمر البعض الآخر في مواصلة دراستهم الأكاديمية لتأهيل أنفسهم للتعليم الجامعي.
مستوى التعليم في أوروبا بصفة عامة مرتفع في المناطق الشمالية أكثر مما هو عليه في المناطق الجنوبية، كدول اليونان والبرتغال وبلغاريا وألبانيا، فهذه الدول أكثر فقرًا من دول الشمال، لذلك ليس في استطاعتها القيام بإجراء تحسينات مستمرة في البرامج التعليمية. ويقضي أطفال هذه الدول سنين أقل بالمدرسة عما يقضيه أمثالهم بالشمال.

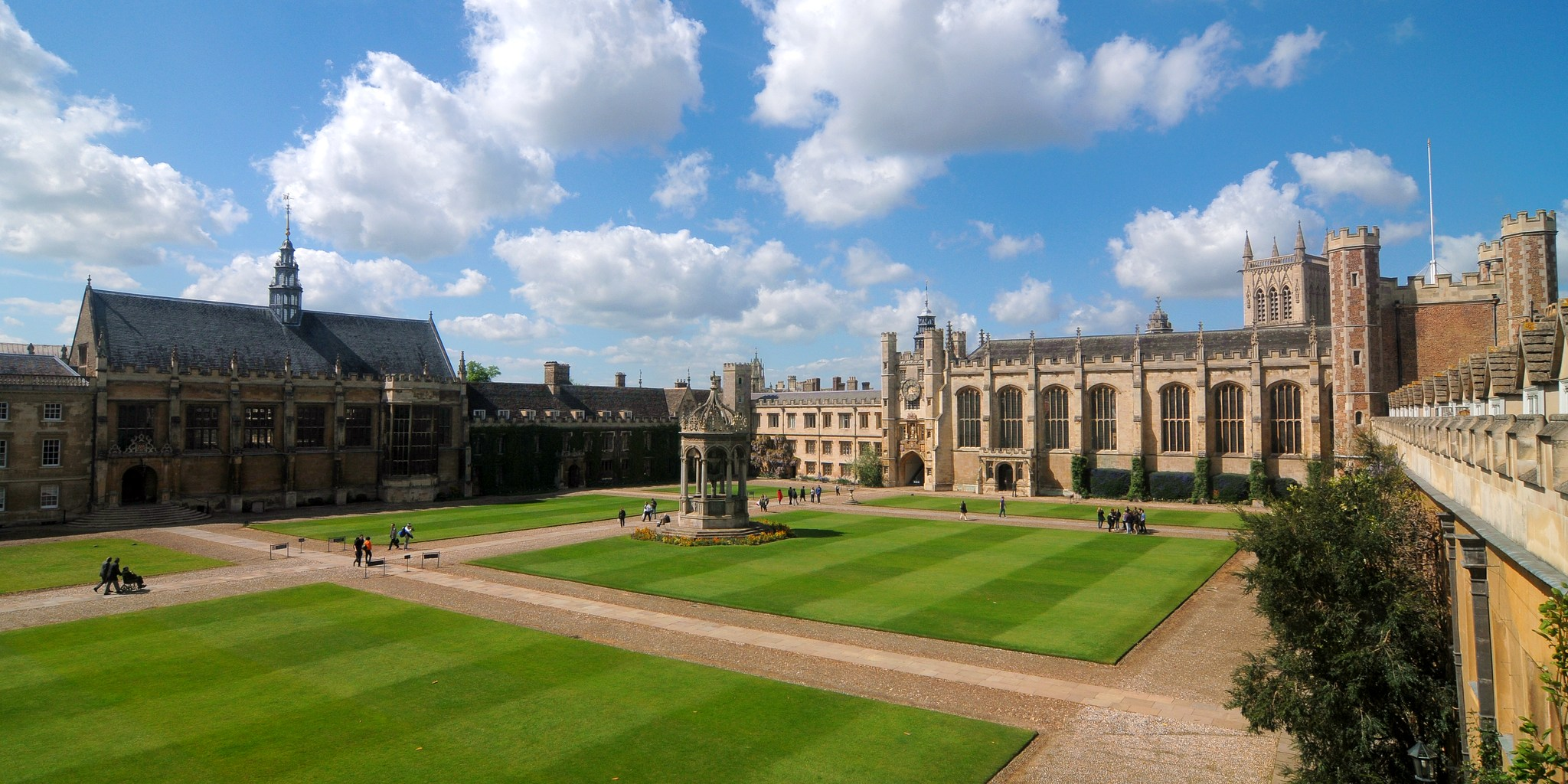
جامعة كامبريدج احتلت المركز الأول أوروبيًا على ترتيب جامعات العالم.

تعود عمومًا الجامعة كمؤسسة للتعليم العالي إلى القرون الوسطى ويشير الباحثين إلى كون الجامعة ذات جذور مسيحية. فقبل قيامها رسميًا، عملت العديد من الجامعات في العصور الوسطى لمئات السنين كمدارس المسيحية ومدارس رهبانية، وعلّم فيها الرهبان والراهبات، كذلك تعتبر منح الشهادة الجامعية بعد إنهاء التعليم نتاج مسيحي. ويرى المؤرخ جيفري بلايني أن الجامعة أصبحت سمة مميزة للحضارة المسيحية.

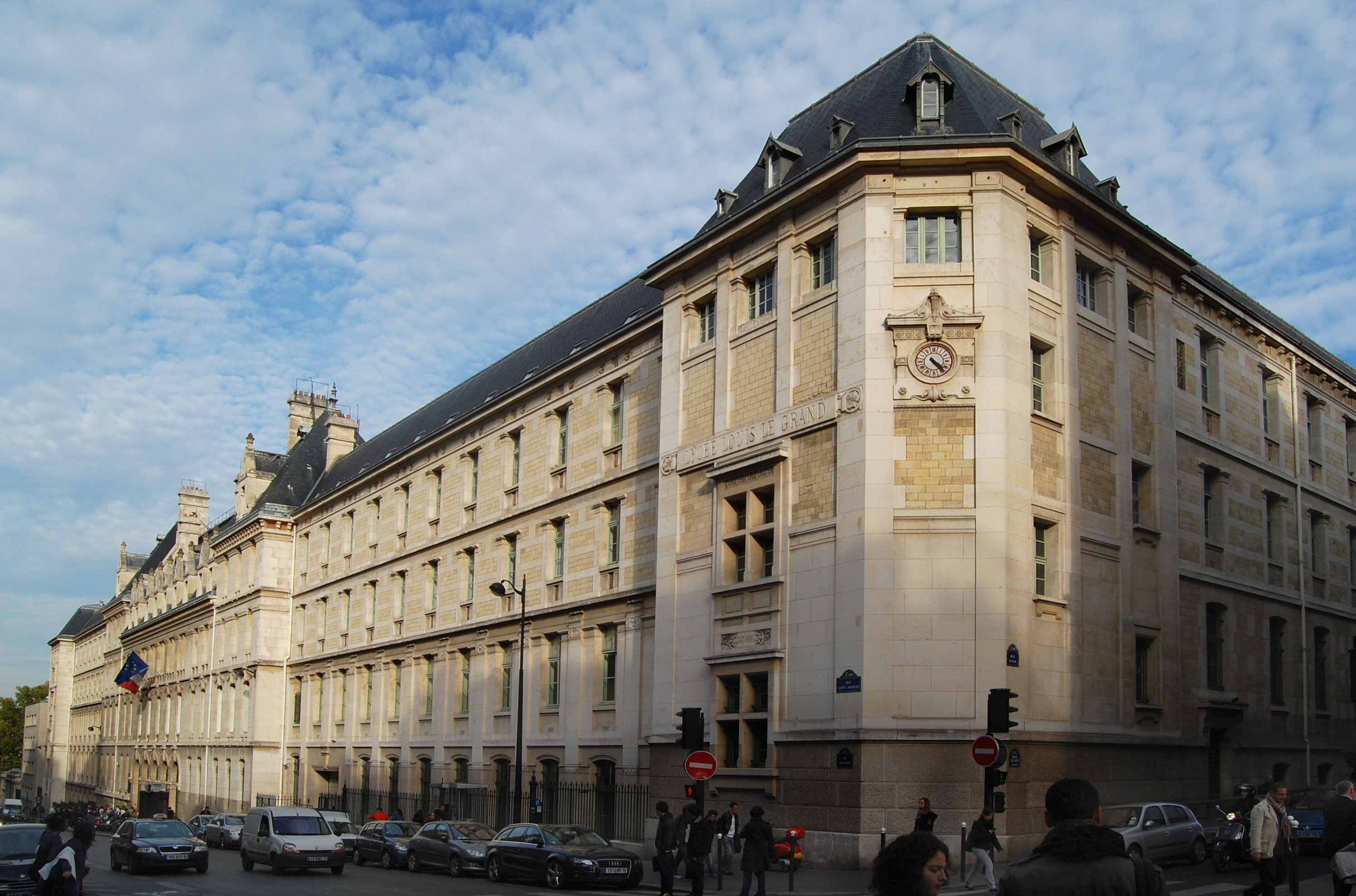
الكلية اليسوعية لويس الكبير في باريس؛ درس في هذه المدرسة العديد من الشخصيات النخبوية والفكرية والسياسيّة الأوروبية.

أوائل الجامعات التي ارتبطت بالكنيسة الكاثوليكية بدأت كمدرسة كاتدرائية أو مدرسة رهبانية ثم سرعان ما انفصلت مع زيادة عدد الطلاب ومن هذه الجامعات كانت جامعة بولونيا، جامعة باريس، جامعة أوكسفورد، جامعة مودينا، جامعة بلنسية، جامعة كامبردج، جامعة شلمنقة، جامعة مونبلييه، جامعة باذوة، جامعة تولوز، جامعة نيو اورليانز، جامعة سيينا، جامعة بودابست، جامعة كويمبرا، جامعة روما سابينزا وجامعة جاجيلونيان في كراكوف وشغل نسبة كبيرة من رجال الدين والرهبان المسيحيين مناصب كأساتذة في هذه الجامعات، كان يتم التدريس فيها كافة المواضيع كللاهوت والفلسفة والقانون والطب والعلوم الطبيعية. وكان عدد الجامعات الأوروبية غداة الإصلاح البروتستانتي قد ازداد بشكل كبير إذ أن التنافس الكاثوليكي-البروتستانتي في بناء الجامعات والمؤسسات التعليمية، أدى إلى انتعاش ورفع المستوى في التعليم والعلوم والفكر.
يوجد بأوروبا عدد من أشهر الجامعات في العالم، وتشمل الجامعات البريطانية في كمبردج وأدنبره ولندن وأكسفورد. وتحتل كل من جامعة كامبريدج وأكسفورد كأفضل جامعات في العالم. كما تشمل جامعات أوروبا أيضًا جامعة باجلونيا في كراكوف ببولندا، وجامعة بولونيا بإيطاليا، وجامعة دبلن في جمهورية أيرلندا وجامعة هايدلبرغ بألمانيا بالإضافة إلى جامعات موسكو وباريس وجامعة روما سابينزا وفيينا بالنمسا. عدد من هذه الجامعات الأوروبية يعتبر من أفضل جامعات العالم مثل جامعة كامبريدج الثانية على مستوى العالم، وامبريال كوليدج لندن (الثالثة) وجامعة أكسفورد (الخامسة) وكلية لندن الجامعية (السادسة) كما أن عدد من الجامعات السويدية والألمانية والإيطالية والفرنسية والسويسرية وغيرها حسب التصنيف الأكاديمي تحتل بين أفضل 100 جامعة في العالم.
تحتل روسيا الصدارة بين الدول الأوروبية التي في نسبة السكان الحاصلين على شهادة جامعية، تليها أيرلندا وفنلندا والنرويج. ومن بين الدول الأوائل الأوروبية التي تتربع على قائمة الدول العشرة الأكثر تعليمًا في العالم من حيث نسبة السكان الحاصلين على شهادة جامعية والتي أعدتها منظمة التعاون والتنمية الاقتصادية هي المملكة المتحدة، وفنلندا، وجمهورية أيرلندا.
بالإضافة لذلك يوجد في أوروبا عدد من أهم المكتبات في العالم وتشمل المكتبة الوطنية بباريس، والمكتبة البريطانية بلندن، ومكتبة بودليان بجامعة أكسفورد بإنجلترا، ومكتبة الدولة الروسية في موسكو (كانت تعرف باسم مكتبة لينين)، ومكتبة الفاتيكان.

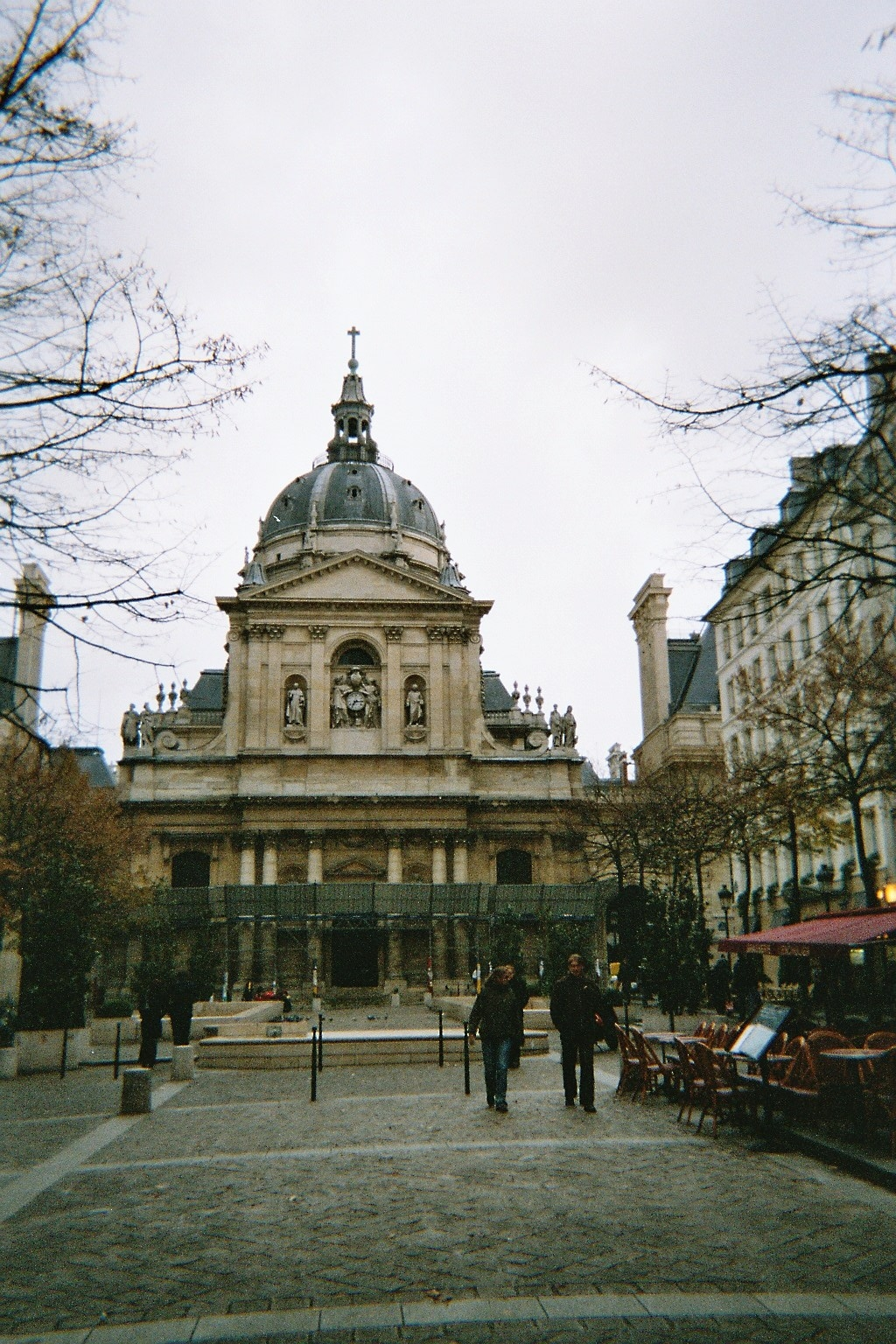
جامعة السوربون
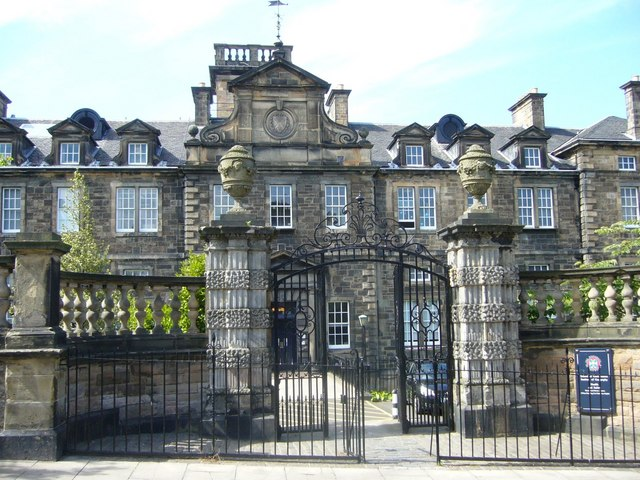
جامعة إدنبرة
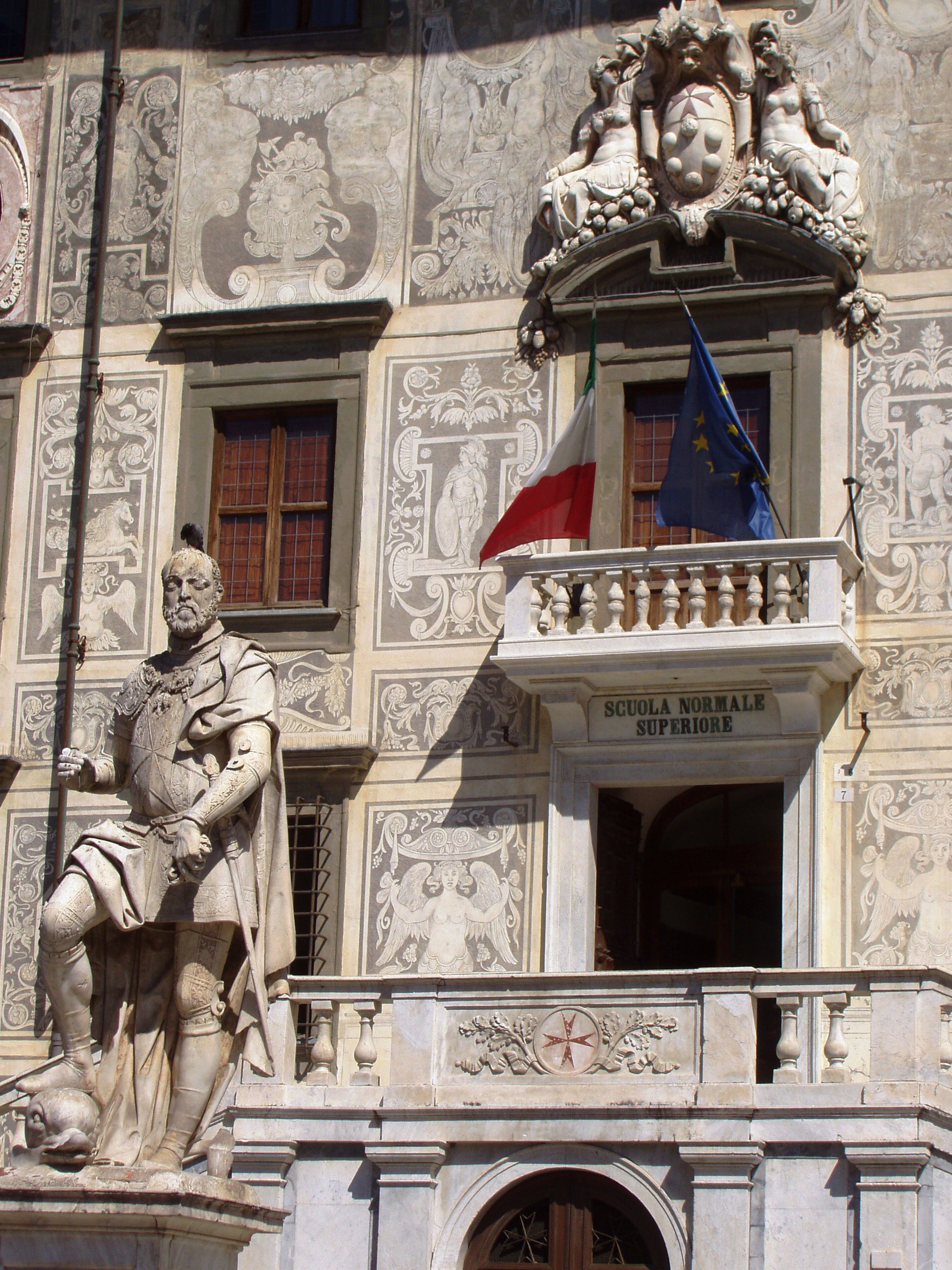
قسم من جامعة بيزا
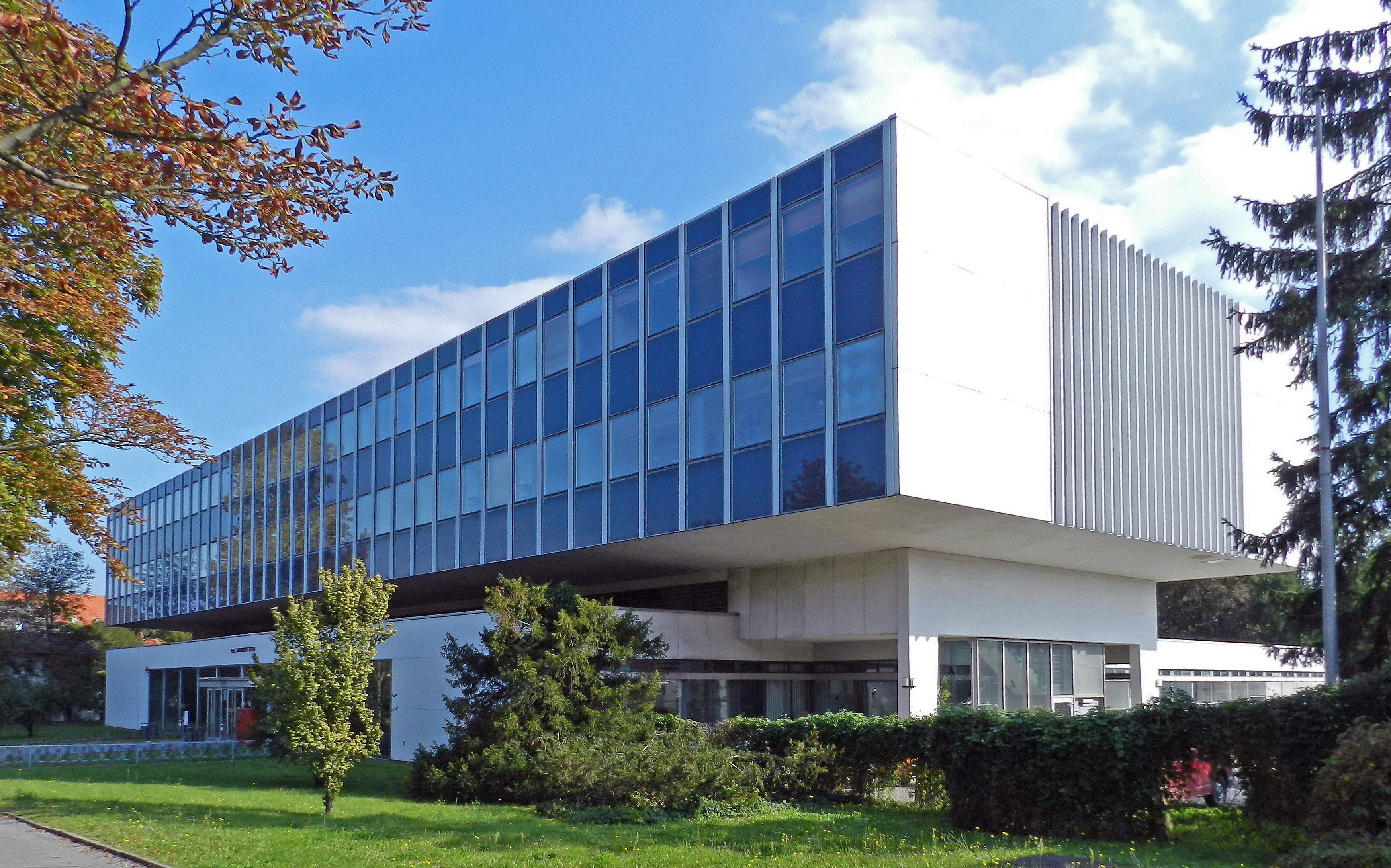
جامعة برلين الحرة
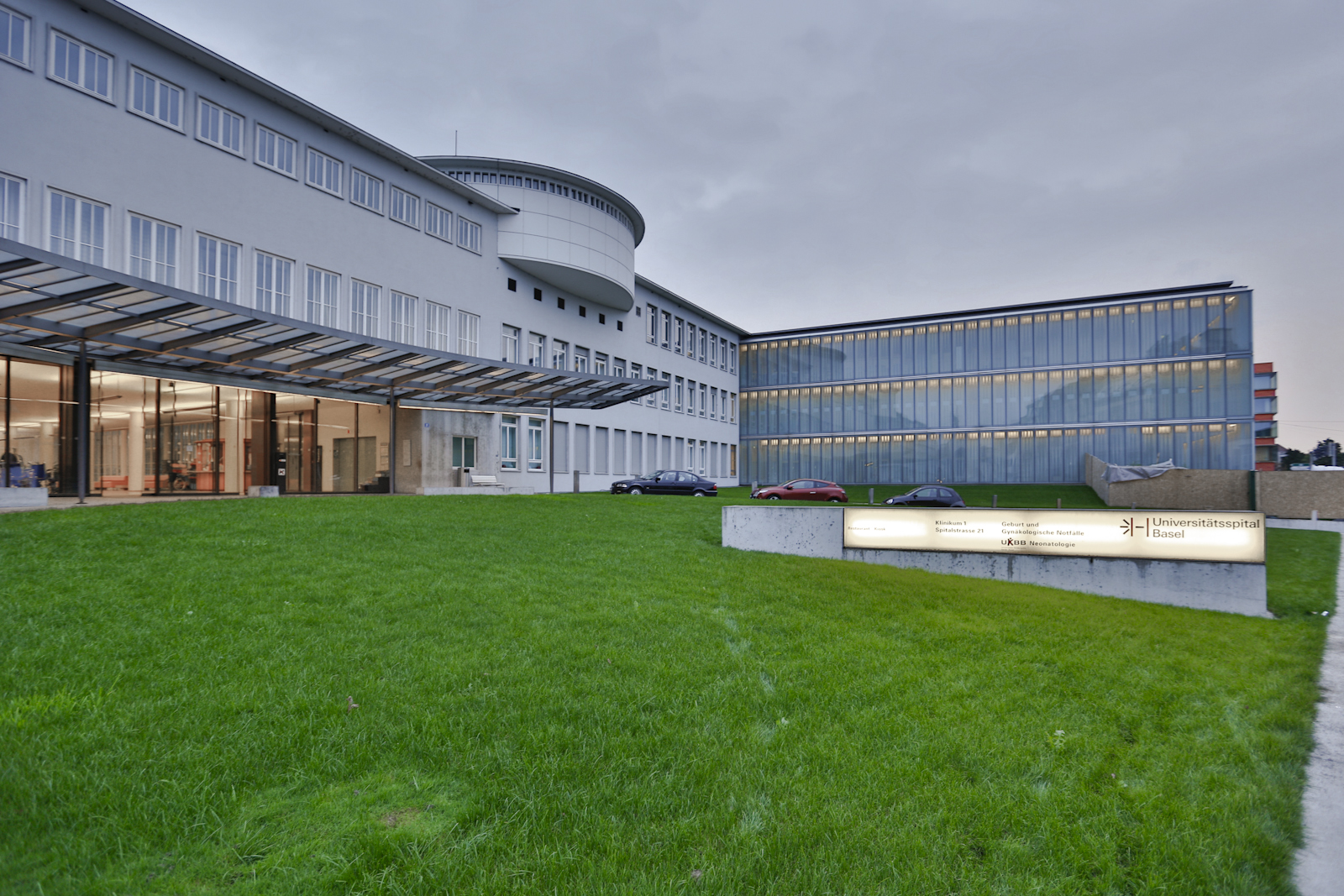
المشفى الطبي في جامعة جينوفا

### الاتصالات والإعلام

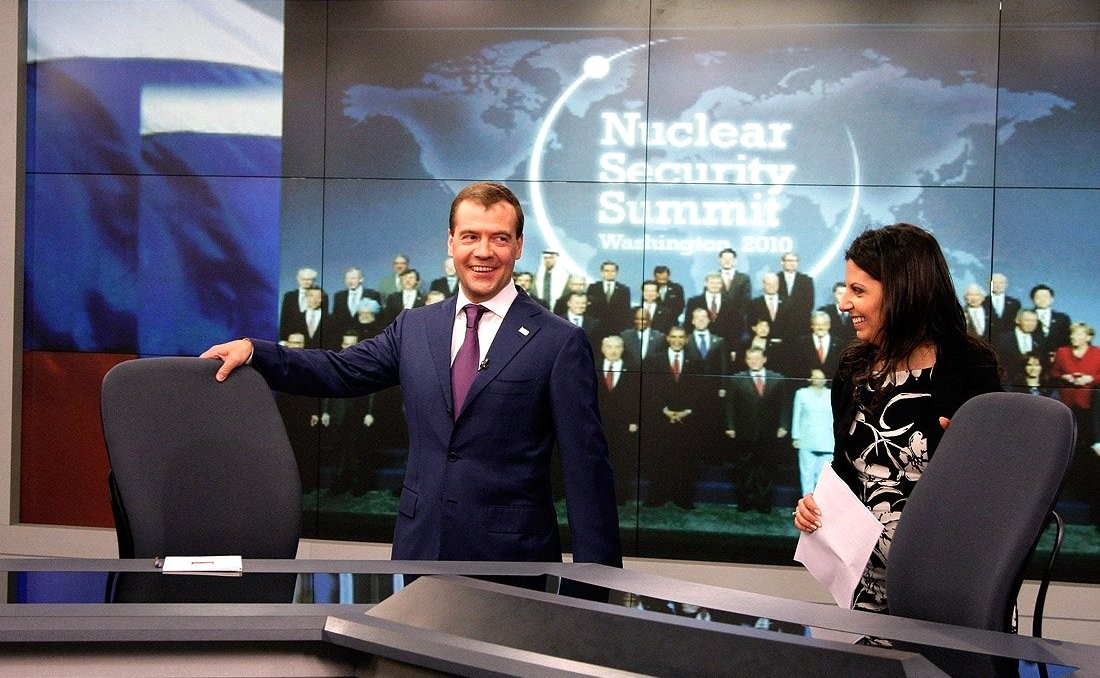
الرئيس الروسي دميتري ميدفيديف في أستوديو واشنطن على تلفزيون روسيا اليوم.

تتميز أوروبا بخدمات هاتف البيانات الحديثة. وتحتل روسيا وألمانيا أكثر الدول الأوروبية استخدامًا للإنترنت على مستوى العدد، مع حوالي 84 و86 مليوناً من مستخدمي الإنترنت. تمتلك أوروبا كابلات ذات قدرة عالية للاستخدام المنزلي في الهواتف والعديد من الاتصالات الدولية. وتربط الخدمات البريدية وخدمات الهاتف والبرق بين جميع أنحاء أوروبا.
تربط وسائل الاتصال الحديثة تقريبًا جميع أجزاء أوروبا بعضها بعضا ومع القارات الأخرى. فتبث شبكات الإذاعات برامجها في كل قطر من أقطار أوروبا. كما أن لجميع دول أوروبا شبكات للبث التلفازي. تربط شبكة التلفاز الأوروبي المسماة يوروفيشن بين الدول الأوروبية. وتملك دول الاتحاد الأوروبي حوالي 2,700 محطة تلفازية في حين تملك روسيا 7,306 محطة تلفازية وهي الأولى على مستوى العالم. بعض أبرز القنوات التلفازية الأوروبية التلفزيون الألماني الثاني، والقناة الأولى الروسية، والقناة الرابعة البريطانية وقنوات الراي الإيطالية.
تملك العديد من الدول الأوروبية نسخ خاصة بها من شبكات تلفزيونية مختلفة مثل كرتون نتورك أوروبا، وشبكة فوكس التلفزيونية، وقناة ناشونال جيوغرافيك، وقناة ديزني أوروبا. أنتجت العديد من الدول الأوروبية بعض أشهر مسلسلات الرسوم المتحركة العالمية؛ منها زينغو ورينغو في جمهورية التشيك، بابار ومغامرات تان تان وكرة قدم المجرات وكان يا ما كان في فرنسا، أسطورة زورو وجيرونيمو ستيلتون ومونتانا في إيطاليا، والفواكة والفرسان الثلاثة في إسبانيا، لولك وبولك في بولندا، ماشا والدب ونو (بوجودي!) في روسيا، مومين في فنلندا، السنافر وأستريكس في بلجيكا، كاليميرو في هولندا وغيرها من المسلسلات.

مسلسل أسرة تيودور وهو مسلسل تلفزيوني تاريخي خيالي من إنتاج بريطاني وإيرلندي.

جروبو مولتيمادوس هي تكتل وسائل إعلامية ناطقة بالإسبانية تبث في المكسيك وإسبانيا والولايات المتحدة. تترجم المسلسلات الناطقة بالإسبانية إلى لغات عديدة وتشاهد في جميع أنحاء العالم ومنها فيرونيكا كاسترو ولوسيا منديز ولوسيرو وتاليا. بعض أبرز المسلسلات الإسبانية الشعبية لا كاسا دي بابيل والنخبة وجراتد أوتيل وهوسبيتال سنترال والعد العكسي وجراند أوتيل وفتيات الكابل، ومن المسلسلات البريطانية الشعبية مغامرات سارة جين وأسرة تيودور والسندباد ومستر بين، ومن المسلسلات الروسية الشعبية إينتيرني، ومن المسلسلات الكرواتية لارا، ومن المسلسلات النرويجية الشعبية عار ومن المسلسلات الهولندية الشعبية شرطة المدينة وغيرها من المسلسلات. وتحظى الدراما التلفزيونية التركية بشعبية كبيرة في تركيا والشرق الأوسط وشمال أفريقيا والبلقان، ومن أشهر المسلسلات التركية التي عرضت في القنوات العربية هي مسلسل نور وسنوات الضياع ووادي الذئاب وحريم السلطان وفاطمة والعشق الأسود ومسلسلات أخرى.
واحدة من أهم الهيئات الإعلامية أوروبيًا هي هيئة الإذاعة البريطانية أو بي بي سي وهي هيئة إعلامية مستقلة مقرها المملكة المتحدة، تأسست عام 1922، ودويتشه فيله وهي هي الإذاعة الدولية لألمانيا إلى العالم الخارجي، وهي واحدة من كبريات إذاعات العالم الموجهة إلى الخارج. فضلًا عن وكالة فرانس برس وهي أول وكالة أنباء في العالم حيث تأسست في عام 1835 وهي إحدى أكبر ثلاث وكالات في هذا المضمار على مستوى العالم (مع رويترز وأسوشيتد برس). كما أنها أكبر وكالة أخبار فرنسية. وتغطي قناة يورونيوز وهي قناة تلفزيونية إخبارية أوروبية متعددة اللغات أخبار العالم من منظور أوروبي. وتتوفر يورونيوز حتى الآن بعشر لغات: الإنكليزية، الفرنسية، الألمانية، الإيطالية، الإسبانية، البرتغالية، الروسية، العربية والتركية وفارسية.
تصدر الصحف في أوروبا، ويعد البعض منها من أكثر الصحف انتشارًا في العالم. بعضها من أقدم الصحف في العالم مثل صحيفة ذي تايمز وهي صحيفة وطنية يومية بريطانية نشرت لأول مرة في لندن عام 1785 تحت عنوان صحيفة ديلي يونيفرسال تسجيل (أصبحت صحيفة التايمز يوم 1 يناير 1788). بعض الصحف الأوروبية الأكثر انتشارًا صحيفة لوموند الفرنسيّة، وصحيفة إل موندو ديبورتيفو الإسبانية، ويولاندس بوستن الدنماركية، وصحيفة بوست إنريكس تيدنينغار السويديّة وهي أقدم صحيفة لازالت تنشر لليوم منذ إنشائها، ونوفايا جازيتا الروسية، وصحيفة سيرب الإستونيّة وصحيفة الفاتيكان المراقب الروماني وغيرها من الصحف.

## المجتمع
سميت العديد من الدول الأوروبية عام 2009 في مراتب أكثر البلاد قيمة على الصعيد الدولي، حيث تصدرت القائمة فرنسا وألمانيا والمملكة المتحدة وإيطاليا وسويسرا وأستراليا والسويد وإسبانيا.

### أنماط المعيشة

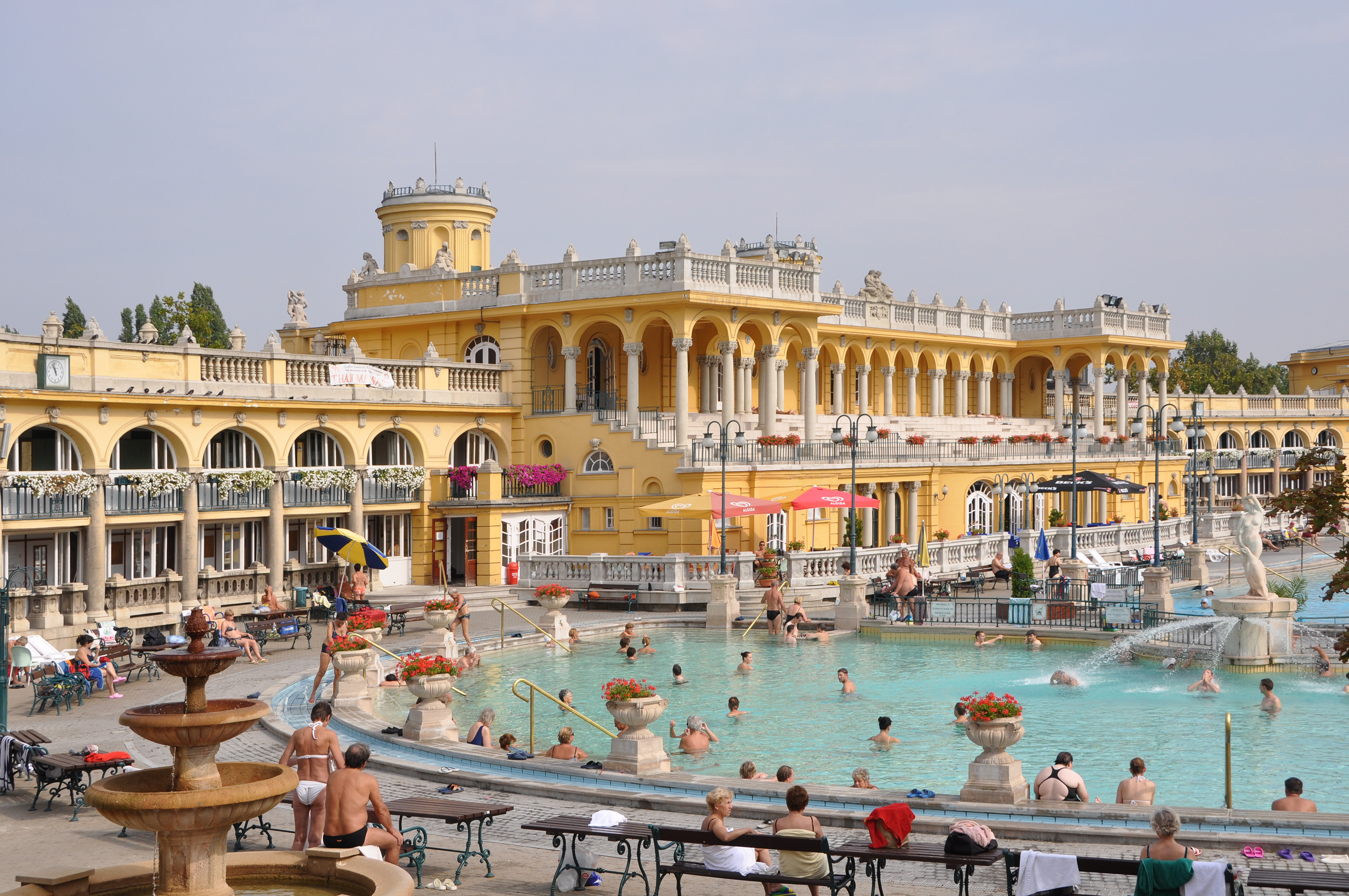
حمام بودابست الصحيّ، في يذهب العديد من الأوروبيين خلال العطل إلى مثل هذه الحمامات الطبيّة العامة.

توجد اختلافات رئيسية في أساليب الحياة الأوروبية بين الشرق والغرب من جهة، وبين الشمال والجنوب من جهة أخرى، وبين حياة المدينة وحياة الريف. وتختلف دائمًا العادات والديانات، ونظم التربية والتعليم بين هذه المجموعات. تاريخيًا عرفت أوروبا فجوة اقتصادية-اجتماعية بين الكاثوليك والبروتستانت فاستنادًا إلى ماكس فيبر كان لأخلاق العمل البروتستانتية، خاصًة المذهب الكالفيني، من انضباط وعمل شاق وإخلاص، وراء ظهور العقلية الرأسمالية في أوروبا، مما جعل من الدول والمجتمعات البروتستانتية في أوروبا أن تصبح الدول والمجتمعات الأكثر ثراء ورفاهية في القارة.: وذلك لقولها بأن النجاح على الصعيد المادي هو دلالة على نعمة إلهية واختيار مسبق للخلاص. لم تعد اليوم الفجوة موجودة على أرض الواقع وإن كانت الدول ذات الخلفية البروتستانتية (الدول الإسكندنافية) لا تزال الأكثر ثراء. تحتل دول كاثوليكية مثل فرنسا وإيطاليا مكانة مميزة بين الدول الصناعية في العالم؛ كما وتتربع كل من لوكسمبورغ، ليختنشتاين، موناكو، بلجيكا، جمهورية أيرلندا والنمسا وجميعها دول ذات أغلبية كاثوليكية قائمة أغنى دول العالم. وتعد ولاية بافاريا في ألمانيا ذات الغالبية الكاثوليكية، شبه متكاملة اقتصادياً، فاقتصاد بايرين هو الثاني من حيث الحجم في ألمانيا ومن ضمن العشرة الأوائل في أوروبا.
يذهب العديد من الأوروبيين خلال العطل إلى الحمامات الطبيّة العامة، حيث كانت الحمامات العامة شائعة في المدن والبلدات الكبرى في أوروبا المسيحية القرسوطية مثل باريس وريغنسبورغ ونابولي، وبُنيت الحمامات العامة والتي دُعيت (بالإسبانيَّة: Baño) في مختلف مدن إسبانيا المسيحيَّة، تحتل الحمامات الطبيّة العامة حيزاً هاماً في الثقافة المجرية الشعبية، والتي تعد موطن لأكبر حمام طبي في أوروبا، كما وتنتشر ثقافة الحمامات الطبيّة العامة أيضاً في النمسا وبلغاريا وكرواتيا والتشيك وألمانيا ورومانيا واليونان وإيطاليا والبرتغال وإسبانيا وغيرها من الدول. وفقاً للباحث إيان برادلي، لعبت المسيحية البروتستانتية دوراً بارزاً في تطوير المنتجعات الصحيَّة البريطانية.

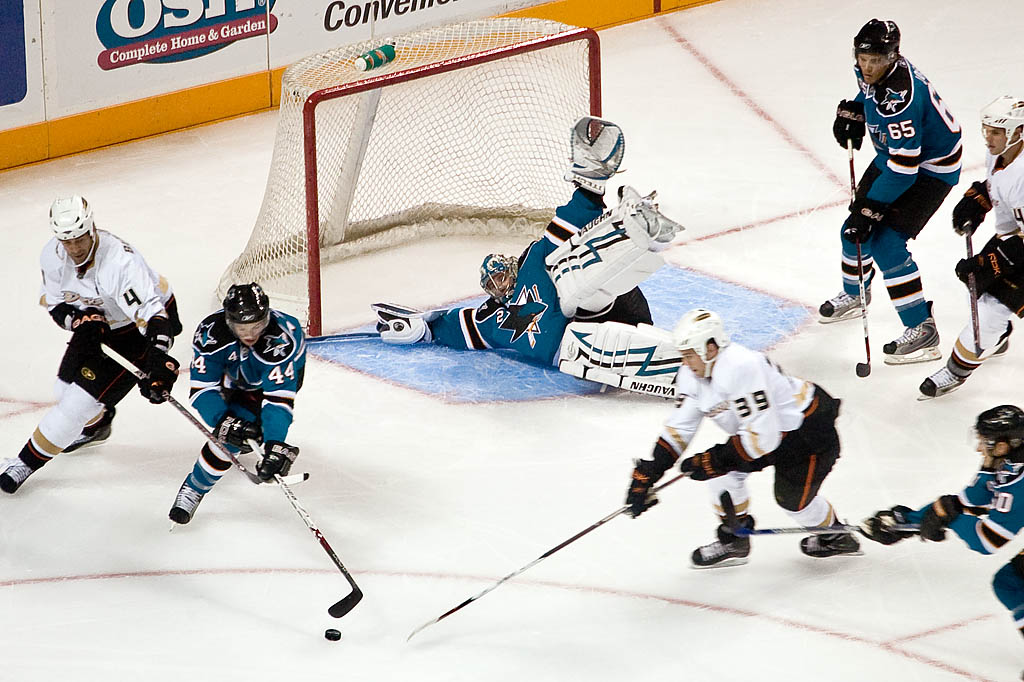
ممارسة لعبة هوكي الجليد وهي من الألعاب المنتشرة في أوروبا الشمالية.

لقد أضافت حكومات شرق أوروبا الشيوعية إبان سيطرتها اختلافات جديدة بين الشرق والغرب، إذ فرض الشيوعيون نظامًا اقتصاديًا اتسم بهيمنة الدولة على كافة وسائل الإنتاج مما ترك أثره واضحًا على مجمل النشاطات الفنية والسياسية والاجتماعية وكافة مجالات الحياة. إلا أنه في أواخر الثمانينيات من القرن العشرين بدأت معظم حكومات أوروبا الشرقية تنتهج نظامًا اقتصاديًا رأسماليًا وتتبنى الأنماط السياسية الغربية (الليبرالية) في الحكم. وأصبحت الدول الأوروبية في المناطق الشمالية بصفة عامة أكثر تمدنًا وتقدمًا في مجال الصناعة عن نظيراتها في المناطق الجنوبية. فاتسعت الشقة بين الشمال والجنوب نتيجة لهذه التطورات.
لا تبدو الهوة واسعة بين الأرياف والمدن في أوروبا، ذلك لأن التطورات العلميّة التي حدثت في مجال الزراعة والصناعة، وانتشار التعليم وتوفير الخدمات الصحية في الأرياف قد أدت إلى وجود تشابه في الحياة بين المدن والأرياف. أدت بعض التطورات المعينة إلى تقليص هذه الاختلافات خاصة بعد الخمسينيات من القرن العشرين، شملت هذه التطورات مجال الصناعة، والنمو السريع للمدن وارتفاع مستوى المعيشة. وبدأ الناس يتبعون أساليب حياة متشابهة بعد نزوحهم إلى المدن، ويعملون في المهن الصناعية ويزيدون من دخولهم. كما بدأت بعض أساليب حياة المدينة تنتشر في مناطق ريفية عديدة. ويعتقد العديد من الأوروبيين بأهمية التاريخ؛ لذا فهم يعتزون بالإنجازات الفنية والتربوية والسياسية البارزة التي حققها أسلافهم قبل مئات أو آلاف السنين.

### حياة المدينة

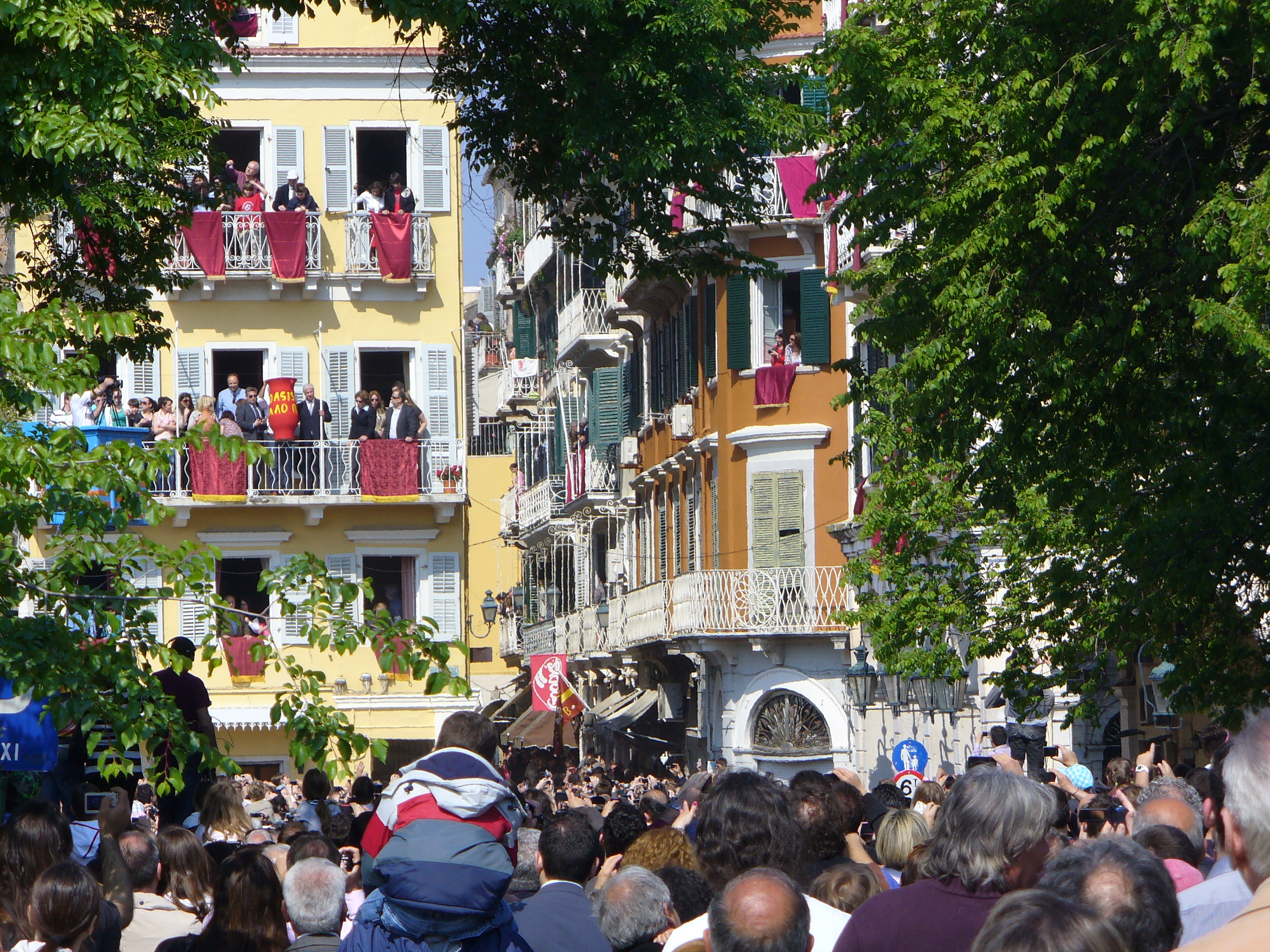
عائلات تتنزه في يوم الأحد في قبرص، يُعتبر يوم الأحد عطلة أسبوعيَّة في أوروبا.

جذب التقدم السريع في الصناعة والتجارة أعدادًا كبيرة من الناس من المناطق الزراعية إلى المدن. فنتج عن ذلك ازدحام المدن والضواحي التي قامت حولها.
توجد في أوروبا بعض أكبر وأشهر المدن في العالم. تأتي موسكو في المرتبة الأولى من حيث الحجم بالنسبة للمدن الأوروبية، وفي المرتبة الرابعة بالنسبة لمدن العالم، وتأتي مدينة لندن في المرتبة الثانية بالنسبة لمدن أوروبا، وبرلين في المرتبة الخامسة، وتعد لندن مركزًا ماليًا عالميًا. وأصبحت مدينة باريس مركزًا للأزياء والفنون والعلم منذ زمن طويل.
تجمع مدن أوروبا بين القديم والحديث، حيث تقف الكاتدرائيات، التي بنيت في القرون الوسطى بجانب الأسواق المركزية الحديثة، التي تحاكي الطراز الأمريكي وناطحات السحاب بزجاجها وفولاذها. ولا تزال تقف في بعض المدن كمدينة أثينا وروما بقايا المباني التي شيدت قبل عهد المسيح. ولايزال سكان بعض المدن الأوروبية يذهبون للعبادة في الكنائس التي شيدت في العصور الوسطى وإلى جانبها تقف المباني المؤلفة من عدة وحدات سكنية والمتاجر المتنوعة ومطاعم الوجبات السريعة وأكشاك الهامبرغر. وقد أصبحت السيارات والأطعمة المجمدة وأجهزة التلفاز اليوم أكثر شيوعًا في مدن أوروبا الغربية مما كانت عليه في الماضي. كان تقدم الصناعة في أوروبا الشرقية، أقل سرعة من تقدمها في أوروبا الغربية. لذلك نجد أن مستوى المعيشة منخفض في مدن أوروبا الشرقية، بالمقارنة بمستوى المعيشة في مدن أوروبا الغربية.

### حياة الريف

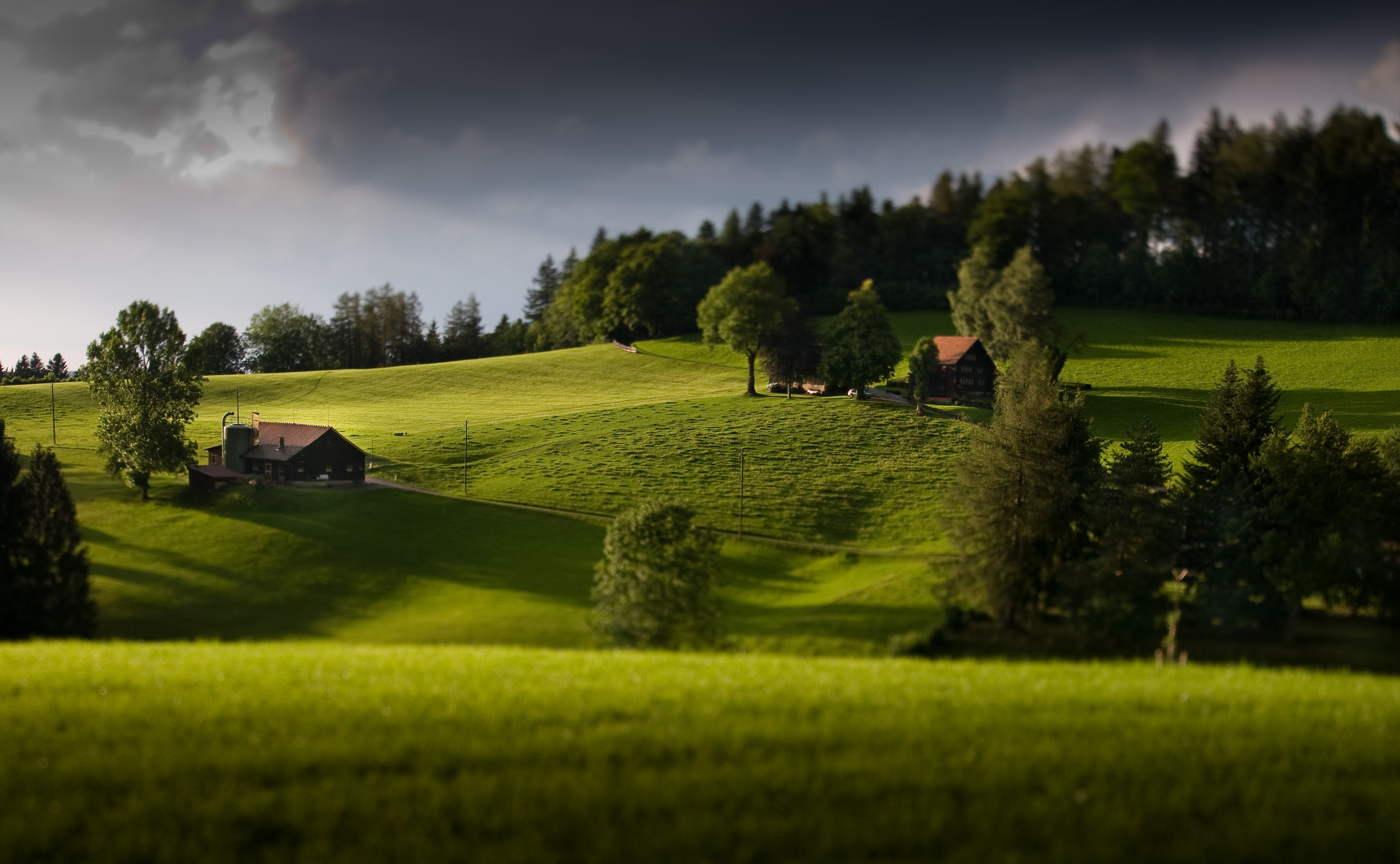
منظر لريف ومزارع سويسرا.

يعيش بعض المزارعين في غربي أوروبا في مزارعهم، إلا أن الغالبية العظمى منهم تعيش في القرى، ويذهبون إلى حقولهم يوميًا. ويستخدم المزارعون في أوروبا الغربية بما فيها بريطانيا وهولندا بصفة عامة، أساليب ومعدات زراعية متقدمة لذلك استطاعوا أن يحققوا أعلى مستوى معيشي في أوروبا. بيد أن المزارعين يعملون في بعض أجزاء أوروبا الجنوبية، خاصًة في اليونان والبرتغال بالطريقة نفسها التي كان يعمل بها أسلافهم قبل مئات السنين. فهم يستخدمون الأساليب والمعدات القديمة. لكننا نجد حتى في هذه المناطق أن عدد المزارعين الذين بدأوا في استخدام الآلات والأساليب الحديثة في ازدياد. وتتكون القوة العاملة في مزرعة الأسرة النموذجية في غربي أوروبا من الأب والأم والأبناء.
عاش معظم سكان الريف في أوروبا الشرقية وعملوا في مزارع ضخمة كانت تمتلكها الحكومة إبان الحكم الشيوعي. وعمل الناس في هذه المزارع التي كانت تسمى مزارع الدولة كموظفين حكوميين، وفي مزارع أخرى تسمى بالمزارع التعاونية حيث استأجر أو اشتري المزارعون المعدات الزراعية من الحكومة التي كانت تضع أهدافًا للإنتاج. وفي أواخر الثمانينيات من القرن العشرين اتخذت أوروبا الشرقية خطوات تسمح لأعداد أكبر من الناس بالعيش والعمل في المزارع الخاصة بهم، ومع سقوط النظام الشيوعي تحولت دول أوروبا الشرقية إلى الأساليب والمعدات الزراعية المتقدمة.

### الأسرة

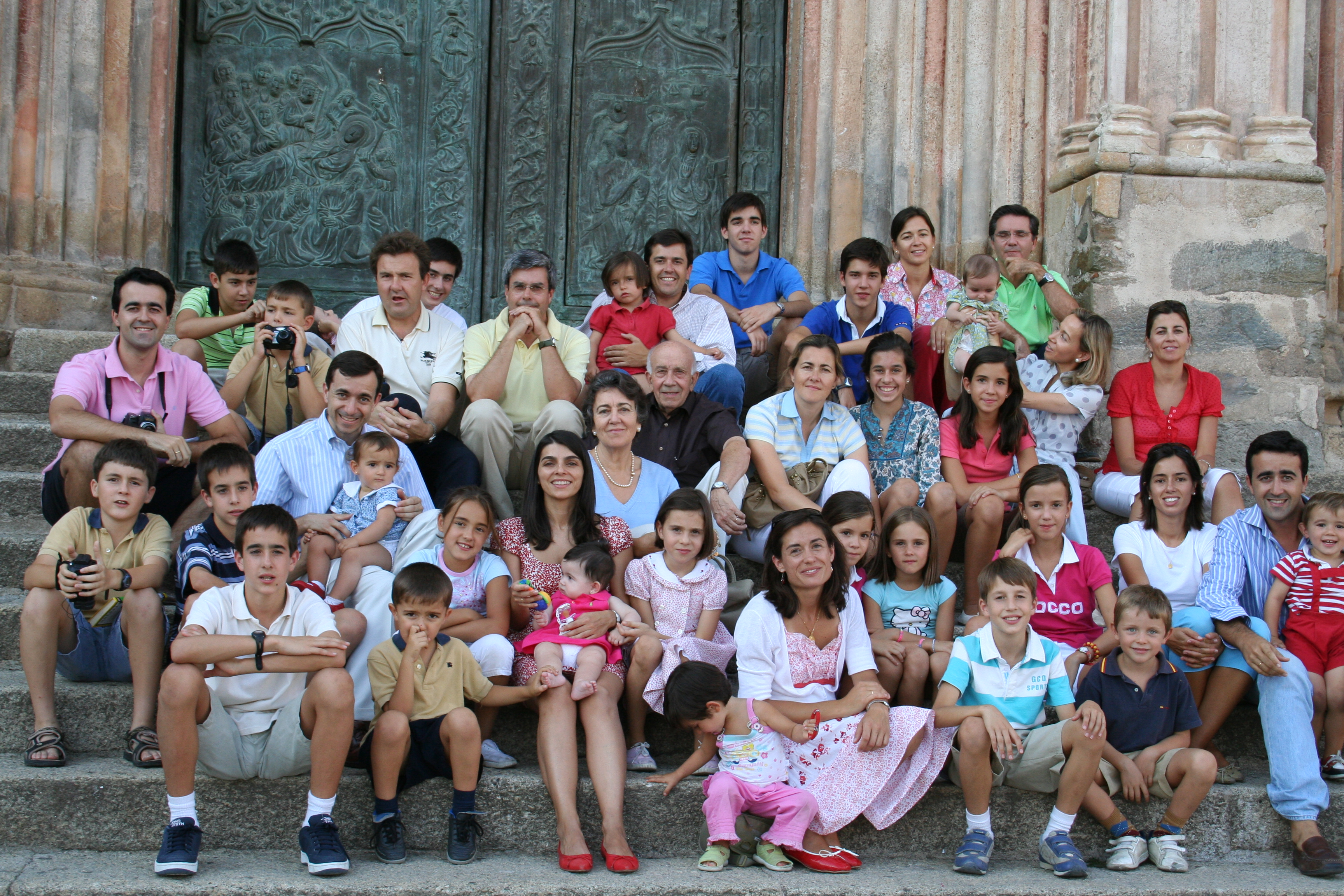
أسرة إسبانية ممتدة، تحظى الأسرة الممتدة في أهمية ثقافية في دول أوروبا الكاثوليكية.

احتلت الأسرة مكانة مرموقة في حياة الأوروبيين لمئات السنين، إذ تعتقد الأغلبية العظمى من الأوروبيين أن الأسرة هي الوحدة الأكثر أهمية في المجتمع، لأنها توفر الحماية للفرد وتقوم بتثقيفه عن الحياة. الولاء في المقام الأول للأسرة عند أكثر الناس في أوروبا، وللبيت أهمية خاصة إذ تتركز فيه حياة الأسرة. إلا أن الارتباط بالأسرة اليوم، لم يعد قويًا عند الشباب الأوروبي كما هو عند كبار السن.
ما تزال الروابط الأسرية قوية حتى يومنا هذا في الأقطار الرومانية الكاثوليكية كإيطاليا وإسبانيا والبرتغال، وفي الأقطار الأرثوذكسية الشرقية كاليونان ودول شرقي أوروبا. وقد أصبح دور الأسرة الممتدة أقل أهمية في المناطق الشمالية لغربي أوروبا الأكثر تمدنًا والتي يسود فيها المذهب البروتستانتي.
وجد تقرير آخر عام 2013 استناداً إلى دراسات استقصائية أجراها معهد البحوث العامة أنّ بلدان أوروبا الغربية الثرية هي الأكثر قبولاً وتسامحًا مع المثليين، حيث تبيح إحدى عشر دولة أوروبية -جميعها غربية- زواج المثليين. وكان محور الاستطلاع عبارة عن سؤال «هل تعتقد بأن المثلية الجنسية يجب أن تُقبل أو ترفض من قبل المجتمع؟». في الجهة المقابلة أظهر الاستطلاع بأن بلدان أوروبا الشرقية المحافظة اجتماعيًا ودينيًا كانت الأكثر رفضاً للمثلية الجنسية.

### الطبقة الاجتماعية

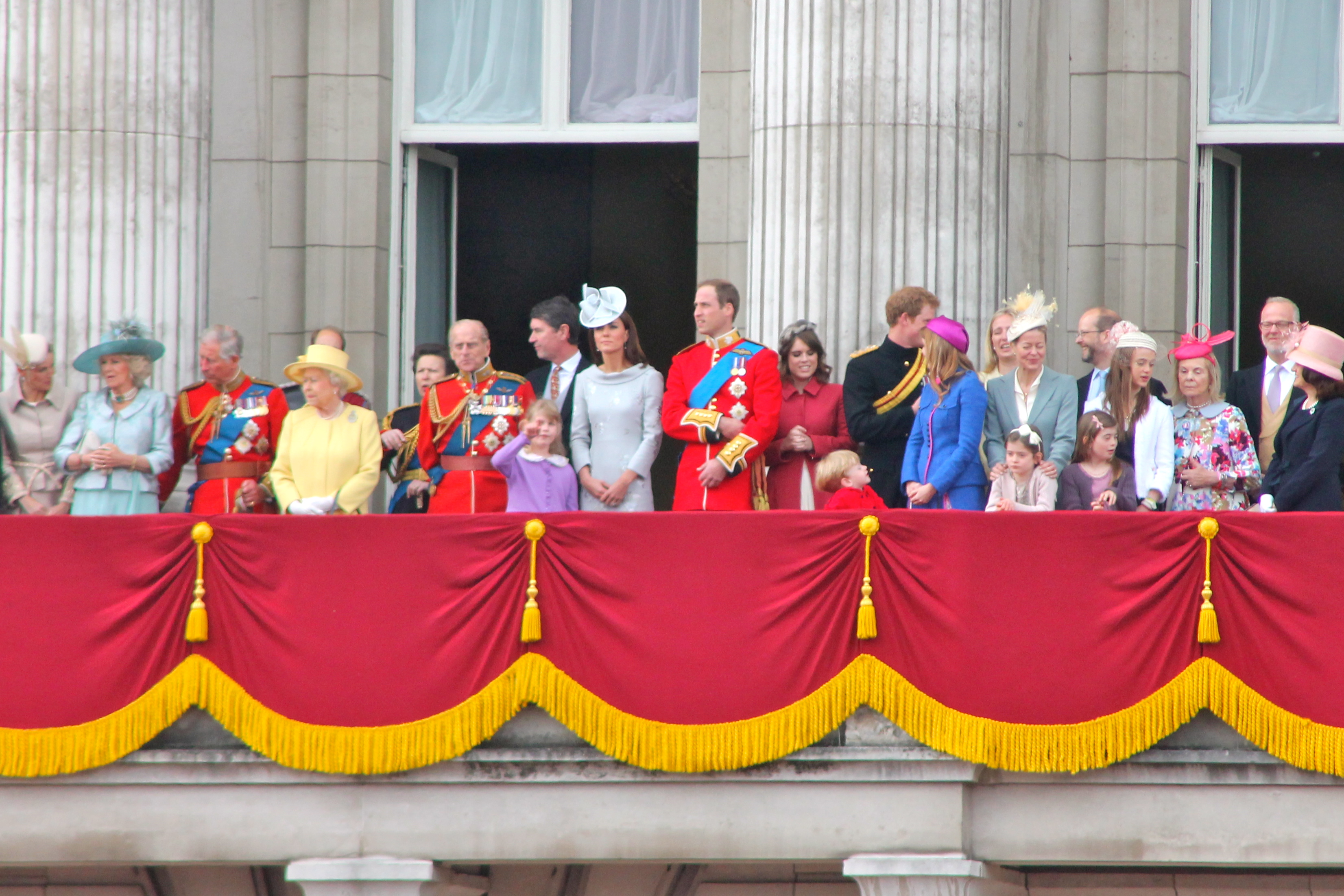
العائلة المالكة البريطانية؛ تزخر القارة في التقاليد الملكية والأرستقراطية.

أدى الصراع بين الطبقات الاجتماعية دورًا مهمًا في تاريخ أوروبا. في أوروبا الغربية نجد أن العمال والمزارعين وملاك الأراضي وأرباب الصناعة قد نظموا أنفسهم في نقابات منذ نهاية القرن التاسع عشر الميلادي. وقد اكتسبت الطبقات الفقيرة مزيدًا من القوة خلال القرن العشرين الميلادي. لكن حتى يومنا هذا لا يستطيع أبناء أسر الطبقة العاملة الحصول على التعليم، أو وظائف مهنية أو حكومية.
حاولت حكومات أوروبا الشرقية الشيوعية التخلص من الفروقات الطبقية، إذ يفترض أن تتاح فرص متساوية في التعليم والعمل لجميع أفراد المجتمع تبعًا للنظام الشيوعي. لذلك نجد أن التفرقة الطبقية في دول أوروبا الشرقية، أقل بكثير مما هي عليه في دول أوروبا الغربية. إلا أن الفروقات الطبقية لا تزال تحتل مكانة مهمة.
كما تزخر أوروبا في التقاليد الملكيّة والأرستقراطية المتنوعة. وشهدت أوروبا ميلاد الكنائس القومية المستقلة لتشهد بذلك التزاوج السياسي بين الدين والدولة كما هو الحال في السويد والنرويج وهولندا وإنكلترا حيث يكون الملك رأس الكنيسة، وتسمى هذه الكنائس بالكنائس البروتستانتية الأسقفية. وغالبًا ما تكون سلطة الملك فخرية في حين يتولى رئيس أساقفة معين من قبل الملك شؤون الإدارة الفعلية. اليوم لا تزال العائلات الملكية في أوروبا تحكم في بلجيكا، ولوكسمبورغ، وإسبانيا، والنرويج، والسويد والنرويج وهولندا والمملكة المتحدة فضلًا عن الأمير في موناكو وليختنشتاين.

### دور الحكومة
تؤدي الحكومات الأوروبية دورًا رئيسيًا في تسيير اقتصاد دولها، وفي العمل على رفاهية شعوبها. وتجمع اقتصاديات معظم الدول الأوروبية، بين العمل الحر والإدارة الحكومية. ففي جميع دول أوروبا الغربية تقريبًا، تمتلك الدولة الخطوط الجوية، وشركات الكهرباء والسكك الحديدية وشركات الهاتف، وأعمال الخدمات المهمة الأخرى وتقوم بتشغيلها، كما تقوم الحكومة في معظم هذه الدول، بتقديم شتى أنواع برامج الخدمة الاجتماعية لرفاهية مواطنيها. فمثلاً تمنح الحكومة السويدية كل أسرة علاوة لكل طفل دون السادسة عشرة، ولكل طفل من الأبناء الذين يدرسون في المدارس الثانوية أو الجامعة. وهذا النظام مطبق في دول أوروبا الغربية الرئيسية، باستثناء اليونان وهولندا.
قامت حكومات أوروبا الشرقية ذات النظام الشيوعي، بتنظيم وإدارة جميع النشاطات الاقتصادية تقريبًا. وبالإضافة إلى ذلك كانت تقوم هذه الحكومات بالسيطرة على مجالات عدة من حياة شعوبها، وشملت هذه المجالات اختيار السكن والعمل في كثير من الحالات. إلا أن هذه الحكومات وبعد الإطاحة بالحكم الشيوعي بدأت تخفف من سيطرتها على حياة الناس، والسماح لهم بالعمل الحر.

### الأعياد والعطل الرسمية

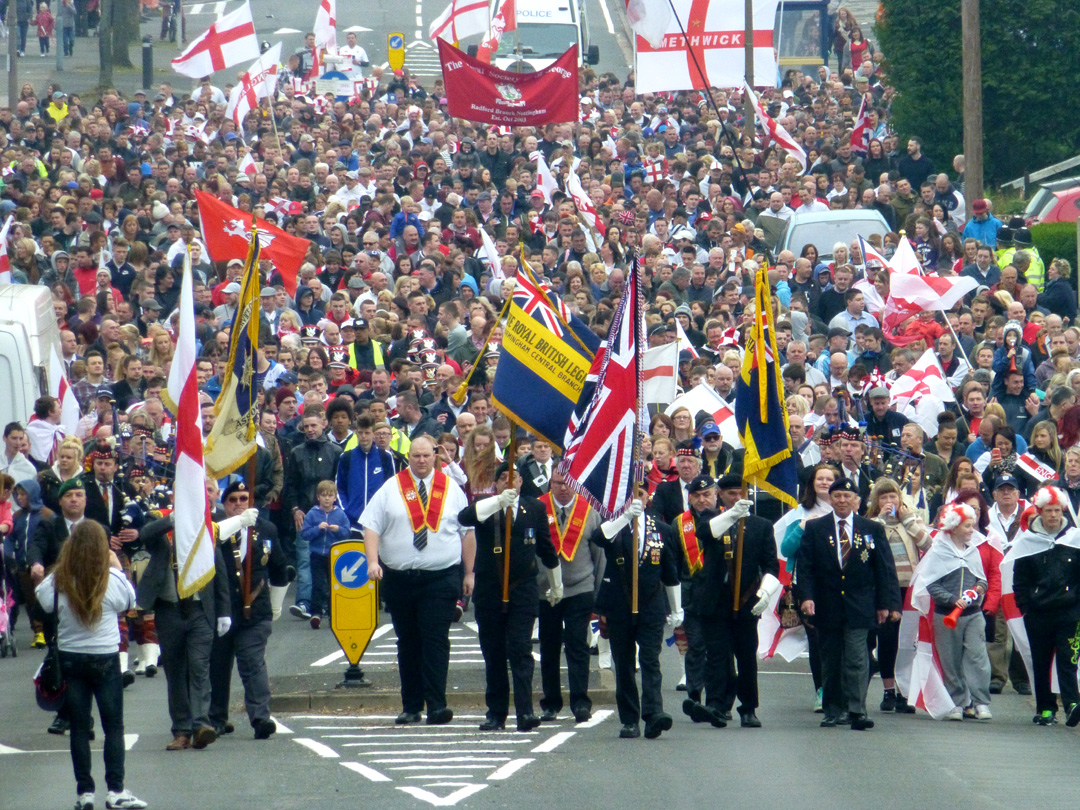
مسيرة واحتفالات في يوم القديس جرجس في إنجلترا.

تنقسم الأعياد والعطل الرسمية في أوروبا إلى عطل وطنية وقومية وعطل دينية. العطلات الرسمية يعترف بها من قبل الحكومات الأوروبية المختلفة. في أيام العطل، تغلق المكاتب الحكومية والسفارات وبعض المحال التجارية. إذا كان التاريخ يصادف يوم السبت أو الأحد، يكون يوم الاثنين التالي يوم عطلة عوضًا عن يوم العطلة نفسها.
من العطل الوطنية أو القومية أو ذات الصبغة العلمانية عطلة ذكرى عيد الاستقلال وهو تاريخ من كل سنة تحتفل فيها الشعوب والدول بمناسبة مرور أعوام على الاستقلال أي التحرر أو استعادة الحرية من استعمار أجنبي أو وصاية خارجية. فضلًا عن عيد النصر على النازية أو يوم التحرير أو أو يوم العلم أو عيد الجمهورية وعيد يحتفل به في العديد من الدول لإحياء ذكرى تحولها إلى جمهورية. فضلًا أغلب الدول الأوروبيّة تعطلّ في اليوم العالمي للعمل في 1 مايو واليوم العالمي لذكرى الهولوكوست.
أغلب العطل الرسمية في أوروبا هي أعياد وعطل مسيحية أو ذات أصول مسيحية. وبسبب هيمنة المسيحية في أوروبا طوال القرون الوسطى، أصبحت العديد من الأعياد المسيحية جزء من الثقافة العلمانية. وعلى العموم فإن عيد الميلاد والأعياد المرتبطة به (الحبل بلا دنس وعيد رأس السنة الميلادية ويوم الصناديق وعيد الغطاس) وعيد القيامة والأعياد المرتبطة به (أسبوع المرافع وأسبوع الآلام وعيد الصعود والعنصرة) يعتبران من أهم الأعياد المسيحية في الرزنامة الأوروبيّة. وإلى جانب الأعياد الشهيرة هناك العديد من الأعياد والتذكارات المسيحية التي تكتسب طابعًا محليًا مميزًا مرتبطًا ببلد معين أو طائفة محددة كعيد القديسة جان دارك في فرنسا، وفرنسيس الأسيزي في إيطاليا، والقديس باتريك في أيرلندا، والقديس أندراوس في اسكتلندا، ويوم كيرلس وميثوديوس في دول أوروبا السلافية وعيد القديس جرجس في دول أوروبية مختلفة؛ ولا تقتصر الأعياد المسيحية في أوروبا على الاحتفالات الدينية إذ ترافق عادة بممارسات ومهرجانات اجتماعية مميزة.
أعلن الاتحاد الأوروبي في 9 مايو يوم أوروبا كاحتفال سنوي للسلام والوحدة في أوروبا. في عام 1950 أعلن رجل الدولة ووزير الخارجية الفرنسي آنذاك روبرت شومان اقتراحه الذي يعتبر بمثابة أول وثيقة رسمية أعلنت ولادة الاتحاد الأوروبي. تم ترسيم اليوم سنة 1985 بقرار من المجلس الأوروبي في اجتماع له بميلانو.

## الثقافة
على الرغم من التميز السياسي والاجتماعي للدول الأوروبية فإن المساهمات الأوروبية في التراث الثقافي والتاريخي للعالم لا يزال هائلاً. أوروبا هي موطن لأكبر عدد من مواقع التراث العالمي لليونسكو (384) حتى الآن وتمتلك مجموعة غنية من الأعمال الفنية والثقافية والأدبية من فترات مختلفة وتأتي إيطاليا (50) في مقدمة الدول الأوروبية لأكبر عدد من مواقع التراث العالمي لليونسكو تليها إسبانيا (44)، وفرنسا (39)، وألمانيا (39) والمملكة المتحدة (28). كما امتلكت أوروبا تأثيرًا ثقافيًا واسعاً في جميع أنحاء العالم، يرجع ذلك أيضاً إلى الاستعمار والهجرة الأوروبية. يوجد في أوروبا عمومًا ما يقدر بنحو الآلاف من الآثار من أي نوع (المتاحف والقصور والمباني والتماثيل والكنائس والمعارض الفنية والفيلات والنوافير والمنازل التاريخية والمواقع الأثرية).

### أسس الثقافة الأوروبية

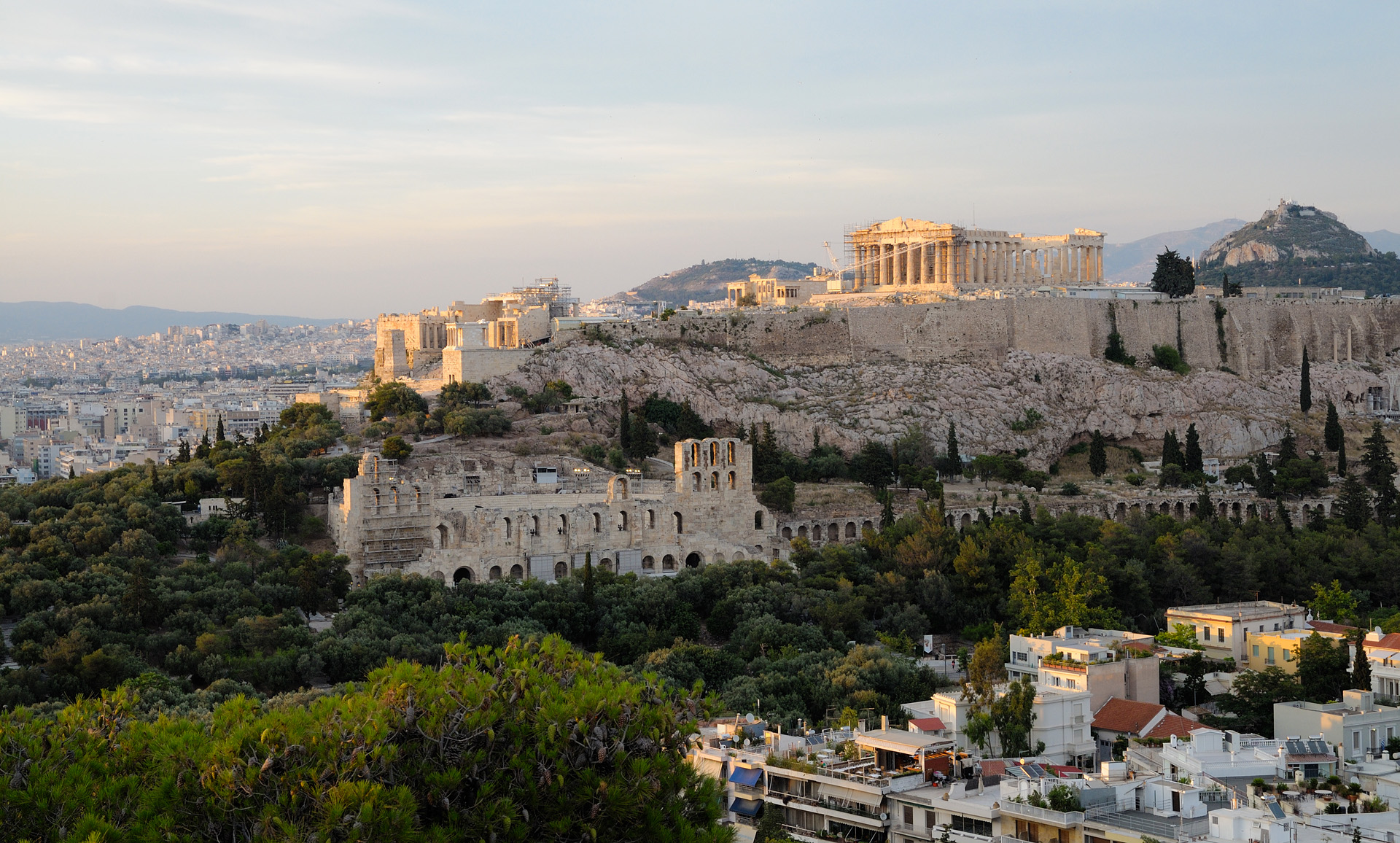
مدينة أثينا، مهد الثقافة والحضارة الأوروبيَّة.

يمكن وصف ثقافة أوروبا على شكل سلسلة من الثقافات المتداخلة، والتي تحوي مزج من الثقافة الموجودة في جميع أنحاء القارة. أغلب الباحثين يتفقون على أن الثقافة الأوروبية أو الحضارة الغربية بمعنى أوسع تقوم على أساسين ومصدرين هما الحضارة اليونانية-الرومانية والديانة المسيحية. حدد رئيس المفوضية الأوروبية الأسبق جاك ديلور هوية أوروبا بأبعاد ثلاثة: الديانة المسيحية، القانون الروماني، والنزعة الإنسانية في الفلسفة اليونانية.
ينقسم إرث الهويّة الثقافية في أوروبا إلى أوروبا الغربية ذات الخلفية الثقافية الكاثوليكية - البروتستانتية والتي يعود مهدها إلى اليونان القديمة وروما القديمة مهد الحضارة الغربية؛ حيث أثرت الأولى على الفلسفة والديمقراطية والعلوم والفن وتصميمات المباني والهندسة المعمارية؛ في حين أثرت الأخيرة على القانون، والحرب، ونظام الحكم، والجمهورية، والهندسة والدين. كما تأسست الحضارة الغربية على الكنيسة الرومانية الكاثوليكية والكنائس البروتستانتية المختلفة. قبل الحرب الباردة، حددت وجهة النظر الغربية التقليدية الحضارة الغربية مع الدول الغربية المسيحية ذات التقاليد والثقافة الكاثوليكية والبروتستانتية. وفي العصر الحديث، تأثرت الثقافة الغربية بشكل كبير بنهضة عصر النهضة والإصلاح البروتستانتي، وعصر الاكتشاف والتنوير، والثورة الصناعية. من خلال الإمبريالية الواسعة والتنصير من قبل القوى الغربية في القرن الخامس عشر إلى القرن العشرين، والتي نشرت ثقافة ونمط حياة الأوروبيين خلال فترة القرن السادس عشر والقرن العشرين وتأثر الكثير من بقية مناطق العالم بالثقافة الغربية. في حين أنّ تعود جذور إرث الهويّة الثقافية في أوروبا الشرقية إلى تراث وإرث الإمبراطورية البيزنطية وحضارة الكنيسة الأرثوذكسية الشرقية وثقافة الأمم السلافية وبشكل أقل من التراث الإسلامي العثماني والتتري.
كانت المسيحية ركن القاعدة الثقافية الأوروبية وفي مناسبات محددة الركن الوحيد للهوية الأوروبية، خاصة عندما سعت الكنيسة الرومانية الكاثوليكية لبسط نفوذها الثقافي ومن ثم السياسي على الغرب الأوروبي، فالأممية المسيحية أو مفهوم العالم المسيحي ظلت قوة سياسية ودافعًا فكريًا وعقائديًا وسياسيًا أثر مباشرة على مسيرة السياسية الأوروبية، بل إنه أصبح لب فكرة «المفهوم الغربي»، وقام باستبدال المفهوم الجغرافي الأوروبي الضيق أو الروماني المحدود وأصبح يمثل شرعية جديدة بدأت تترسخ داخل الشعوب الأوروبية والوجدان السياسي فيها، وأصبح هذا المفهوم يمثل الشرعية السياسية والدينية على حد سواء.
وقد وضع الأساس للثقافة الأوروبية من قبل اليونانيين، وعززت من قبل الرومان، واستقرت وتشكلت من قِبل المسيحية، اصلحت خلال عصر النهضة في القرن الخامس عشر، والإصلاح البروتستانتي، وتم تحديثها خلال القرن الثامن عشر من التنوير والعولمة من قبل الإمبراطوريات الأوروبية المتعاقبة بين القرنين السادس عشر والعشرين. أوروبا، خاصًة في اليونان القديمة وروما القديمة هم مهد الحضارة الغربية المؤثرة على العالم. وقد لعبت دورًا بارزًا في الشؤون العالمية بدءًا من القرن الخامس عشر، وخاصة عقب بداية الاستعمار. حيث أن بين القرنين السادس عشر والعشرين، سيطرت الدول الأوروبية في أوقات مختلفة على الأمريكتين، ومعظم أفريقيا وأوقيانوسيا، وأجزاء كبيرة من آسيا. ما أدى إلى انتشار الثقافة الأوروبيَّة عالميًّا.
وفقًا للمؤرخ هيلير بيلوك، لقرون عدة شعوب أوروبا اعتمدت على تحديد هويتها الذاتية الجامعة بناء على آثار ما تبقى من الثقافة الرومانية، وعلى مفهوم العالم المسيحي، وذلك لأن العديد من الأوروبيين تحالفت على صعيد تحالفات عسكرية نتيجة لطابع ديني: الحروب الصليبية (1095-1291)، والاسترداد (711-1492)، ومعركة ليبانتو (1571).

### الهوية الثقافية الأوروبية

علم الاتحاد الأوروبي، علم الوحدة السياسية والثقافية الأوروبية.

يعود نموذج وحدة «الهوية الأوروبية» إلى الإمبراطورية الكارولنجية، التي وحدت «أوروبا» بمعنى العالم المسيحي اللاتيني. وفقًا لبول فاليري هناك ثلاثة مصادر رئيسية لتحديد تراث الهوية الأوروبية وهي: الديمقراطية اليونانية، والقانون الروماني، والتراث اليهودي المسيحي.
الثقافة الأوروبية متجذرة بشكل كبير وغالبًا ما يشار إليها باسم لها «التراث الثقافي المشترك». ونظرًا لوجود عدد كبير من وجهات النظر التي يمكن اتخاذها في هذا الموضوع، فإنه من المستحيل تشكيل مفهوم موحد حول هوية الثقافة الأوروبية. ومع ذلك، هناك عناصر الأساسية التي يتفق عمومًا على أنها تشكل الأساس الثقافي لأوروبا الحديثة، من بينها قائمة من هذه العناصر الأساسيّة التي شكلّت مفهوم الثقافة الأوروبية والتي قدمها الباحث ك. بوكمان والتي تشمل ما يلي:
- التراث الثقافي والروحي المشترك المستمدة من العصور القديمة اليونانية والرومانية والديانة المسيحية وعصر النهضة وحركو الإنسانية التي رافقتها، والفكر السياسي في عصر التنوير، والثورة الفرنسية، وتطورات الحداثة، بما في ذلك جميع أنواع الاشتراكية.[318]
- الثقافة المادية الغنية والديناميكية التي وجهت إلى القارات الأخرى نتيجة التصنيع والاستعمار خلال «المعجزة الأوروبية».[318]
- تصور معين للفرد الذي يعبر عنه من خلال احترام الوجود، والشرعية التي تضمن حقوق الإنسان وحرية الفرد.[318]

وأعتبر عدد من البحاثة أن هذه النقاط تناسب مع «الإنجازات الأكثر إيجابية في أوروبا». ويرتبط مفهوم الثقافة الأوروبية عمومًا إلى التعريف الكلاسيكي للعالم الغربي. في هذا التعريف، حدود الثقافة الغربية هي مجموعة من المبادئ الأدبية والعلمية والسياسية والفنية والفلسفية التي تميزها عن غيرها من الحضارات. تم جمع الكثير من هذه المعارف والمجموعة من التقاليد والمعرفة في القانون الغربي. ولا تقتصر حدود الثقافة الأوروبية على القارة بل وصلت بفعل الهجرة الأوروبية خلال القرنين الثامن عشر والتاسع عشر، إلى الأمريكتين وأستراليا.

### الفنون

#### العمارة
تفتخر أوروبا بفترة طويلة من الطرز المعمارية المختلفة، من النمط الكلاسيكي الروماني واليونانية والبيزنطية والقوطية والأندلسية ونمط عصر النهضة والباروك وروكوكو والكلاسيكي الحديث والفن الحديث والمعاصر ظهرت مختلف أشكال الحداثة منذ عام 1930، وقد كان معظمها في كثير من الأحيان مثير للجدل. تمتلك أوروبا العديد من الآثار المعمارية مثل أكروبوليس أثينا وبارثينون والبانثيون والكولوسيوم وبرج بيزا المائل وقصر فيرساي وقصر بينا الوطني وقصر الحمراء وقصر نويشفانشتاين وكاتدرائية كانتربري وكاتدرائية فلورنسا وكاتدرائية نوتردام دو باري ونافورة تريفي وقصر شونبرون وبرج إيفيل. كما أن إيطاليا موطن العديدين من مشاهير المهندسين المعماريين ومنهم من غير مجرى تاريخ العمارة مثل أندريا بالاديو (الذي أسس البالادية) وفيليبو برونليسكي وبرنيني ورينزو بيانو.
كما أثرت العمارة الأوروبية على نطاق واسع في الهندسة المعمارية العالمية. فنرى تأثير العمارة الأوروبية بشكل واضح في أمريكا اللاتينية وأمريكا الشمالية وبدرجة أقل في باقي مناطق العالم.

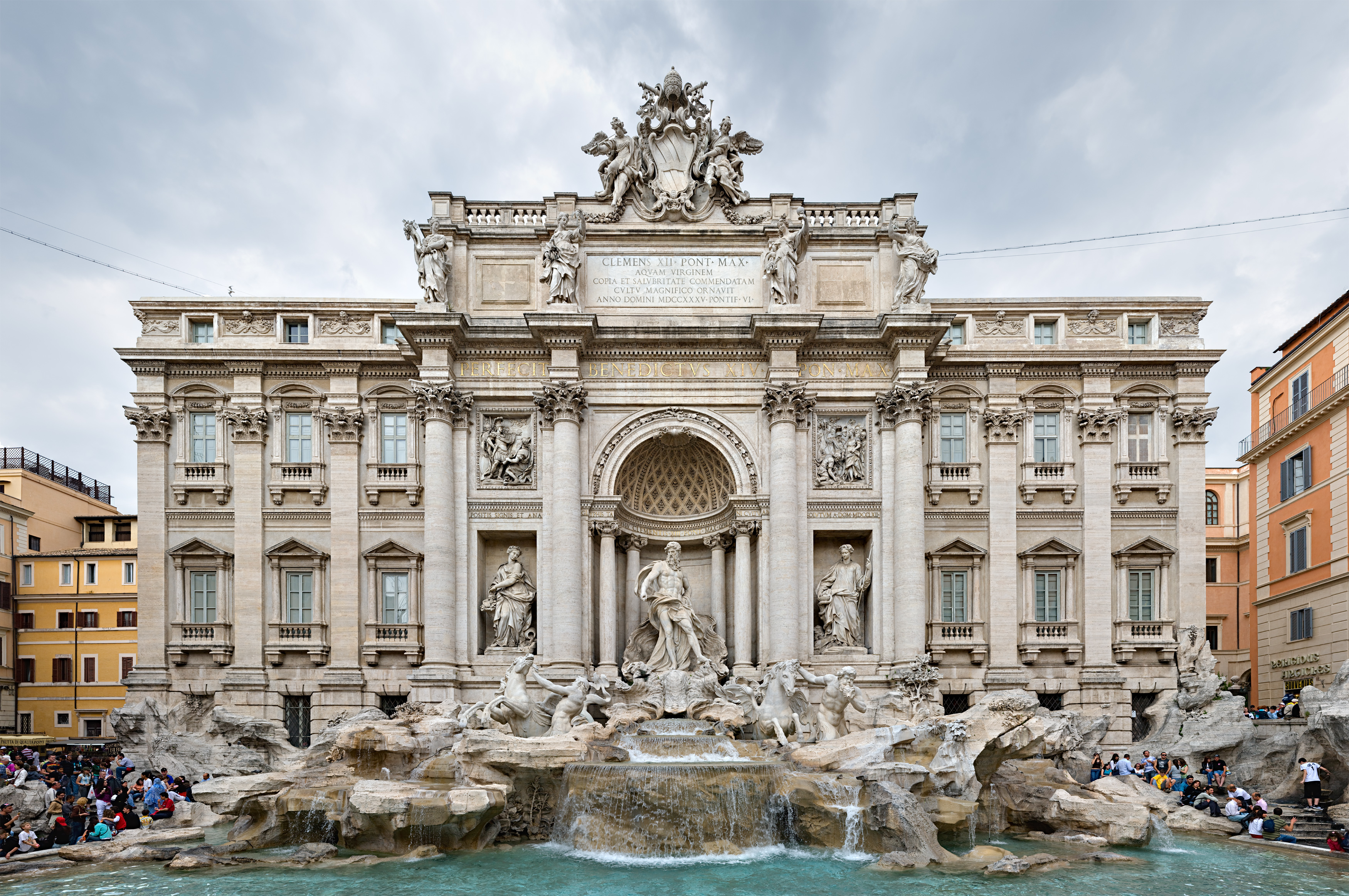
نافورة تريفي
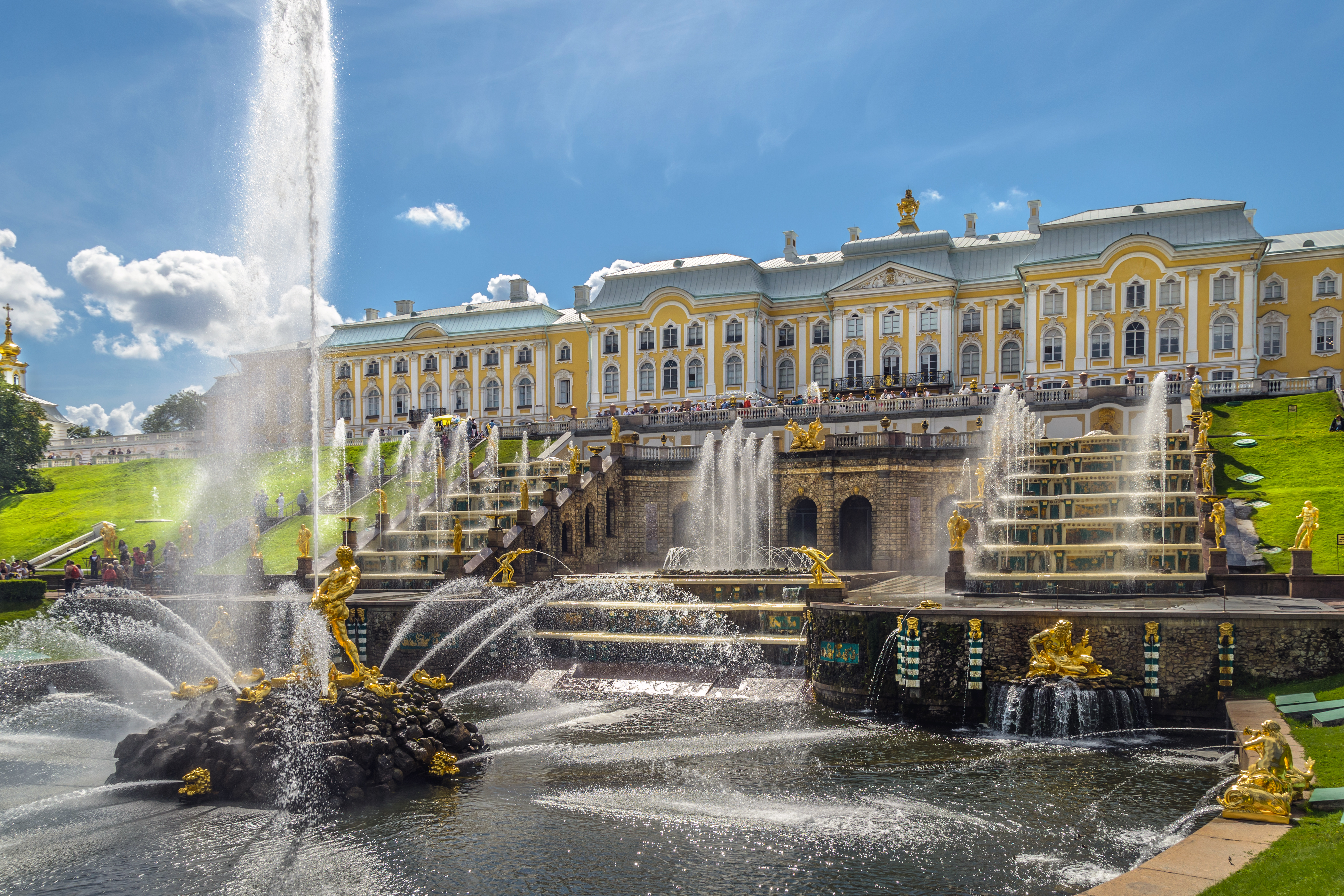
قصر بيترهوف
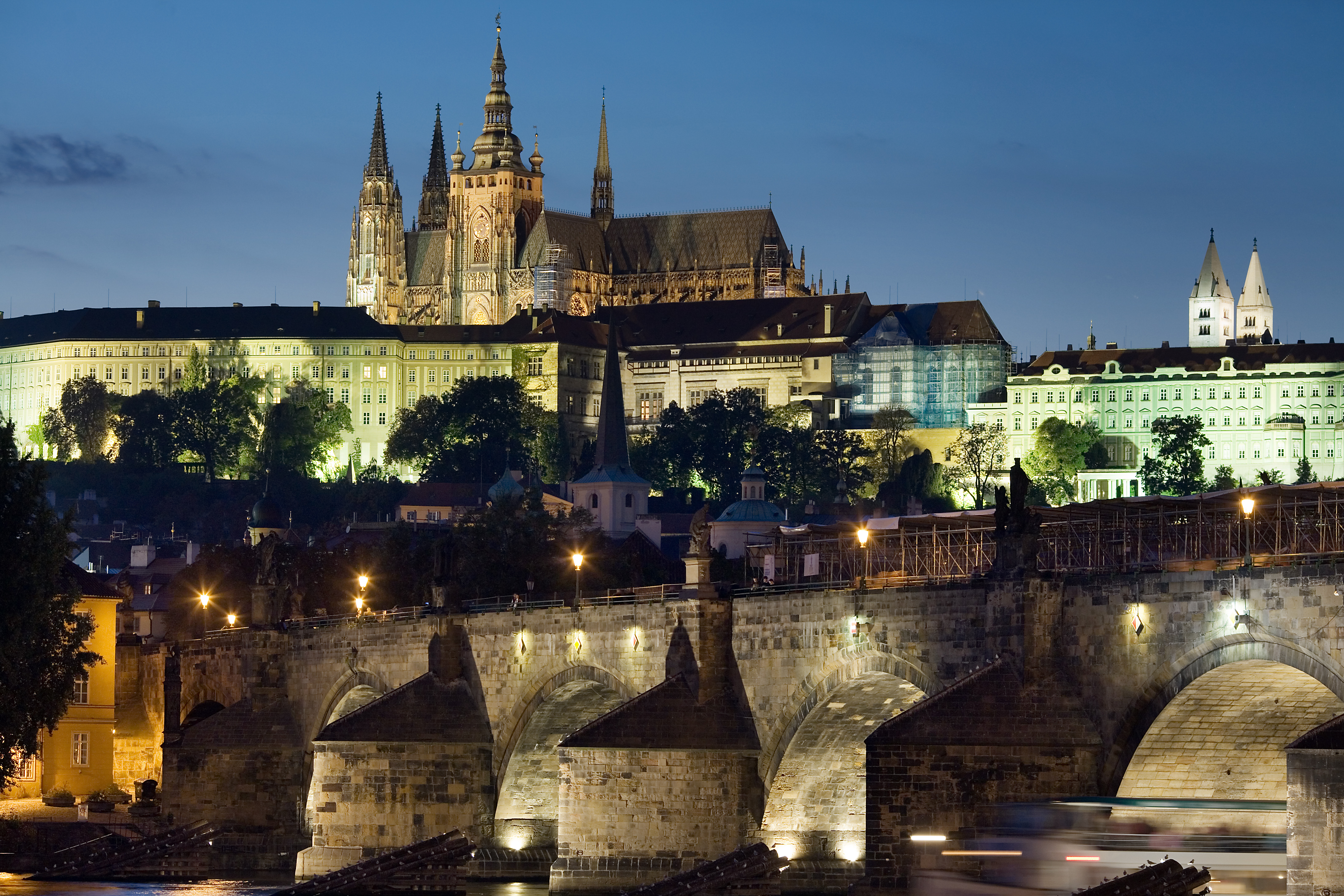
قلعة براغ
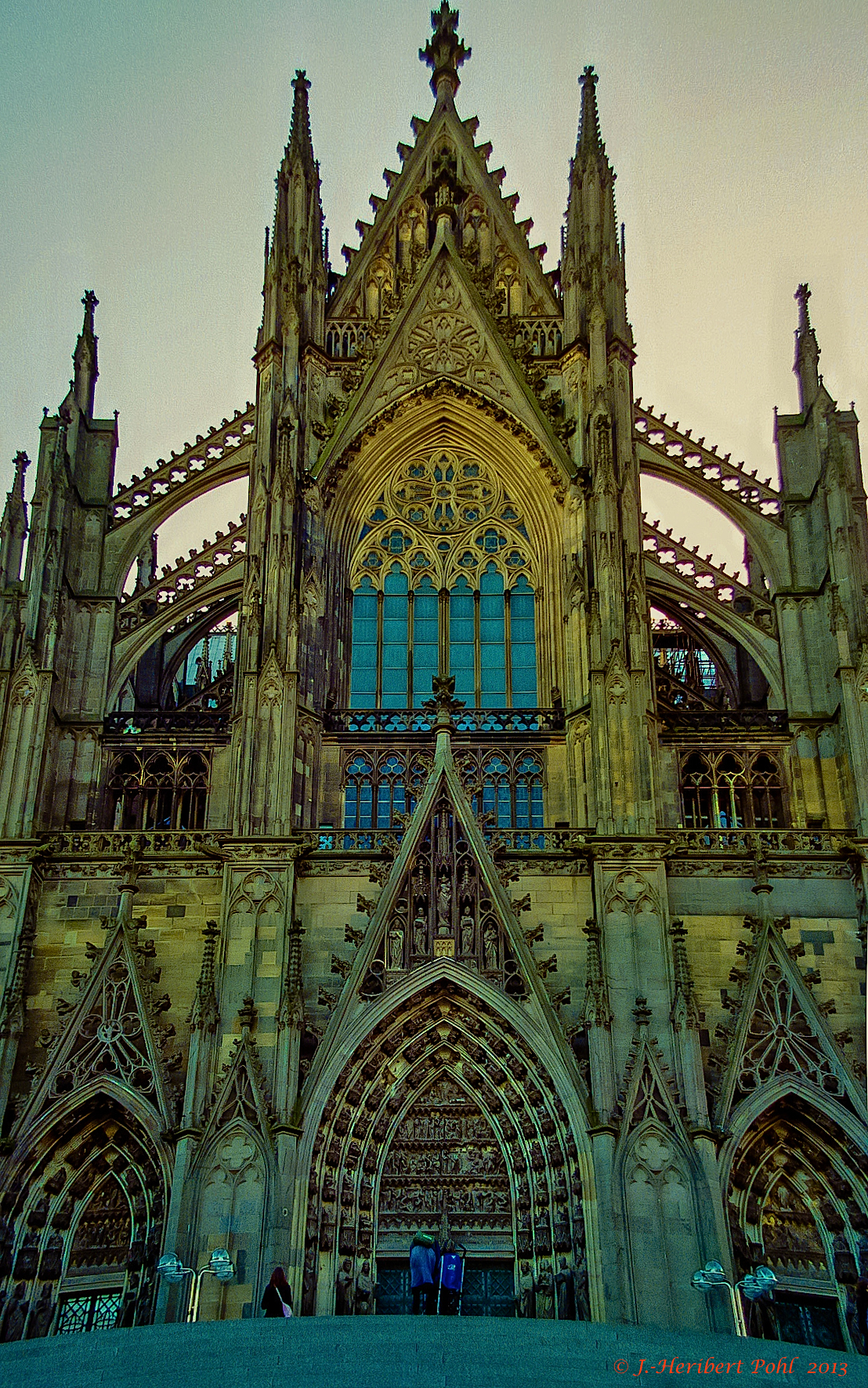
كاتدرائية كولونيا
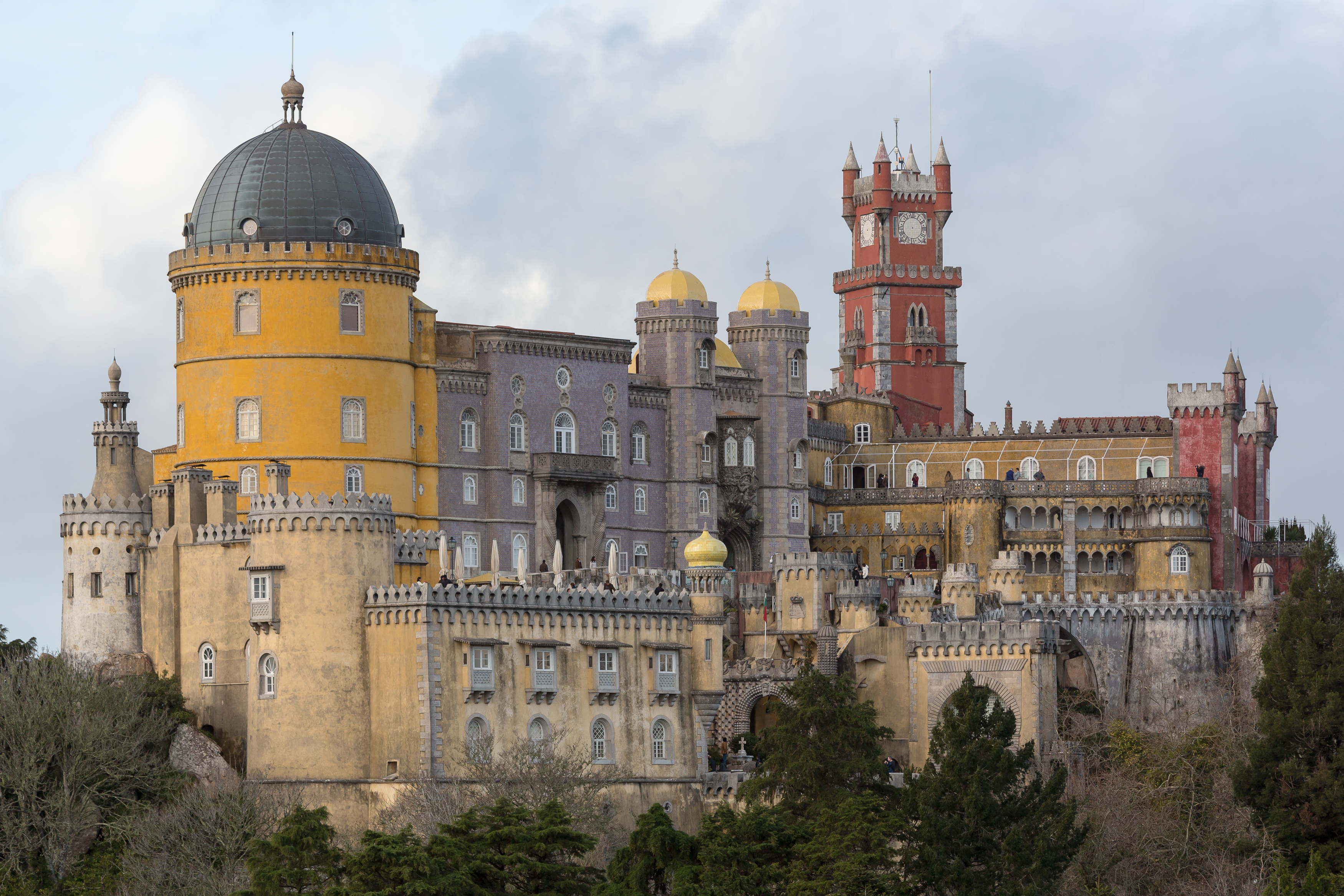
قصر بينا الوطني
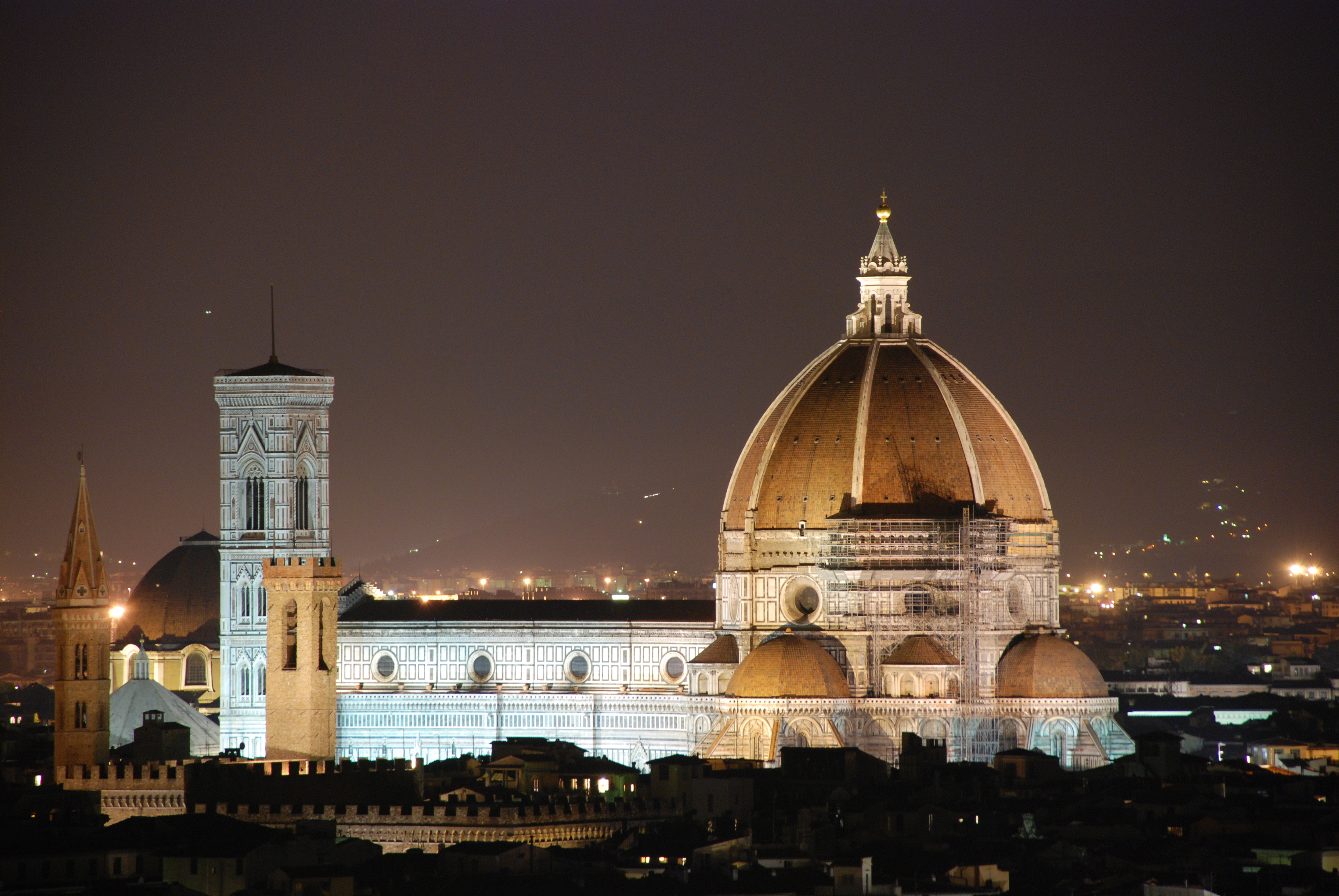
كاتدرائية فلورنسا
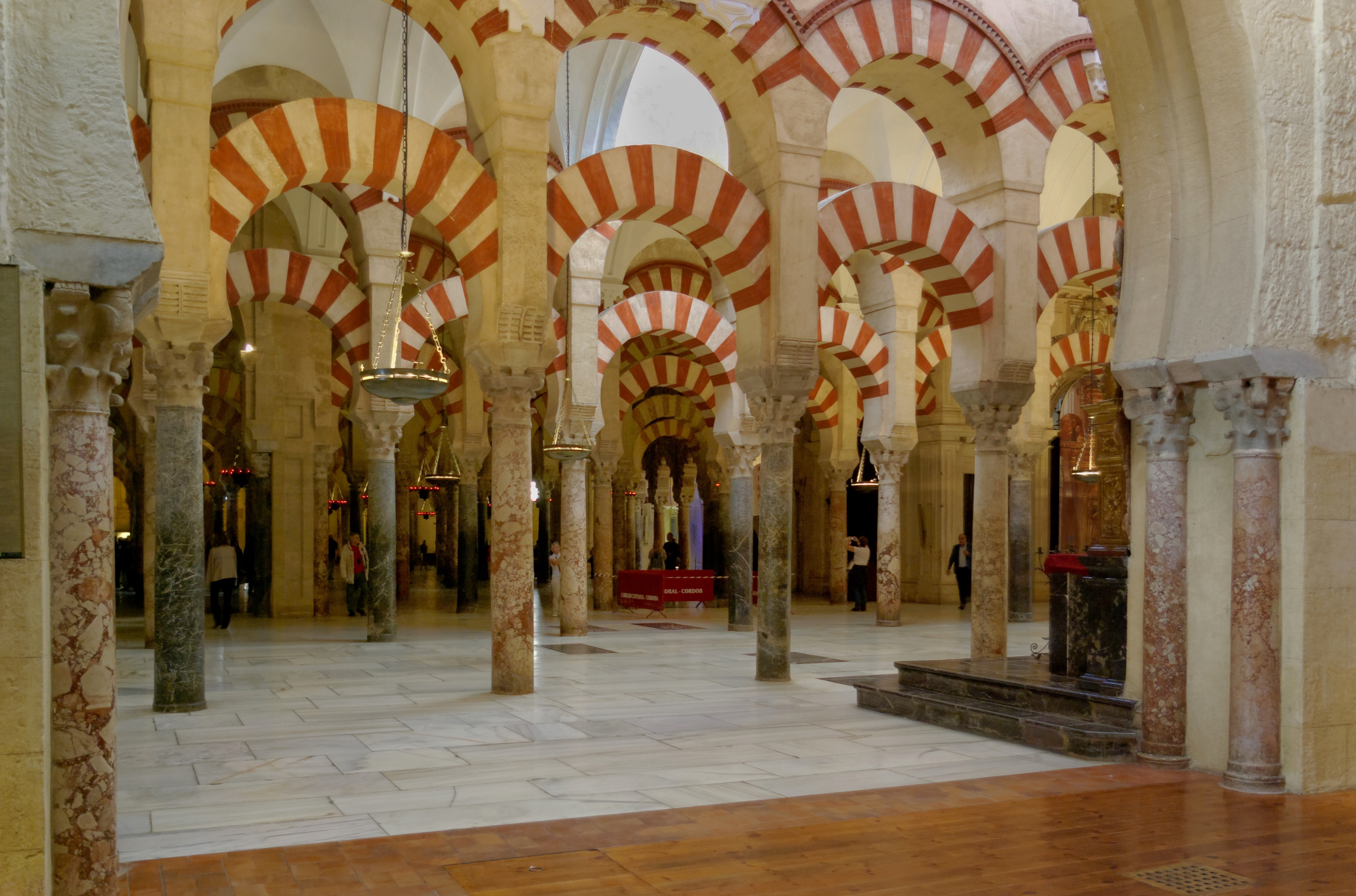
كاتدرائية - جامع قرطبة
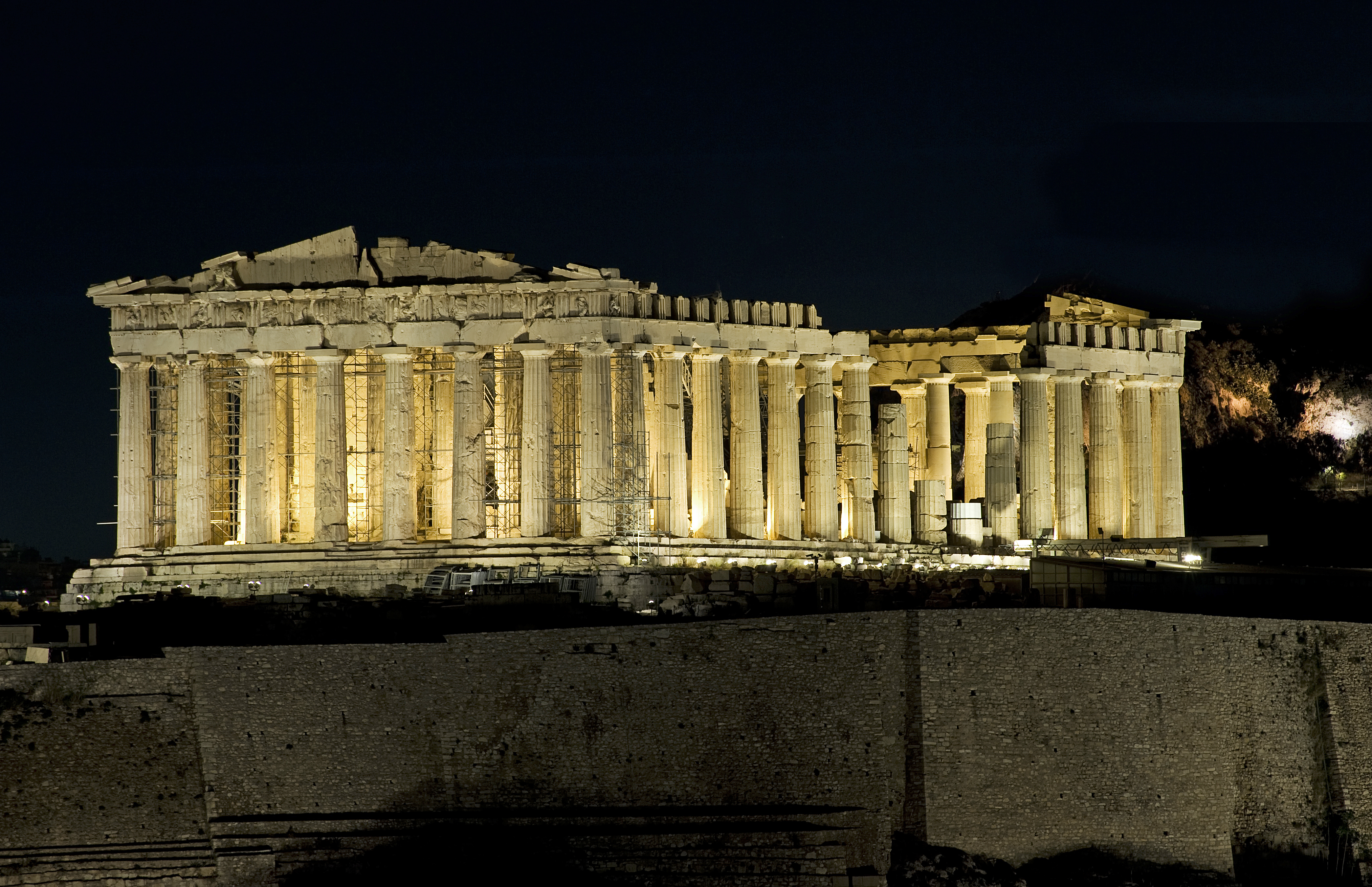
بارثينون
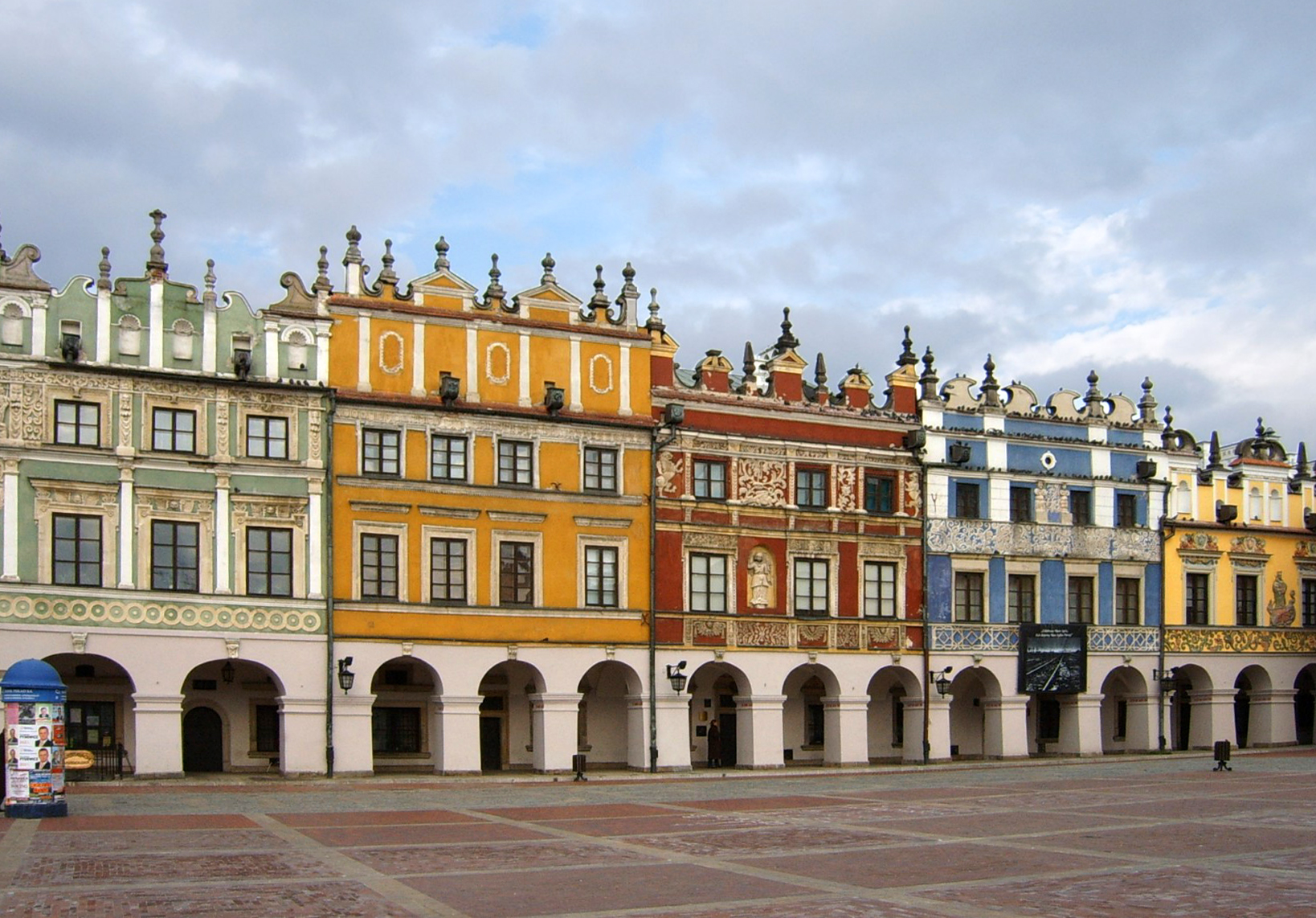
عمارة بولنديّة
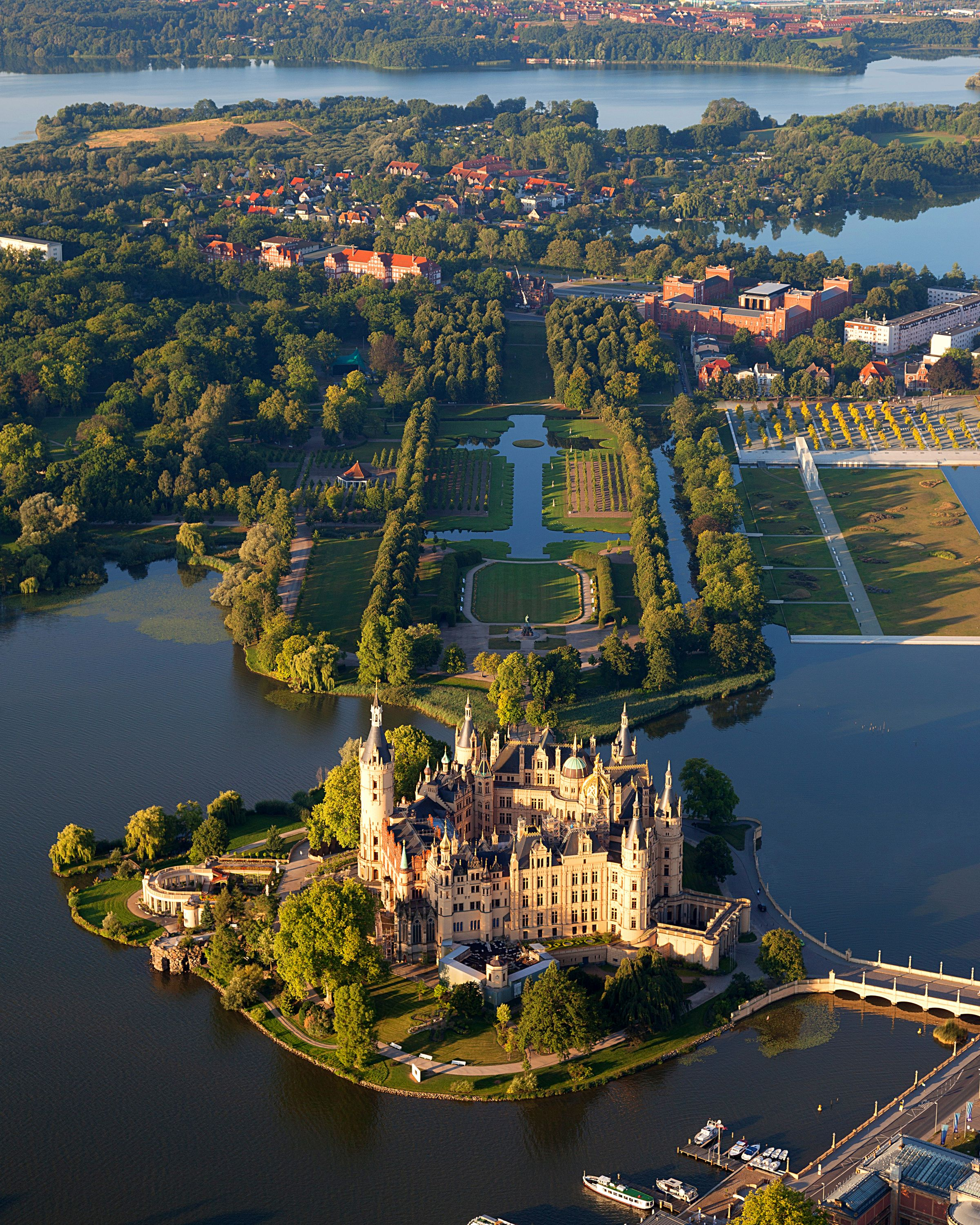
قلعة شفيرين

#### الفن المرئي

الموناليزا بريشة ليوناردو دا فنشي.

للفنون الأوروبية تأثير واسع الانتشار في معظم أرجاء العالم أكثر من تأثير أي فن من فنون القارات الأخرى. لقد بدأ هذا التأثير بعد العصور الوسطى، إذ أصبحت دول أوروبا الغربية في مقدمة الدول العالمية ذات النفوذ. وكان للفن الأوروبي أثر كبير على بعض البلدان، ككندا والولايات المتحدة اللتين أقامهما المهاجرون من الأوروبيين، كما وصل الفن الأوروبي إلى أجزاء من أفريقيا وآسيا، التي أصبحت ضمن المستعمرات الأوروبية. إلا أن هذا التأثير بدأ في التناقص حينما بدأ نفوذ أوروبا يتلاشى خلال القرن العشرين.
مر الفن الأوروبي عبر القرون بالعديد من التغييرات الأسلوبية. تميزت اللوحات الإيطالية تقليدياً بدفء اللون والضوء كما هو الحال مثلاً في أعمال كارافاجيو وتيتيان، وانشغال في الشخصيات والرموز الدينية. أشرقت اللوحات الأوروبية في أوروبا منذ مئات السنين، من الفترات الرومانية والقوطية وخلال عصري النهضة والباروك. من بين أشهر الفنانين في هذه الفترة: ميكيلانجيلو وليوناردو دا فنشي ودوناتيلو وساندرو بوتيتشيلي وفرا أنجيليكو وتينتوريتو وكارافاجيو وجان لورينزو برنيني وتيتيان ورفائيل. فضلًا عن إل غريكو ودييغو فيلاثكيث وفرانثيسكو باتشيكو ديل ريو وفرانثيسكو لامير إي بيرينغير وفرانثيسكو غويا. عدد آخر من الرسّامين الأوروبيين ذوي الشأن يوهانس فيرمير ورامبرانت وهوجو فان در وآلبرخت دورر وغوستاف دوريه.تبع المرحلة المستقبلية لوحات لفينسنت فان غوخ وسلفادور دالي الذي مارس نفوذاً قوياً على الفن الحديث والسريالية وأجيال من الفنانين اللاحقين. أمّا أنطوني غاودي فقد كان لأسلوبه المعماري تميز وفريد من نوعه، وقد تركزت معظم أعماله في برشلونة.

#### الأدب

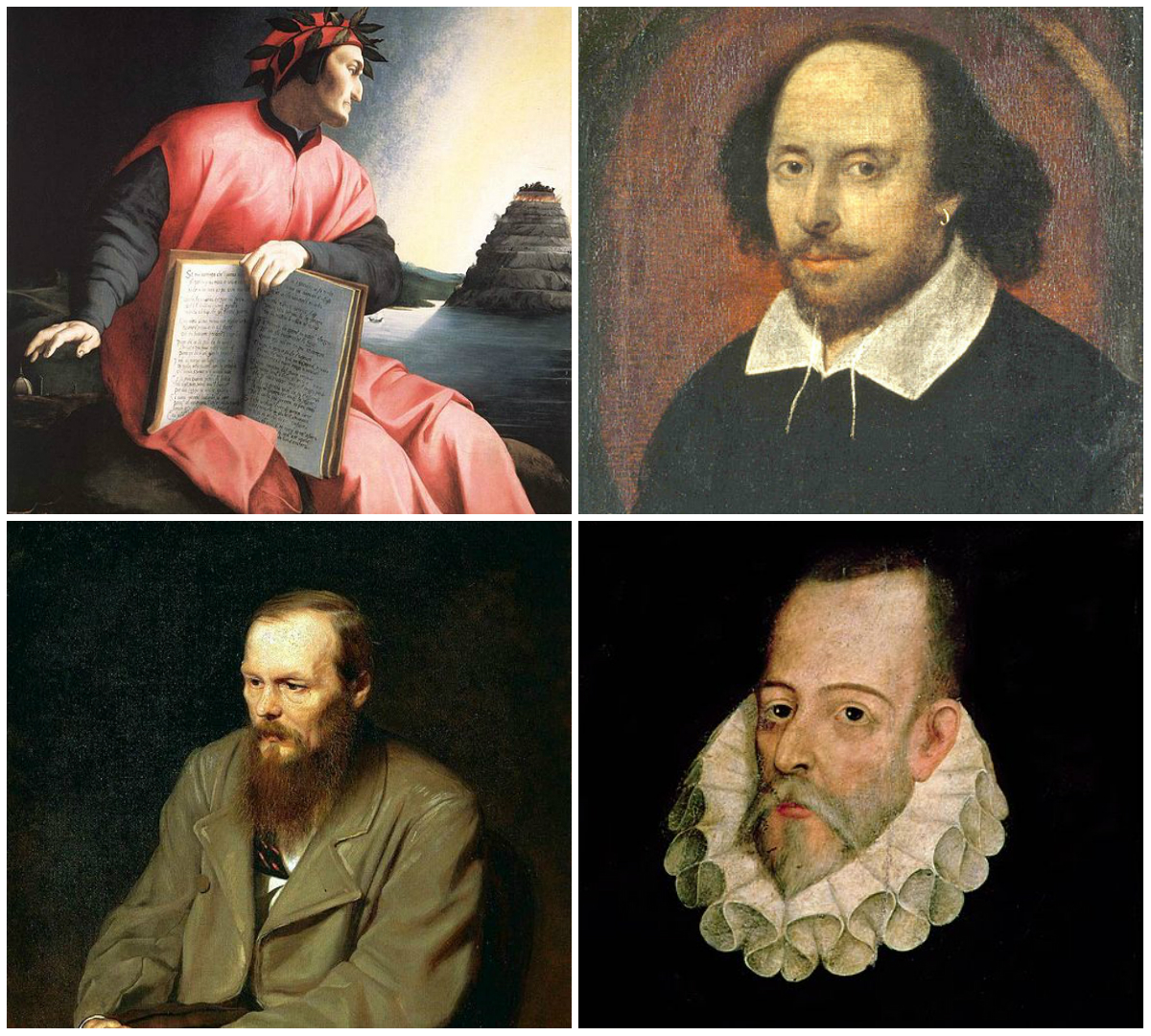
من أعلام الأدباء الأوروبيين. مع عقارب الساعة من الأعلى واليسار: دانتي أليغييري وويليام شكسبير وفيودور دوستويفسكي وميغيل دي ثيربانتس.

يعد الأدب الأوروبي جزءًا من الأدب العالمي. ويشتمل الأدب الأوروبي على العديد من الآداب المكتوبة باللغات عديدة، والتي ذات تنوع ثقافي واجتماعي مختلفة؛ بين أهم الأعمال التي كتبت في الآداب الأوروبية الحديثة هي تلك الموجودة في اللغة الإنجليزية، الإسبانية، الفرنسية، الهولندية، البولندية، البرتغالية، الألمانية، الإيطالية، اليونانية الحديثة، والتشيكية والروسية والدول الإسكندنافية والأيرلندية. كانت التقاليد الكلاسيكية الثقافية المهمة والتي كانت شائعة في فترة العصور الوسطى هي اللاتينية، اليونانية القديمة، البلغارية القديمة، الإسكندنافية القديمة، والفرنسية ولهجة أهل توسكان الإيطالية في زمن عصر النهضة. وباللغة العامية، يعرف الأدب الأوروبي أنه غالبًا ما يكون مرادفًا للأدب الغربي.
ظهر أولى ملامح الأدب الأوروبي من خلال الأدب اليوناني القديم باللغة اليونانية القديمة من أقرب النصوص تقريبًا والذي أستمر حتى صعود الإمبراطورية البيزنطية. أشهر ما وصل منه كانت ملحمتي الإلياذة والأوديسة لهوميروس. حيث أحتلت المسرحية الشعرية بجانبيها التراجيدي والكوميدي المقام الأرفع في الأدب الإغريقي. وتركت المسرحية الإغريقية بصماتها على تراث العالم المسرحي كله. أما في النثر الفني، فقد وضعوا القصص على ألسنة الحيوان. وبدأ انتشار الأدب اللاتيني في القرن الثالث قبل الميلاد تقريبًا، واستغرق الأمر فترة قرنين من الزمن ليصبح هو الأدب السائد في روما القديمة، مع وجود العديد من الرومان المتعلمين، حيث كانت القراءة والكتابة لا تزالان باللغة اليونانية القديمة. وفي وقت متأخر وضع ماركوس أوريليوس للأدب اللاتيني طرقًا مختلفة عديدة ليصبح أدبًا مستقلًا ولكنه ظل امتدادًا للأدب اليوناني.
مع ظهور المسيحية واعتماد المسيحية الدين الرسمي في الممالك الأوروبية ترك الأدب المسيحي من خلال نصوص الكتاب المقدس ومواعظ يسوع مثل الموعظة على الجبل وأمثاله أثرًا هامًا في الأدب الغربي وقد تُرجم الكتاب المقدس إلى كافة اللغات، ومنها ترجمة جيمس الأول ملك إنجلترا في اللغة الإنكليزية والذي يعتبر واحدًا من النصوص الأكثر إثارة للإعجاب في الأدب الإنكليزي، كذلك الأمر بالنسبة لنصوص العهد القديم والمزامير ومجموعة الكتب الشعرية التي لها أيضًا تأثير عميق في الفكر والأدب الغربي.

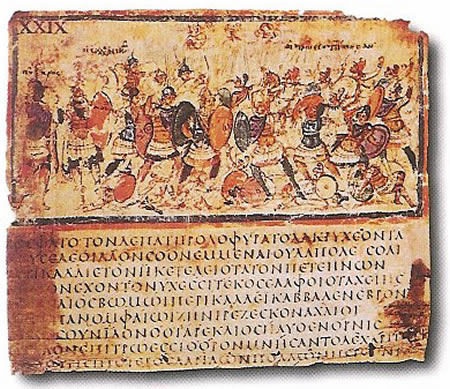
الإلياذة وهي واحدة من أهم الأعمال الأدبية التي تعود إلى الأدب اليوناني القديم.

تتنوع الأنواع والأشكال الأدبية الأوروبيّة. مثلًا بدأ ظهور الأدب البرتغالي بالشعر الغنائي في الأغاني التي جمعت فيما بعد، ونشرت بعنوان: كتب الأغاني، والتي تم تأليفها في عهد الملك ألفونسو الثالث، في حين يعد ميجيل دي ثيربانتس أشهر روائي عرفته إسبانيا، فيما تعد روايته دون كيخوتي العمل الأكثر رمزية في الأدب الإسباني. ونشأت قاعدة اللغة الإيطالية الحديثة مع أعمال الشاعر الفلورنسي دانتي أليغييري والذي اشتهر عبر أعمال مثل الكوميديا الإلهية والتي تعتبر أحد أهم الإنتاجات الأدبية في أوروبا خلال العصور الوسطى. وفي ظل حكم آل بوربون، استقرت الأمور، وأصبحت باريس مركزًا ثقافيًا ممتازًا. ثم جاء القرن السابع عشر، حيث العصر الذهبي للأدب الفرنسي، وفيه بلغ الأدب المسرحي ذروته، بفضل كورني، وراسين، وموليير وارتقى الشعر الغنائي والهجاء بفضل جان دي لافونتين، وبوالو. وبلغ النشر الفني الكمال في مؤلفات بليز باسكال، ومدام دي سيفيني وبوسويه ومدام دي لافاييت، ولاروش فوكو، وجان دي لا برويير.
شكل الأدب الروسي في تاريخ الأدب العالمي مرحلة مؤثرة بالكتابة وتنويعات الجمال ووسائل التعبير الكتابية. في القرن الثامن عشر، خلال عصر التنوير الروسي، تعزز تطور الأدب الروسي من خلال أعمال ميخائيل لومونوسوف ودينيس فونفيزن، وفي أوائل القرن التاسع عشر، ظهر بعضا من أعظم الكتاب على الأطلاق. بدأت تلك الفترة والمعروفة أيضا باسم العصر الذهبي للشعر الروسي مع ألكسندر بوشكين، الذي يعتبر مؤسس اللغة الأدبية الروسية الحديثة، وكثيرا ما كان يوصف بشكسبير الروسي.

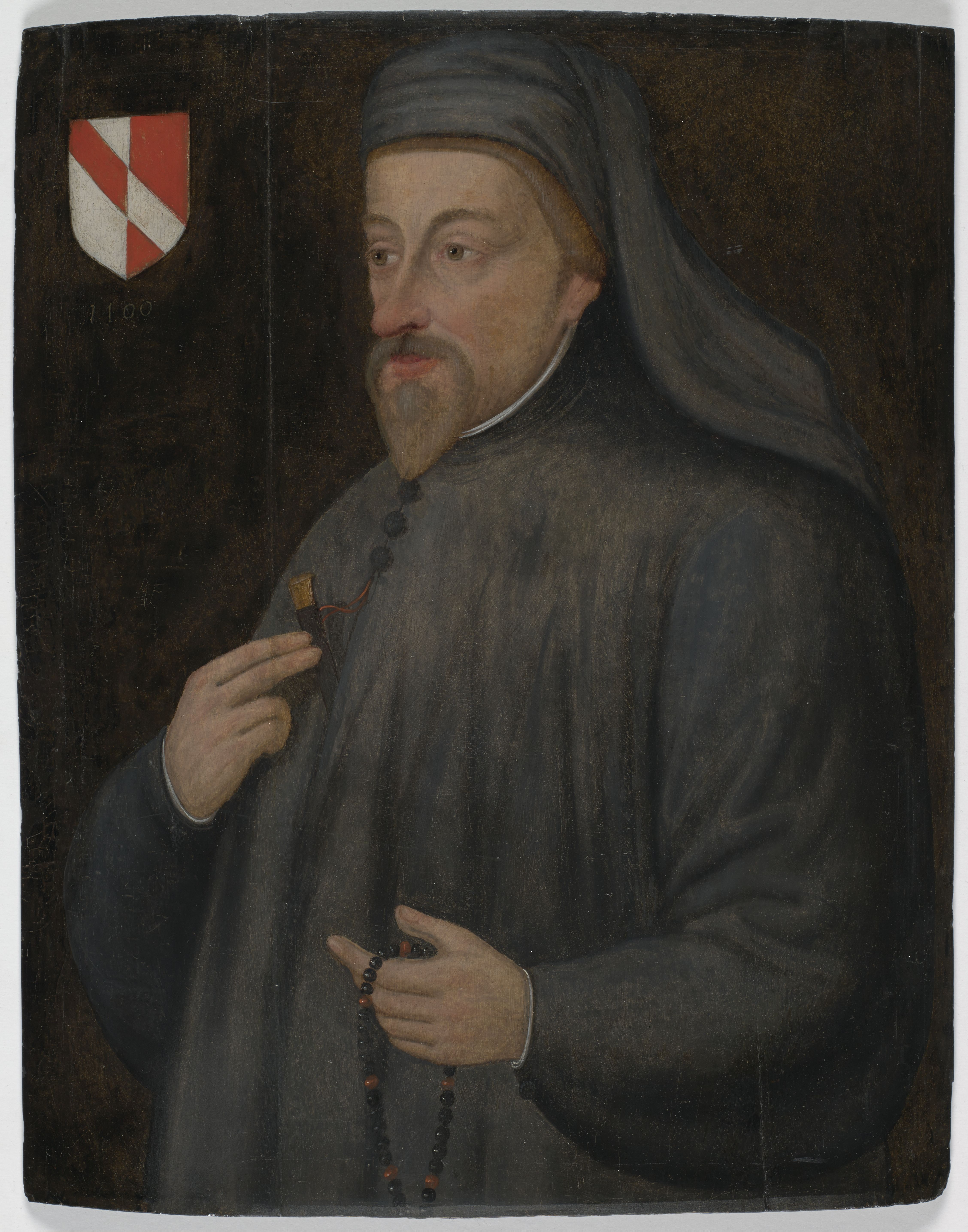
جيفري تشوسر كاتب وشاعر وفيلسوف، قام بكتابة كتاب مشهور وهو حكايات كانتربري.

وضع الكّتاب الإنجليزيين مؤلفاتهم باللغة اللاتينية في بداية الأمر، ومن هؤلاء بي دي وألكون. في حين أن عصر الأدب الإنجليزي القديم لم يظهر منه إلا بضعة أعمال أبرزها قصيدة ملحمة بيوولف، والنثر العلماني حامل عنوان وقائع الأنجلوسكسونية، بالإضافة إلى بعض الكتابات المسيحية مثل «جوديث». في أعقاب الغزو النورماندي استمر تداول اللاتينية بين الفئات المتعلمة، فضلاً عن أدب الأنجلو نورمان. ظهر الأدب الإنجليزي الأوسط مع جيفري تشوسر مؤلف كتاب حكايات كانتربري، جنباً إلى جنب مع الشاعر بيرل ولانجلاند. وكان الفرنسيسكان، ويليام الأكهامي وروجر بيكون من الفلاسفة الرئيسيين في القرون الوسطى، وظهرت أيضًا بضعة أعمال صوفية منها كتاب جوليان النورويشوية «من وحي الحب الإلهي» الذي يعتبر من الكتابات الصوفية المسيحية البارزة. بدأت النهضة الإنجليزية الأدبية في الأدب الإنجليزي الحديث الأول مع وليام شكسبير، الذي تشمل أعماله هاملت وروميو وجولييت، وماكبث، وحلم ليلة منتصف الصيف، وهو لا يزال واحداً من أكثر الكتاب البارزين في الأدب الإنجليزي،
ويتميز الأدب الألماني ببعده عن المركزية ويحرص الأدباء والشعراء على تأكيد فرديتهم ونفورهم من القواعد الأكاديمية المفروضة، وسعيهم إلى تصوير علاقة الإنسان بخالقه وبالطبيعة التي تحيط به، وبظمئهم إلى المعرفة كما تجسد في قصة فاوست التي قرأها الناس كتابًا شعبيًا في عام 1587، ثم صاغ منها غوته درته المسرحية فاوست، وتناولها توماس مان في رواية دكتور فاوستوس.
تطول قائمة الأدباء الأوروبيين البارزين ولكن منهم: دانتي أليغييري وميغيل دي ثيربانتس ووليام شكسبير وتشارلز ديكنز وفيودور دوستويفسكي وأنطون تشيخوف والأخوين غريم وهانس كريستيان أندرسن وجوناثان سويفت وجيوفاني بوكاتشيو وآرثر كونان دويل وأغاثا كريستي ولويس كارول وج. ر. ر. تولكين وسي. إس. لويس وليو تولستوي الذي اشتهر من خلال الحرب والسلم.
تضم قائمة منظرّي الفلسفة الغربية أسماء عديدة أبرزها أوغسطينوس، وتوما الأكويني، وفرانسيس بيكون، وبليز باسكال، وهوغو غروتيوس، وغيورغ فيلهلم فريدريش هيغل، وجان جاك روسو، وجان كالفن، وسورين كيركغور، وكارل بارث، وليو تولستوي، وألبرت شوايتزر وإسحاق نيوتن. أما أعلام الأدب الحاليون والحائزون على جائزة نوبل فمنهم: ت. س. إليوت في عام 1948 والكاتب والشاعر روديارد كبلينغ في عام 1907 والأديب والروائي ألكسندر سولجنيتسين في عام 1970 والكاتب فرنسوا مورياك في عام 1952 والأديبة سيغريد أوندست في عام 1928 والأديب والفيلسوف رودلف أوكن في عام 1908.

#### الموسيقى

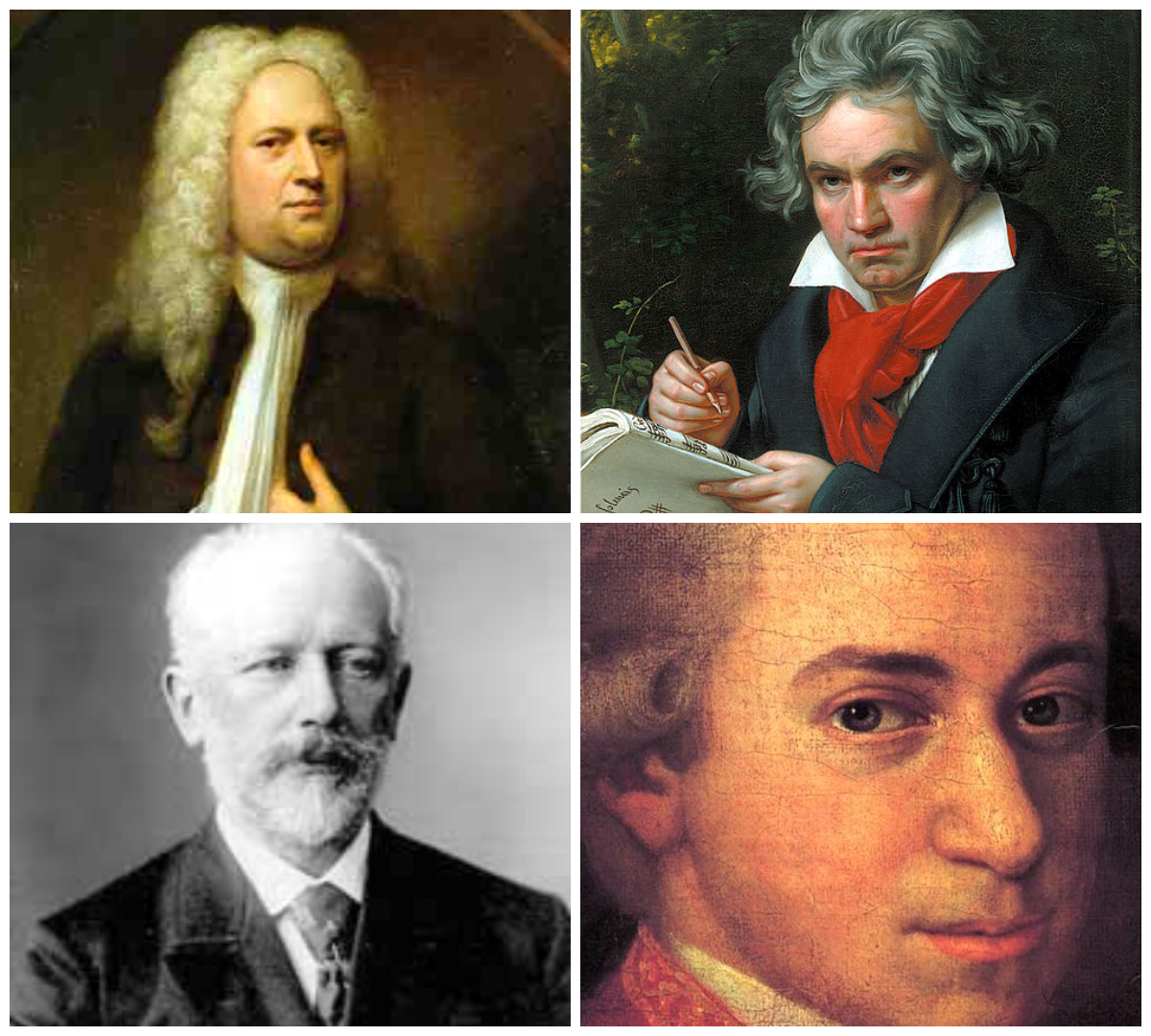
موسيقيون أوروبيين مشاهير، باتجاه عقارب الساعة من الأعلى واليسار: جورج فريدريك هاندل ولودفيج فان بيتهوفن وفولفغانغ أماديوس موتسارت وبيتر إليتش تشايكوفسكي.

لعبت الموسيقى أبداً دوراً هاماً في الثقافة الأوروبية سواء كانت موسيقى شعبية أو كلاسيكية. ابتكرت بعض الأدوات المرتبطة بالموسيقى الكلاسيكية بما في ذلك البيانو والكمان في أوروبا كما يمكن العودة في أصول الأنماط الموسيقية الكلاسيكية السائدة مثل سيمفونية وكونشرتو وسوناتا إلى ابتكارات القرنين السادس عشر والسابع عشر في أوروبا.
من أشهر الملحنين الأوروبيين الروس: بيتر إليتش تشايكوفسكي وغوستاف مالر ودميتري شوستاكوفيتش وسيرغي بروكوفييف وأليكساندر سكريابين وسيرجي رخمانينوف وموديست موسورسكي وألكسندر بورودين ونيكولاي ريمسكي كورساكوف؛ ومن الملحنين الألمان: يوهان سباستيان باخ ولودفيج فان بيتهوفن ويوهانس برامس وروبرت شومان وريتشارد فاغنر وريتشارد شتراوس؛ ومن الملحنين النمساويين: فرانز شوبرت وجوزيف هايدن وفولفغانغ أماديوس موتسارت وأنطون بروكنر وغوستاف مالر؛ ومن الملحنين الفرنسيين: هيكتور بيرليوز وغيوم دو ماشو وفرانسوا كوبران وجون باتيست لولي وجون فيليب رامو وكلود ديبوسي؛ ومن الملحنين الطليان: ألساندرو سكارلاتي وأركانجلو كوريلي وأنطونيو فيفالدي وجاكومو بوتشيني وكلاوديو مونتيفيردي؛ ومن الملحنين الإسبان خواكين رودريغو وإسحق ألبينيز؛ ومن الملحنين التشيكيين: بدرجيخ سميتنا وليوش ياناتشيك وأنتونين دفورجاك وبوهسلاف مارتينو؛ ومن الملحنين المجريين: بيلا بارتوك وفرانز ليست؛ ومن الملحنين الرومانيين: جورج اينيسكو؛ ومن الملحنين النرويجيين إيدفارد جريج وغيرهم.

أعضاء فرق البيتلز البريطانية تٌعتبر الفرقة أنجح فرقة موسيقية في التاريخ بحسب النقاد.

تطورّت أنماط موسيقية أوروبية حديثة في العصور الحديثة وتبنّت عدد من الفرق الموسيقية أنماط موسيقية من الولايات المتحدة مثل موسيقى البلوز والجاز، والبوب، والراب، والهيب هوب. وكانت المملكة المتحدة الأكثر نجاحًا في إعادة تصدير هذا النوع من الموسيقى وخلق العديد من الأنواع الموسيقية الخاصة تمثل في قترة غزو الفرق الموسيقية البريطانية في سنوات 1960. من بين هذه الفرق كانت البيتلز وبارز وميلودي والرولينج ستونز وسبايس جيرلز وذا كلاش وون دايركشن، كما وبرز عدد من المغنين البريطانيين أمثال جورج مايكل وكليف ريتشارد وكريس دو بيرغ وأديل وآمي واينهاوس. اشتهرت السويد أيضاً بالعدد الكبير من فرق موسيقى هيفي ميتال (معظمها ديث ميتال وميلوديك ديث ميتال)، وكذلك فرق البروغريسيف والباور ميتال. اشتهرت السويد أيضاً بالعدد الكبير من فرق موسيقى هيفي ميتال (معظمها ديث ميتال وميلوديك ديث ميتال)، وكذلك فرق البروغريسيف والباور ميتال والموسيقى الألكترونية. بعض الأمثلة على ذلك فرق إن فليمز ز أمون أمارث وهامرفول وبين أوف سالفيشن ودارك ترانكويليتي وأوبث وأرك إينيمي وميشوغا وسويدش هاوس مافيا وآبا. كما أن عازف الإيتار الكلاسيكي الحديث يانجوي مالمستين هو من السويد. ومن الفرق الإيرلندية العالمية ذا سكرايبت ومن المغنين الإسبان المشاهير عالميًا إنريكيه إغليسياس وخوليو إجلسياس وكامارون ديلا إيسلا أشهر مغني موسيقى الفلامنكو الأندلسية، كما اجتاجت الموسيقى الرومانية والبلقانيّة واليونانيّة العديد من الملاهي الليليّة والحفلات العالمية موسيقى مغنين أمثال ألكسندرا ستان وإينا وإيلينا يونيسكو.
بعض من أهم المناسبات والمسابقات الموسيقية الأوروبيّة في القارة هي مسابقة يوروفيجن للأغاني وهي مسابقة غنائية ينظمها الاتحاد الإذاعي الأوروبي منذ عام 1956. وتعد المسابقة أكبر حدث غير رياضي من حيث عدد المشاهدين، فيقدر عدد مشاهديه بين 100 مليون إلى 600 مليون شخص حول العالم في السنوات الأخيرة. فضلًا عن واحد من أكبر المناسبات الموسيقية الإلكترونيّة مهرجان تومورولاند في بلجيكا والمهرجان الإسباني مهرجان انترناسيونال دي بنيقاسم والمهرجان الدنماركي مهرجان روسكيلد ومهرجان إكزيت الصربي في نوفي ساد.

#### المسرح

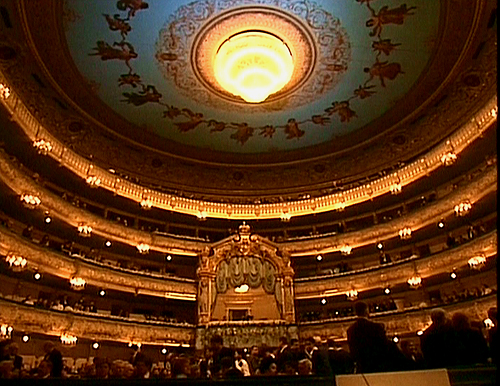
مسرح مارينسكي في سانت بطرسبرغ، من أبرز المسارح الموسيقية في روسيا حيث عرضت عليه روائع تشايكوفسكي وموسورجسكي وكورساكوف للمرة الأولى.

يمكن العودة بأصول المسرح الأوروبي إلى العهد اليوناني الكلاسيكي والذي تأثر بشدة من بعده بنظيره المسرح الروماني. كما هو الحال مع الكثير من الأصناف الأدبية الأخرى فإن المسرح الروماني يميل إلى ترجمة وتكييف المسرح اليوناني. كما أن العديد من المسرحيات الكوميدية لبلوتوس كانت ترجمة مباشرة لأعمال ميناندير فضلًا أعطت مسرحيات موليير لمسة هامة ومنعطف هام في تاريخ المسرح الفرنسي الكوميدي. كما وكتب فولتير العديد المسرحيات والتي تركت لمستها على تاريخ المسرح الفرنسي والمسرح الأوروبي عامًة.
خلال القرن السادس عشر وحتى القرن الثامن عشر كان المسرح الكوميدي شكلاً من أشكال المسرح الارتجالي والذي لا يزال قائماً إلى يومنا هذا. كانت الفرق المسرحية تجول البلاد وتنصب مسرحها في الهواء الطلق وتوفر التسلية في شكل ألعاب خفة وألعاب بهلوانية ومسرحيات كوميدية مبنية على شخصيات قائمة بنص خام تعرف باسم «كانوفاتشيو».
في عام 1740 تأسس مسرح المدرسة العسكرية ونشط حتى العام 1757 الذي يعد المنعطف الأكثر أهمية في تاريخ المسرح الروسي، أي حين تأسس المسرح المحترف الكبير (البولشوي) والصغير (المالي) للمسرح والباليه والموسيقى في كل من سانت بطرسبرغ وموسكو، وبتمويل مباشر من البلاط.

#### السينما

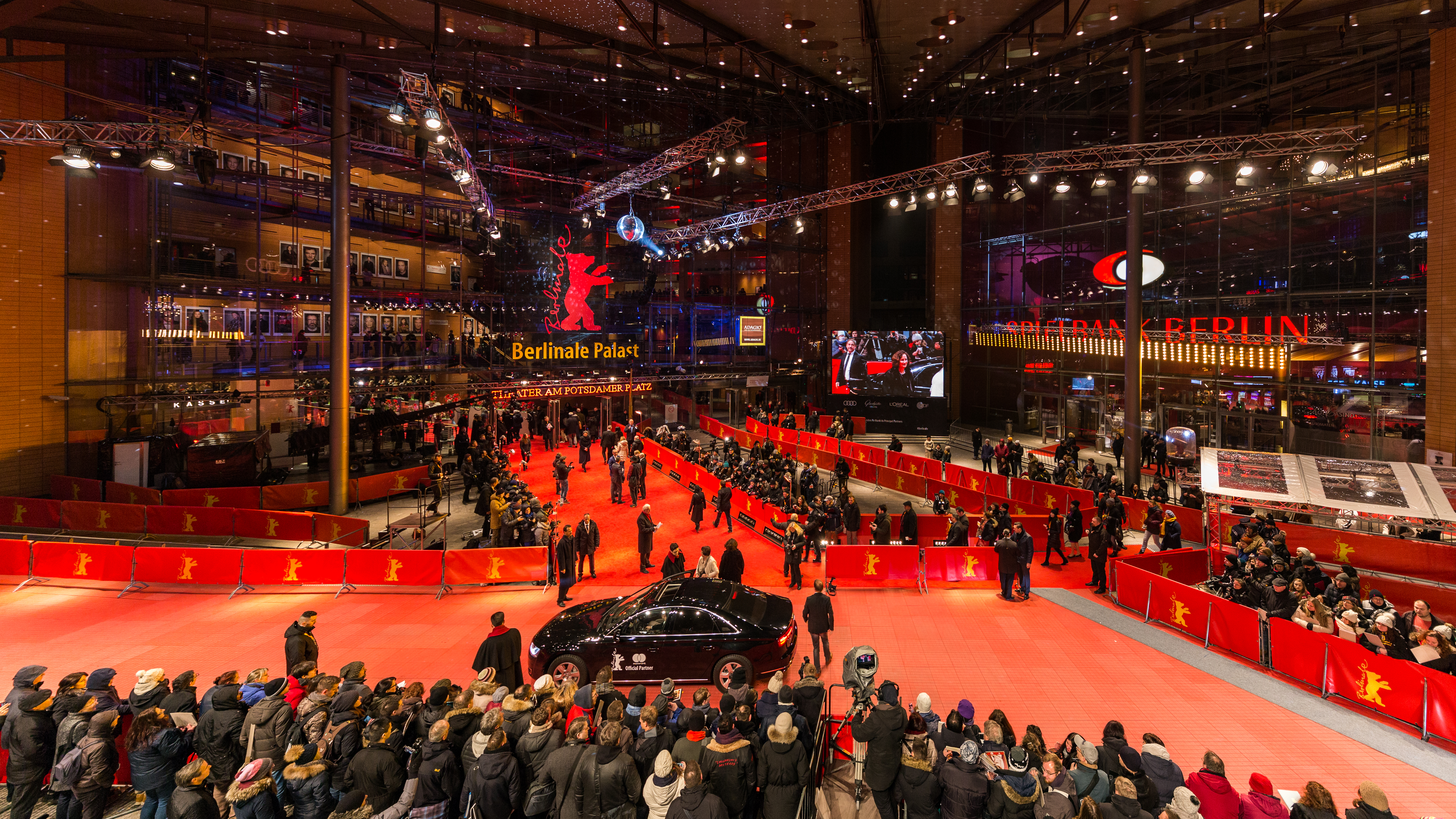
جانب من مهرجان برلين السينمائي الدولي.

كان الأوروبيون من رواد صناعة السينما، مع العديد من أسماء المهندسين والفنانين الذي أحدثوا تأثير ملموس خاصًة في نهاية القرن التاسع عشر. وفي سنة 1888 قام لويس لي برينس في أول فيلم سينمائي معروف مسجل. وكان الاخوة سكلادانوسكي من برلين من أوائل المنجين السنمائيين. وبدأ تاريخ السينما الأوروبية رسميًا مع عرض الإخوة لوميير السينمائي الأول سنة 1895 في باريس والتي عدّت من أشهر أوائل العروض السينمائية. تلاها عصر السينما الصامتة، وهي الفترة التي حققت فيها السينما الأوروبية نجاحًا تجاريًا كبيًرا. وظلت كذلك حتى عشية الحرب العالمية الثانية. بدأ بافتتاح دور السينما في روسيا في عام 1903. في عام 1911 عرض على الشاشة أول فيلم روائي طويل في روسيا هو الدفاع عن سيفاستوبول، وشهدت السينما الروائية الروسية مرحلة الازدهار الأولى في أعوام الحرب العالمية الأولى وبرزت فيها ممثلات وممثلون مشهورون كما تطورت الصحافة السينمائية بسرعة. وحين كانت الحرب في ذروتها في عام 1916 صدرت في روسيا 11 مجلة سينمائية لكن لم يتبق ما مجموعه 2,700 فيلم أنتج في زمن الإمبراطورية الروسية حتى عام 1917 سوى 300 فيلم سينمائي.
وتشمل الحركات السينمائية الأوروبية السينما التعبيرية الألمانية (1920)، والسينما الفرنسية الانطباعية (1920)، والسينما الواقعية الشعرية (1930)، والسينما الواقعية الجديدة الإيطالية (1940)؛ وهي الفترة التي أطلق عليها لقب «هوليوود أخرى». تأسست أول استوديو سينمائي في أوروبا، استوديو بابلسبيرغ بالقرب من مدينة برلين في عام 1912.
وتشمل الحركات السينمائية ما بعد الحرب العالمية الثانية السينما الحرة (1950)، وسينما الموجة الجديدة الفرنسية (1950-1960)، ومدرسة الأفلام البولندية (1950-1960)، وسينما الموجة الجديدة التشيكوسلوفاكية (1960)، والسينما الألمانية الجديدة (1960-1980)، وسينما الموجه الجديدة البريطانية (1950-1960)، وسينما السباغيتي الغربية (1960) وسينما نوفو البرتغالية (1960-1970). وشهد مطلع القرن الواحد والعشرين حركات وموجات سينمائية مثل دوغما 95 الدنماركية والموجة السينمائية الرومانية الجديدة ومدرسة برلين. من أكثر المهرجانات السينمائية الأوروبية أهمية في العالم مهرجان كان السينمائي الفرنسي ومهرجان برلين السينمائي الدولي الألماني ومهرجان البندقية السينمائي وهو أقدم أقدم مهرجان سينمائي في العالم.

### العلوم والتقنية والابتكار

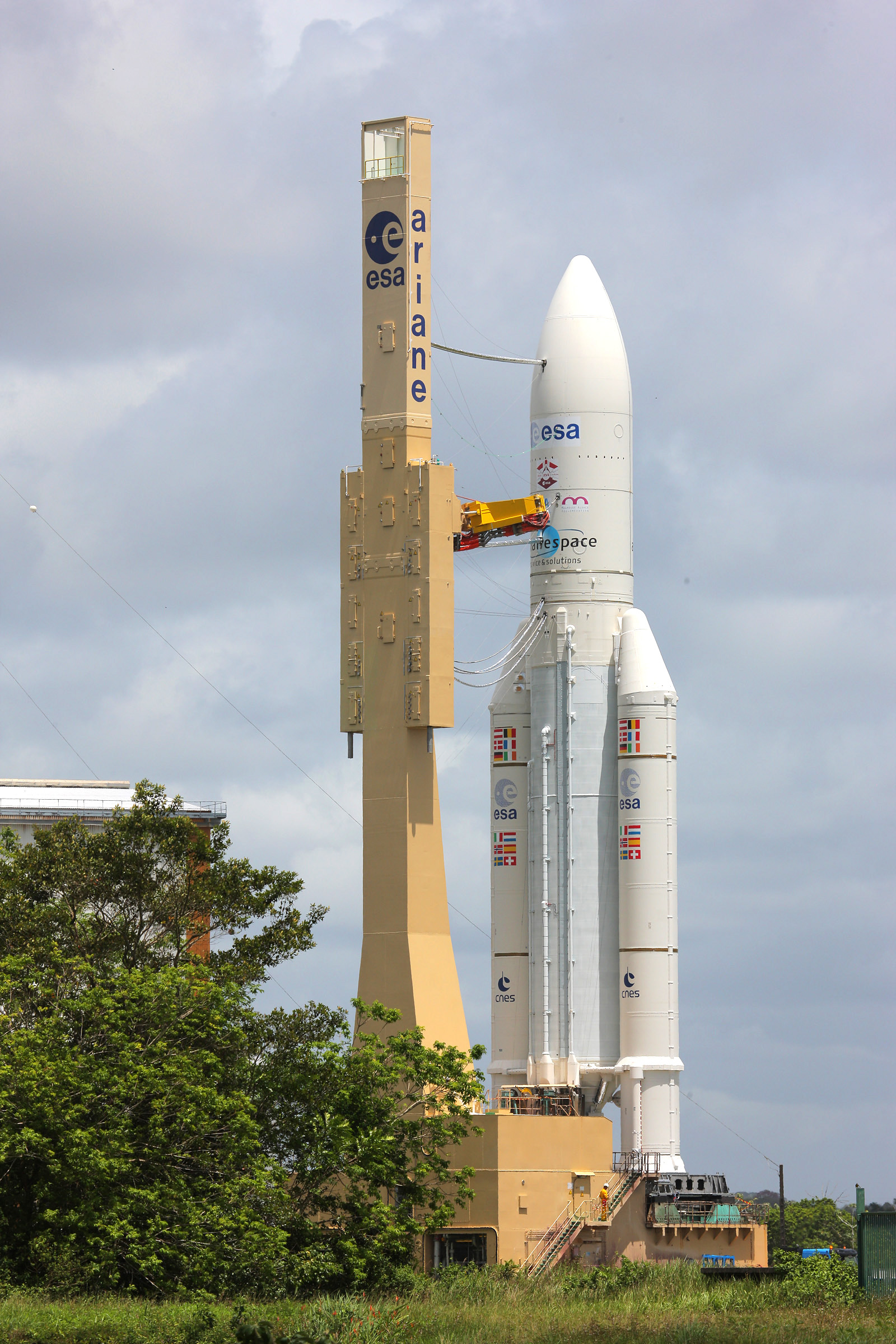
صاروخ فيغا الأوروبي.

كانت أوروبا مهد العديد من العقول العلمية البارزة عبر القرون. من بينها وربما الأكثر شهرة في التاريخ، العديد من الأوروبيين عبر التاريخ سجلوا إسهامات كبيرة في تطوير العلوم والرياضيات من العصور الوسطى إلى اليوم. كما برزوا وعملوا كافة في حقول العلوم من الطب والفيزياء والكيمياء والاختراعات، ويعتبر عدد من العلماء الأوروبيين آباء لحقول علمية عديدة، بما في ذلك، ولكن ليس على سبيل الحصر، الفيزياء الحديثة، والصوتيات، وعلم المعادن، والكيمياء الحديثة، وعلم التشريح الحديث، وعلم الطبقات، وعلم الجراثيم، وعلم الوراثة والهندسة التحليلية، وعلم الكون الفيزيائي. اختراعات العلماء الأوروبيين تشمل أول آلة صناعية الغزل وأول حاسب آلي وأول جهاز حاسوب وشبكة الإنترنت العالمية جنباً إلى جنب مع إتش تي تي بي 404 ولغة رقم النص الفائق، وأول عملية نقل دم بشري ناجحة، والمكنسة الكهربائية، وآلة تهذيب الحشائش، وحزام الأمان والحوامات، والمحركات الكهربائية، والميكروفون، والمحرك البخاري، والبطارية، وسماعة الطبيب، والآلة الحاسبة الميكانيكية، والبيديه، وطريقة بريل، والميكانيكية طباعة الحروف المتحركة، وبندول فوكو، ونظريات مثل نظرية داروين في التطور، والنظرية الذرية. وطور نيوتن أفكار الجاذبية الكونية، ميكانيكا نيوتن، وحساب التفاضل، وقانون المرونة الخاص بروبرت هوك والمسمى باسمه. تشمل الاختراعات الأخرى صفيحة حديد السكك الحديدية، وتعبيد الطرق، والشريط المطاطي، ومصيدة الفئران، وجهاز سلامة «عين القطة» على الطرق، وتطوير وصلة المصباح الساطع، القاطرات البخارية، وثقابة البذور، والمحركات النفاثة، والعديد من التقنيات الحديثة والتكنولوجيات المستخدمة في الهندسة الدقيقة. تمت تسمية العديد من وحدات كهربائية. كما يقول الخبراء أن المفهوم الأول للنظام المتري اخترعه الإنجليزي جون ويلكنز، السكرتير الأول للجمعية الملكية في عام 1668.

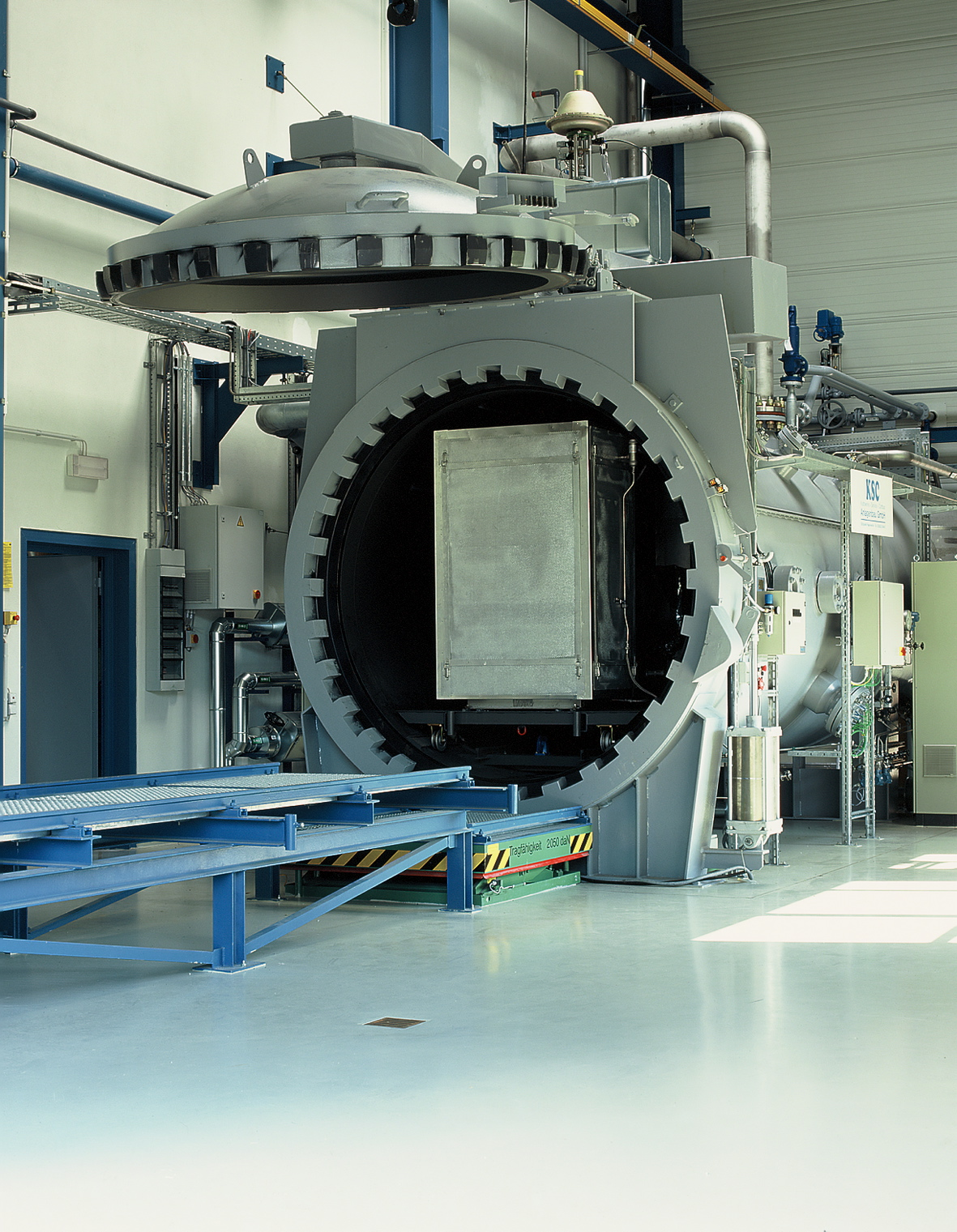
تجربة في مركز أبحاث دريسدن.

تشمل الشخصيات اليونانية البارزة في ميدان العلوم: أرخميدس، وبطليموس وإقليدس. ومن الشخصيات الإيطالية: ليوناردو دا فينشي، وغاليليو غاليلي، وإنريكو فيرمي، وجيوفاني دومينيكو كاسيني، وأليساندرو فولتا، ولاغرانج وفيبوناتشي، ولادزارو سبالانساني، وكاميلو غولجي وغولييلمو ماركوني. ومن الشخصيات البريطانية البارزة في ميدان العلوم والرياضيات: السير إسحاق نيوتن، ومايكل فاراداي، وروبرت هوك، وروبرت بويل، وجوزيف بريستلي، وجيمس وات، وجوزيف جون طومسون، وتشارلز باباج، وتشارلز داروين، وستيفن هوكينغ، وكريستوفر رن، وآلان تورنغ، وفرانسيس كريك، وجوزف ليستر، وتيم بيرنرز لي، وأندرو وايلز وريتشارد دوكينز. ومن الشخصيات الألمانية: ألبرت أينشتاين، ويوهانس كيبلر، ويوهان غوتنبرغ، وماكس بلانك، وكارل بنز وغوتفريد لايبنتس. ومن العلماء الروس: إيفان بافلوف، وديميتري مندلييف، وإيليا ميتشنيكوف، ونيكولاي لوباتشيفسكي، وميخائيل لومونوسوف، وألكساندر بوبوف، وإيغور سيكورسكي وسيرجي كوروليوف. ومن العلماء الأرمن: إميل أرتين وفيكتور أمبارتسوميان. ومن العلماء الفرنسيين: ألبير جاكار، ولوك مونتانييه، وجاك لاكان، وبيار كوري، وليون فوكو، وجان باتيست لامارك، ولورن دالمبير، ودنيس ديدرو، وبليز باسكال، ورينيه ديكارت، وسادي كارنو، ولوي باستير، وأنطوان لافوازييه، وبيير دي فيرما وبيار أبيلار. ومن العلماء البولنديين: نيكولاس كوبرنيكوس، وإغناسي لوكاسيفيتش وماري كوري. ومن العلماء المجريين: إدوارد تيلر وجون فون نيومان. ومن العلماء النمساويين: لودفيغ بولتزمان، وسيغموند فرويد وكورت غودل. ومن العلماء الإسكتلنديين والإيرلنديين: لورد كلفن، وروبرت بويل ووليم روان هاملتون. ومن العلماء الإسبان: سانتياغو رامون إي كاخال. ومن العلماء السويديين: ألفرد نوبل وأندرس سلزيوس. ومن العلماء الدنماركيين: نيلس بور. ومن العلماء الصرب: نيكولا تسلا، ومیهاجلو بابین وميلانكوفيتش. ومن العلماء السويسريين: كارل يونغ.
تعد سرن اختصاراً لـ«المنظمة الأوروبية للأبحاث النووية» أضخم مختبر في العالم في فيزياء الجسيمات كما يستخدم المصطلح سيرن للإشارة إلى المختبر نفسه . يستعمل الاختصار «سرن» للتعبير عن المنظمة نفسها التي تقوم بتشغيل عدة مختبرات عالمية كبيرة أشهرها حاليا مصادم الهادرونات الكبير واختصاره LHC. كما تعتبر وكالة الفضاء الأوروبية وكالة تطور برامج التعاون الفضائي بين أمم أوروبا الغربية. وقد أنشئت في 30 مايو 1975 باندماج منظمة تطوير إطلاق الصواريخ الأوروبية ومنظمة أبحاث الفضاء الأوروبية التي أنشئت عام 1962.
تحصّل الأوروبيين القاطنين في 28 دولة في الاتحاد الأوروبي على 462 جائزة نوبل في مختلف التصنيفات. تأتي المملكة المتحدة في مقدمة الدول الأوروبية المحصلة على جائزة نوبل مع 123 جائزة، تليها ألمانيا مع 105 جائزة، وفرنسا 61 جائزة، وسويسرا 25 جائزة وروسيا 23 جائزة. كانت النسبة المئوية للفائزين بجائزة نوبل من أصول أوروبيَّة خلال النصفين الأول والثاني من القرن العشرين 98% وحوالي 94% على التوالي. خلصت دراسة أجرتها وزارة التجارة الدولية والصناعة إلى أن 54% من أهم الاختراعات في العالم كانت بريطانية. من بين البقية، كانت حوالي 25% اختراعات أمريكية وحوالي 5% اختراعات يابانيّة. كما وتحتل ألمانيا المرتبة الأولى في أوروبا من حيث عدد براءات الاختراع المسجلة. يُذكر أيضًا أنّ خمسة دول أوروبيّة تتربع قائمة أكثر عشرة دول العالم تطورًّا في مجال التكنولوجيا والتقنية العالية.

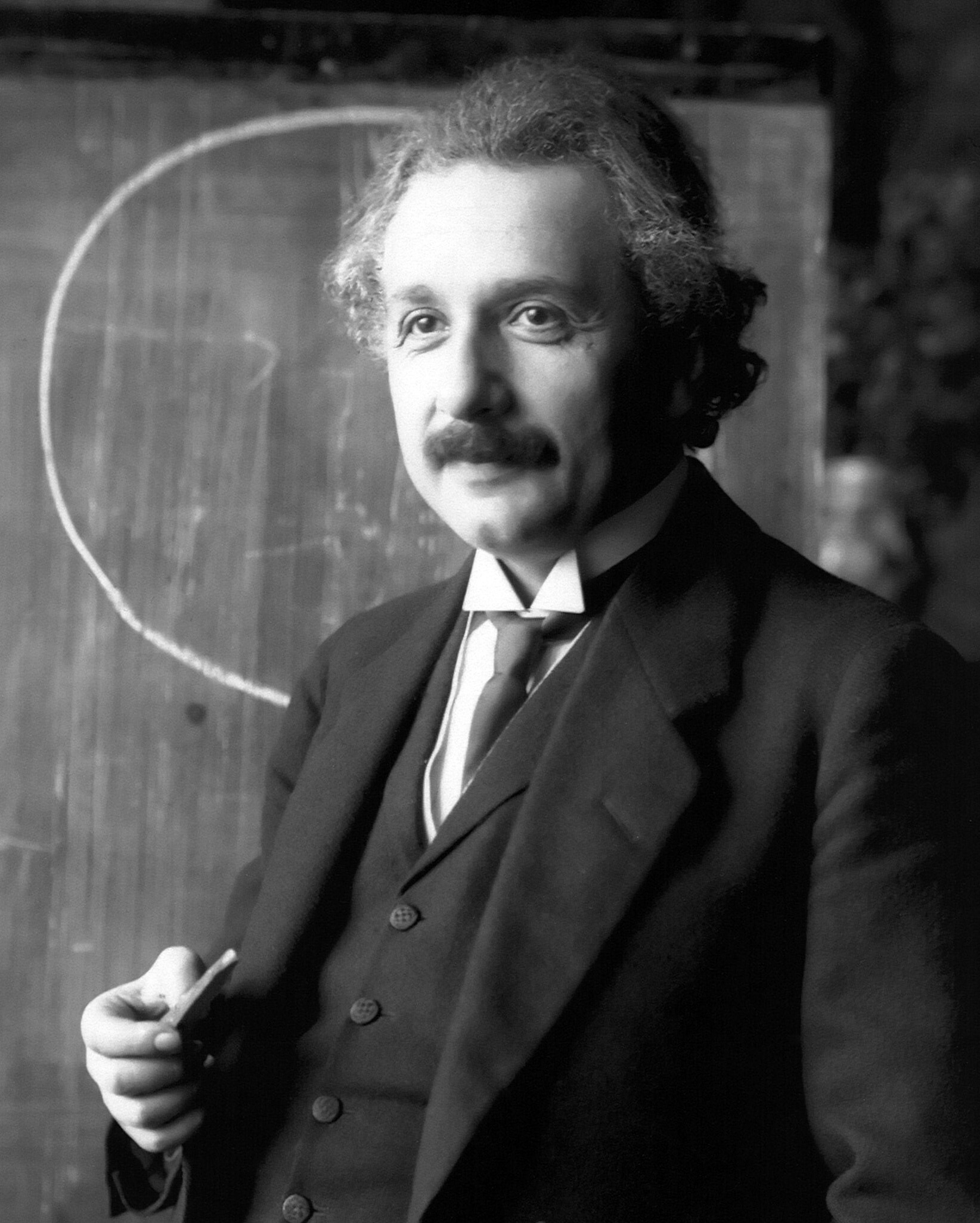
ألبرت أينشتاين
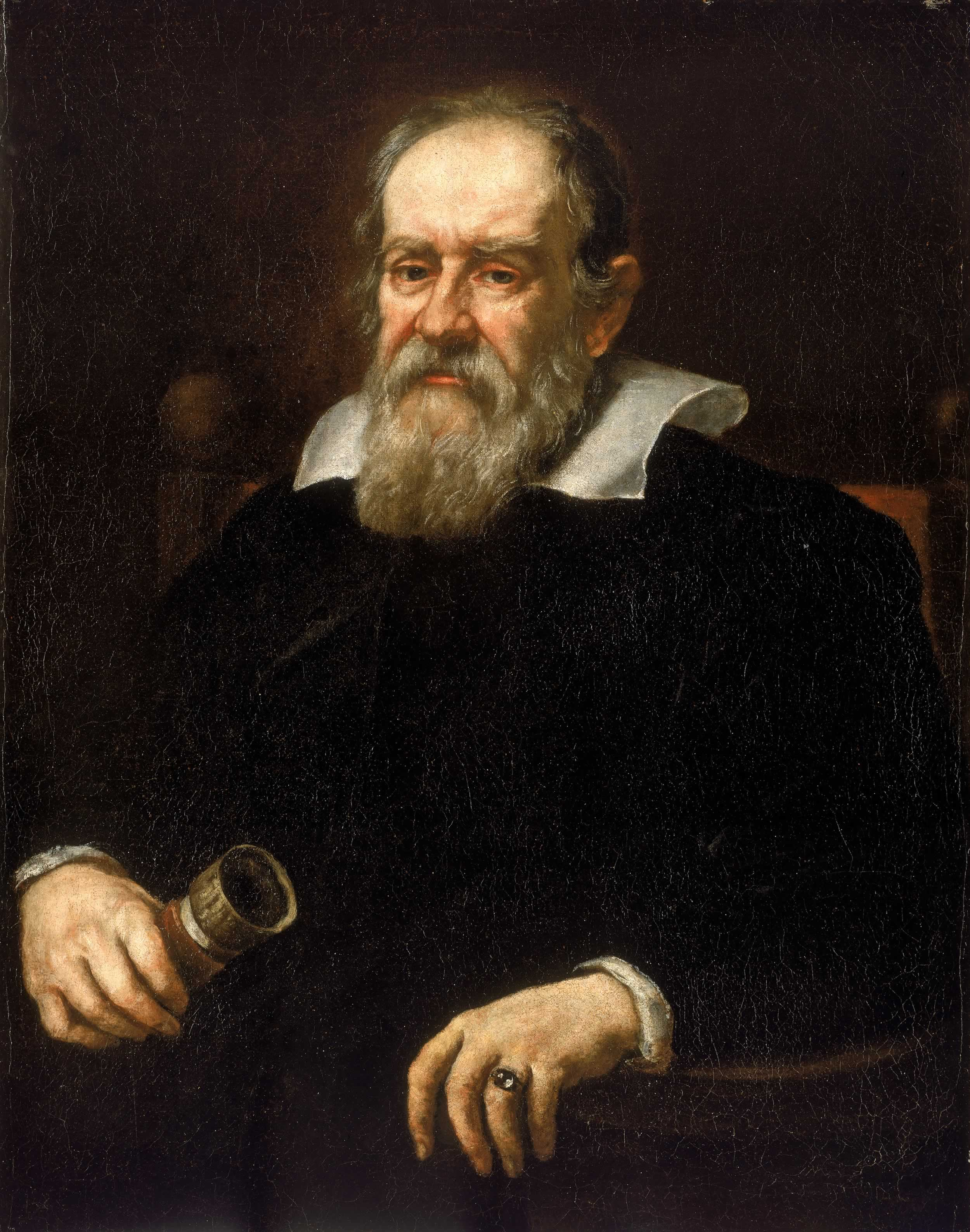
غاليليو غاليلي
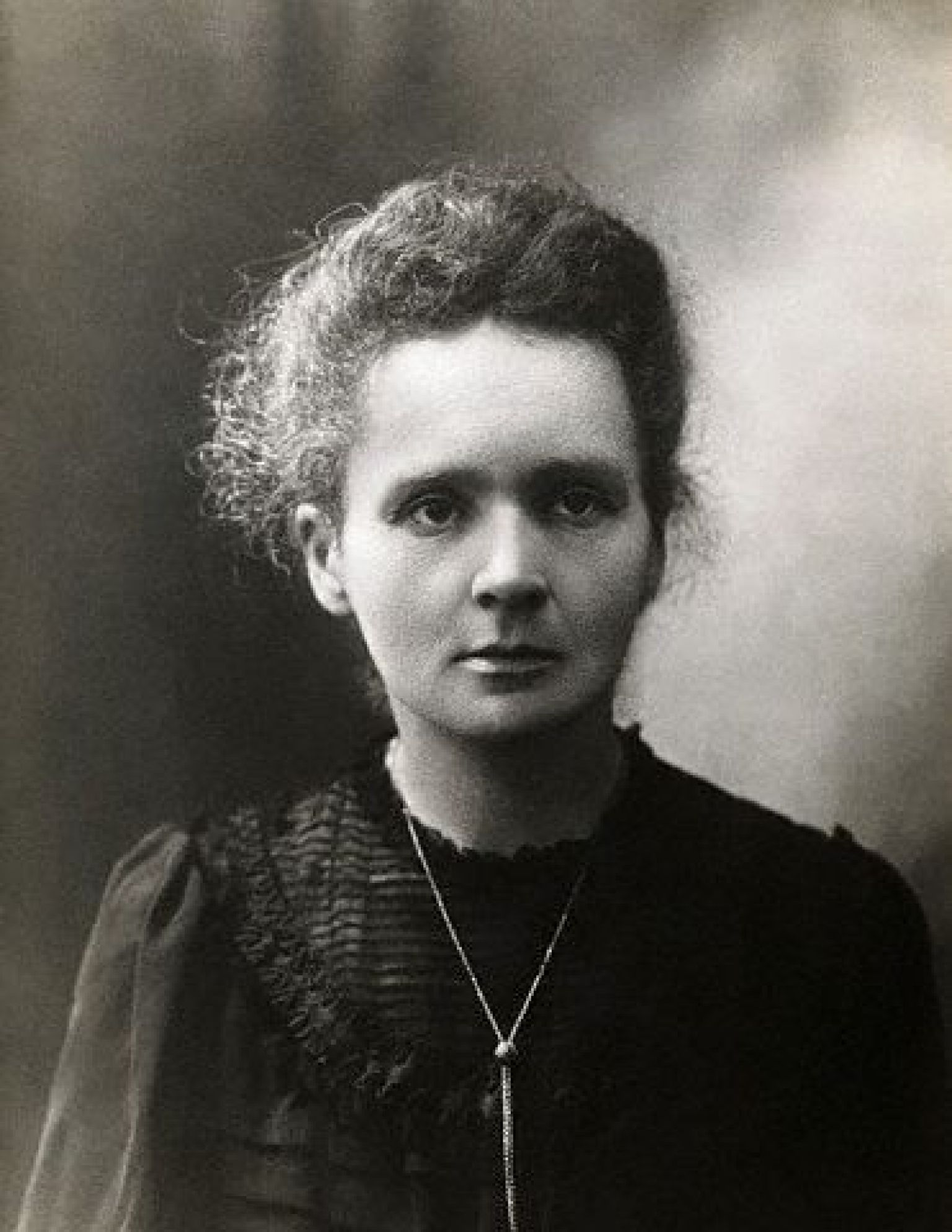
ماري كوري
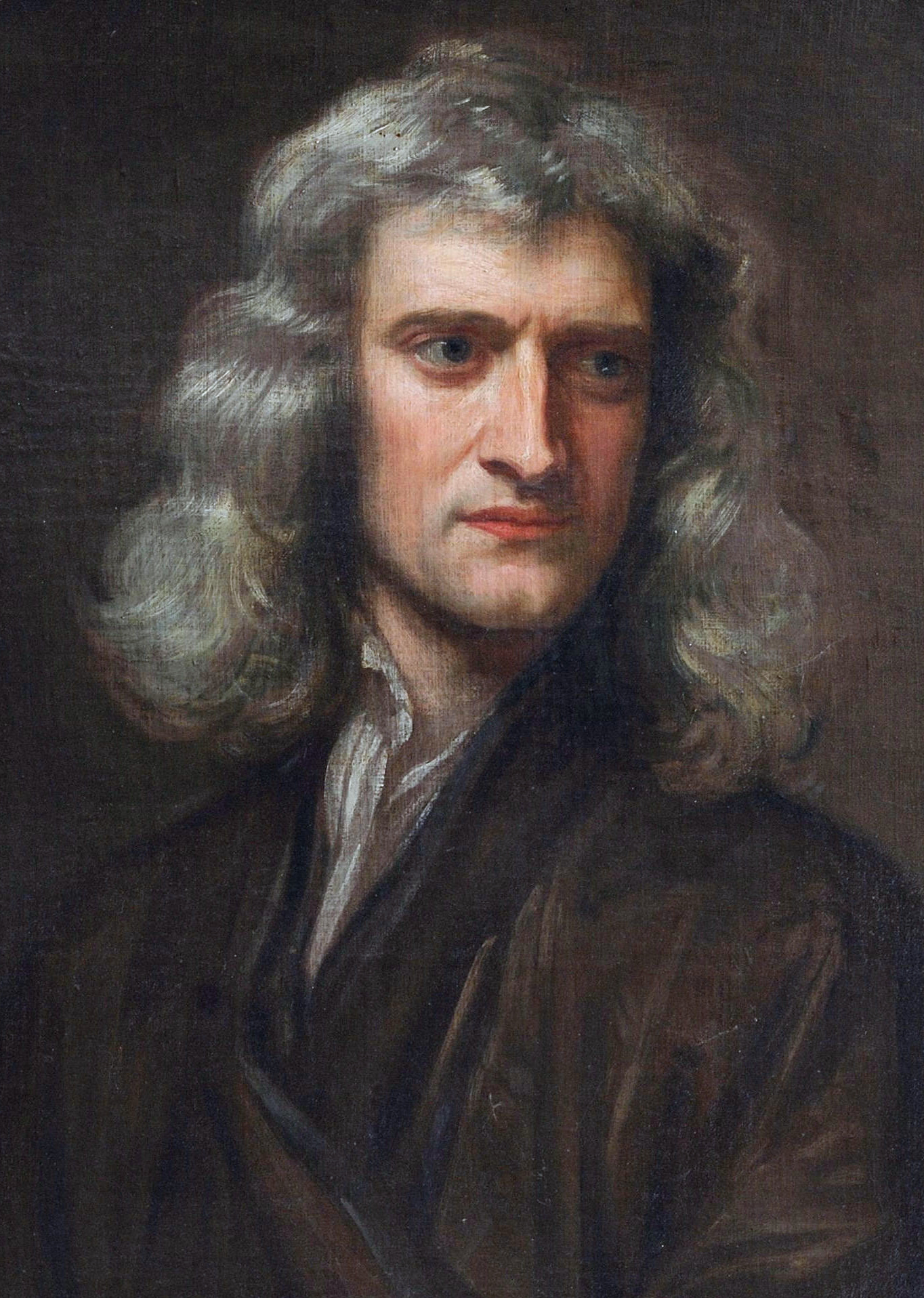
إسحاق نيوتن
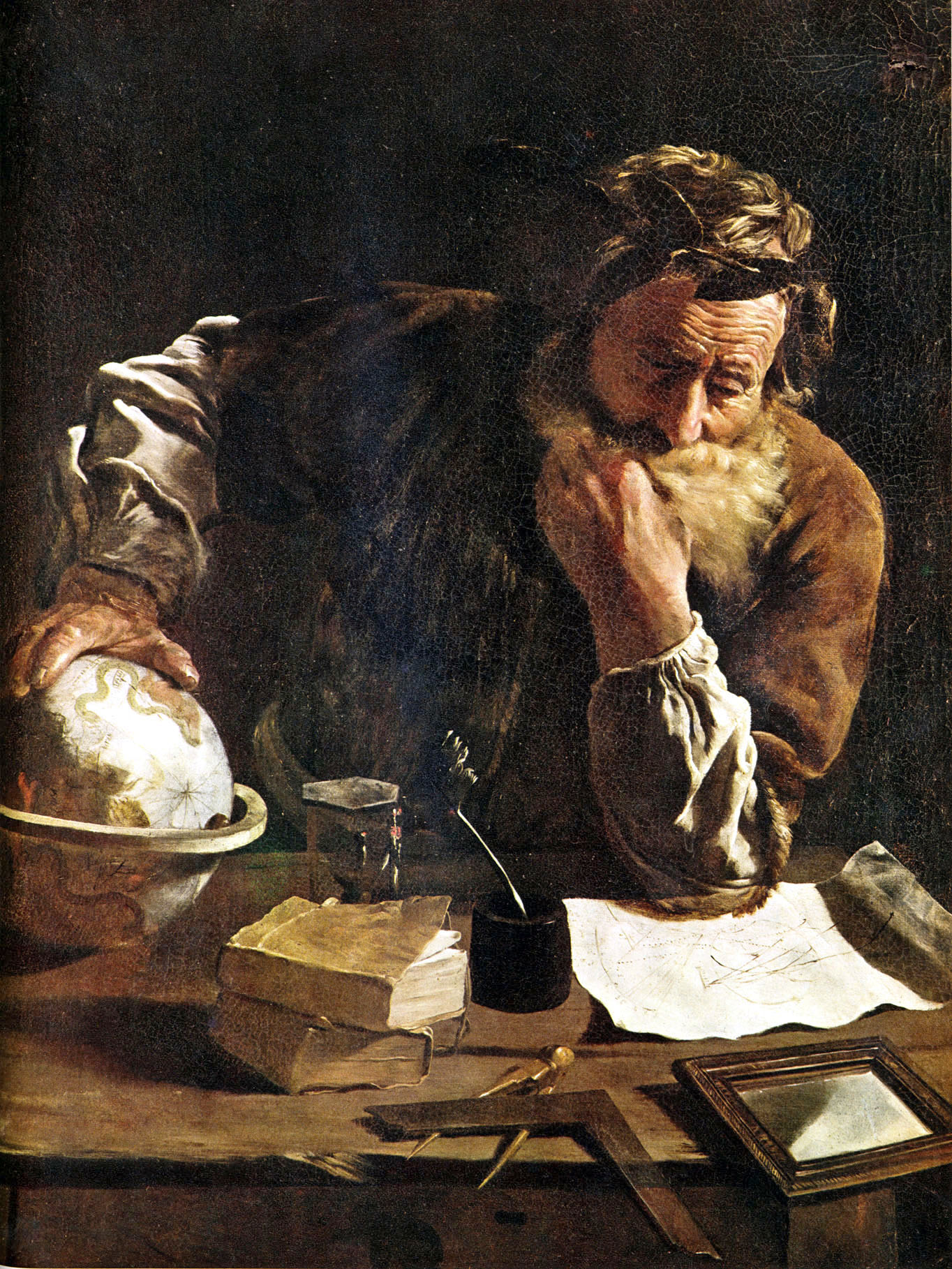
أرخميدس

### الرياضة

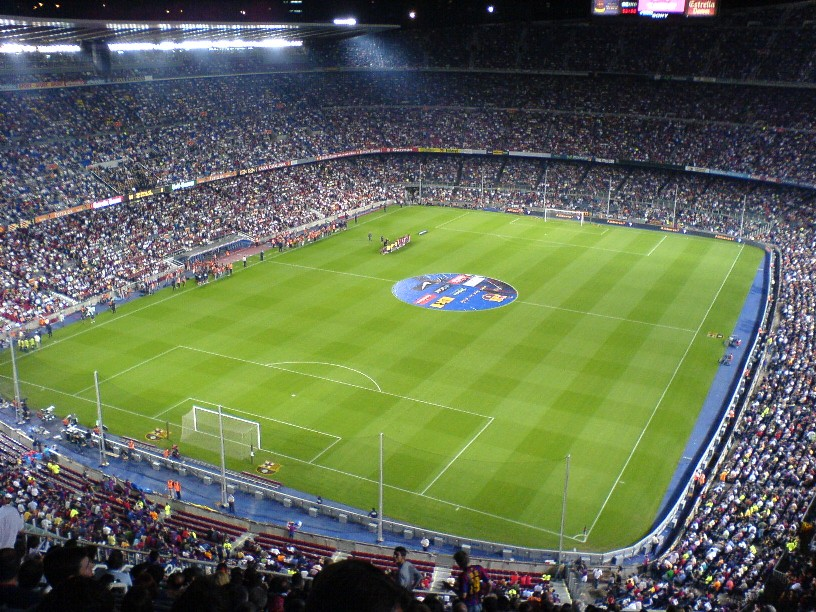
يعد ملعب الكامب نو في برشلونة الأكبر في أوروبا.

أكثر الرياضات شعبية في القارة هي كرة القدم حيث يذكر أنّ رياضة كرة القدم نشأت في إنجلترا، حيث يُعتبر دوري أبطال أوروبا وبطولة أمم أوروبا لكرة القدم أحد أشهر المسابقات الكروية في العالم حالياً. يُعدّ منتخب إيطاليا لكرة القدم ومنتخب ألمانيا لكرة القدم ثاني أكثر المنتخبات الوطنية نجاحاً في مسابقة كأس العالم، حيث حقق الكأس الشهيرة في أربع مناسبات. ويعتبر كل من الدوري الإسباني لكرة القدم والدوري الإيطالي الممتاز والدوري الألماني لكرة القدم أحد أشهر المسابقات الكرة في أوروبا، وتعتبر عدد من الأندية الأوروبية واحدة من أكثر الأندية شهرة في العالم منها ريال مدريد، وبرشلونة، ويوفنتوس، وإيه سي ميلان، وإنتر ميلان، وبايرن ميونخ، وبايرن ميونخ ومانشستر يونايتد.
من الرياضات الأخرى ذات الشعبية الكريكت (خصوصًا في المملكة المتحدة)، واتحاد الرجبي، ودوري الرجبي، وكرة المضرب، وتنس الريشة والاسكواش، وكرة القاعدة، كرة السلة والكرة الطائرة وكرة الماء واتحاد الركبي ودوري الركبي وركوب الدراجات والمبارزة وهوكي الجليد وهوكي الحقل وسباقات السيارات والسباحة. الرياضات الشتوية هي الأكثر شعبية في المناطق الشمالية الأوروبية حيث ينافس الأوروبيين في المباريات الدولية والملاعب الأولمبية. استضافت عدد من المدن في سنوات مختلفة دورة الألعاب الأولمبية آخرها الألعاب الأولمبية الصيفية 2012 في لندن والألعاب الأولمبية الشتوية 2006 في تورنتو.
تمارس عدة ألعاب شعبية في جميع أنحاء القارة وفي بعض الأحيان تدمج في الاحتفالات المحلية. من الأمثلة على ذلك سباق الخيل «باليو» (يشتهر باسم باليو دي سيينا) وسباقات القوارب التقليدية مثل سباق قوارب الجندول في البندقية وسباق القوارب السنوي للجمهوريات البحرية وإعادة تمثيل الرياضات القديمة مثل كالتشيو فيورنتينو وكرة القدم الشاطئية ومصارعة الثيران الإسبانية وتعرف دول أوروبا الشرقية في رياضات المصارعة تمتلك شمال البرتغال فنون دفاع عن النفس خاصة بها مثل جوغو دو باو حيث يستخدم المقاتلون عصياً أو قضباناً لمواجهة واحد أو عدة منافسين في حين تملك فرنسا والمملكة المتحدة تقاليد عريقة في رياضة الفروسية. يعتقد أن الكريكيت تم تطويرها في فترة مبكرة من العصور الوسطى بين المجتمعات الزراعية والتعدينية. يمثل فريق إنجلترا للكريكيت فريقي إنجلترا وويلز معًا، وإحدى المنافسات على أعلى مستوى هي سلسلة آشز بين إنجلترا وأستراليا، والمتنافس عليها منذ عام 1882 م.
من الرياضات الشعبية الأخرى الممارسة بانتظام أو تمتلك دوري خاص بها: التامبوريللو وبوتشي وبوتشيا سو سترادا، وهي لعبة مشابهة لكلوتشيتن.

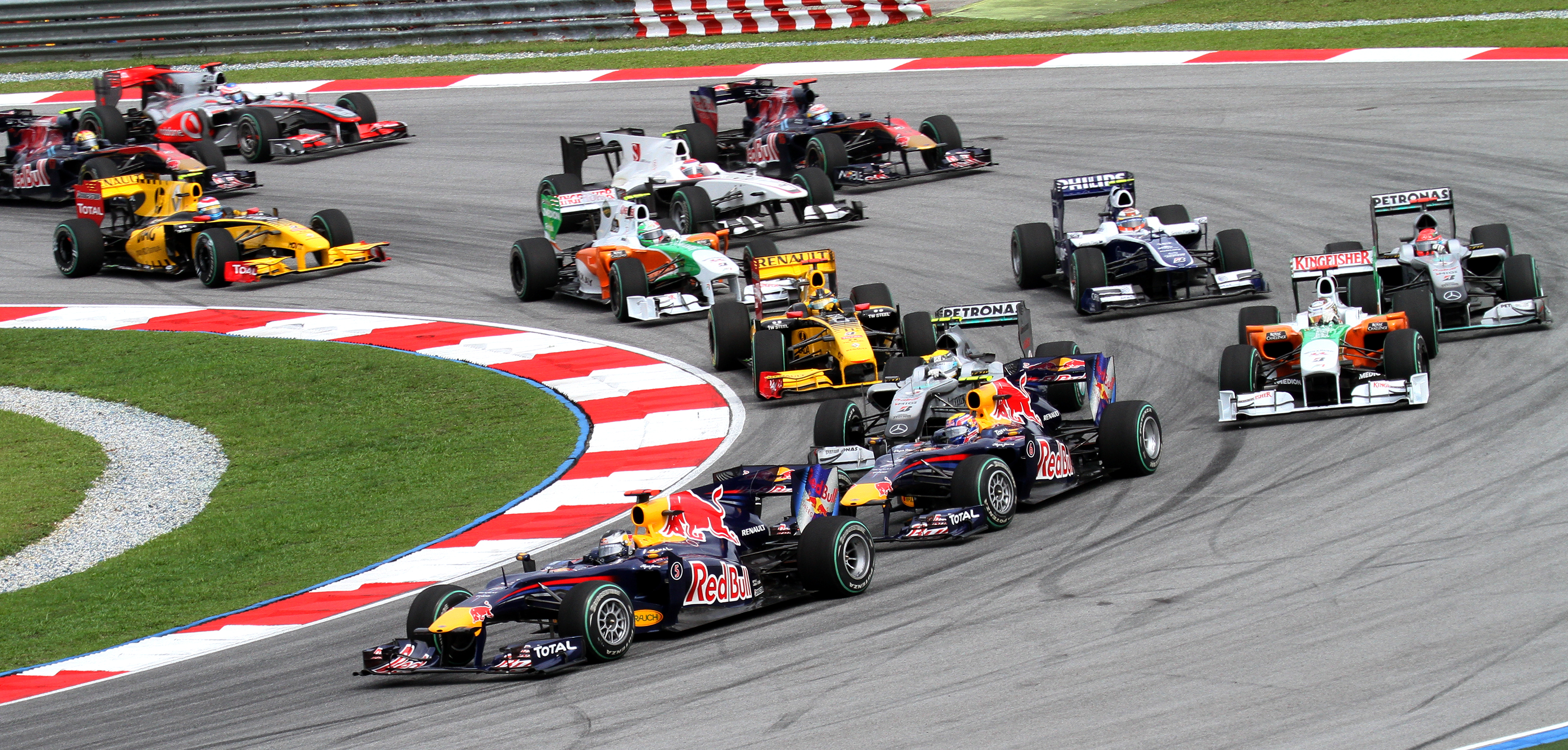
سباق فورميولا ون
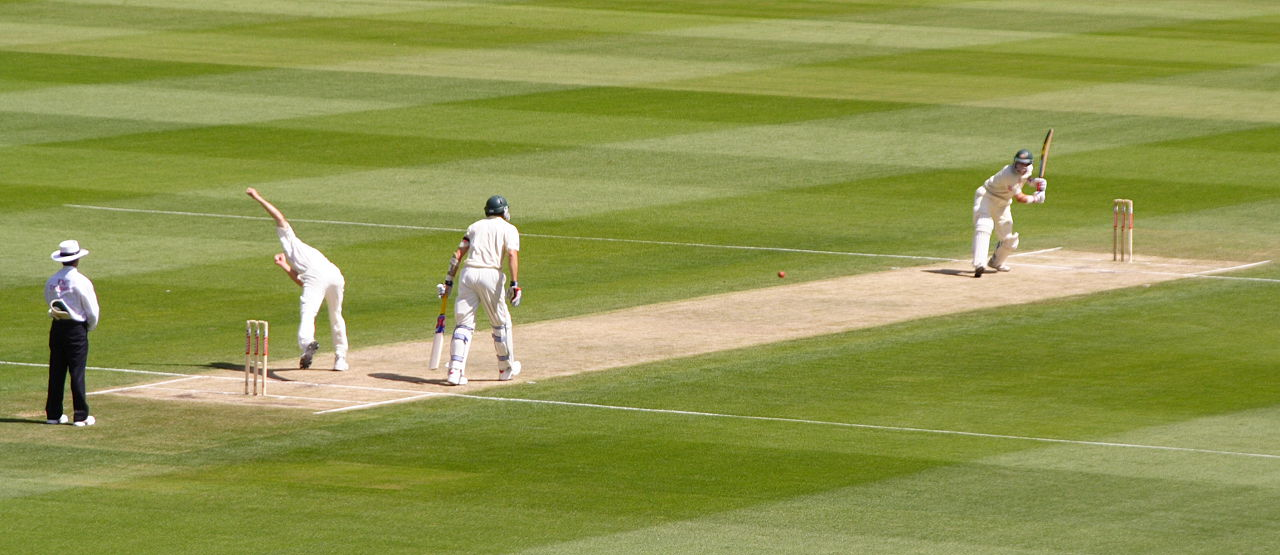
الكريكيت البريطانية
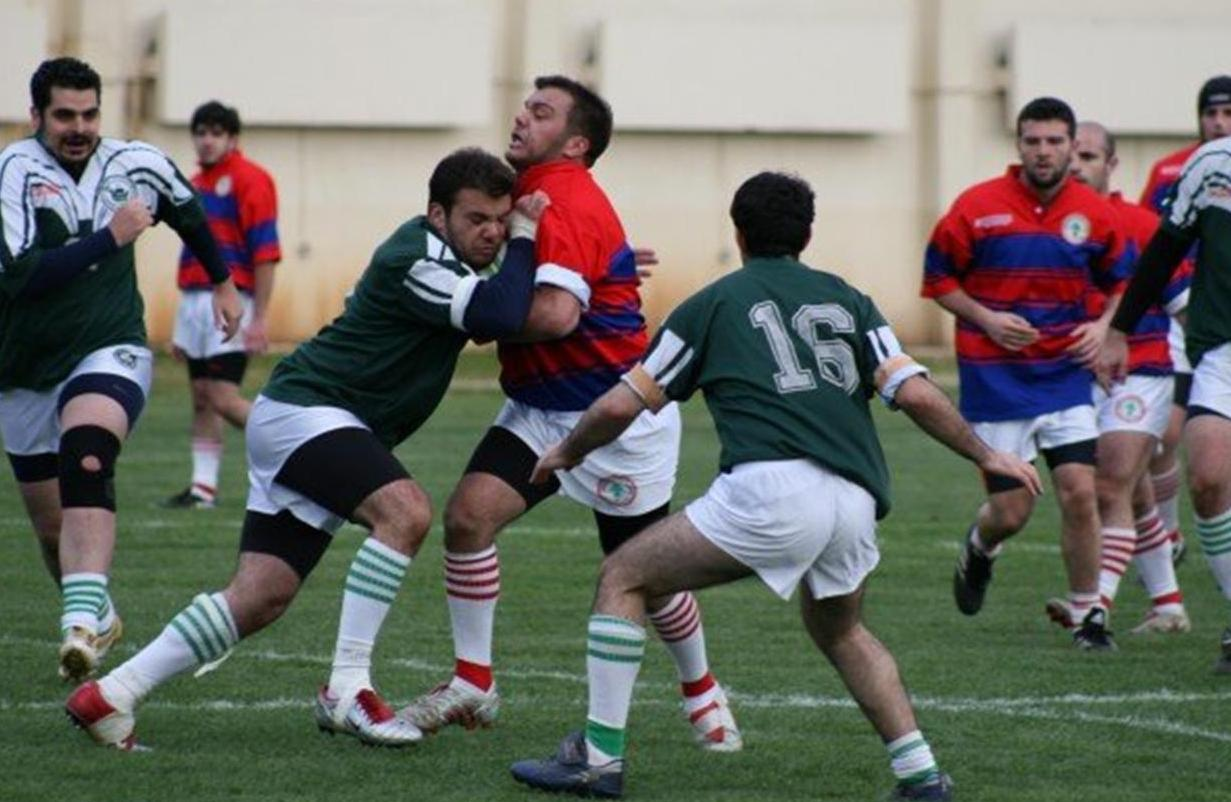
لعبة الرغبي البريطانية
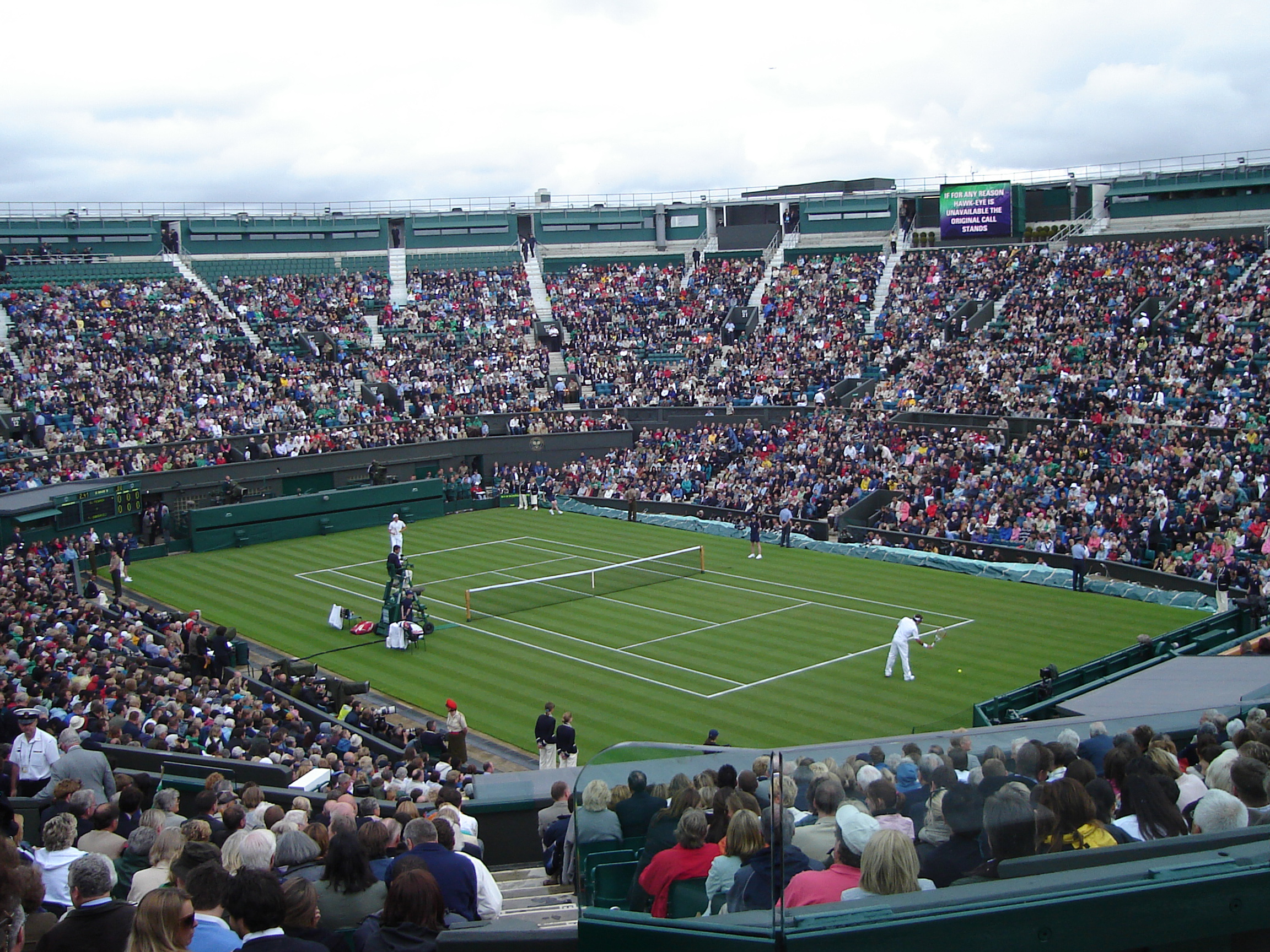
لعبة كرة المضرب
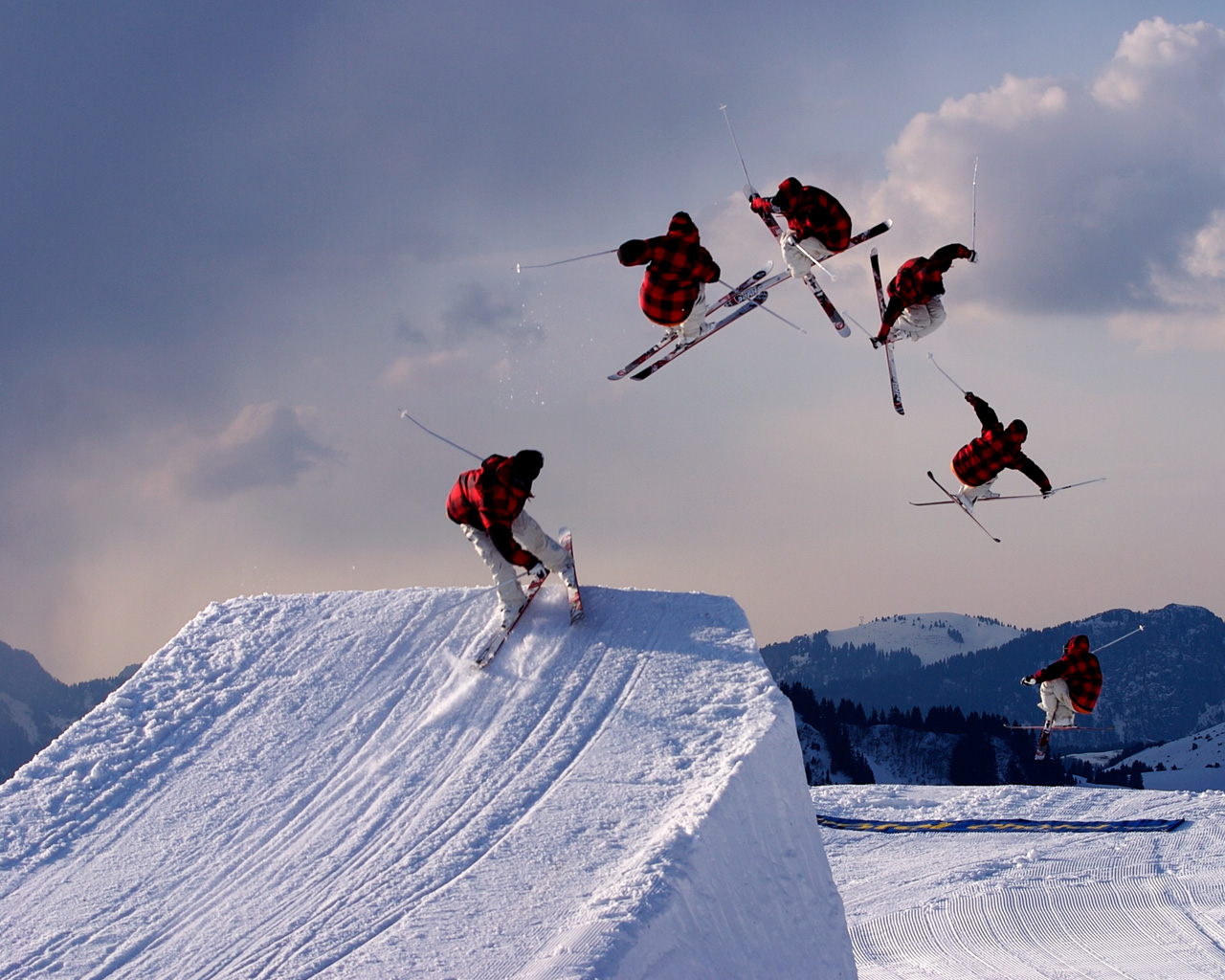
رياضة تزحلق على الثلج

### الموضة

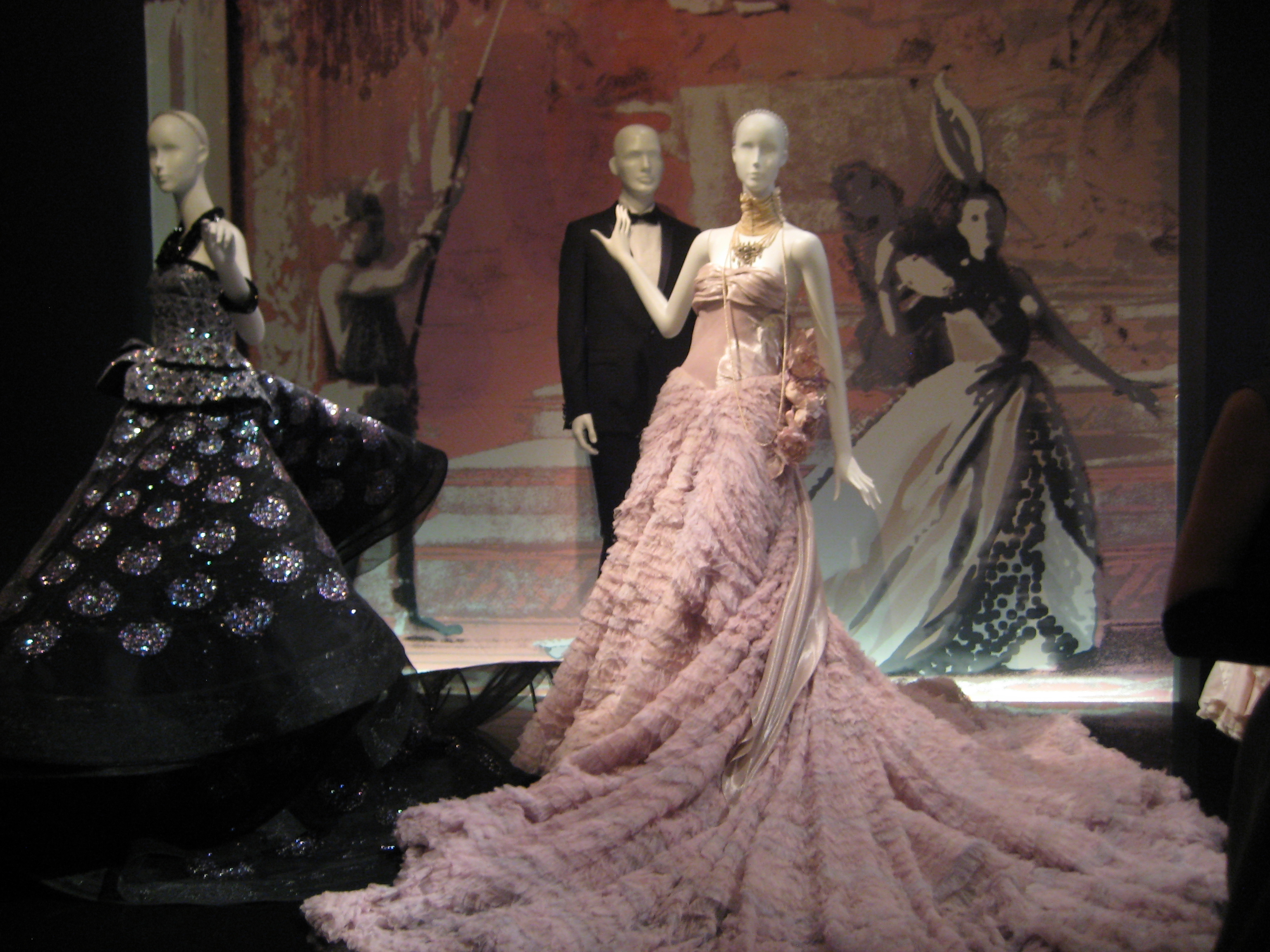
مجموعة أزياء ديور.

يمتلك فن الأزياء الأوروبي تقاليد عريقة، ويعتبر أحد أهمها في العالم والتي تتضمنها الأزياء الفرنسية والإيطالية والبريطانية. تعتبر كل من باريس ولندن وبرشلونة وميلانو وروما وبرلين عواصم الموضة الرئيسية في أوروبا، ولكن تبقى مدريد وفلورنسا وموسكو مراكز أخرى هامة. وفقاً لغلوبال لانغويج مونيتور 2013، رشحت باريس لتكون العاصمة الحقيقية للموضة العالمية تليها لندن وبرشلونة بينما جاءت روما سادسة. من الأسماء الكبرى في الموضة الأوروبية: كوكو شانيل وبيير كاردان وكريستيان ديور وبالينسياغا وزارا وغوتشي وبرادا وفيرساتشي وفالنتينو وأرماني ودولشي أند غابانا وميسوني وفندي على سبيل المثال لا الحصر. أما مجلة فوغ باريس ومجلة فوغ الإيطالية فتعتبر أهم مجلة أزياء مرموقة في العالم.

### المطبخ
المطبخ الأوروبي أو بشكل أعم المطبخ الغربي، يدل بشكل جماعي على المأكولات الأوروبية والغربية. يشمل المطبخ الأوروبي مأكولات روسيا، شمال أمريكا وأستراليا ونيوزلندا بالإضافة للدول الأوروبية. ويستعمل بشكل خاص من قبل الآسيويين ليفرقوا به عن المأكولات الآسيوية. أما الغربيون، فيعنون به الطعام الأوروبي أو ما يسمونه بالقاري.
إن المطبخ الأوروبي متنوع بعدد شعوبه وحضاراته. إلا أن له ميزات مشتركة بخاصة عند مقارنته بالمطبخ الآسيوي. فمثلا، يعتمد على اللحوم بشكل أكبر وكمياته على الموائد أعلى بكثير. كما أن فنون تشكيل وطهي اللحوم الغربية متنوعة أكثر من اللحوم الآسيوية وتعتمد على نوعية ومكان اللحم. ويعتمد الغربيون على الصلصات في تتبيل لحومهم وتبهيرها. كما يعتمد الغربيون على خبز طحين الدقيق كمصدر أساسي للنشويات، وعلى البطاطا بدرجة أقل، مقارنة بالأرز عند الآسيويين.
تختلف مكونات الأطباق حسب المنطقة. مع ذلك فقد انتشرت العديد من الأطباق والمطابخ الأوروبية في جميع أنحاء البلاد. بعض الأطباق الشهيرة تشمل المأكولات البحرية والباستا (إيطالي) والبيتزا (إيطالي) والهامبرغر (ألماني) وتاباس (إسباني) وبايـيا (إسباني) وجاجيك (يوناني) وبيتا جيروس (يوناني) والسلطة اليونانية (يوناني) وسلطة اوليفيه (روسي) والهام (بالإسبانية: Jamón ibérico) (إسباني) ولحم الخنزير المقدد (بريطاني) والبيروغة (بولندي) وبان كيك (إنجليزي) والسلمون المدخن (نرويجي) وجولاش (مجري) وشاشليك (أوكراني) وأليغو (فرنسي) ودونر كباب (تركي) وسحلب (تركي) والباكالهاو (برتغالي) والشنیتزل (نمساوي) والروستي (سويسري) والدولماس (روماني) والسارما (بلغاري)، كما يشتهر النبيذ الفرنسي والإيطالي والصربي التوسكاني كما تحظى الجعة الهولندية هينيكن والجعة الدنماركية كارلسبيرغ وتوبورغ والجعة الإيرلندية غينيس.

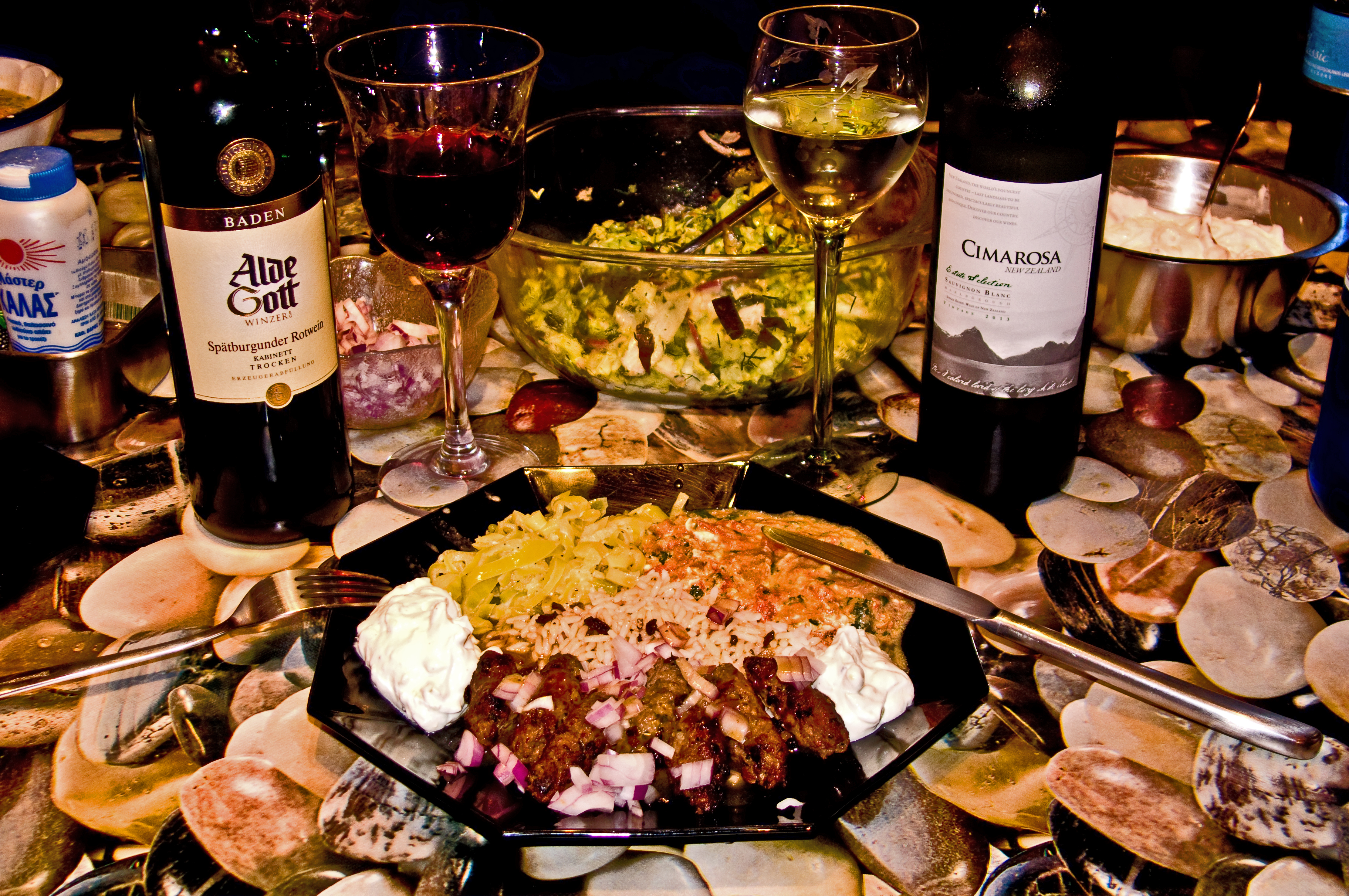
وجبة صربية تقليدية
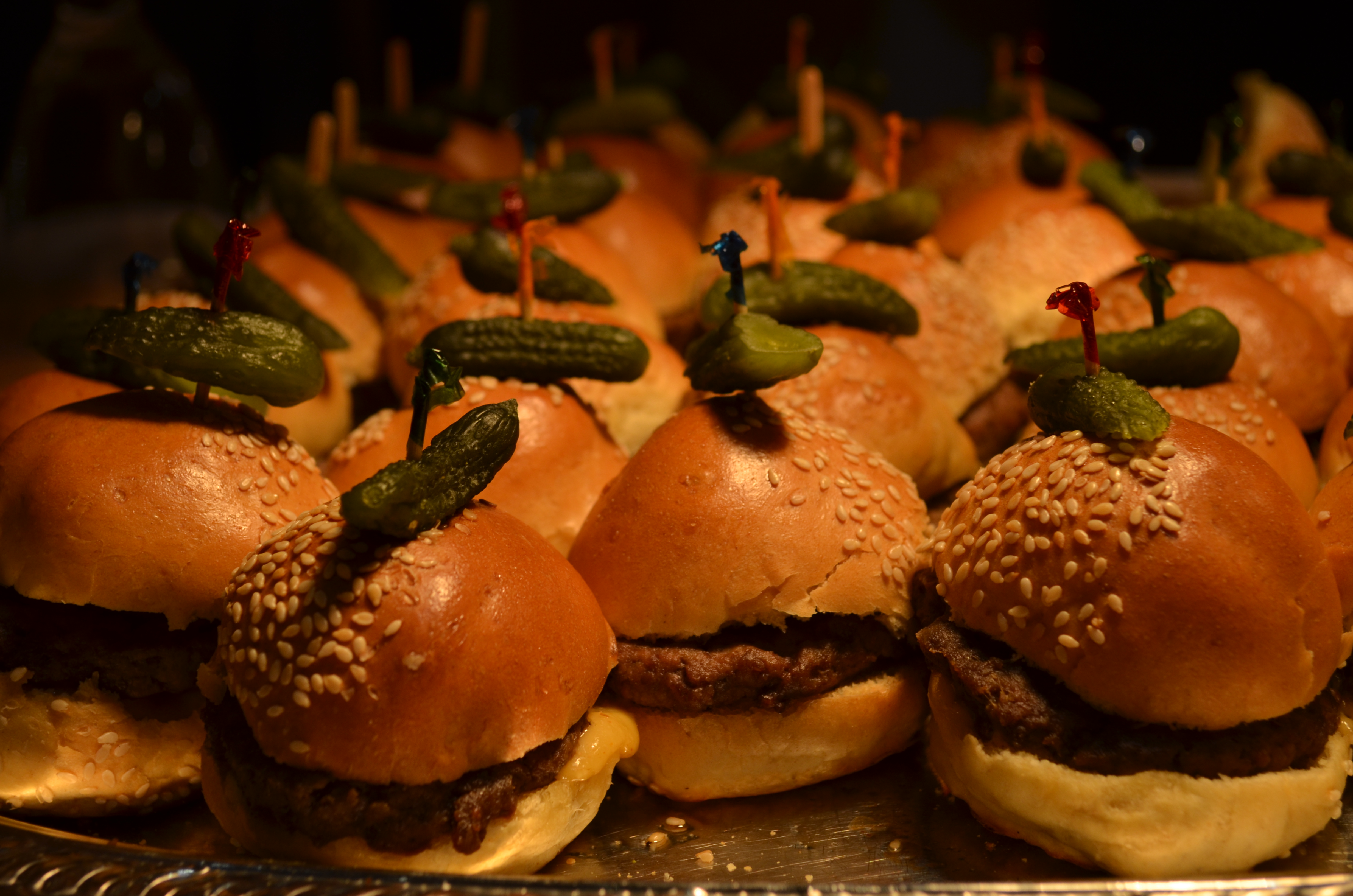
هامبرغر ألماني
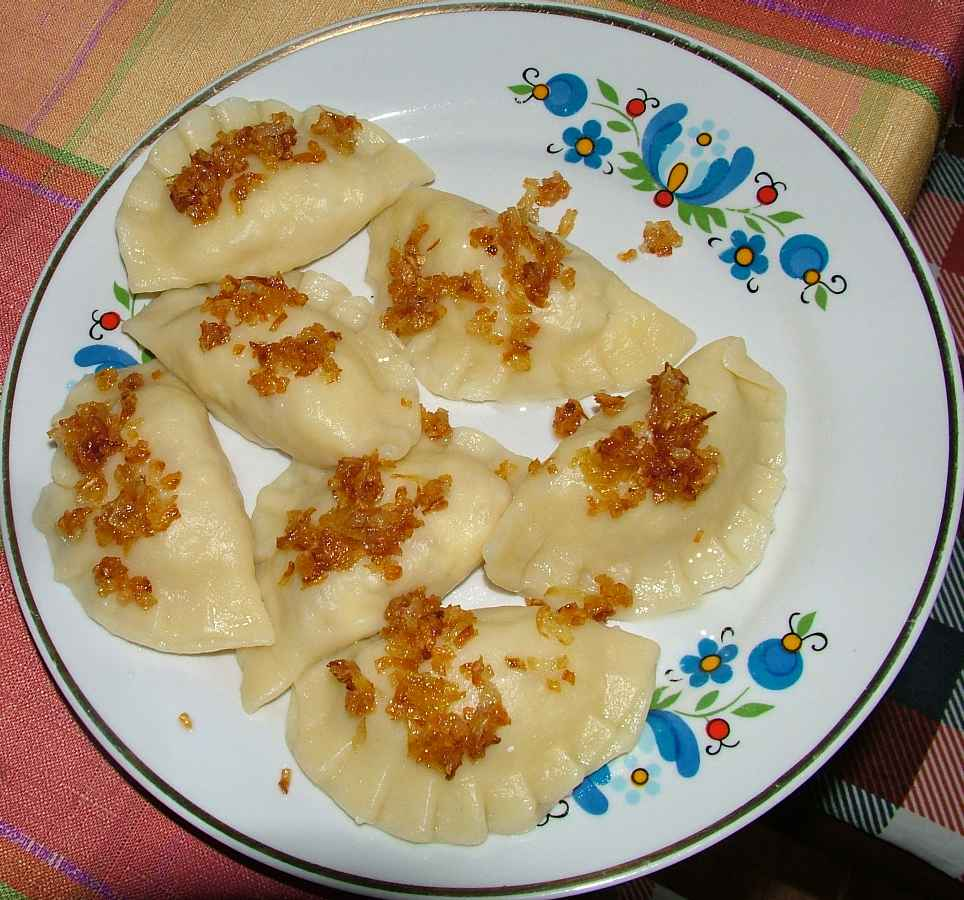
بيروغة بولندية
بيتزا إيطالية
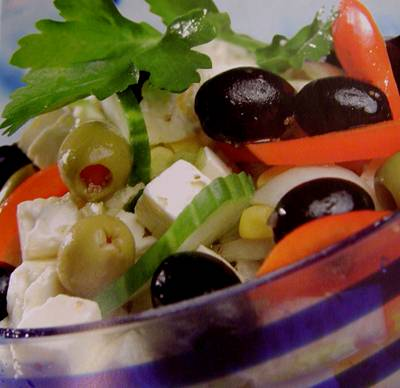
سلطة يونانية

### الفلكلور

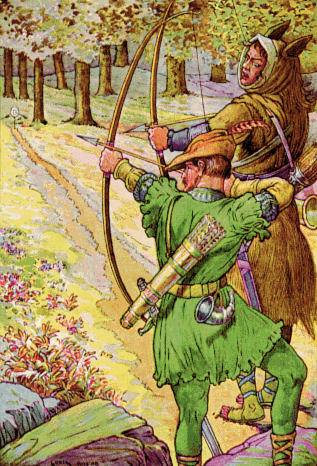
روبن هود وهي شخصية فلكلورية أوروبية.

تطور الفلكلور الأوروبي على مدى قرون عديدة، وظهرت فيه العديد من الشخصيات والكائنات المألوفة الآن حول العالم، مثل الجنيات، العمالقة، الأقزام، والغيلان، ولعلّ أشهر الشخصيات والقصص الفلكلورية الإنجليزية هي قصة روبن هود ورجاله الشرفاء من شيروود ومعاركهم مع شريف نوتنغهام. أثناء العصور الوسطى المتقدمة ظهرت حكايات مصدرها التقاليد البريثونية ودخلت الفلكلور الإنجليزي، ومنها أسطورة الملك آرثر، وهي مستمدة من المصادر الأنجلو نورماندية، الفرنسية والويلزية، وقِصّة سندريلا والأمير الضفدع وهانسل وغريتل ورامبيل ستيلتسكين وبياض الثلج والأقزام السبعة وذات الرداء الأحمر وعقلة الإصبع والقط ذو الحذاء وأليس في بلاد العجائب وبائعة الكبريت وملكة الثلج والحورية الصغيرة وكونت دراكولا الرومانيّة وفرقة كوبان القوزاق ووليام تيل السويسريّ. ومن أبرز الشخصيات والمواقع التي ذكرت فيها: الملك آرثر، قلعة كاميلوت، سيف إكسكاليبر، الساحر ميرلين، وفرسان المائدة المستديرة مثل لانسلوت. من الشخصيات الفلكلورية الأوروبية الأخرى، الملك كول، وقد بنيت هذه الشخصية على شخصية حقيقية من بريطانيا الرومانية.
وتُعد حكايات ذهبية أحد أكثر الأعمال الأدبية المسيحية تأثيرًا على الفلكلور الغربي والمسيحي حيث تحتوي على قصص قديسين وشخصيات أدبية مشهورة مثل القديس باتريك والثعابين والقديس جرجس والتنين وحرب يعقوب بن زبدي ضد المغاربة واكتشاف الصليب الحقيقي، والتي أضحت جزء من الوعي الثقافي في الثقافة الأوروبية والثقافة المسيحية.
من أهم أدباء ومن كتب في الحكايات الخرافية وأدب الأطفال الأخوان غريم وشارل بيرو ولويس كارول وهانس كريستيان أندرسن. انتَشرت مجموعَةُ القِصص الشعبيّة الأوروبية انتشاراً واسِعاً. وتُرجِمَت لأكثَر من 100 لُغة حولَ العالم ومَعروفَة باسم قِصص الأخوان غريم؛ كما اقتُبِستْ في كثيرٍ من الأعمالِ السينيمائيّة، ولعلَ أهمَ من اقتَبَس مِنها هو والت ديزني الذي أنتَجَ أحد أكثَر الأعمال شُهرةً كَـ سندريلا وبياض الثلج والأقزام السبعة والأميرة النائمة.

## الموروث الحضاري والاستعماري
على مر العصور تركت الحضارات والإمبراطوريات الأوروبية المختلفة أثرها على التاريخ والحضارة العالميّة. على مر العصور ساهم الأوروبيين مساهمات كبيرة في تطوير الحضارة الإنسانيّة، كما ويُذكر أن هناك المئات من الأوروبيين البارزين الذين ساهموا في الحضارة الإنسانية والمجتمع الغربي من خلال تعزيز وتطوير العلوم، والطب، والفن، والموسيقى، والأدب، والمسرح، والفلسفة، والعمارة، والاقتصاد والسياسة. وحصل 526 أوروبي على جائزة نوبل في مختلف المجالات.
وكما أثرت أوروبا على الحضارات المختلفة، فقد تأثرت أوروبا في غيرها من الحضارات من بينها التأثير الفرعوني والصيني والهندي على العمارة الأوروبية والفلك والعلوم وتأثير الحضارة الإسلاميّة على الفن والعمارة والطب والصيدلة خلال العصور الوسطى. كما نتج عن هجرة العُلماء البيزنطيين إلى إيطاليا وفرنسا سنة 1397 بواعث النهضة الحديثة في أوروبَّا. كما أثّر اكتشاف الأمريكيتين واكتشاف حضارات متقدمة مثل حضارة المايا والإنكا والآزتك على الاقتصاد ونمط الحياة الأوروبي.
نشأت في اليونان القديمة الأفكار الديموقراطية والفلسفة ووضعت أسس الرياضيات والطب وكان حضارة الإغريق القديمة تأثيرًا هائلاً على اللغة والسياسة والنظم التعليمية، والفلسفة، والعلوم، والفنون. وما زال إرث الإمبراطورية الرومانية حاضرًا من خلال الأبجدية والأرقام الرومانية، فضلًا عن أسماء الكواكب والأشهر، وأنظمة الحكم والقانون المستندة إلى النموذج الروماني، التقنيات المستخدمة في بناء الطرق والجسور والقنوات المائية، الجسور والحمامات العامة (ثرمي). أمّا إرث الإمبراطورية البيزنطية فما يزال حاضرًا في أوروبا الشرقية وبعض مجتمعات الشرق الأوسط من خلال التقليد الليتورجي والأدبي والمعماري البيزنطي والنفوذ الثقافي البيزنطي.

خريطة تبين امتداد الدول التي استعمرت أراضي دول أخرى من 1492 حتى 1974.

تركت الإمبراطوريات الاستعمارية الإسبانيّة والبرتغاليّة والبريطانيّة والهولنديّة والفرنسيّة والروسيّة والسويديّة والنمساويّة المجريّة والألمانيّة والإيطاليّة والعثمانيّة آثارًا هائلة في مستعمراتها في أفريقيا والشرق الأوسط وأمريكا الجنوبية والشمالية وأوقيانوسيا يظهر ذلك من خلال إنشاء المدن وانتشار الأنماط المعمارية الأوروبية وفي التطبيق الاقتصادي والأنظمة القانونية والحكومّية والمجتمع والرياضة (مثل الكريكت وكرة القدم)، الموسيقى والمسرح (مثل الأوبرا)، وإدخال الطب الحديث. كما أنشأ الأوروبيين أول العيادات والمستشفيات الحديثة، وتم تدريب فيها الممرضين والممرضات، وفتحت المدارس الطبية الأولى في مستعمراتها. كما استطاعت الثقافة الأوروبية على التأثير المباشر في الثقافة الأميركية اللاتينية والشمالية، لا سيما في مجالات الثقافة الراقية والعلوم والطب. ويمكن ملاحظة ذلك في مظاهر تقاليد المنطقة الفنية، بما في ذلك الرسم والأدب والموسيقى، وفي مجالات العلوم والسياسة.

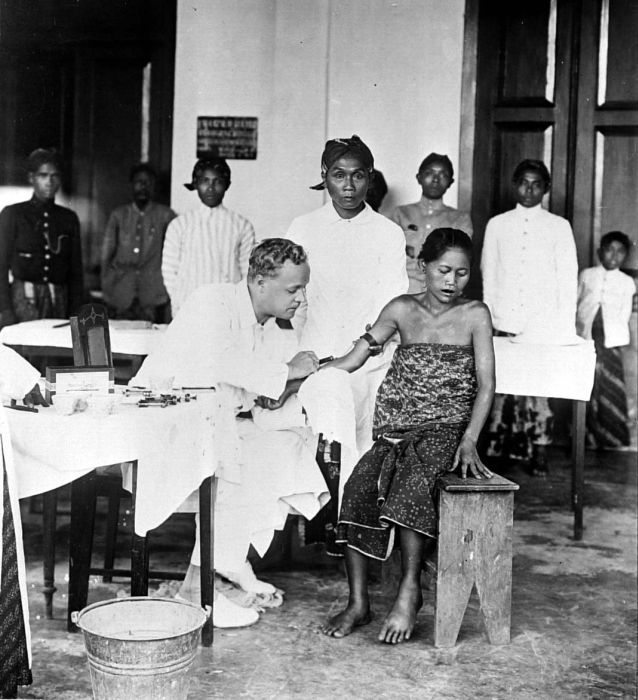
طبيب أوروبي يطعّم مريضة إندونيسية.

من الآثار التي تركتها الإمبراطوريات الأوروبية انتشار اللغات الأوروبية في العالم حيث يتحدث حوالي 46% من سكان العالم لغة من لغات هندية أوروبية كلغة أم. وتأتي في مقدمة اللغات الأوروبية على مستوى العالم اللغة الإسبانية والتي يتحدث بها بين 322-400 مليون شخص يتحدثون الإسبانية بوصفها اللغة الأم، وهي اللغة الرسمية والشعبية في إسبانيا وأغلبية بلدان أمريكا الجنوبية. ويتحدث اللغة البرتغالية نحو 230 مليون المتحدثين في البرتغال، البرازيل، تيمور الشرقية، وجنوب أفريقيا. كما تنتشر اللغة الإنجليزية على نطاق واسع كلغة مشتركة، وهي ثالث أكثر اللغات الأم انتشارا في العالم (402 مليون نسمة بحسب تعداد 2002) وبالإضافة إلى انتشارها الكبير في العالم بسبب التأثيرات العسكرية والاقتصادية والثقافية والعلمية والسياسية للإمبراطورية البريطانية ومن بعدها الولايات المتحدة الأمريكية وهي اللغة الوحيدة الموجودة بالقارات الخمس بجانب اللغة الفرنسية. يذكر أنّ اللغة الفرنسية يتكلم بها نحو 80 مليون شخص في جميع أنحاء العالم كلغة رسمية أساسية، وحوالي 190 مليون شخص كلغة رسمية ثانية، وحوالي 200 مليون شخص آخرين كلغة مكتسبة.
على المستوى الديني كان لأوروبا أكبر الأثر في صقل الديانة المسيحية، حيث بشّر الأوروبيين بالمسيحية في العالم الجديد، إفريقيا جنوب الصحراء وأوقيانوسيا وكان لهم الأثر في دخول سكانها للمسيحية. فضلًا عن ذلك أعطت أوروبا البصمة الحضارّية والثقافيّة للمسيحية العالميّة. حاليّا تعتبر المسيحية أكبر دين معتنق في البشرية، ويبلغ عدد أتباعها 2.4 مليار أي حوالي ثلث البشر، كذلك فالمسيحية دين الأغلبية السكانية في 126 بلدًا من أصل 197 بلدًا في العالم.

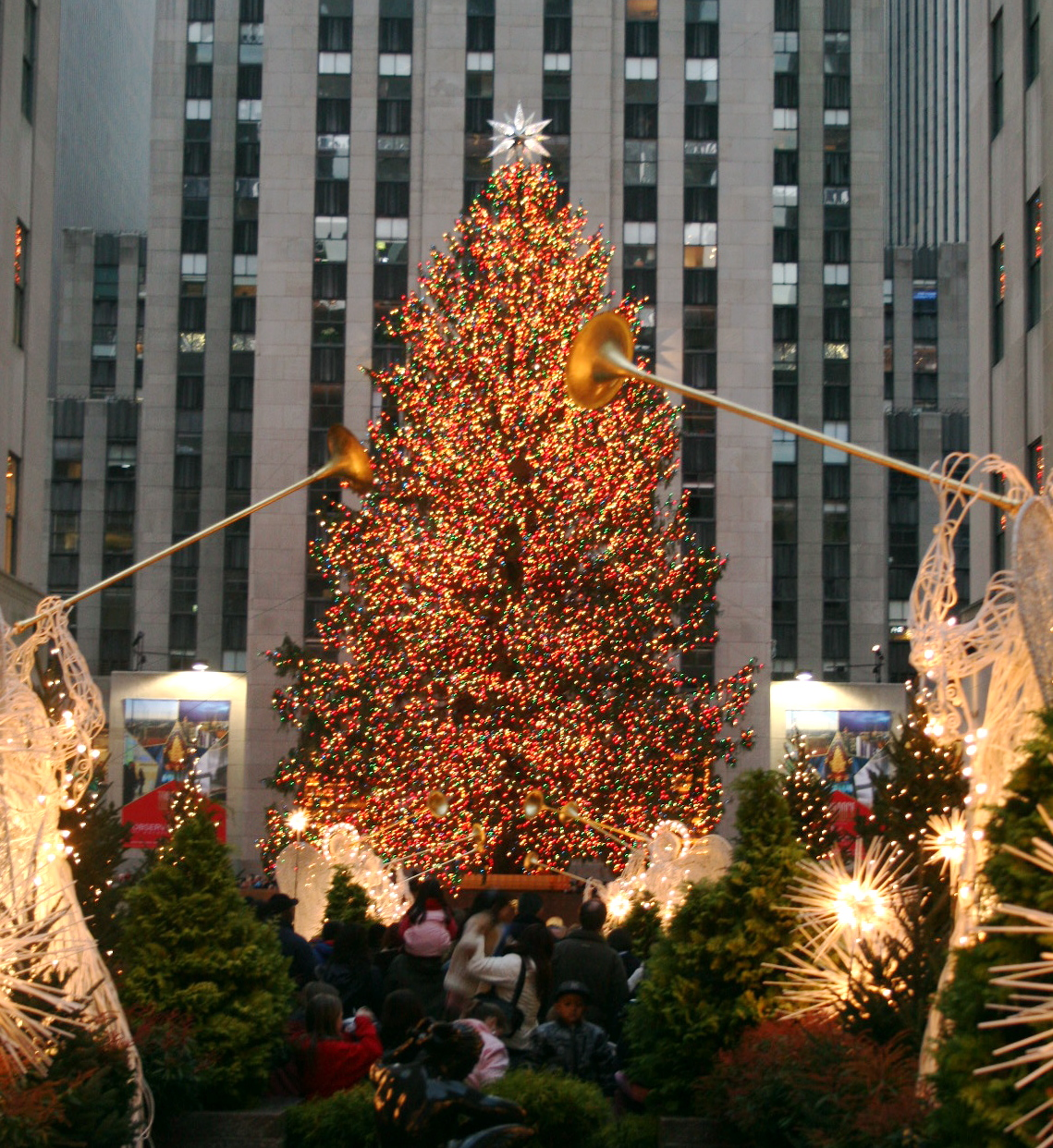
شجرة عيد الميلاد في نيويورك؛ وهي من تقاليد عيد الميلاد التي نشأت في أوروبا.

على الرغم من وجود مؤسسات التعليم العالي الأخرى والتي كانت قائمة في كل من اليونان القديمة وروما القديمة والإمبراطورية البيزنطية والعالم الإسلامي والهند، منها جامعة القرويين بمدينة فاس بالمغرب التي تأسست في القرن التاسع وكلية القسطنطينية في الإمبراطورية البيزنطية والتي تعتبر بحسب عدد من المؤرخين أقدم مؤسسة تعليم عالي في التاريخ، الاّ أنّ عدد من المؤرخين يتفق على أنّ أقدم جامعة بالمفهوم الحديث للتعليم العالي هي جامعة بولونيا في إيطاليا والتي بنيت سنة 1088. كما أن الجامعة القرطوسية الأوروبية أثرت على شكل الجامعة الحالي حيث ما من مؤسسة أوروبية أخرى انتشرت في العالم كله بالطريقة التي انتشرت بها الشكل التقليدي للجامعات الأوروبية. فالدرجات الأكاديمية التي منحتها الجامعات الأوروبية - البكالوريوس والليسانس والماجستير والدكتوراه - قد اعتمدت في كافة المجتمعات حول العالم. أما الكليات الأربع التي كانت معروفة في العصور الوسطى بأشكالها المختلفة فهي: الفلسفة والآداب والفنون والعلوم والعلوم الإنسانية - القانون والطب واللاهوت، وقد تكون منها تخصصات فرعية عديدة خاصة العلوم الاجتماعية والدراسات التقنية.
اختراعات العلماء الأوروبيين تشمل أول آلة صناعية الغزل وأول حاسب آلي وأول جهاز حاسب آلي حديث والكمبيوتر وشبكة الإنترنت العالمية جنباً إلى جنب مع إتش تي تي بي 404 ولغة رقم النص الفائق، وأول عملية نقل دم بشري ناجحة، والمكنسة الكهربائية، وآلة تهذيب الحشائش، وحزام الأمان والحوامات، والمحركات الكهربائية، والميكروفون، والمحرك البخاري، والبطارية، وسماعة الطبيب، والآلة الحاسبة الميكانيكية، والمرحاض، وحمامات الشامبو،
 والساونا والبيديه، وفرشاة الأسنان، وطريقة بريل، والميكانيكية طباعة الحروف المتحركة، وبندول فوكو، ونظريات مثل نظرية داروين في التطور، والنظرية الذرية. تشمل الاختراعات الأخرى صفيحة حديد السكك الحديدية، وتعبيد الطرق، والشريط المطاطي، ومصيدة الفئران، وجهاز سلامة «عين القطة» على الطرق، وتطوير وصلة المصباح الساطع، القاطرات البخارية، وثقابة البذور، والمحركات النفاثة، والعديد من التقنيات الحديثة والتكنولوجيات المستخدمة في الهندسة الدقيقة.

خارطة تُظهر الأشخاص ذوي الأُصول الأوروبيَّة وفق المفهومين: العرقي الديني والجُغرافي.

كما تنشر الأنماط الأدبية الأوروبية والقصص الفلكورية على نطاق واسع. حيث أثر وتأثر الأدب الأوروبي على الأنواع الأدبية في المستعمرات الأوروبية السابقة حيث تأسست فروع أدبية خاصة في أدب الاستعمار. كما تركت الأطباق الأوروبية أثرًا كبيرًا على مطابخ أمريكا الشمالية والجنوبية. إلى جانب ذلك، فإن التقويم الأكثر انتشارًا في العالم اليوم، هو التقويم الميلادي الذي كان يوليوس قيصر أول من وضعه ثم قامت الإمبراطورية الرومانية لدى اعتناقها المسيحية بحسابه بالنسبة لميلاد يسوع، وأعيد تعديله من قبل الفاتيكان في القرن السادس عشر خلال حبرية البابا غريغوريوس الثالث عشر بناءً على ملاحظات العالم إليسيوس ليليوس الذي وجد تقصيرًا في تقويم يوليوس قيصر فأصبح عشرة أيام كاملة عام 1581. كذلك هنالك أعياد تُحتفل على نطاق واسع في العالم ذات جذور أوروبية مثل عيد جميع القديسين (الهالويين)، يوم القديس باتريك، الكرنفالات، الفالنتاين دي ورأس السنة الميلادية.
ترك الاستعمار والهجرات الأوروبية المختلفة مجتمعات ضخمة من ذويي الأصول الأوروبية الكاملة أو الجزئية في كل من الولايات المتحدة (223 مليون)، والبرازيل (91 مليون)، والأرجنتين (36 مليون)، وكندا (25 مليون)، وأستراليا (20 مليون)، وكولومبيا (17 مليون)، وفنزويلا (13 مليون)، والمكسيك (10 مليون)، وكوبا (7 مليون) وجنوب أفريقيا (4 مليون)، وتشيلي (5 مليون)، وكوستاريكا (3.5 مليون)، ونيوزيلندا (3 مليون)، وبورتوريكو (3 مليون) وأوروغواي (2.8 مليون).

## حواش
- 1 تشمل ترانسنيستريا المنطقة المستقلة فعليا عن مولدوفا ولكن غير معترف بها دوليًا.
- 2 روسيا هي دولة تقع في قارتين هما آسيا وأوروبا. على الرغم من أن 25% من الأراضي الروسيّة تقع في أوروبا، الا أنّ معظم سكان روسيا (حوالي 77%) يعيش في روسيا الأوروبية.[398]
- 3 جزيرة جيرنزي تابعة للتاج البريطاني.
- 4 جزيرة مان تابعة للتاج البريطاني.
- 5 جزيرة جيرزي تابعة للتاج البريطاني.
- 6 الجبل الأسود أعلنت استقلالها عن جمهورية صربيا والجبل الأسود في 3 يوليو 2006.
- 7 يوجد إقليم في صربيا وهو كوسوفو تديره الأمم المتحدة.
- 8 يوجد مناطق تابعة لإسبانيا في أفريقيا وهي جزر الكناري ومدينتي سبتة ومليلية.
- 9 كازاخستان دولة تقع في قارتين هما آسيا وأوروبا.
- 10 أرمينيا وقبرص تعتبران دولا أوروبية بالرغم من أنهما ليستا في أوروبا بسبب تداخل ثقافهما مع ثقافة أوروبا.
- 11 أرمينيا تقع كُلياً داخل آسيا، ولكن تاريخياً مصنفّة كأوروبية.
- 12 أذربيجان تعتبر أحيانا دولة واقعة في قارتين هما آسيا وأوروبا.
- 13 جورجيا تعتبر في بعض الأحيان دولة واقعة في دولتين هما آسيا وأوروبا.
- 14 قبرص تقع كُلياً داخل آسيا، ولكن تاريخياً مصنفة كأوروبية.
- 15 تركيا دولة واقعة في قارتين ولكن معظمها في آسيا (97%) في حين أنّ معظم مساحة إسطنبول توجد في أوروبا. بحسب تقديرات 2012 يقطن حوالي 10,620,739[399] من سكان تركيا في الجزء الأوروبي لتركيا.
- 16 الإجمالي يشمل أيضا الجزء من المساحة التابع لأوروبا من بعض الدول الموجودة في قارتين.
- 17 الإجمالي يشمل أيضا عدد السكان في المناطق التابعة لأوروبا من بعض الدول الموجودة في قارتين.
- 18 مدينة إسطنبول هي مدينة عابرة للقارات وتقع بين القارة الأوروبية والآسيويّة، يقع المركز التجاري والتاريخي في الجانب الأوروبي من المدينة والذي يعيش فيه حوالي ثلثي السكان، في حين يعيش حوالي ثلث سكانها على الجانب الآسيوي من المدينة.

## وصلات خارجية
معلومات عامة
- مدونة أوروبا في كتاب حقائق العالم
- (بالعربية) أوروبا على الموسوعة المعرفية الشاملة
- مجلس أوروبا (بالإنجليزية)
- الاتحاد الأوروبي (بالإنجليزية)
- معجم كولومبيا العالم (بالإنجليزية)
- «مقدمة عن أوروبا» من دليل السفر والمعلومات Lonely Planet (بالإنجليزية)